# Collection des curiosités remarquables de l'Empire russe par Prokoudine-Gorski

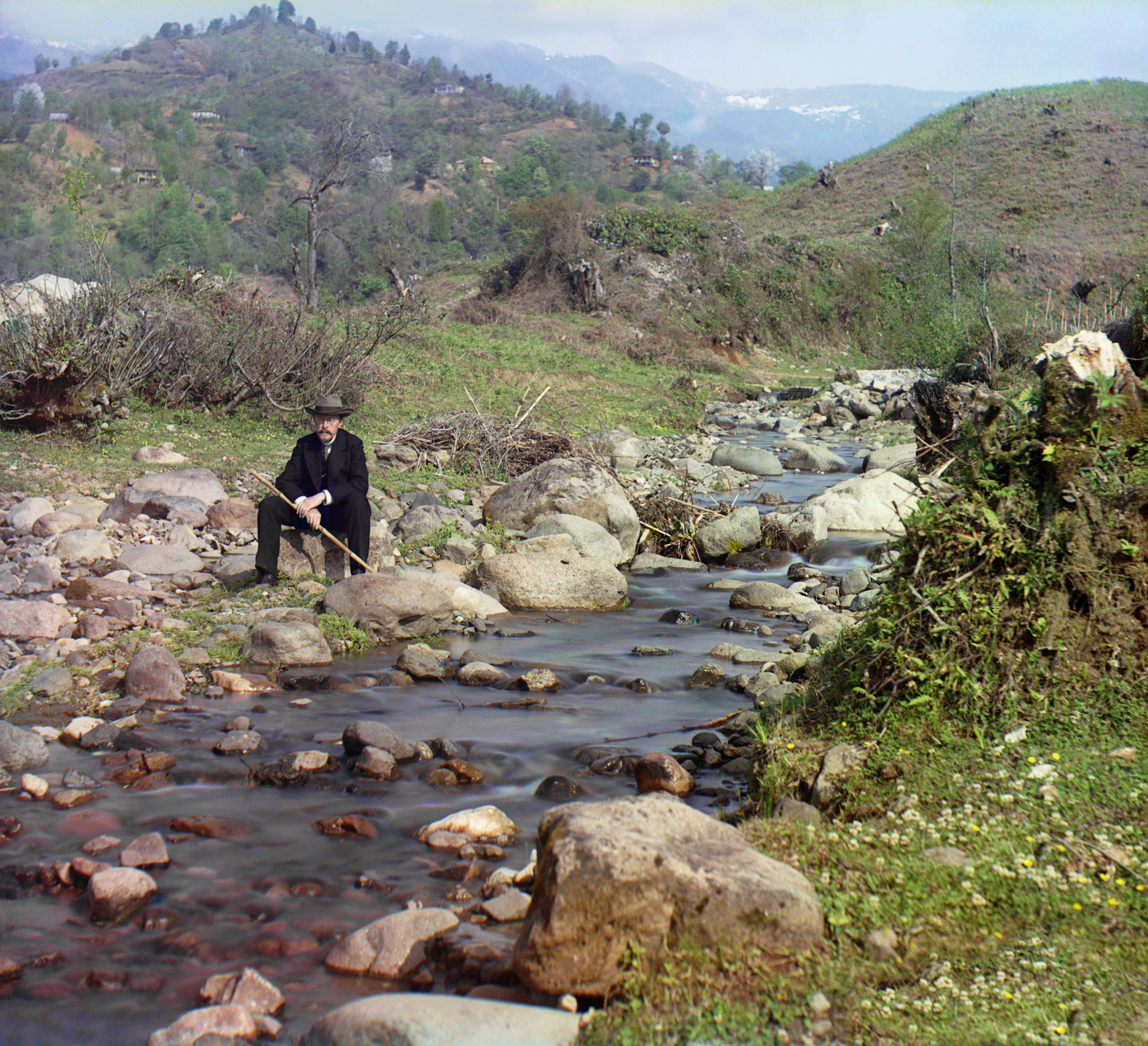
Autoportrait de Sergueï Prokoudine-Gorski.

La Collection des curiosités remarquables de l'Empire russe par Prokoudine-Gorski est une des premières collections au monde de photographies en couleurs (avec celle d'Adolf Miethe). Elle constitue un patrimoine unique pour les peuples de l'ancien Empire russe et pour toute l'humanité. Son créateur est le célèbre inventeur russe Sergueï Prokoudine-Gorski (1863—1944). Mais il faut remarquer que l'exécution effective de nombreuses photos est due à ses collaborateurs (en particulier pour deux collections dues à A. A. Edmokinov).
La création de la collection s'est étendue de l'année 1903 (ou 1904) à 1916.
Malgré son nom, cette collection présente des photographies non seulement de l'ancien Empire russe mais également d'autres pays tels que le Danemark, l'Italie, la Suisse, la France et l'Autriche-Hongrie, et encore des portraits de personnes connues ou inconnues.

## Description générale de la collection
Actuellement, le nombre de plaques de verre qui faisaient partie de la collection en 1917 est estimé à 3 500. Cette estimation ne prend pas en compte plus de 300 photos couleur de Saint-Pétersbourg, Kiev, Koursk, Sébastopol et d'une série d'autres endroits, réalisées sur commande de la communauté sainte Eugénie en 1905. Une partie d'entre elles est imprimée en 1906-1907 pour réaliser des cartes-vues. On ne sait rien du sort ultérieur des négatifs de ces photos.

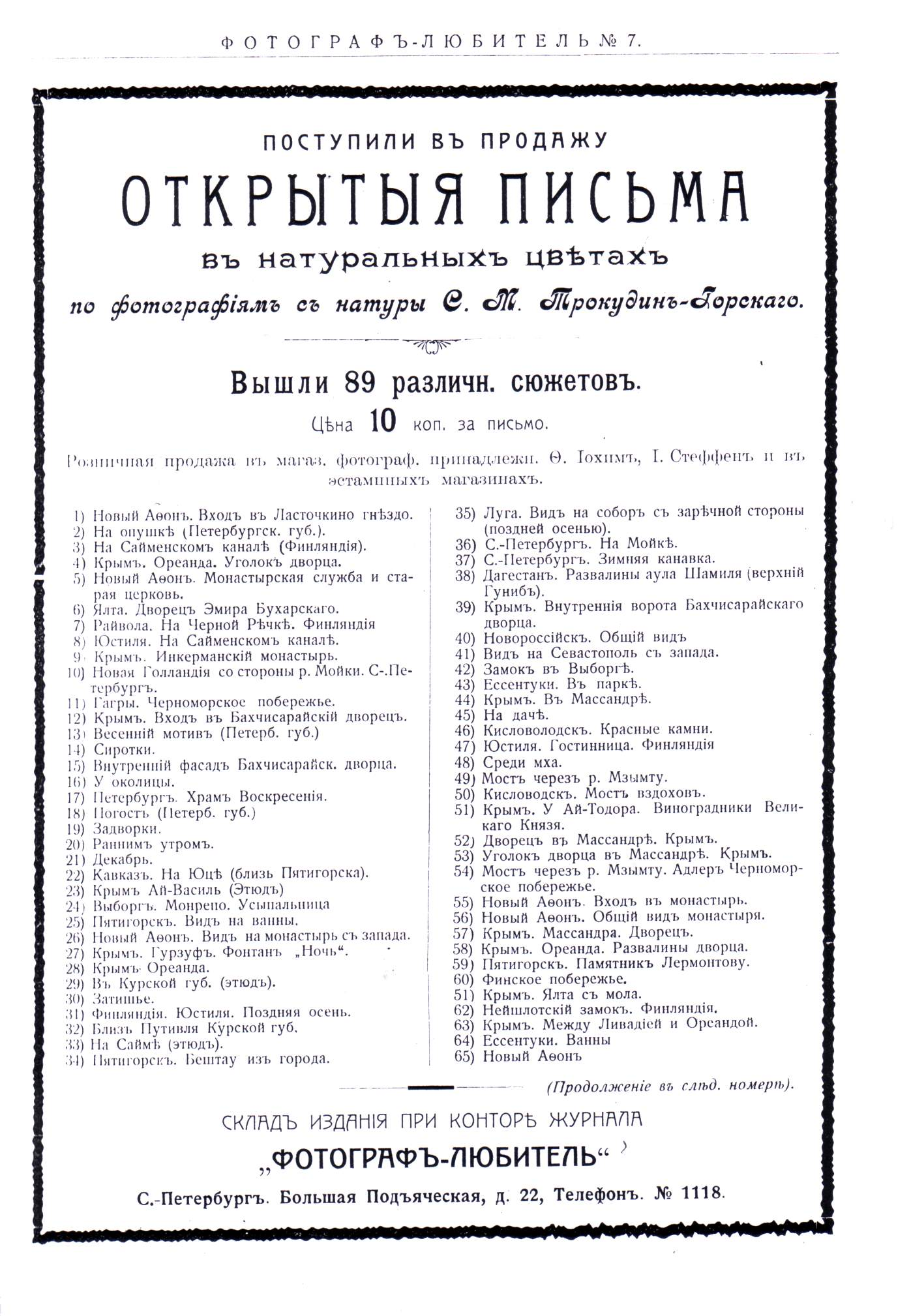
Publicité pour des photos couleurs de Prokoudine-Gorki dans la revue « Le photographe-amateur » après 1907.

Après la Révolution d'Octobre Prokoudine-Gorski quitte la Russie et part à l'étranger en 1918, et sa collection reste en URSS pendant plusieurs années. La date et les circonstances qui ont amené cette collection en France reste inconnue. Prokoudine-Gorski note lui-même la suppression des collections comme suit :
« Avec l'avènement de la révolution en Russie, le risque était grand de perdre toute la collection et la menace exista pendant plusieurs années. Cependant, grâce à un heureux concours de circonstances j'ai réussi à conserver la partie la plus intéressante de celle-ci. La plupart de celles qui n'ont pas pu sortir étaient des photos d'importance stratégique, peu intéressantes pour le grand public et d'autres réalisées en différents endroits de Russie, mais qui n'étaient pas en lien avec l'idée générale de la collection. »
La première mention de l'existence de la collection en France remonte à la fin de l'année 1931. Elle est liée aux premières expositions publiques (avec projection en noir et blanc)
. Selon les documents des héritiers des archives de la famille Prokoudine-Gorski, ce ne sont pas moins de 2 300 négatifs qui ont été introduits en France. Il restait alors en URSS environ 1 200 négatifs et plus de 1 000 diapositives, dont on ignore l'endroit où elles se trouvaient.
En 1948, les héritiers de Prokoudine-Gorski ont revendu ce qui leur restait de la collection aux États-Unis, où la Bibliothèque du Congrès a veillé à enregistrer en trois exemplaires 1 902 négatifs. 400 négatifs sur le total de 2 300 que possédait la famille Prokoudine-Gorski ont été perdus dans la collection qui se trouvait en France. Il est probable, que la plupart ont été endommagés du fait de mauvaises conditions de conservations (du fait de l'humidité des sous-sols) ou de transport. Un certain nombre de négatifs ont également été envoyées à Belgrade (où il existait une importante communauté russe entre les deux guerres).
En l'an 2000, les responsables de la Bibliothèque du Congrès ont décidé de scanner. Leur conversion au numérique a remplacé ainsi la projection qui était nécessaire autrefois pour les visionner, à l'aide d'un appareil spécial,.
Actuellement on ne connaît aucun négatif en dehors de ceux conservés dans la section spéciale de la bibliothèque du Congrès des États-Unis. La seule exception est celle du négatif d'une photo prise à Zlatooust qui a été offert en 1987 par le président Ronald Reagan à l'Union soviétique et remise au musée de Nijni Taguil.
Quatorze diapositives noirs et blancs, ainsi que les photos correspondantes, prises à Iasnaïa Poliana sont conservées à la Maison Pouchkine de Saint-Pétersbourg.
Certaines photos de la collection sont conservées sous forme de reproductions en couleur. Leur nombre ne cesse de croitre en raison de découvertes faites ces dernières années. On compte parmi celles-ci :
- Une centaine de cartes-vues (le nombre exact n'est pas connu);
- une trentaine de reproductions en couleur publiées dans la revue « Le photographe amateur » (en 1906—1909);
- 22 photos dans le livre de P. G. Vasenko. « Les boyards Romanov et le règne de Mikhaïl Féodorovitch » (Saint-Pétersbourg, 1913);
- 8 photos dans l'ouvrage de V. N. Sementovski. « Au pays des rochers et des lacs (Finlande) », 1914, Saint-Pétersbourg;
- 14 Photos dans l'ouvrage du géographe et botaniste Andreï Krasnov « Colchide méridionale », édition de la revue Science pour tous, Petrograd. 1915;
- plus de 40 photos dans l'ouvrage: « Art russe populaire à la seconde exposition de l'artisanat à Saint-Pétersbourg en 1913 » (publié en 1914) (Saint-Pétersbourg);
- deux photos de Fiodor Chaliapine dans l'ouvrage de E. Stark « Chaliapine » (Saint-Pétersbourg , 1915).

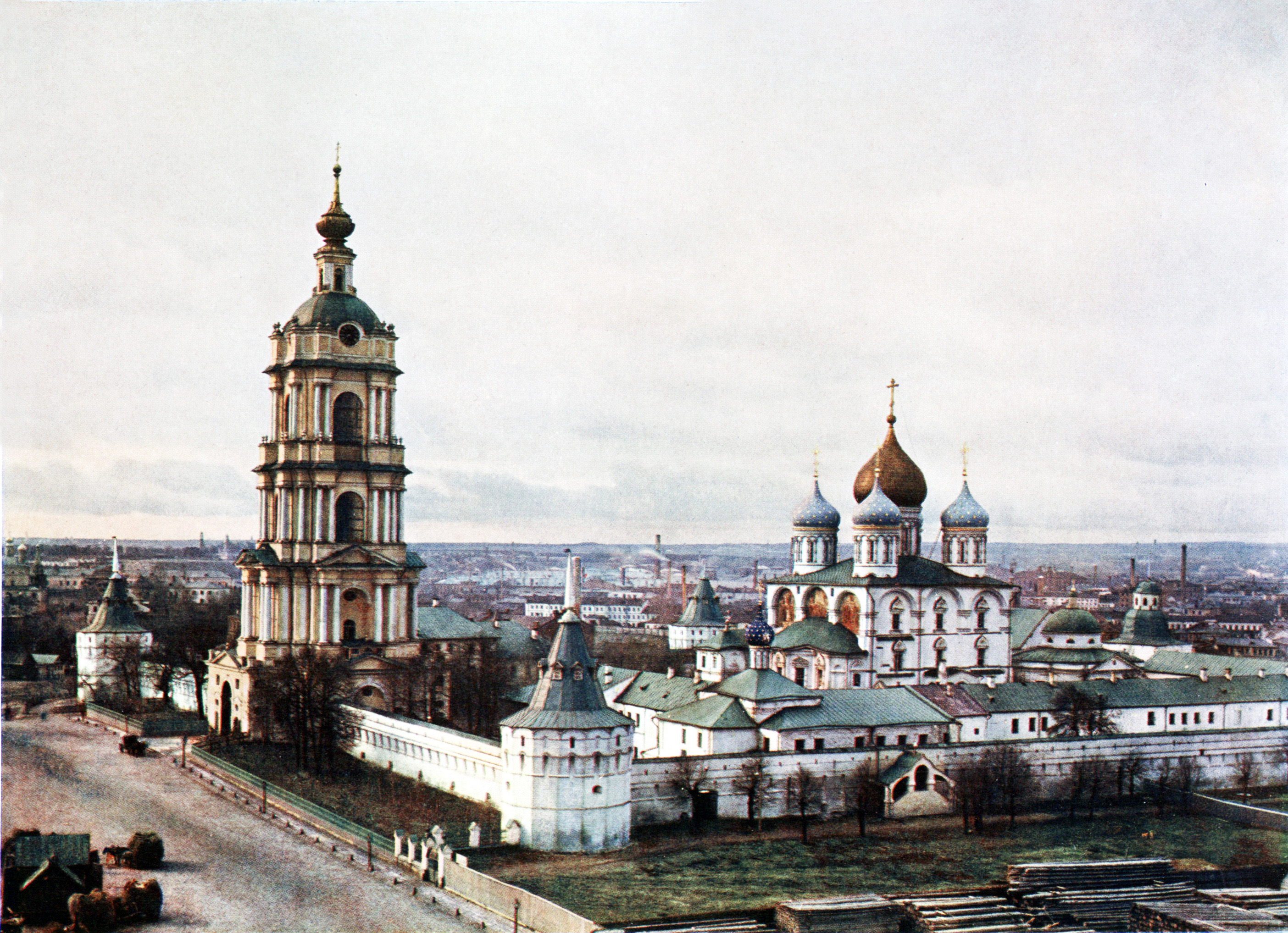
Monastère Novospasski à Moscou, 1911—1912 Prokoudine-Gorski

Certaines de ces reproductions sont connues à partir des négatifs conservés à la bibliothèque du Congrès des États-Unis, tandis que d'autres sont des plaques conservées dans des albums, ou encore d'autres sources (celles réalisées sur la ville de Moscou).
À partir des négatifs de la bibliothèque du Congrès américain; ont été réalisés en 1948 quatorze albums contenant des impressions noirs et blancs signées et authentiques, qui constituent le catalogue de toute la collection (en tout 2 433 plaques soit plus que 2 300, si on tient compte des doubles). Mais ces albums ne représentent pas la totalité des négatifs conservés. Environ 700 plaques n'ont pas été conservés.

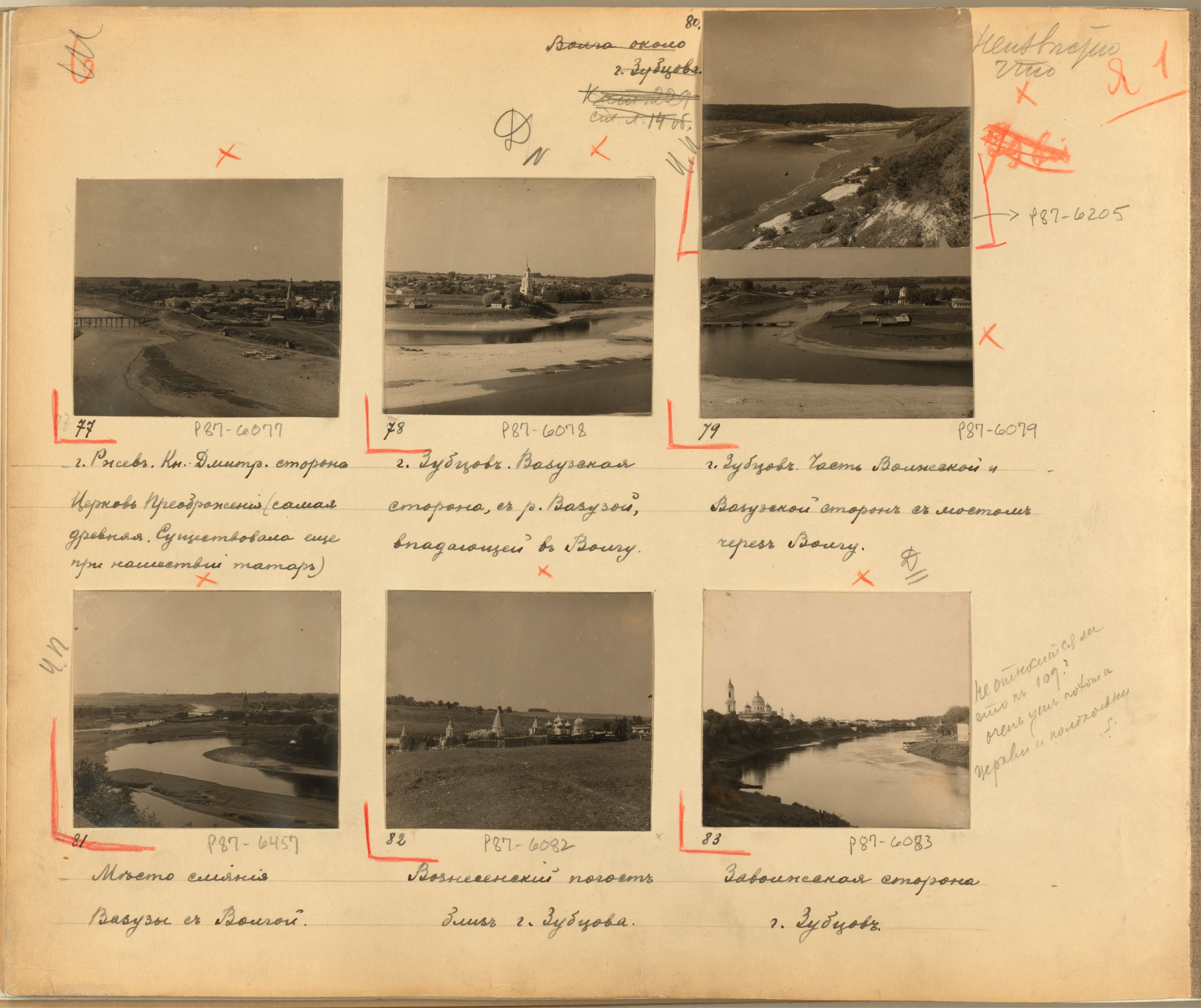
Page d'un album authentique Prokoudine-Gorski : « Vues de la Haute-Volga depuis la source de Kaliazine » avec des notes écrites par l'auteur

Une partie significative de la collection n'est connue que par des citations de leur existence dans différentes sources. En 2007, dans des archives à Saint-Pétersbourg, on a retrouvé une liste (appelée « La liste des 416 »), personnellement compilée par Prokoudine-Gorski qui comprend les photos anciennes réalisées par lui en 1904-1905. Un quart de cette liste seulement nous est parvenu sous forme de négatifs, de cartes-vues et de reproductions dans des revues ou des albums.
Le nombre total de toutes les images connues de la collection, estimée à 3 500 en 1917, est actuellement d'environ 2 750 dont 2 600 sont visibles à la Bibliothèque de Congrès américain. À ce jour plus de 300 ne sont pas connues et le chiffre total de celles réalisées ne peut être qu'estimé.
Certaines photos sont attribuées à tort à Prokoudine-Gorski, comme celles de l'album intitulé « La guerre russo-japonaise » de 1905. Celui-ci a été commandé par l'état-major des armées et Prokoudine-Gorski n'a pas réalisé les photos, mais les seulement compilées et reproduites.

## Principales sections de la collection
Une « Collection des curiosités remarquables » a été créée à la suite des nombreux voyages de Prokoudine-Gorski, aussi bien dans les frontières de l'Empire russe qu'au delà de celles-ci. Parmi celles-ci il faut mettre en évidence l'expédition de 1909—1912, réalisée grâce au soutien de l'empereur Nicolas II. Toutes les épreuves photographiques de l'année 1913 ont été rassemblées dans 14 albums, auxquels a été ajouté, en 1916, l'album du voyage par la voie ferrée de Mourmansk. Le contenu et le sort de l'un de ces 15 albums reste inconnu à ce jour. Il est probable qu'il concernait le 300e anniversaire des Romanov qui est resté en URSS.
Les albums sont classés principalement sur base de l'origine géographique des photos:
- Voie navigable Volga-Baltique ou système de canal Mariinsk (1909).
- système de canal Mariinsk (suite) (1909).
- Divers et études (photos des années 1903—1912).
- Voie ferrée de Mourmansk (1916).
- Oural (Photos réalisées entre le 17 août et le 12 septembre 1909).
- Oural (suite) (photos de 1910).
- Caucase (photos de 1904—1905 1912).
- Emplacements liés au souvenir de la Guerre patriotique (1911—1912).
- Turkestan (photos de 1907 et 1911).
- Raïon de la Volga (1910).
- Raïon de la Volga (suite) (1910).
- Raïon de la Volga et de ses affluents (1911).
- Voie navigable Kama - Tobolsk (1912).
- Travaux sur la rivière Oka (1912).

Les noms donnés aux albums ne reflètent pas toujours clairement les prises de vues montrées. Prokoudine-Gorski a lui-même décrit les différentes sections géographiques comme suit dans ses mémoires datées de 1932 et conservées par sa famille :
«  Les bases sont:

1. Voie navigable Volga-Baltique ou système de canal Mariinsk.
2. Turkestan.
3. Boukhara (l'ancienne).
4. Oural (à propos des coopératives artisanales).
5. Toute la rivière Tchousovaïa depuis la source.
6. La Volga depuis la source jusque Nijni-Novgorod.
7. Monuments liés au  300e anniversaire des Romanov.
8. Le Caucase et l'oblast du Daghestan.
9. La steppe mongole.
10. Lieux liés au souvenir de 1812 et de la Campagne de Russie.
11. Voie ferrée de Mourmansk.

Il y a en outre beaucoup de photos de Finlande, d'Ukraine, et des photos de la nature éternelle. »

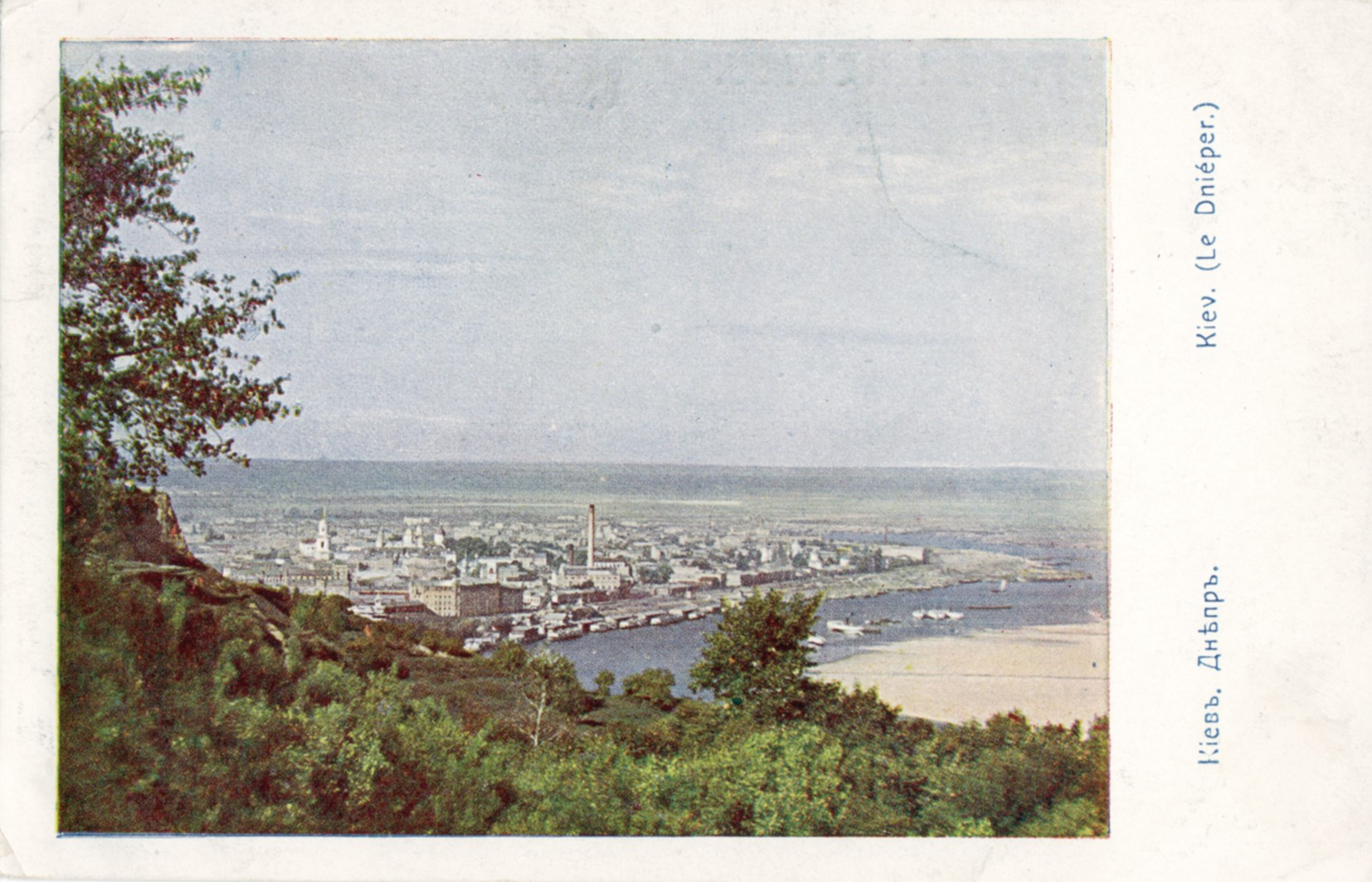
Kiev plaque photo de Prokoudine-Gorski, 1905

## Valeur documentaire et historique de la collection
Le caractère exceptionnel de cette collection vient du fait qu'elle couvre tous les domaines de la géographie, comme une encyclopédie visuelle de l'Empire russe dans les dernières années de son existence. Elle présente de multiples caractéristiques géographiques, mais aussi botaniques, ethnographiques, architecturales, artistiques; des
vues de villes et de villages, d'industries et d'exploitations agricoles, de voies de communication et de transports.
La collection ne se limite pas à rassembler différentes photographies de régions définies à caractère remarquable. Il s'agit aussi de réaliser des cycles liés à des événements, des anniversaires : Voie navigable Volga-Baltique (canal Mariinsk); emplacements liés à l'évènement, un siècle après la Guerre patriotique (1911—1912) ; fêtes du 300e anniversaire des Romanov. Prokoudine-Gorski consacre aussi deux séries de photos à la production de coton dans la zone à l'Est du Caucase et dans les steppes de Mougan en Azerbaïdjan et encore au cycle de production de thé à Tchakvi.
Durant ses voyages il attache une grande importance aux édifices religieux, aux résidences impériales et de personnages importants.
Les mobiles et les circonstances qui ont décidé le photographe à réaliser certaines prises de vues de la collection ne sont pas encore bien éclaircis de nos jours et laissent en suspens une masse de questions. Ainsi l'on ne connaît pas ce qui a motivé son voyage au sud de la ligne de chemin de fer de Mourmansk durant l'été 1916 et dont il a ramené des clichés de prisonniers de guerre austro-allemands.
La collection de Prokoudine-Gorski est le résultat d'un travail immense pour photographier mais aussi d'une recherche scientifique des sujets parmi la masse des phénomènes naturels, des édifices architecturaux, des œuvres d'art, parmi lesquels il fallait choisir les plus intéressants, les plus aptes à révéler les caractéristiques des régions choisies. Selon Prokoudine-Gorski lui-même il a bénéficié d'une aide précieuse de la part de la Commission impériale d'archéologie (et du professeur Veselovski N. I.) et de la Société impériale d'archéologie (et du professeur Pokrovski) surtout lorsqu'il s'agissait de l'intéresser à des sujets très anciens, ou dans le nord de la Russie pour étudier les anciennes églises locales, ou encore pour ses voyages au Turkestan.
Les photos en couleur des édifices anciens sont particulièrement intéressantes du fait que dans les décennies qui ont suivi ils ont subi des destructions massives. À l'heure actuelle il ne subsiste que la moitié des édifices photographiés, les autres ayant été détruits ou se trouvant dans un grand état de délabrement. Ces photos uniques ont permis non seulement d'en garder une trace visible mais encore de les utiliser pour la restauration dans leur état antérieur (comme le monastère Staro-Goloutvin (ru) à Kolomna ou encore la cathédrale Sretenski à Ialoutorovsk).
Une partie de la collection est constituée de portraits pour la réalisations desquels Prokoudine-Gorski n'a pas beaucoup participé. Parmi ceux-ci les plus connus sont ceux de Léon Tolstoï, Fédor Chaliapine, l'émir de Boukhara et le khan de Khivinski d'Ouzbékistan.

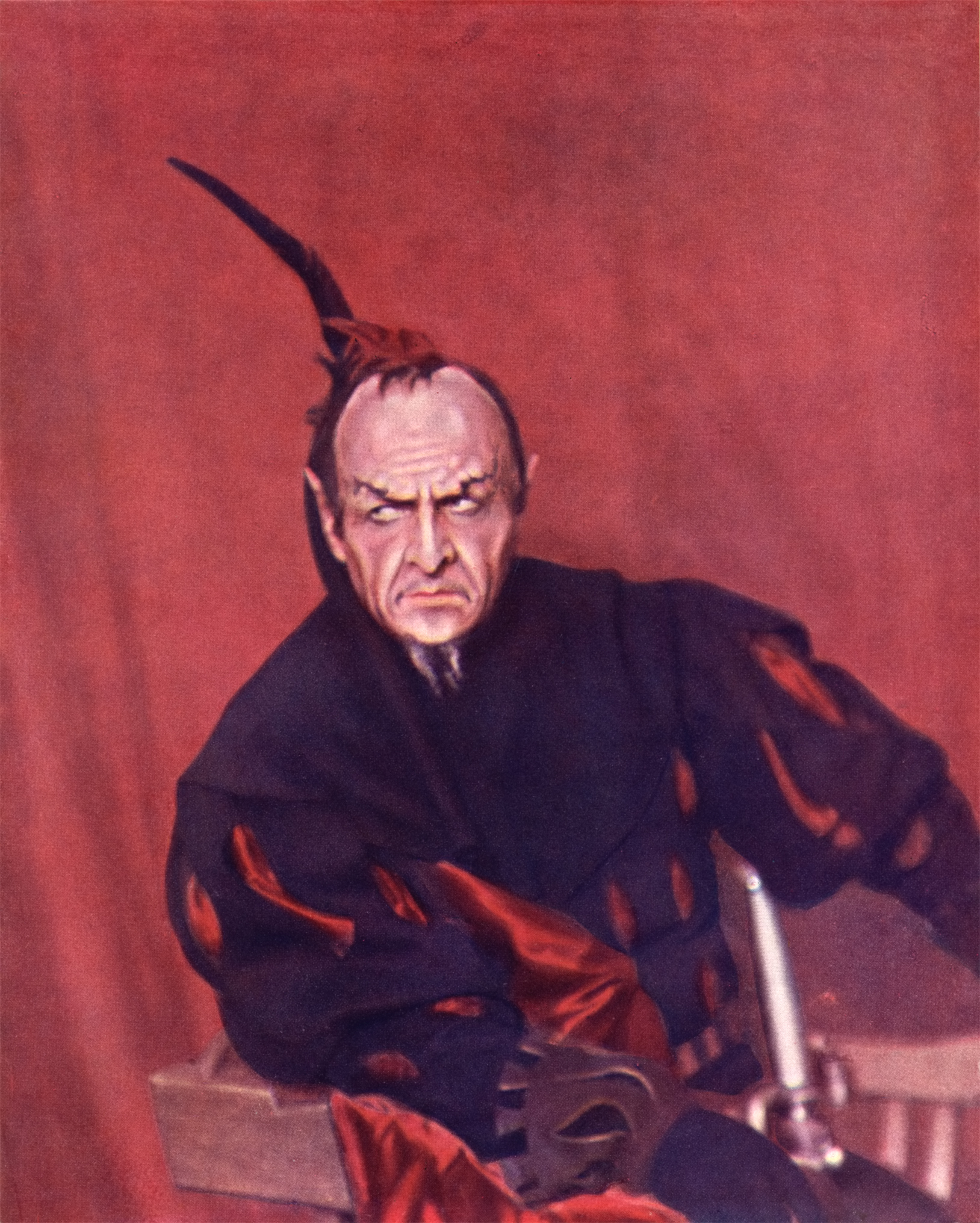
Fédor Chaliapine en Méphistophélès, Photo de Prokoudine-Gorski, 1915

Les photos de la famille royale prises par Prokoudine-Gorski sont évidemment d'un intérêt exceptionnel étant donné leur fin tragique après la Révolution d'Octobre. La seule mention qui en est faite se trouve dans l'album de R. Ollskhaousa, « Photographies pour le tsar » 1980:
« Il reste qu'il a laissé en Russie dix négatifs de la famille Romanov, dont il dit simplement qu'ils sont cachés en Russie. Il n'y a pas de preuves qu'ils auraient été trouvés depuis lors. Il n'a réussi qu'à emporter avec lui une seule photo du tsarevitch. »
Aucune des informations de R. Ollskhaousa relative à la réalisation de ces photos de la famille Romanov et au fait qu'elles auraient été emportées ne peut être confirmée à ce jour.
La seule preuve du fait qu'une photo a bien été prise de la famille du tsar est un message du aux collaborateurs du musée du Palais de Livadia, en Crimée qui dit :« dans le bureau du tsar se trouve dans un étuis en cuir rouge deux petites diapositives en couleurs naturelles sur des plaques de verre réalisées par Prikoudine-Gorski.
L'une est à l'image de l'empereur et l'impératrice, l'autre à celle de la famille impériale. Après la révolution ces plaques de verre sont envoyées à Moscou où ont été envoyées avec beaucoup d'objets précieux en provenance du palais de Livadia ».
Parmi les portraits du photographe, six portraits de femmes dont une seule n'est pas identifiée jusqu'à présent. L'une est intitulée « Araucaria dans la palais du tsar de Dagomys », et l'on y voit une dame qui ressemble à la dernière impératrice de Russie, l'épouse de Nicolas II Alix de Hesse-Darmstadt. Mais cette identification n'est pas prouvée.

## Popularisation et étude de la collection
Jusqu'en 1918, lorsque Prokoudine-Gorski quitta la Russie, l'utilisation de sa collection était fort limitée. Il s'agissait de démonstrations épisodiques de projections en couleur sur écran, de publications de photos pour des cartes-vues, d'affiches murales, et d'illustrations dans des magazines et des revues. Mais le photographe avait déjà en vue une utilisation généralisée pour l'éducation du public et pour l'enseignement dans les écoles. Il fallait pour cela disposer d'une production de diapositives et d'appareils de projection à bas prix, mais il ne réussit pas à mettre ce projet en route. Toutefois dès 1915, alors que la Première Guerre mondiale est déjà bien entamée, la société « Biochrom » propose à la vente toutes les diapositives couleurs de la collection. Ce dont il est question dans la revue « Argus »
«  DIAPOSITIVES COULEURS SA « BIOKHROM »

L'invention de S. M. Prokoudine-Gorski.
Propriété de la Société anonyme « BIOKHROM ».
….
La société « Biokhrom » possède une grande collection de photos de la Russie, réalisées d'après nature en couleur par S. M. Prokoudine-Gorski.

À partir de ces photos sont réalisées des diapositives en couleurs. Le catalogue des photos peut être envoyé pour deux timbres de dix kopecks . Le prix de chaque diapositive de  8х8 см. est d'un rouble, franco de port »
Durant son exil en France, pendant les années 1931-1936, Prokoudine-Gorski a réalisé des présentations de sa collection à Paris devant la communauté russe. Mais comme il n'avait pas d'appareil pour ses photos en couleur il les a présentées en noir et blanc.
Après la mort de Prokoudine-Gorski et la vente de sa collection aux États-Unis, il a disparu de la communauté scientifique et culturelle pendant plusieurs années, jusqu'à ce qu'en 1980 l'album de Nicolas Ollskhaousa soit publié sous l'intitulé « Photographies pour le tsar : le pionnier de la photographie en couleur Sergueï Prokoudine-Gorski accrédité par me tsar Nicolas II ». Le grand public n'a vraiment eu connaissance de la collection que lorsqu'en 2000, la Bibliothèque du Congrès américain numérise la collection et l'affiche sur le serveur de son site Internet. La popularisation de la collection doit beaucoup à l'exposition organisée en 2001 par la Bibliothèque du Congrès, intitulée « L'empire que fut la Russie », et pour laquelle 122 photos furent choisies pour être soigneusement restaurées et présentées.
Depuis 2001 ont été organisées régulièrement d'autres expositions de la collection en Russie, et dans d'autres pays. Elle a fait l'objet d'éditions sous forme d'albums.
L'étude approfondie de la collection a commencé en 1991 avec V. V. Minakhnym (actuellement directeur du centre scientifique « Restaurateur-M »), qui a établi une description de la partie américaine de la collection, celle de la Bibliothèque du Congrès »
Les orientations principales des études sont : l'identification complète des photos et la recherche de celles qui ont disparu, la datation de celles-ci, les conditions dans lesquelles les photos ont été réalisées, la restauration scientifique.
C'est Svetlana Garanina qui a mené depuis le début des années 1970 les recherches sur la collection, et en particulier sur les photos de Léon Tolstoï qui en font partie.
Une partie importante de la collection est disponible sur le site de la Bibliothèque du Congrès des États-Unis ,.

## Photos couleur

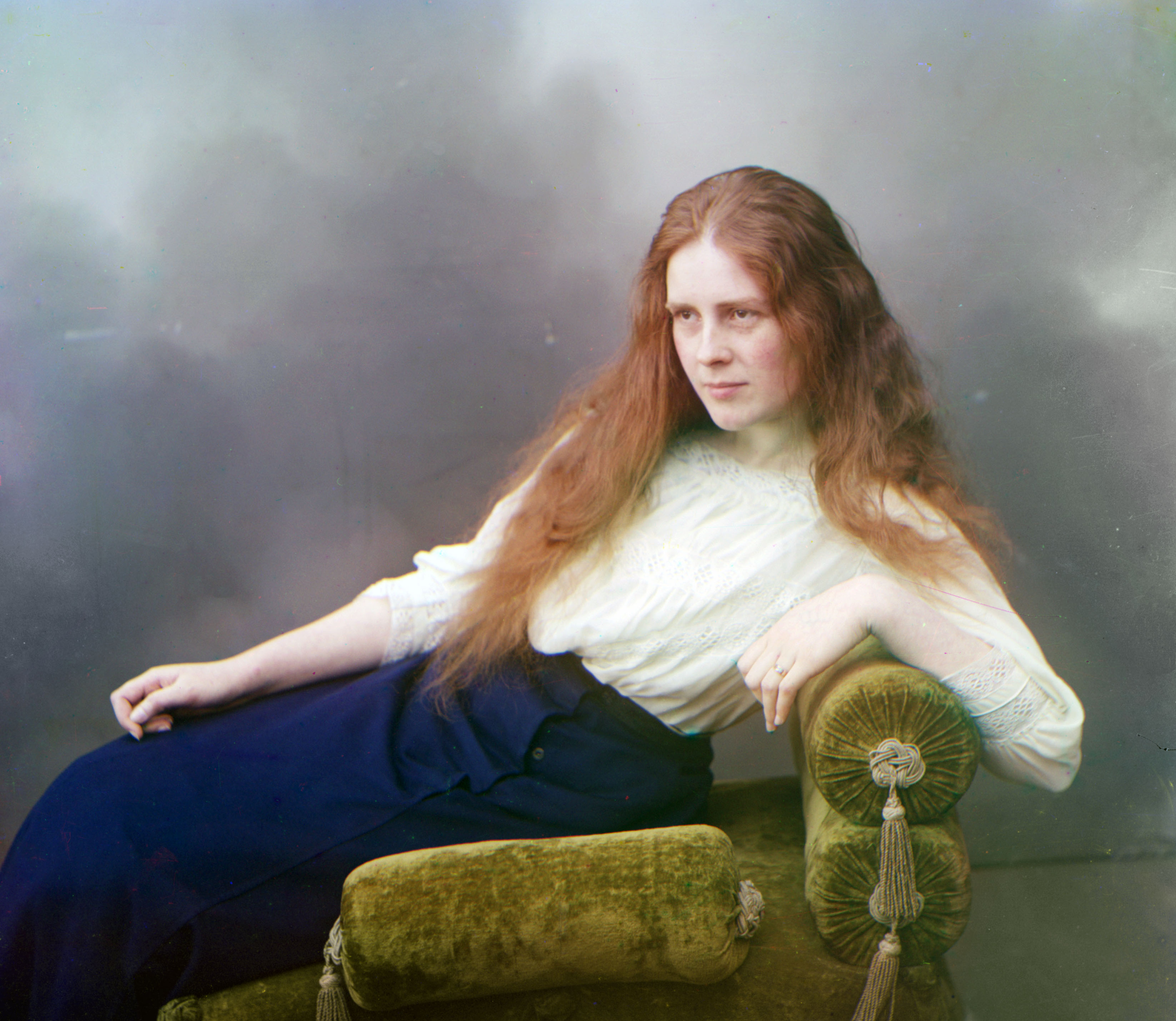
Portrait de femme en blouse blanche et jupe bleue (le nom donné à l'origine est : « Étude de tête »).
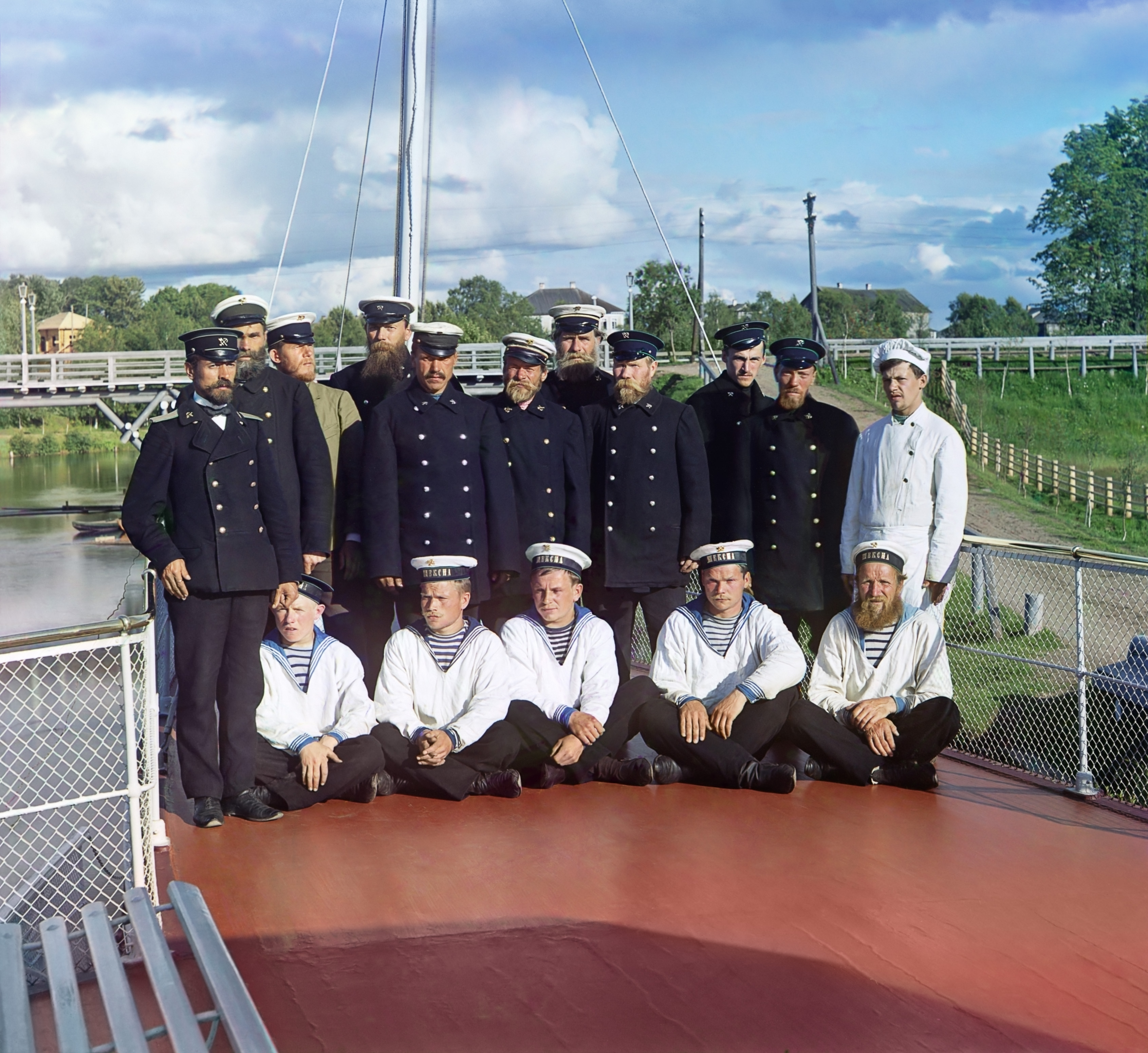
Équipage du bateau « Cheksna », Empire russe, 1909.
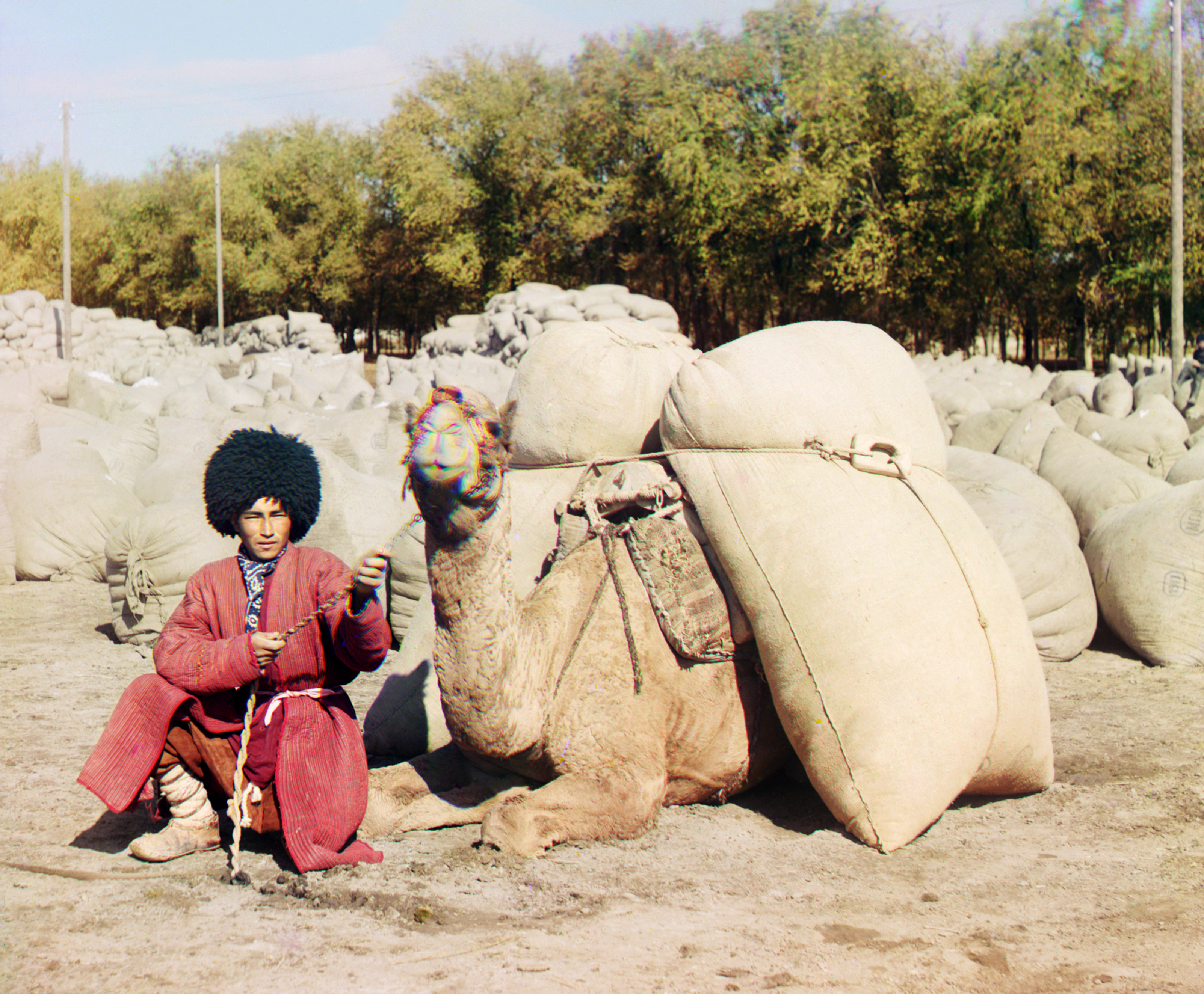
Turkmène avec son dromadaire.
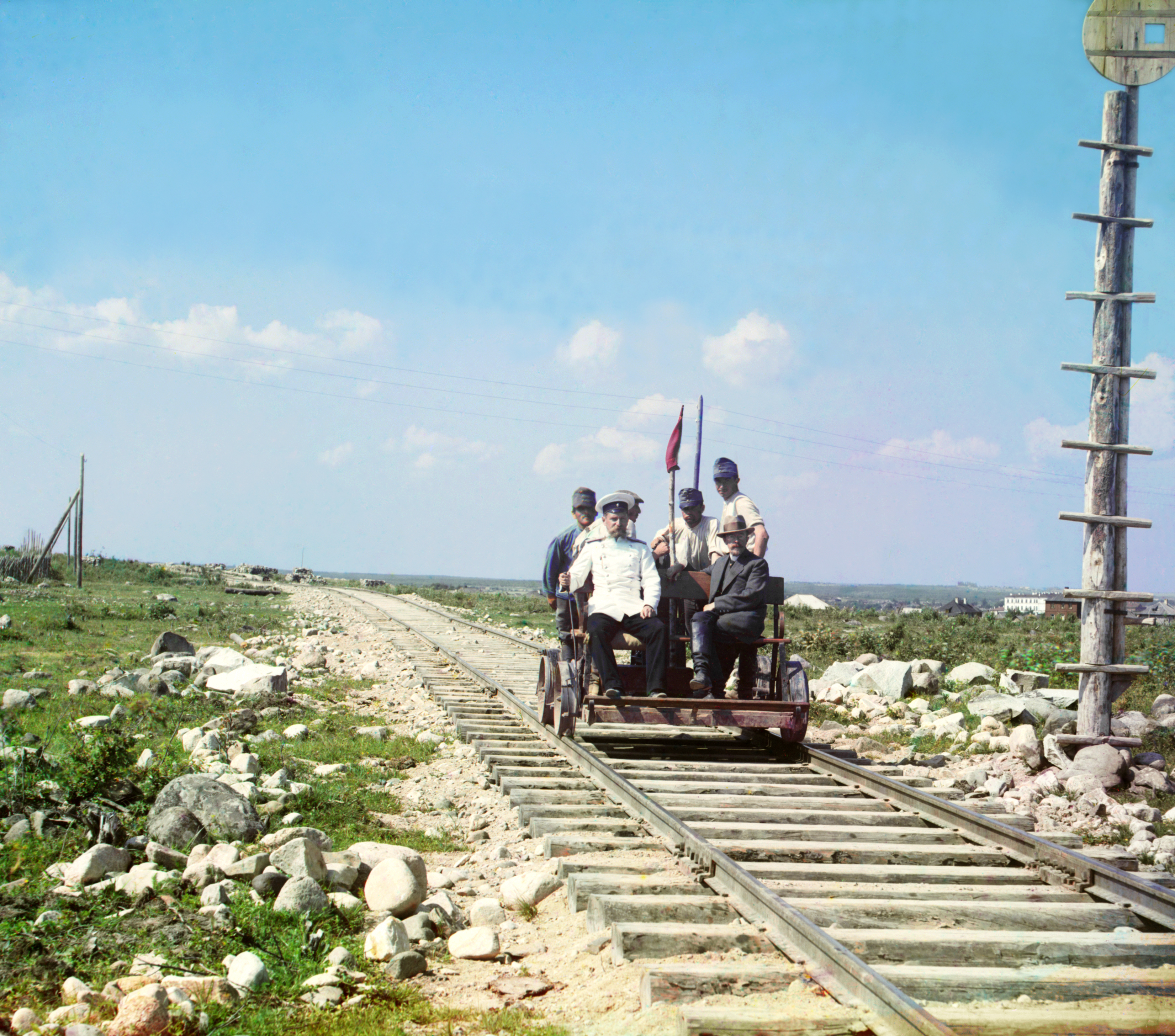
Draisienne sur la ligne de chemin de fer de Olonets-Petrozavodsk.
« Les trois générations » Zlatooust, Oural.
Jeunes paysans devant une maison traditionnelle en bois dans le village de Kirillov, actuel oblast de Vologda).
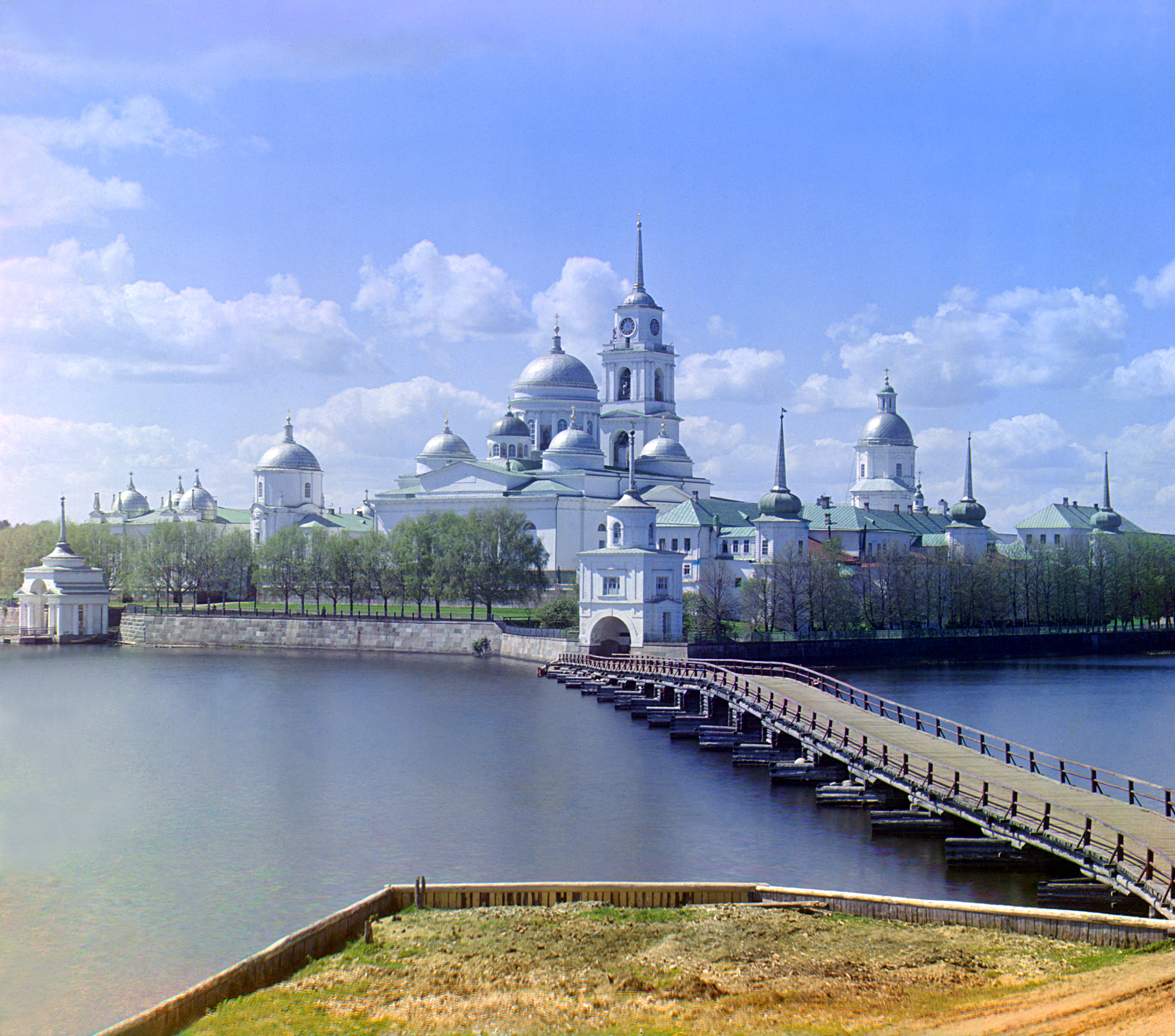
Ermitage Nilo-Stlobenskaïa (en) , construit par l'ermite Nil-Stolobenski.
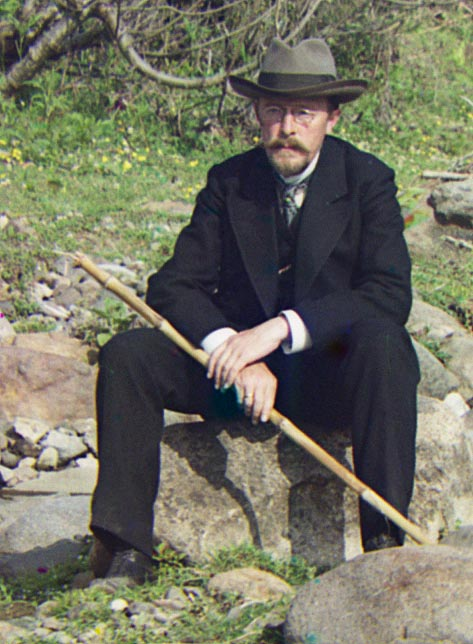
Agrandissement d'autoportrait de Prokoudine-Gorsky.
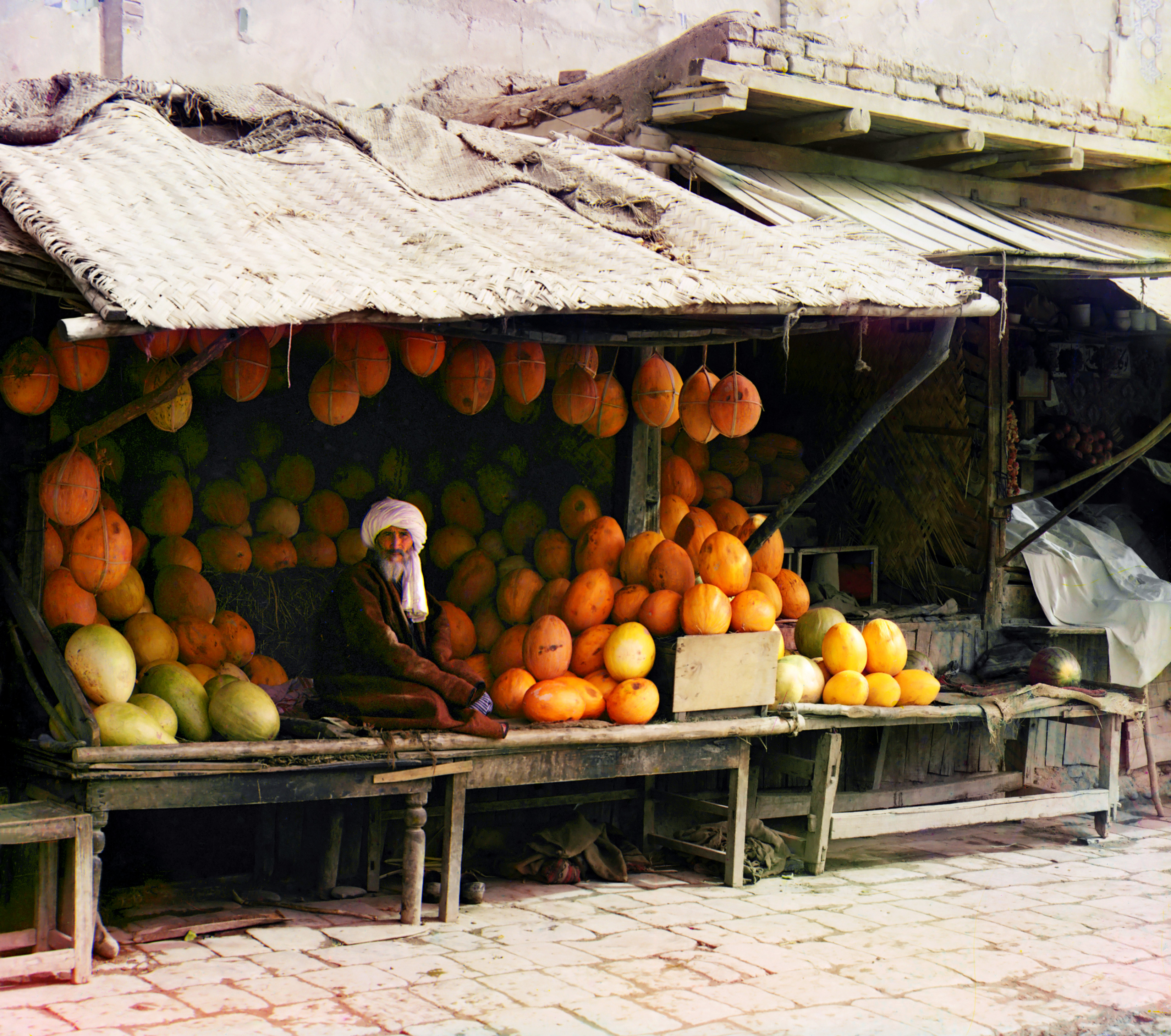
Vendeur de melons Samarcande.
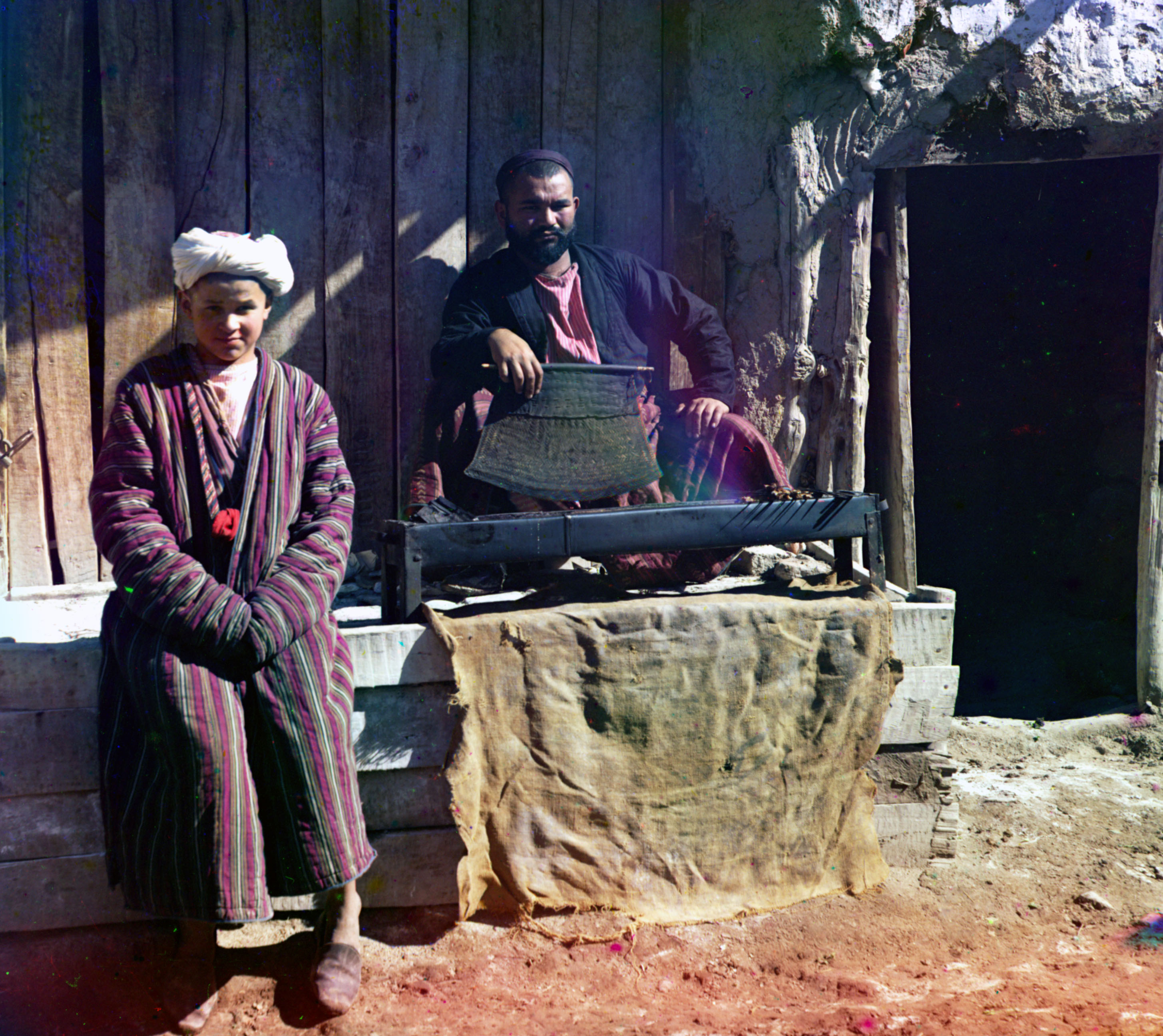
Vendeurs de chachlyks à Samarcande.
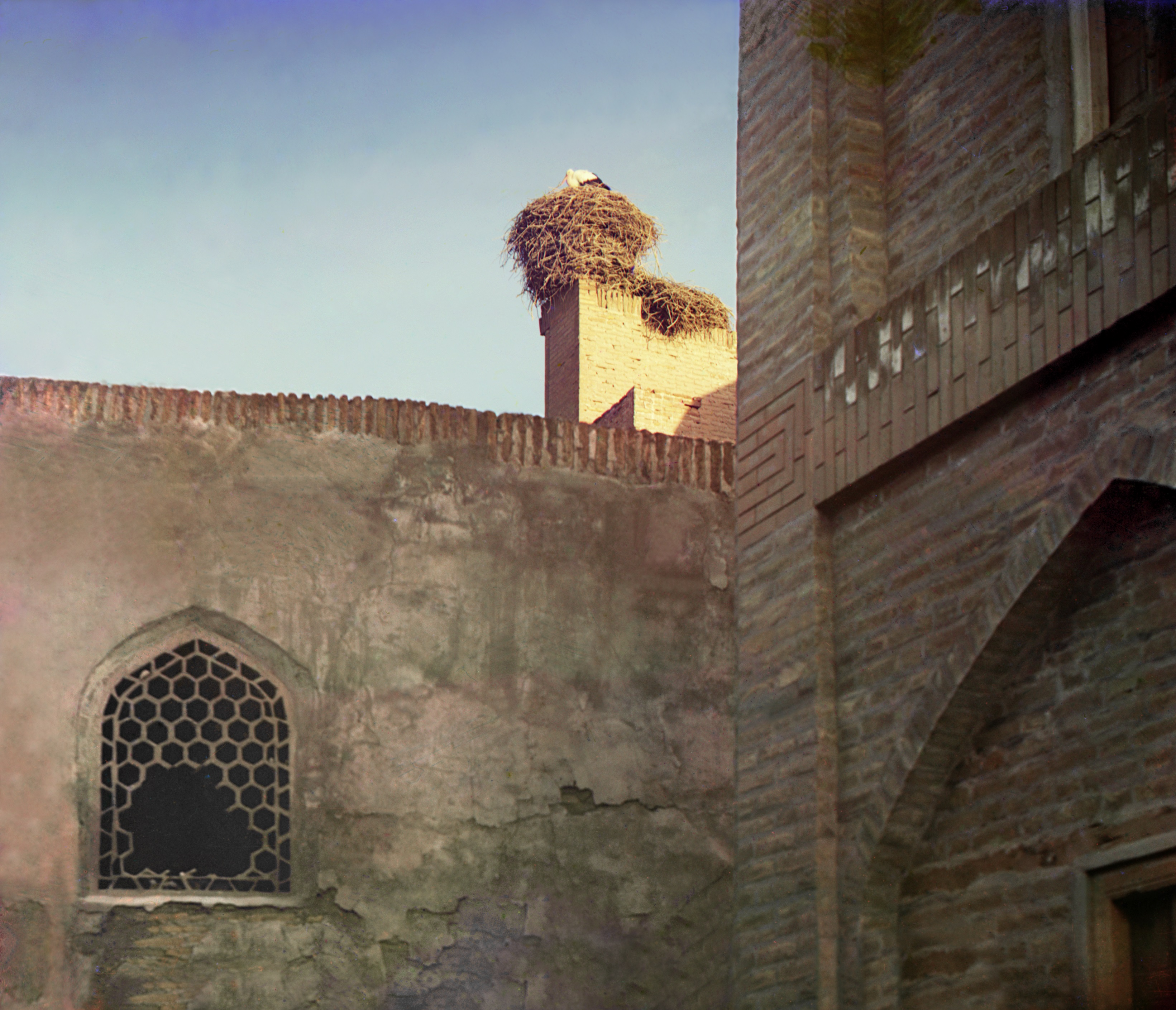
Nid de cigogne. Palais de l'émirat de Boukhara.
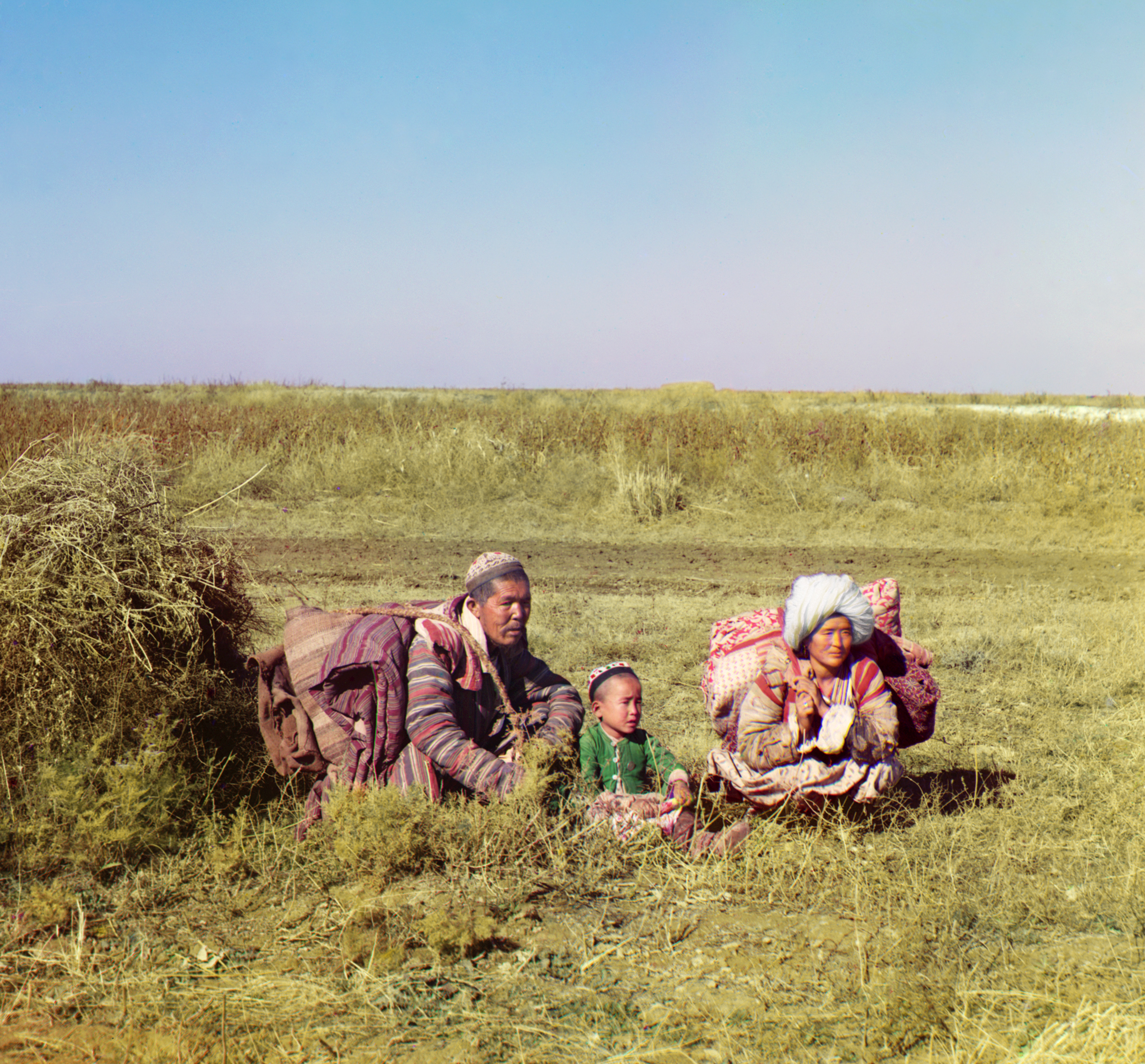
Famille de Kazakhsdans l'oblast de Syr-Darinskoï.
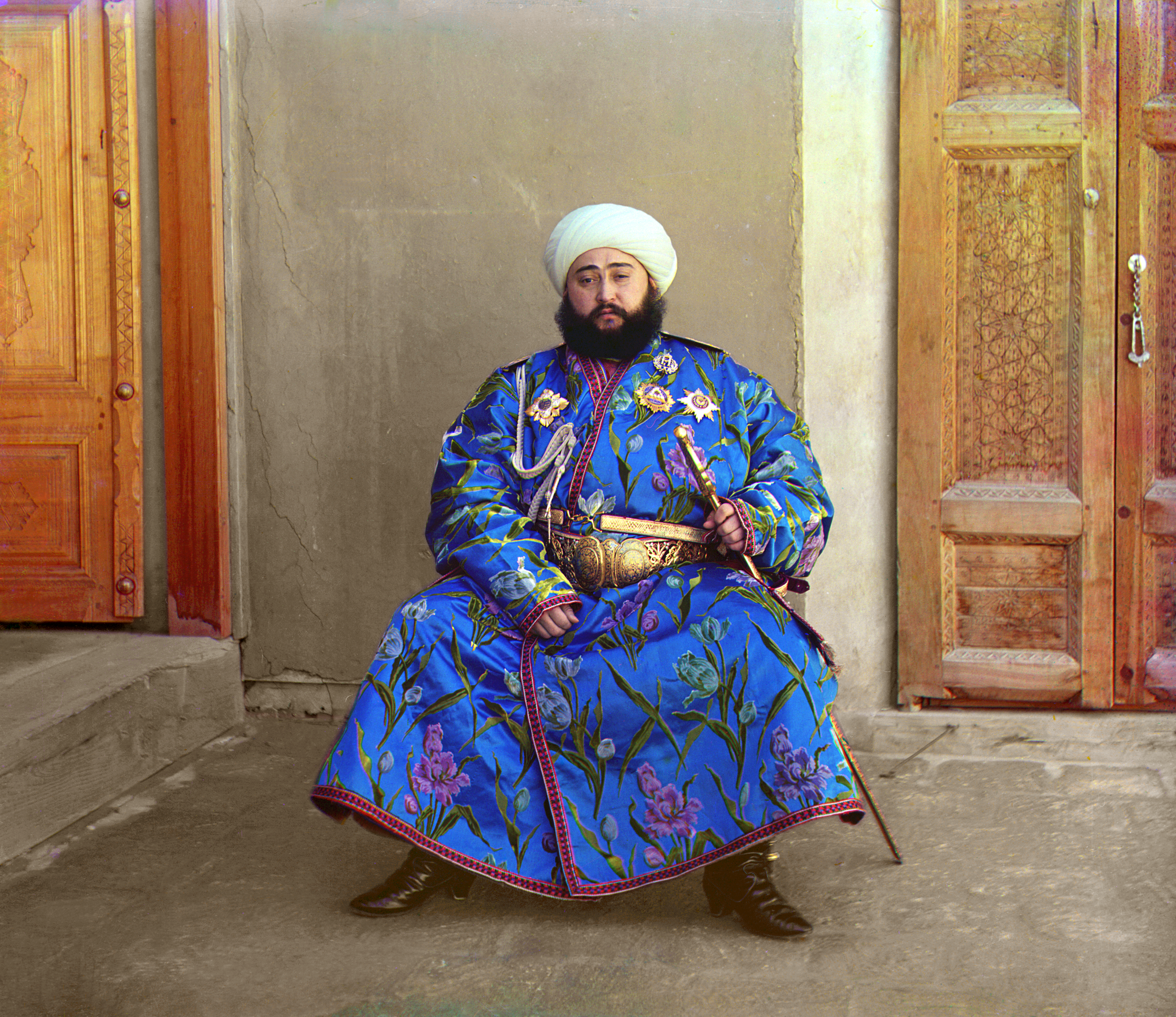
Alim Khan (1880-1944).
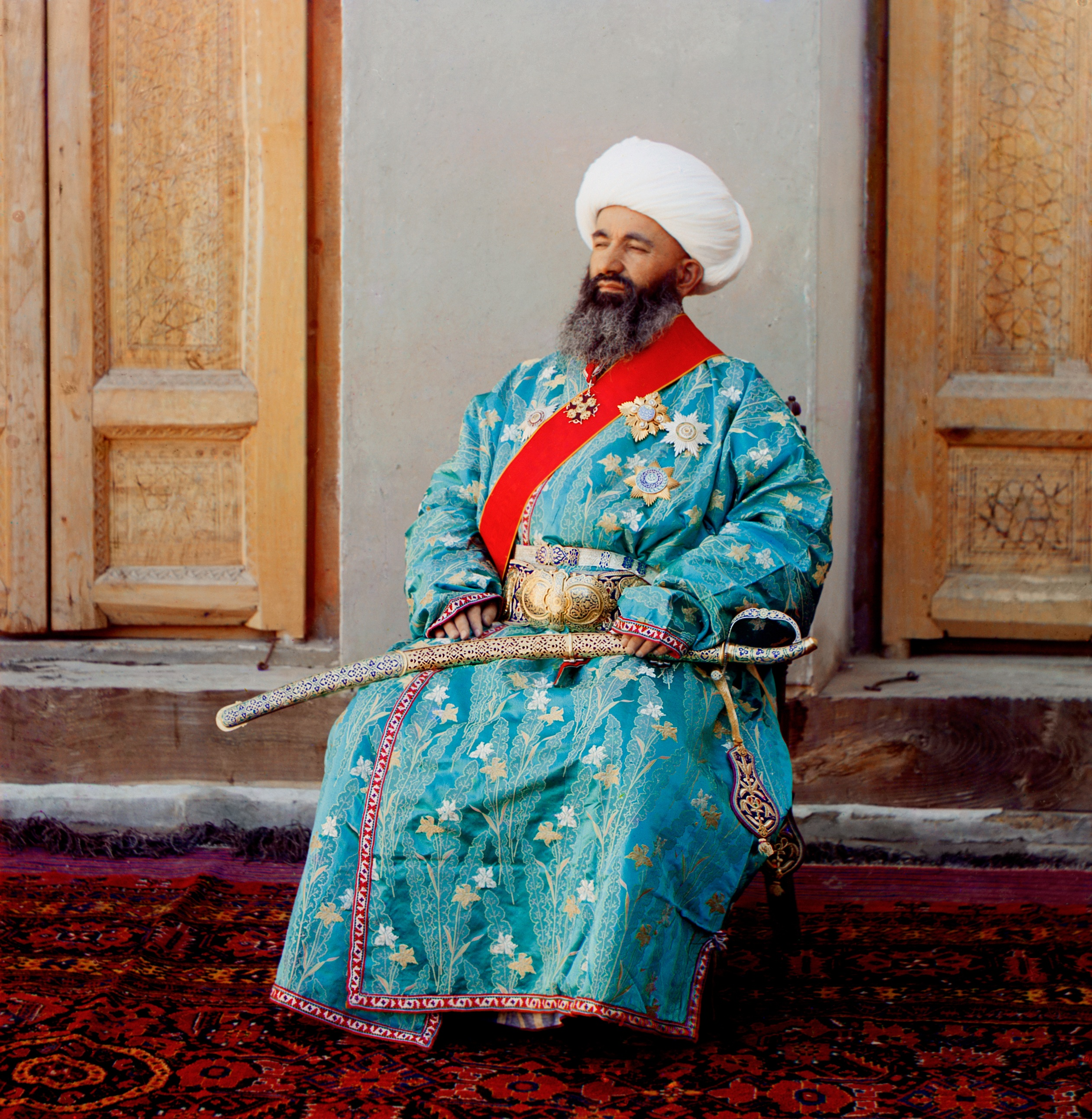
Ministre de l'intérieur (Kouch-Begui) de l'émirat de Boukhara.
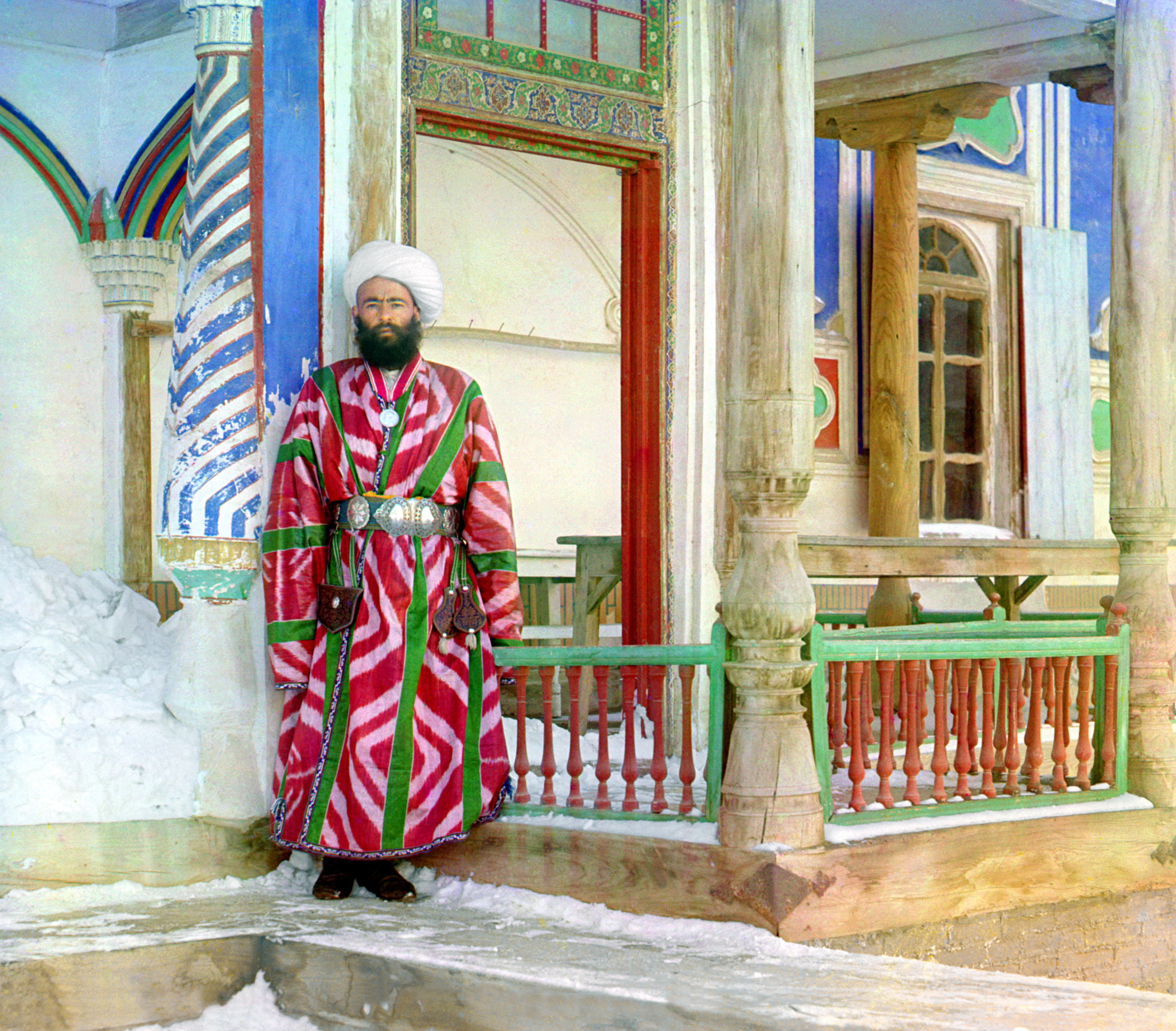
Fonctionnaire de l'émirat de Boukhara.
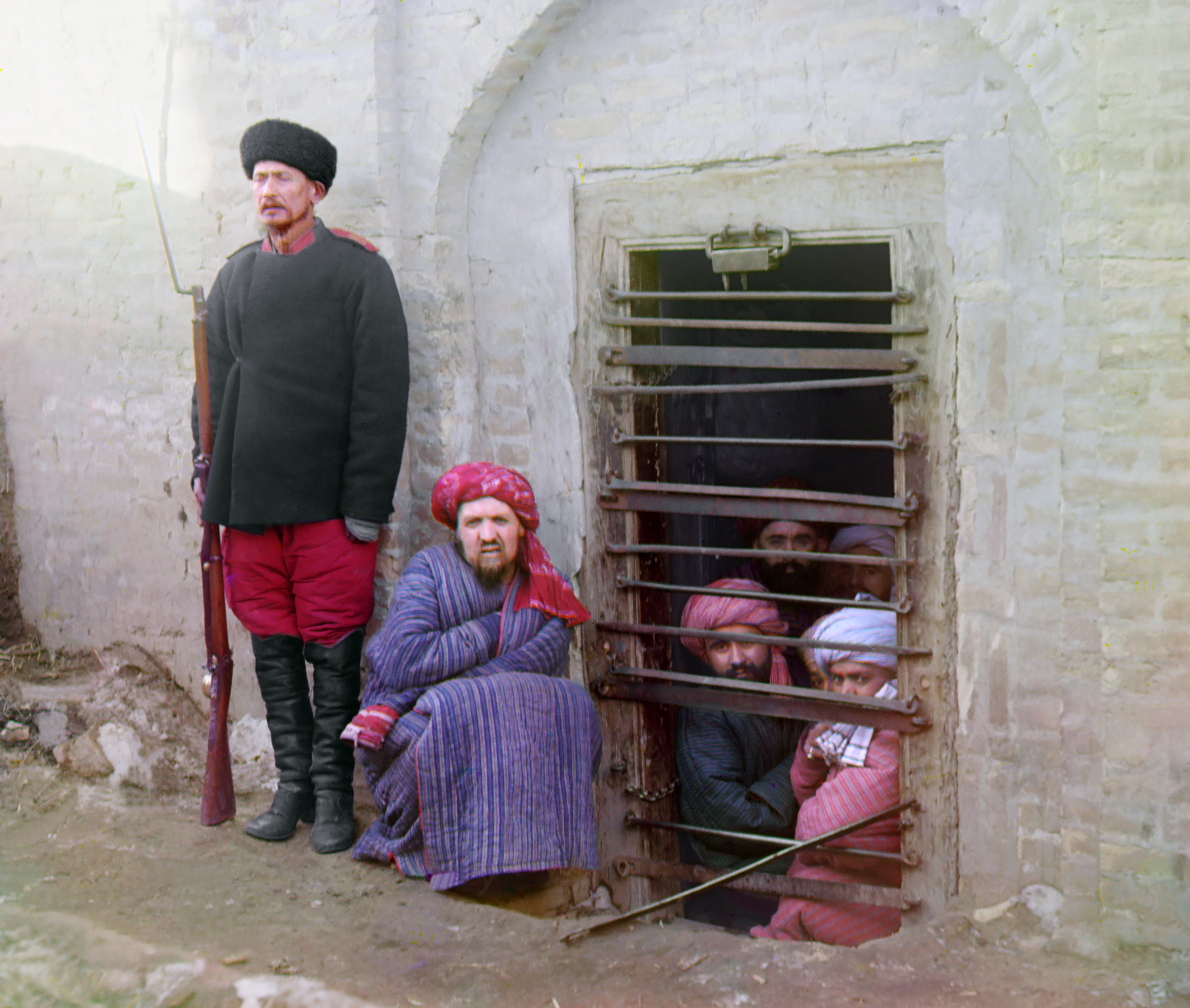
Cinq prisonniers dans leur prison-cave (Zindane). Émirat de Boukhara.
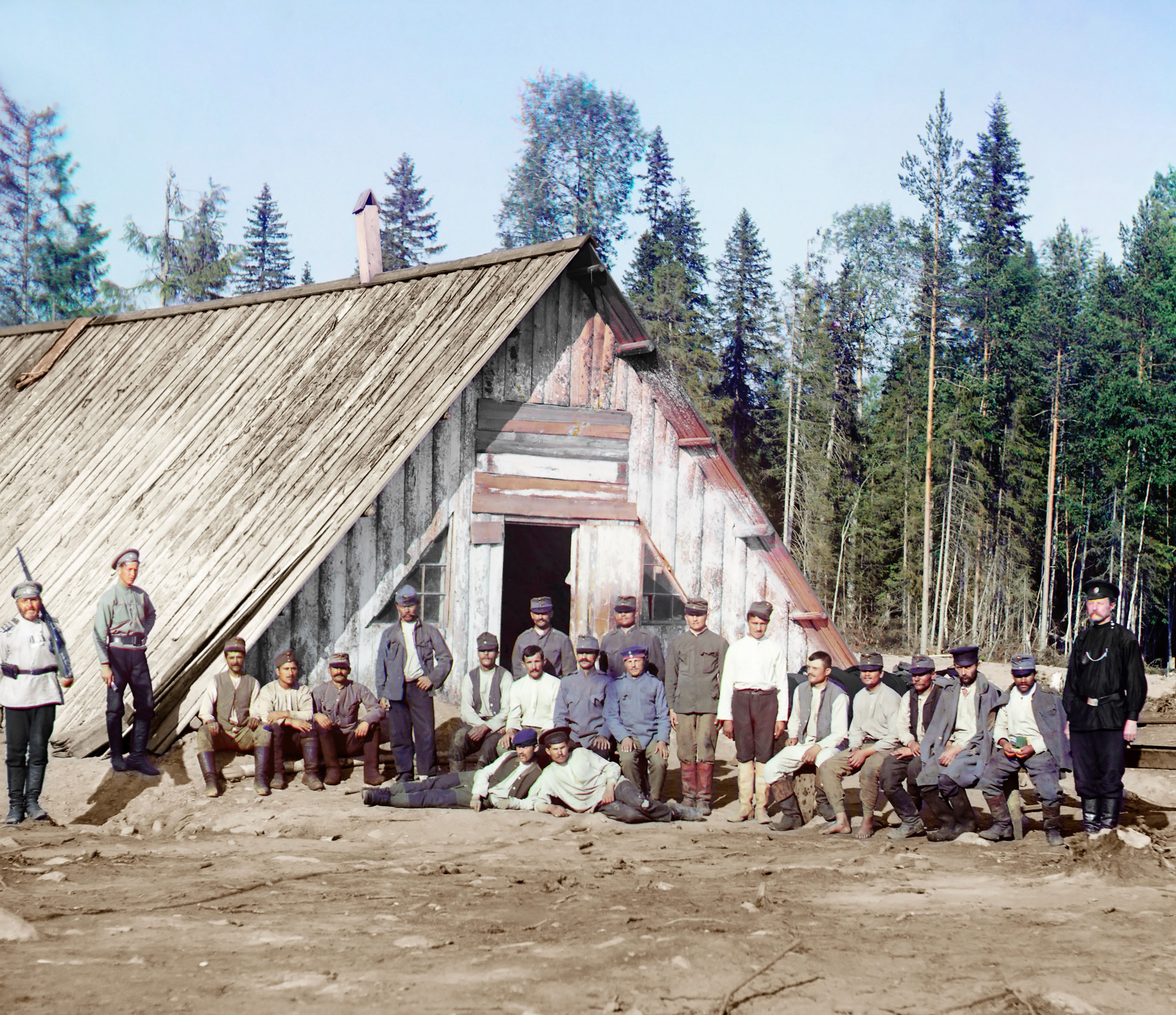
Prisonniers de guerre Autrichiens devant leur baraquement en Carélie.
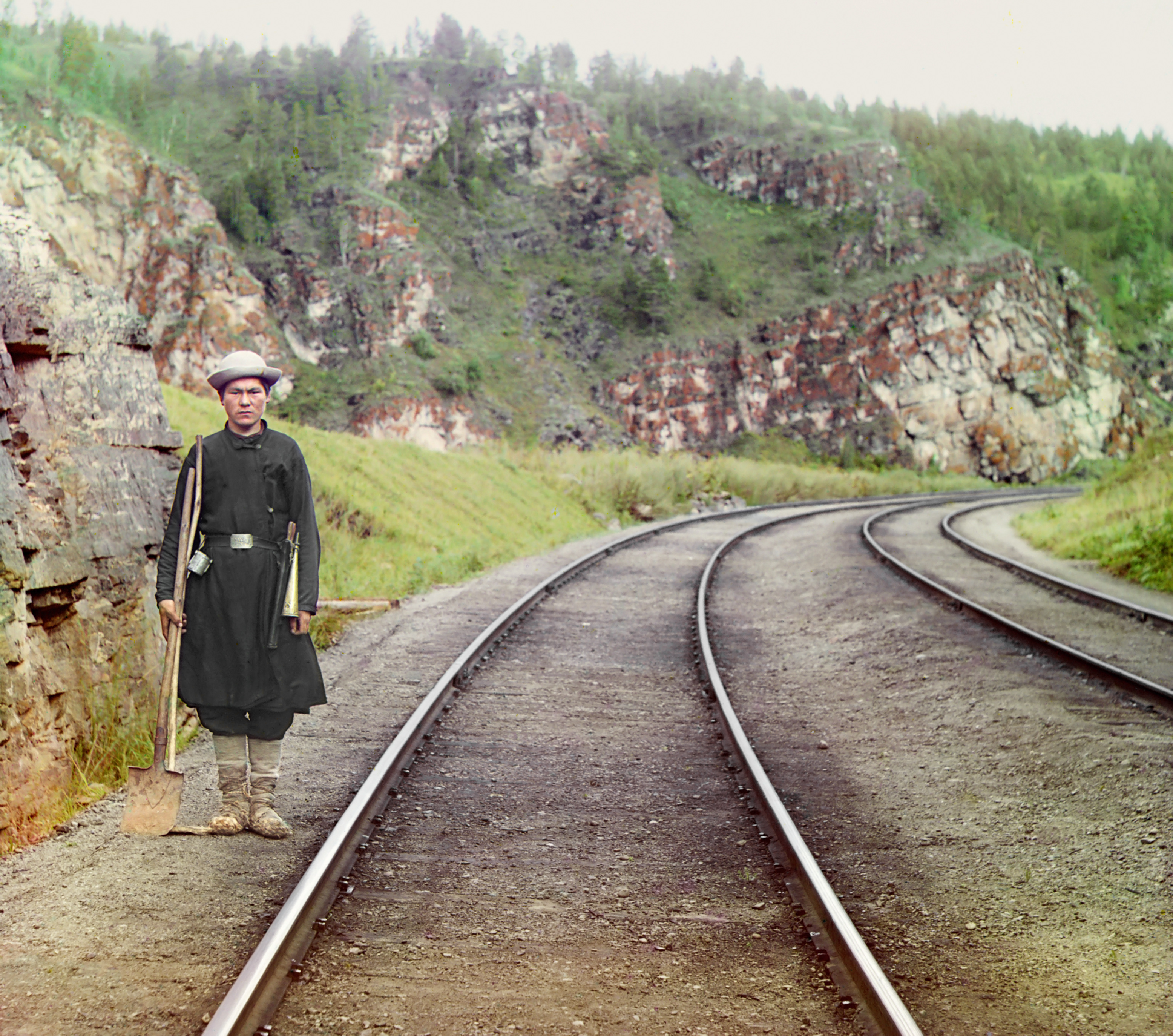
Aiguilleur Bachkirs sur la voie ferrée du  Transsibérien.
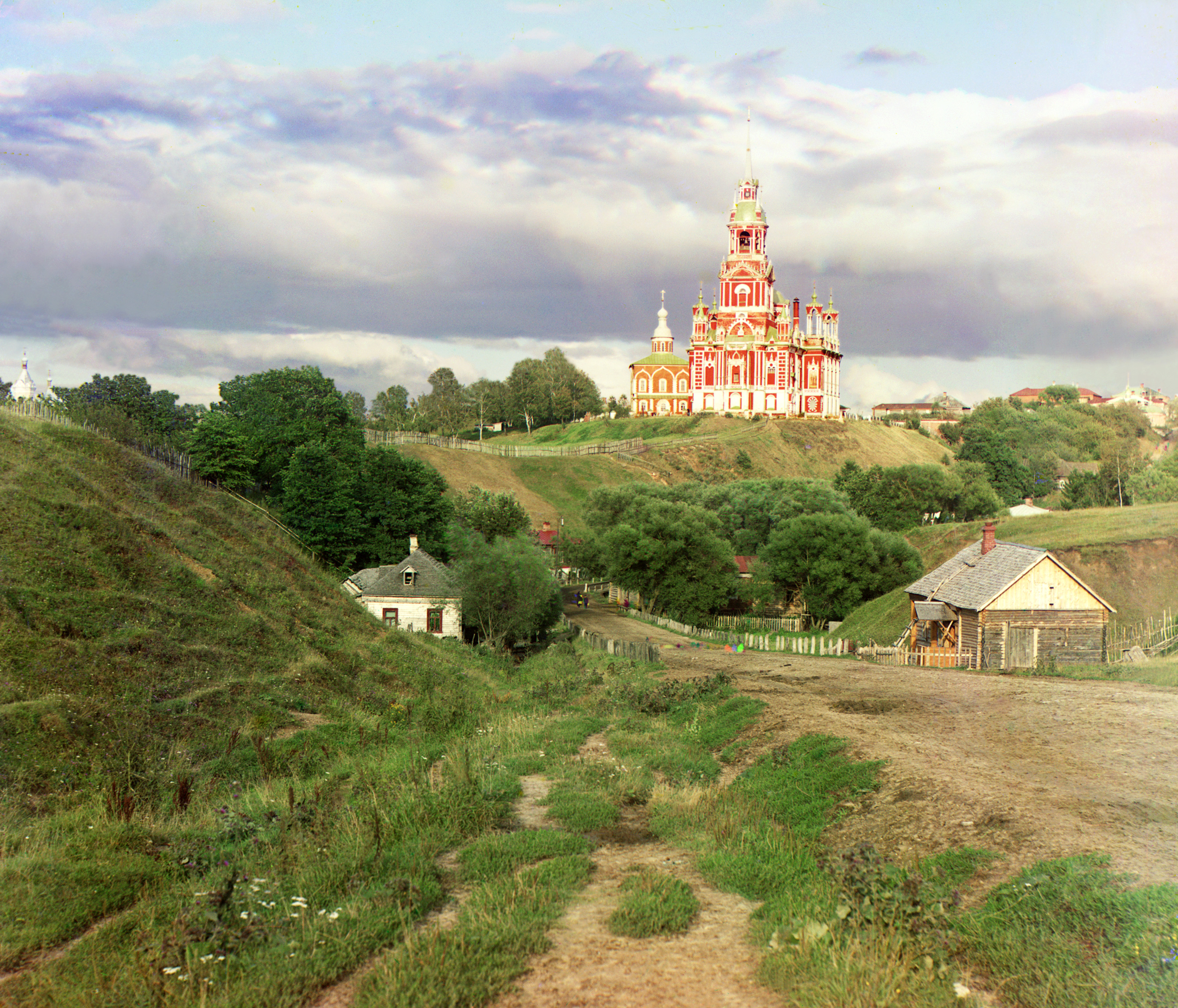
Cathédrale Saint-Nicolas à Mojaïsk.
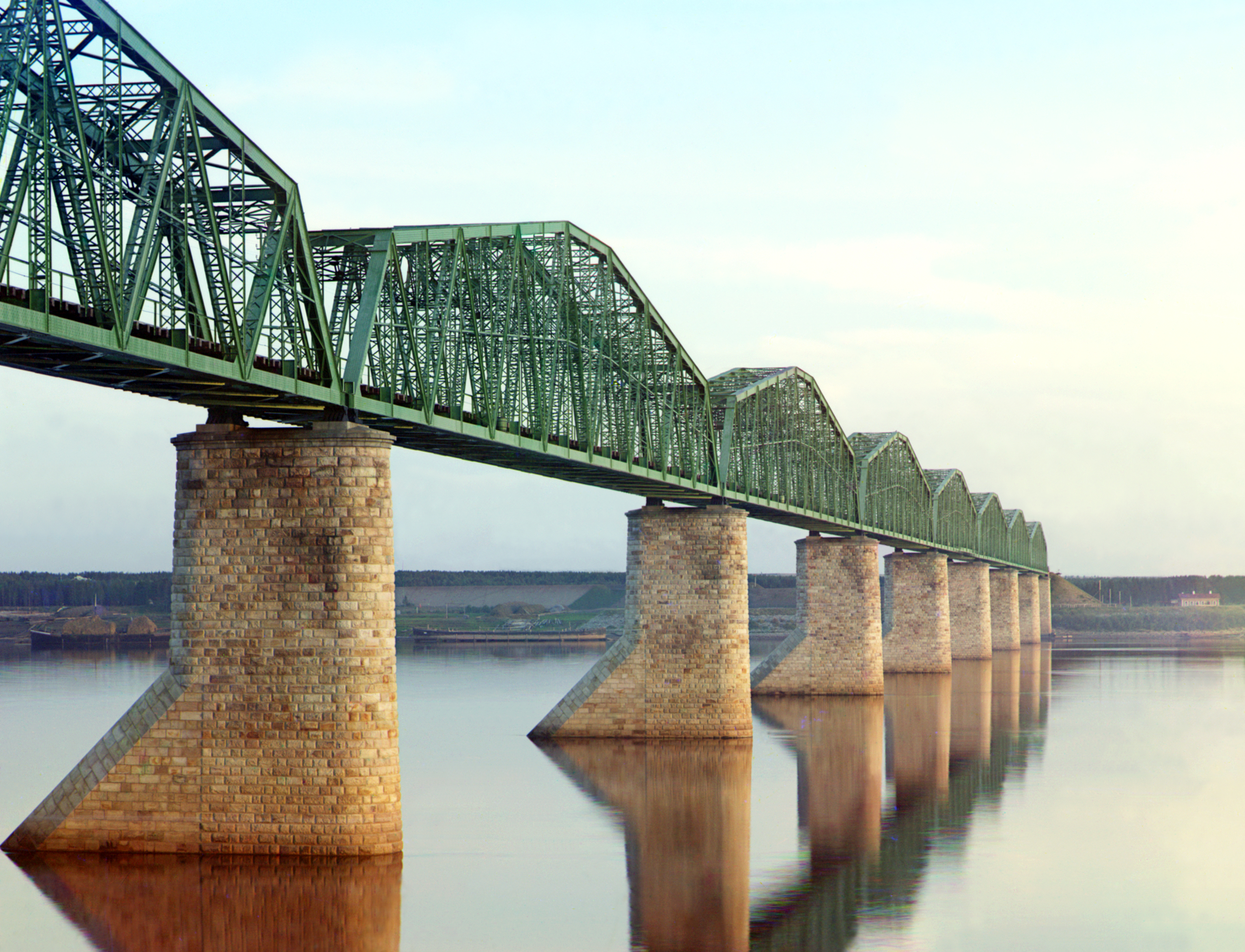
Pont du chemin de fer au dessus de la rivière Kama et Perm, 1910.
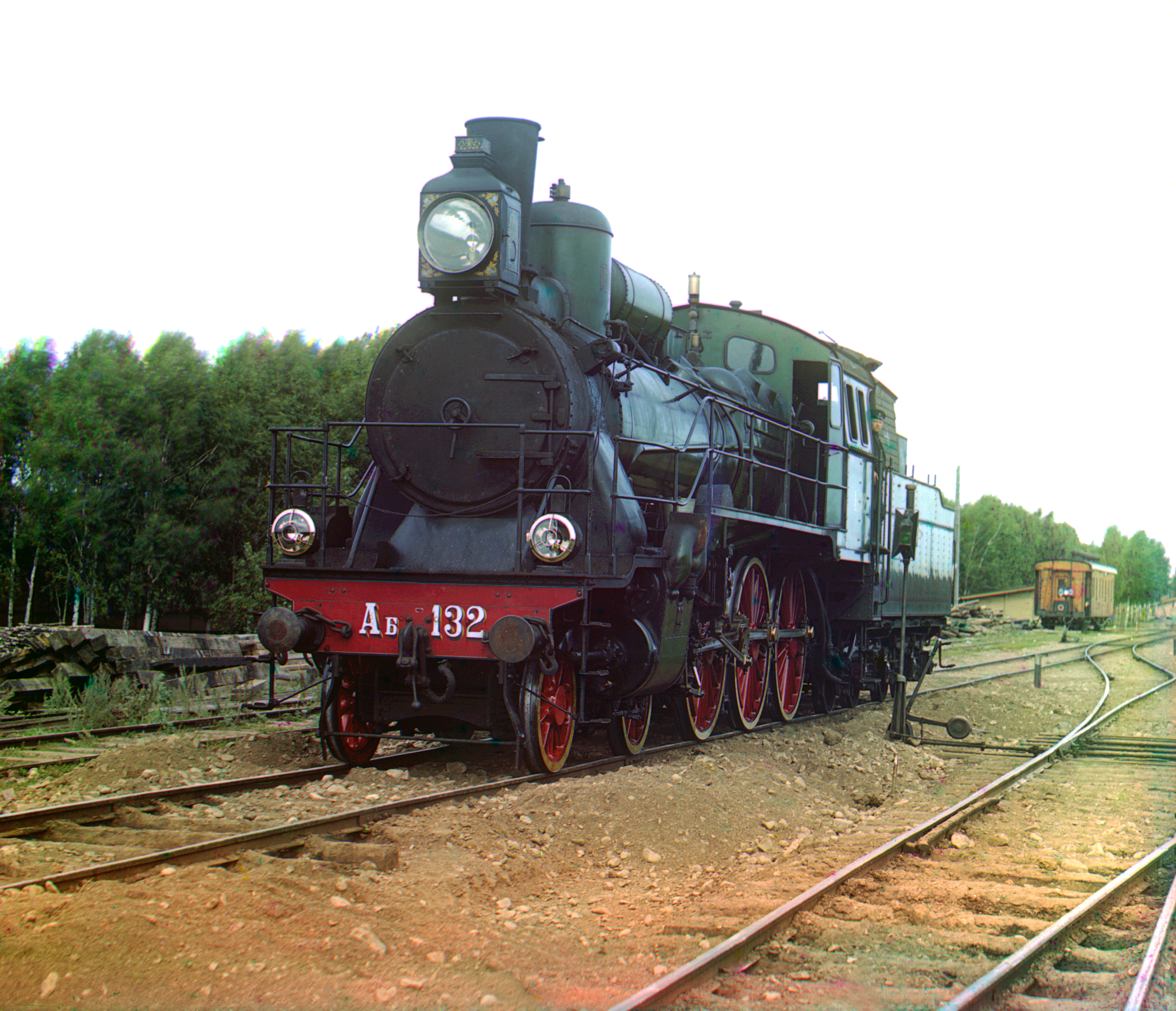
Locomotive sur la ligne de chemin de fer Samara-Zlatooustovski.
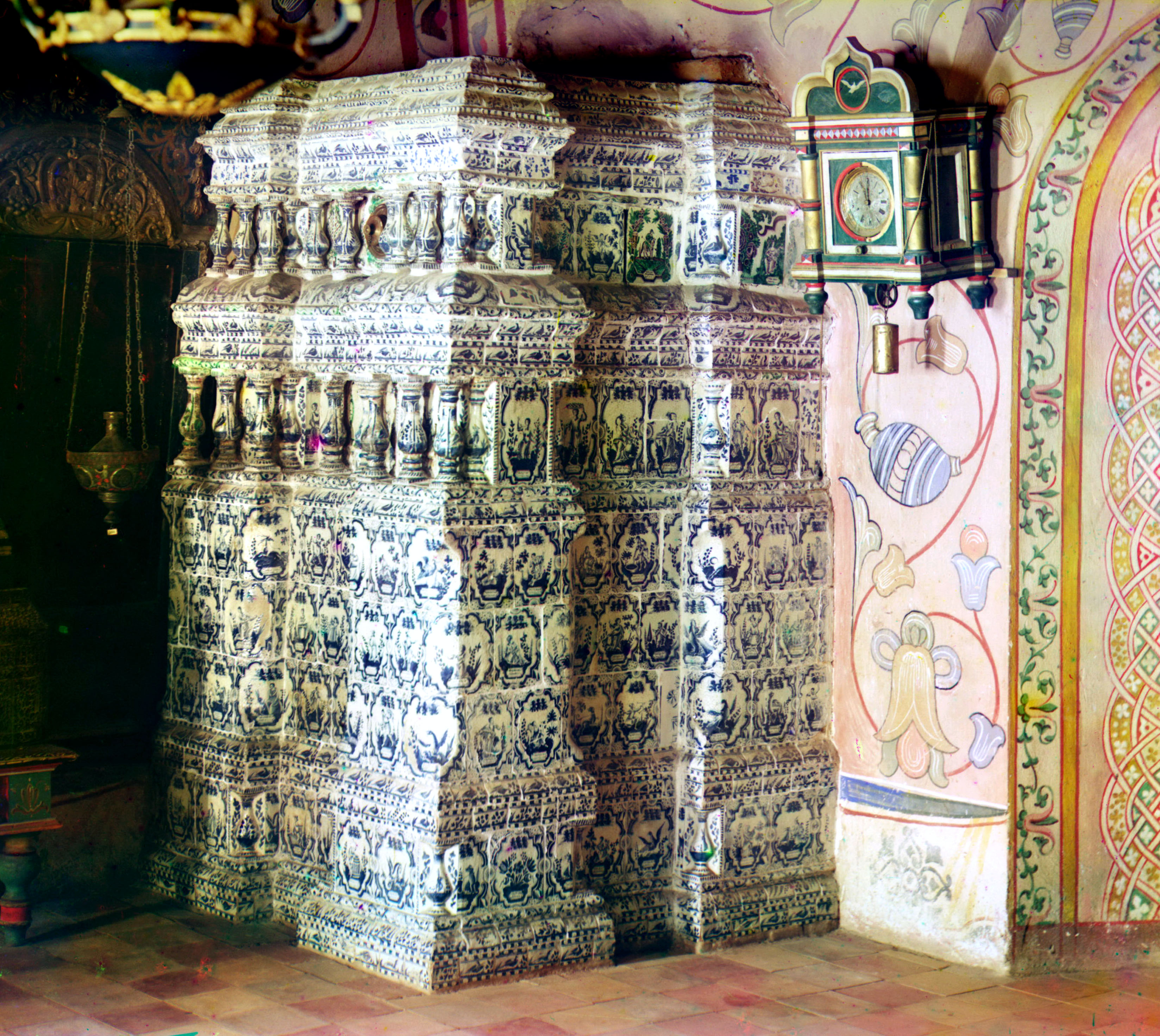
Poêle au « Térème des princes » du palais du Métropolite de Rostov (XVIIIe) au Kremlin.
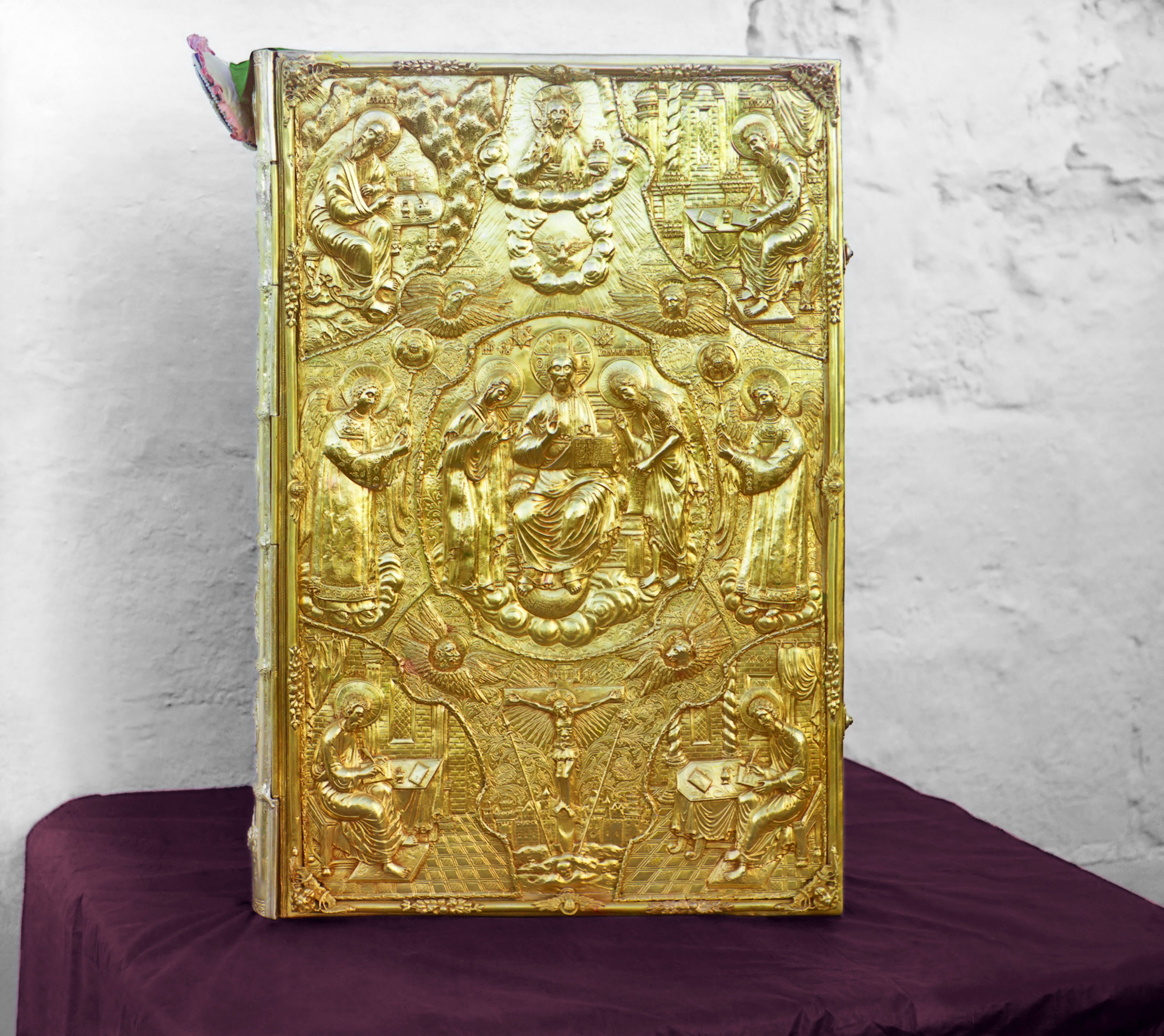
Évangiles.
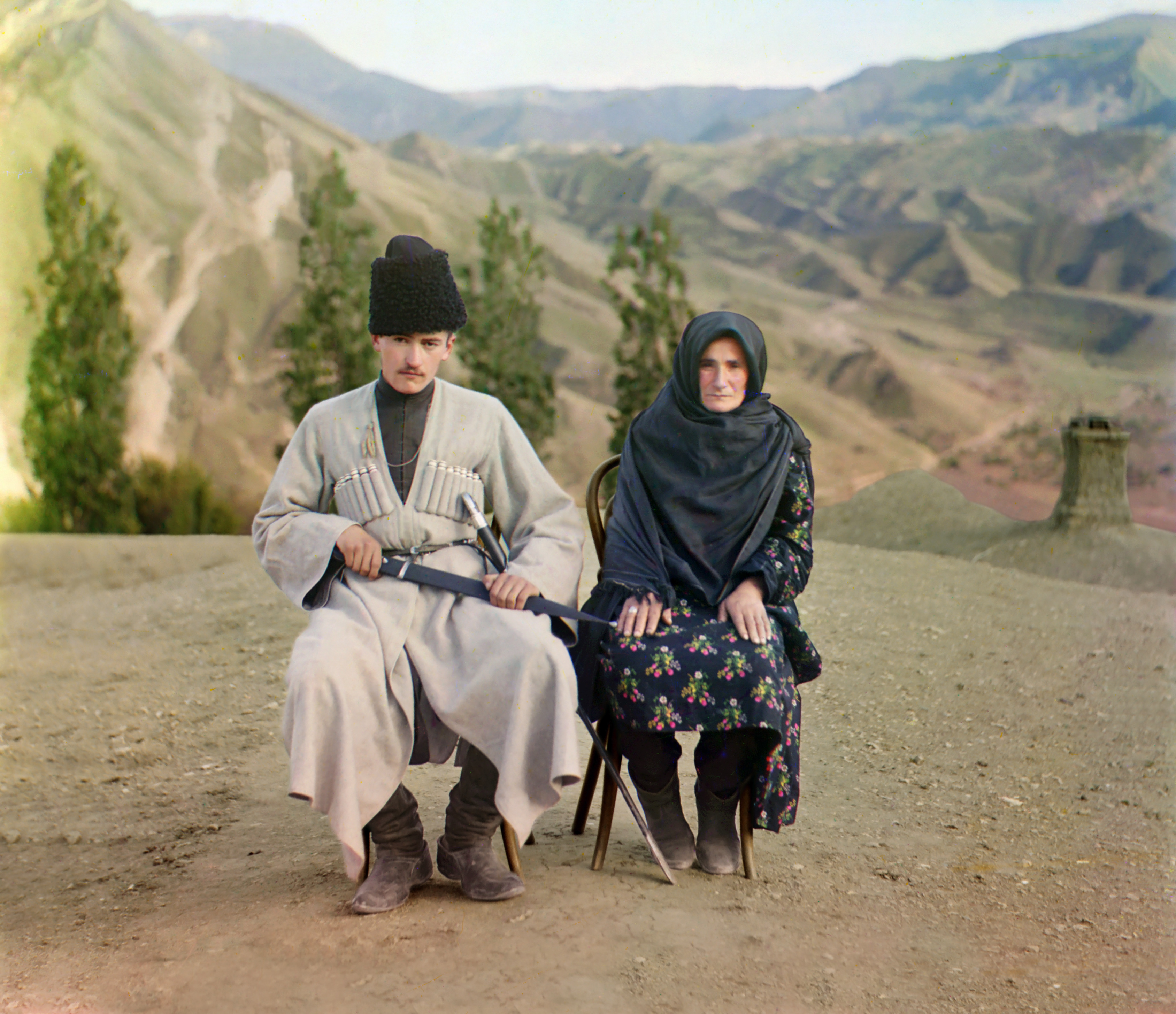
Habitants du Daghestan.
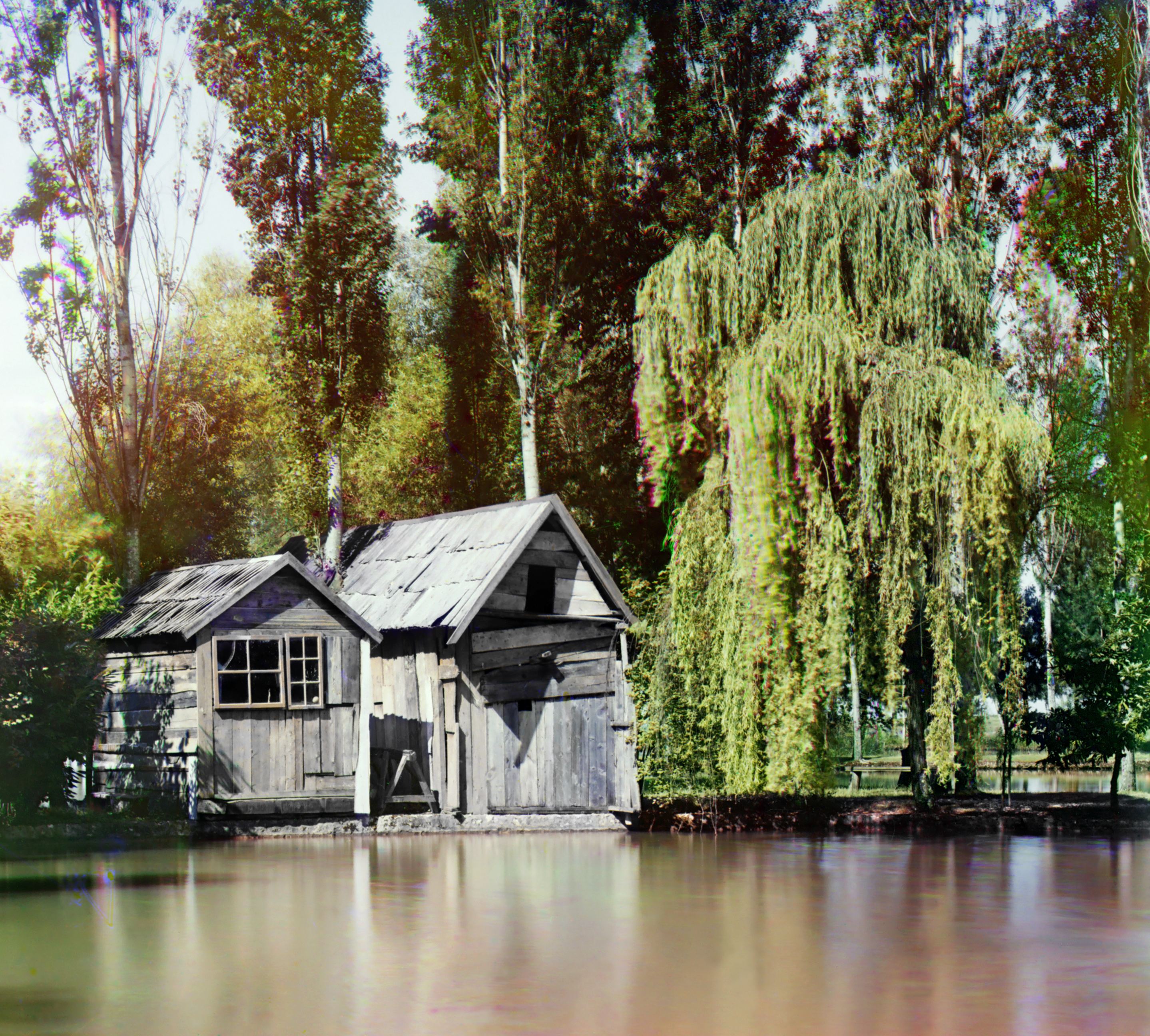
Étangs du monastère du Nouvel-Athos.
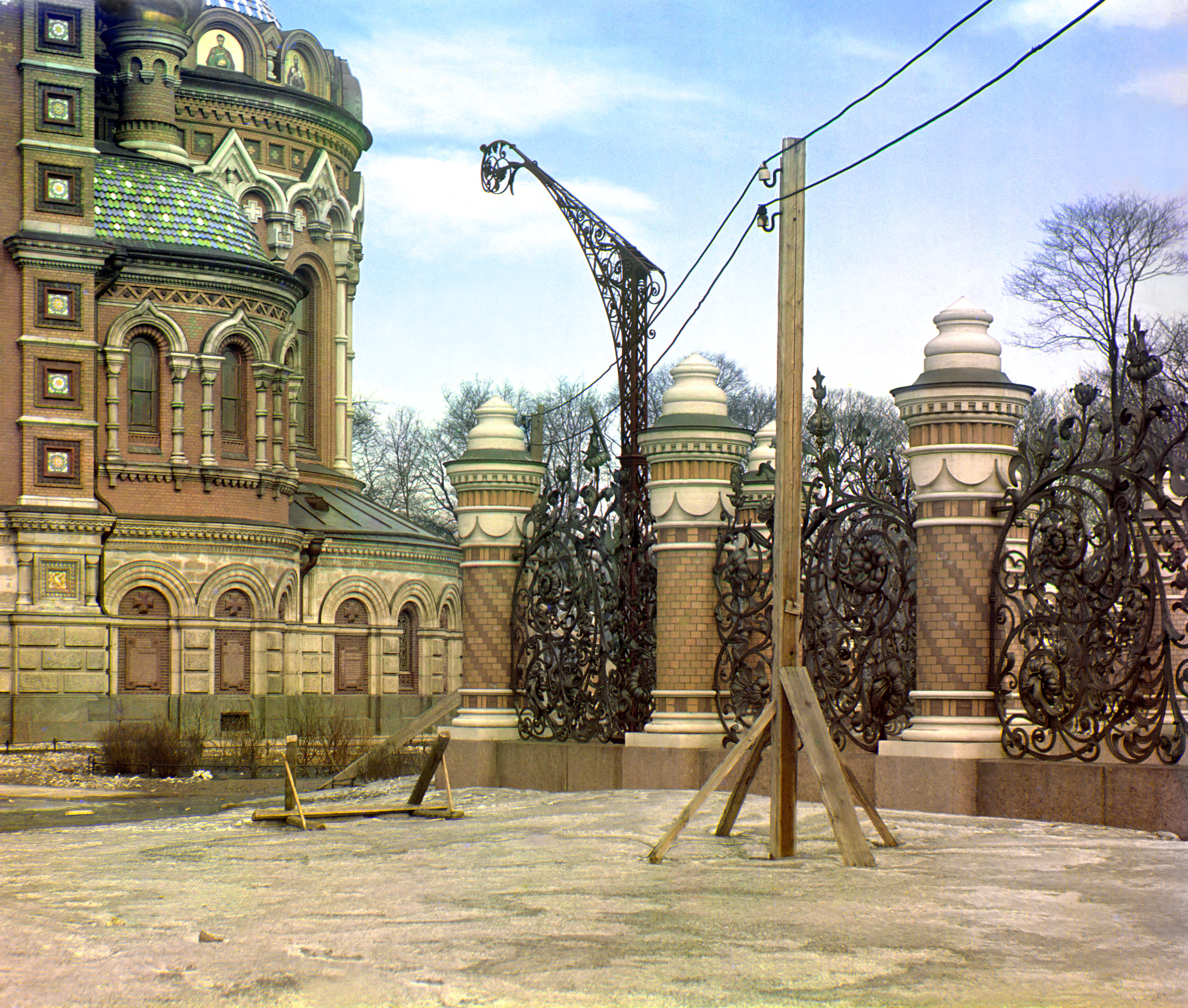
Partie de la Cathédrale Saint-Sauveur-sur-le-Sang-Versé à Saint-Pétersbourg.
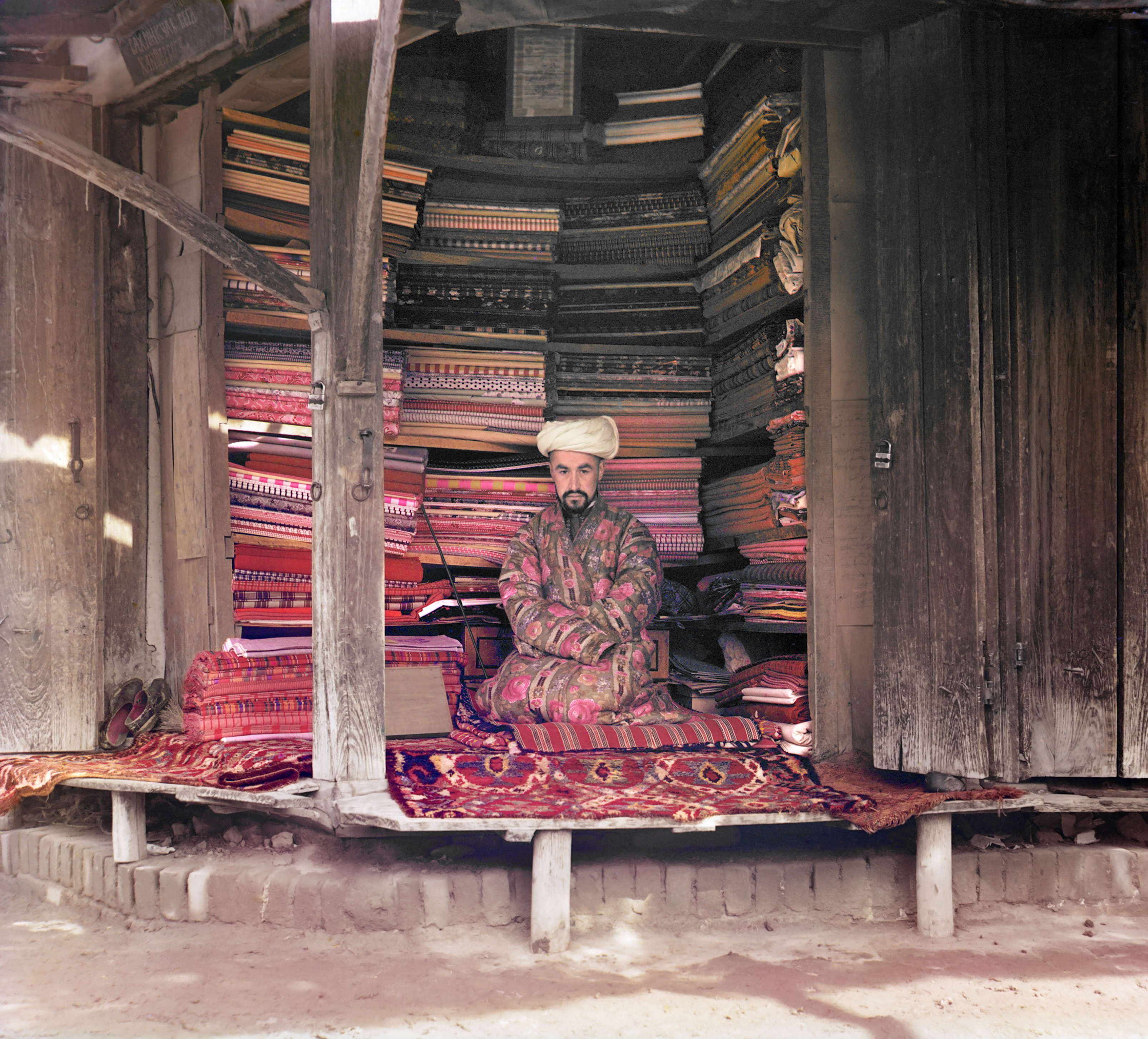
Marchand de tapis à Samarcande.
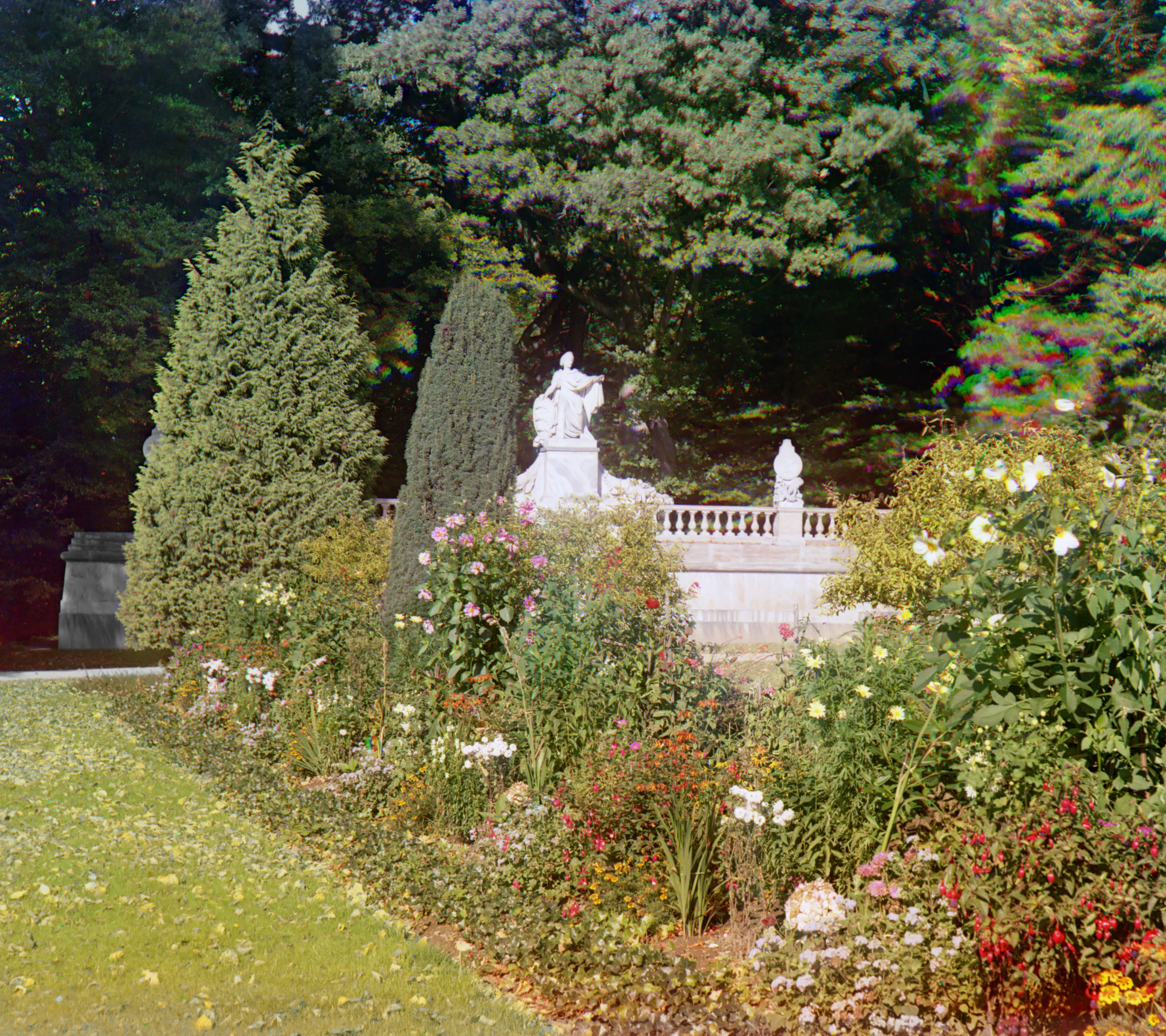
Palais de Fredensborg, Danemark.
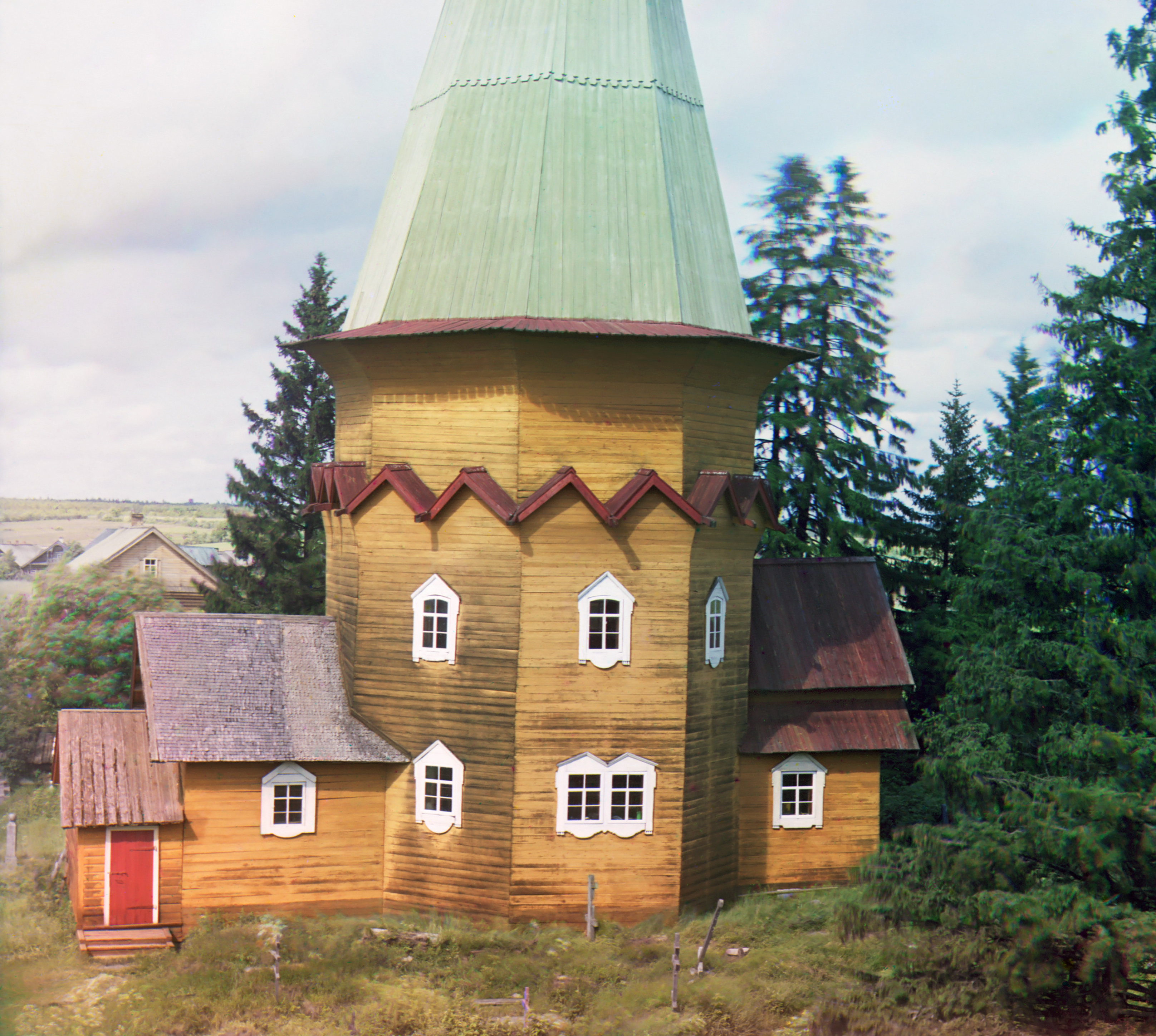
Église de la Transfiguration. Pidma (Podporojski raïon) (oblast de Leningrad).
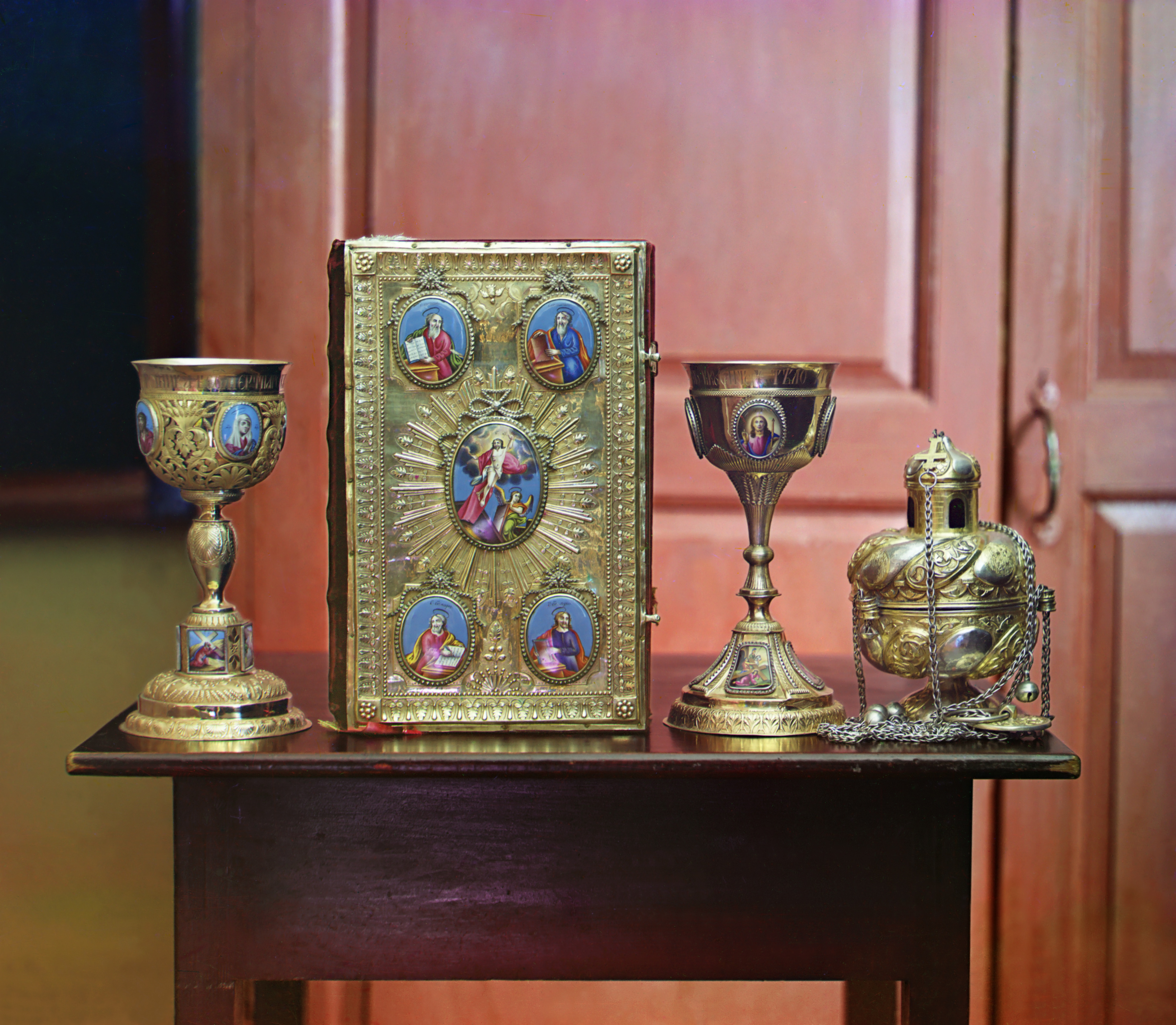
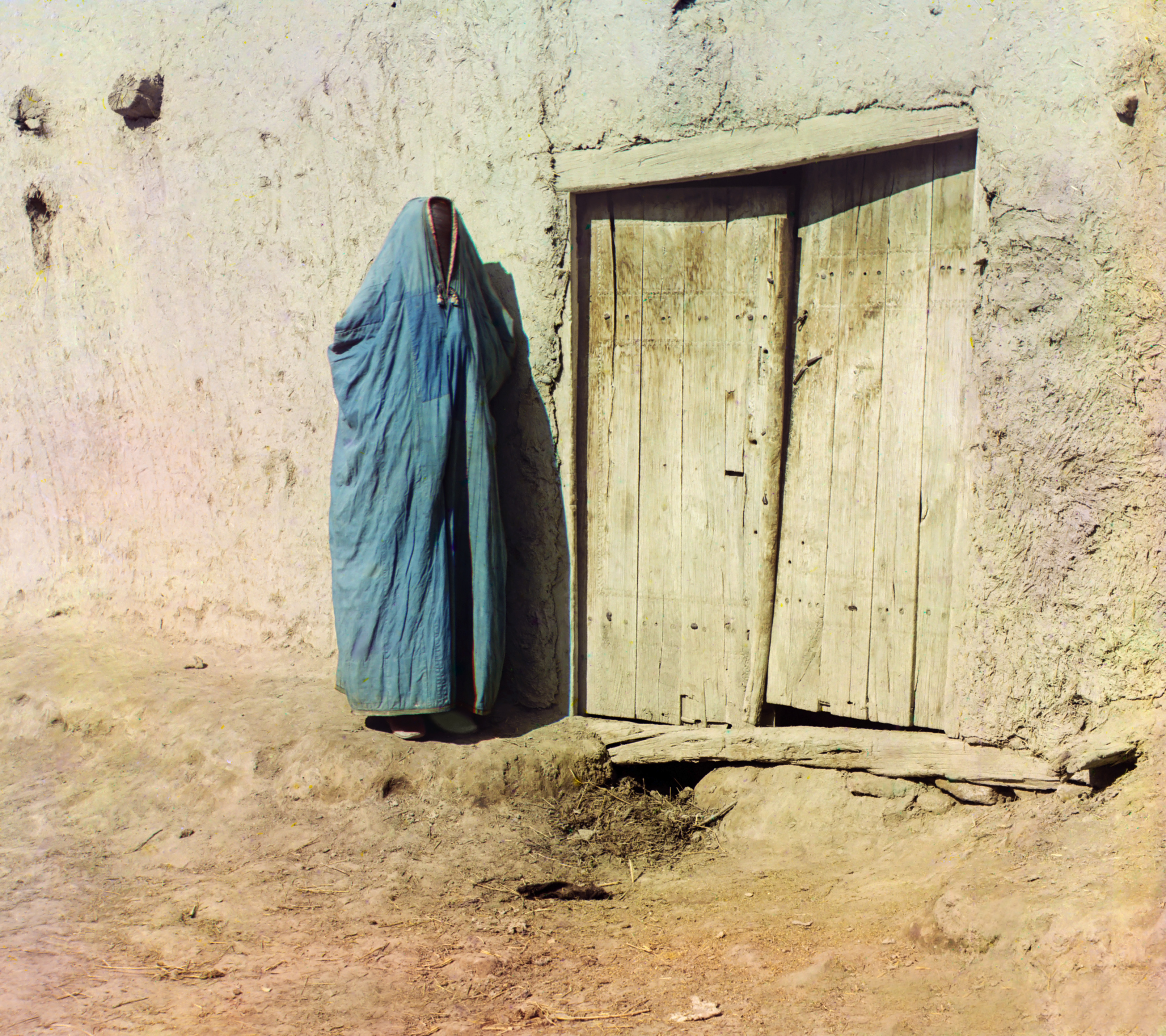
Femme en burqa à Samarcande.
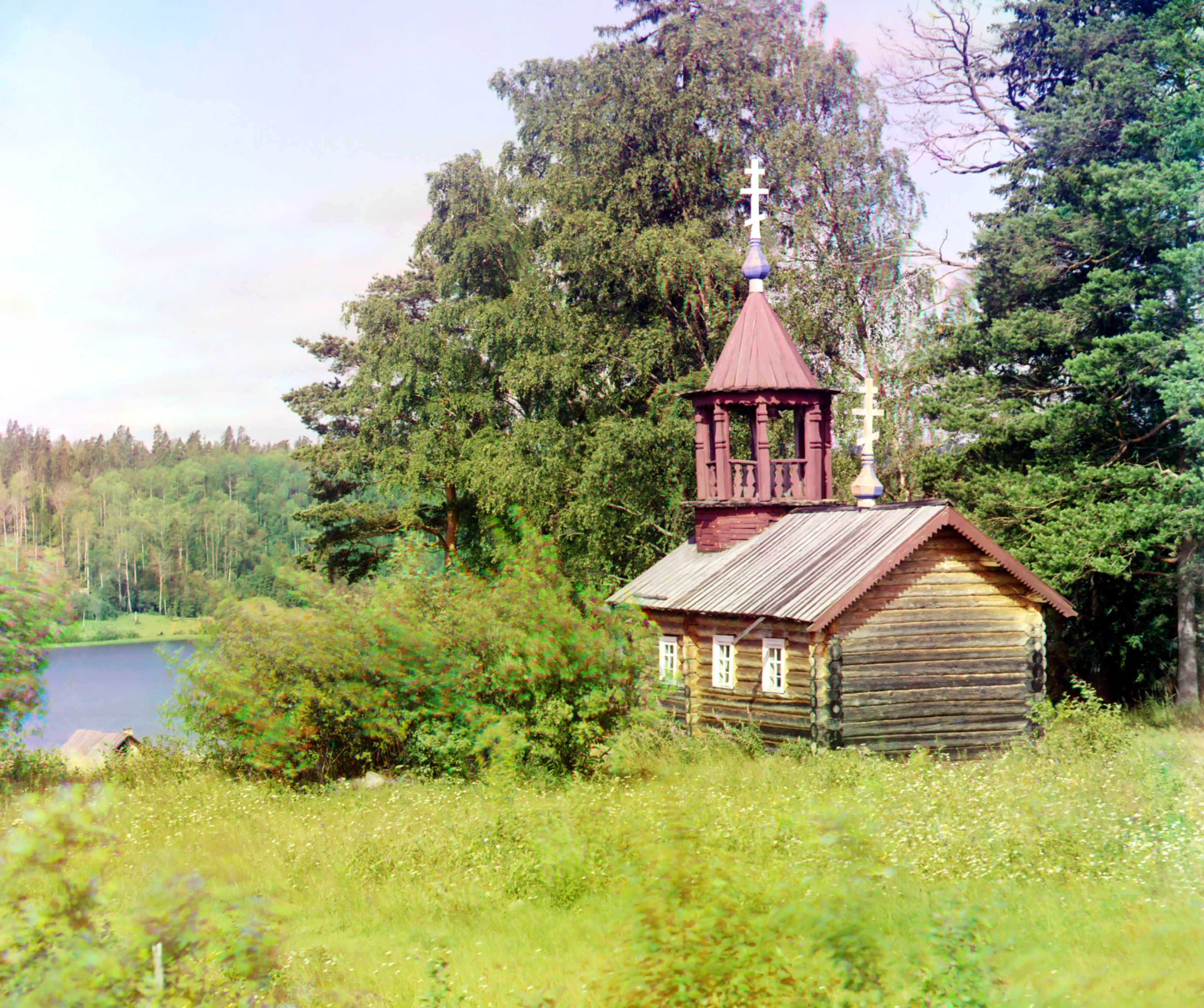
Chapelle de l'époque de Pierre Ier le Grand, près de la chute de Kivatch.
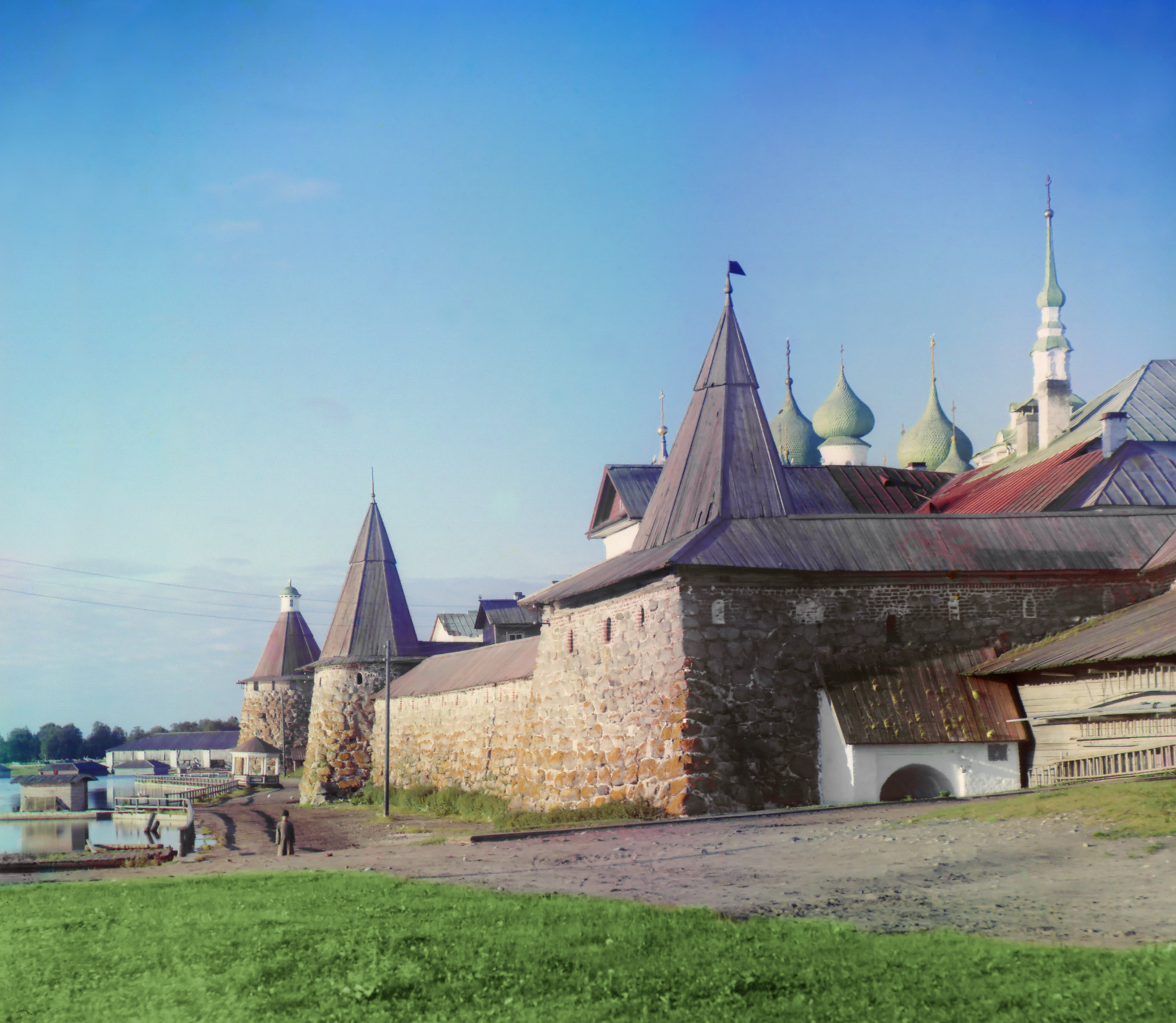
Monastère Solovetski.
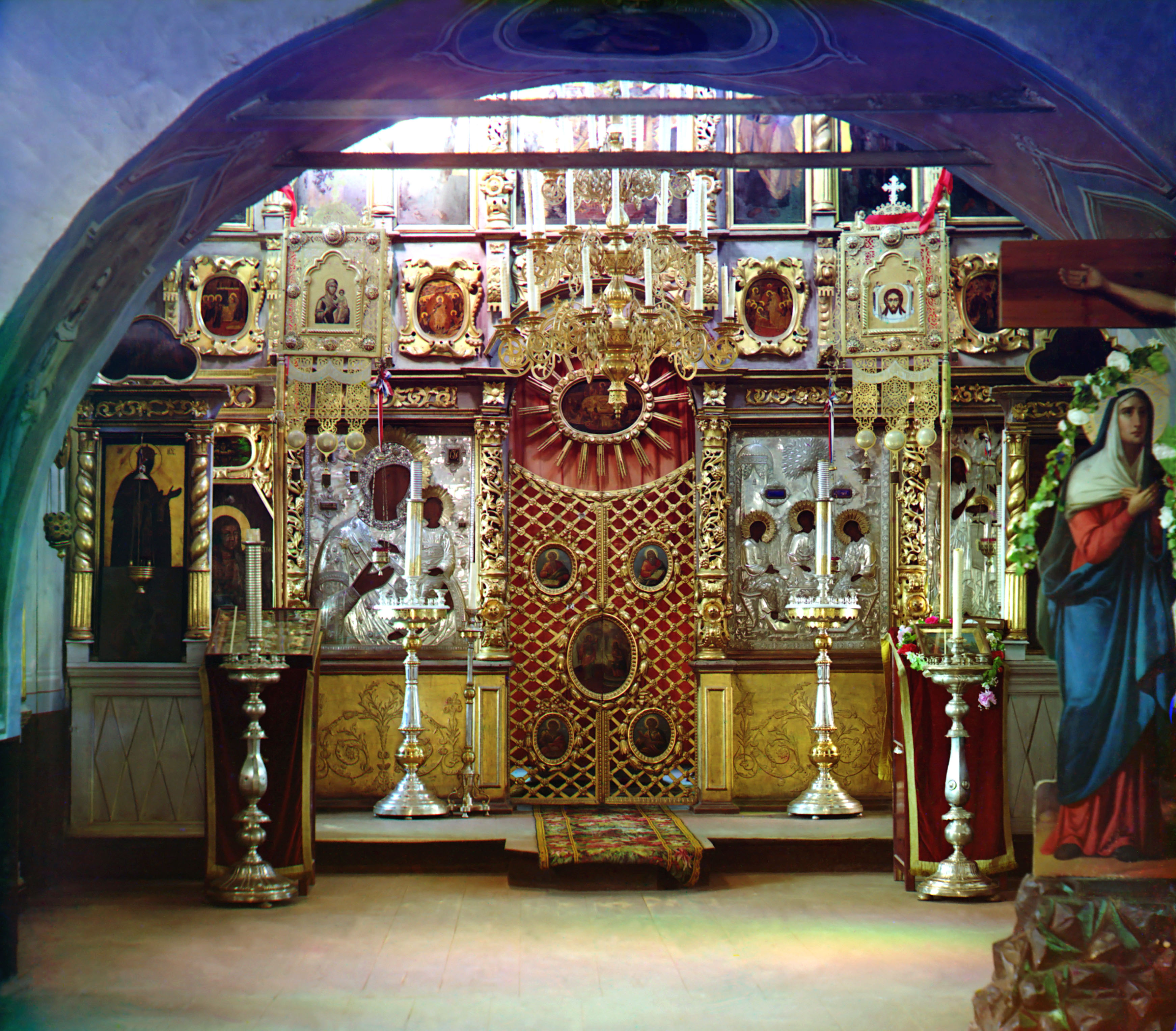
Iconostase dans une église. Borodino.
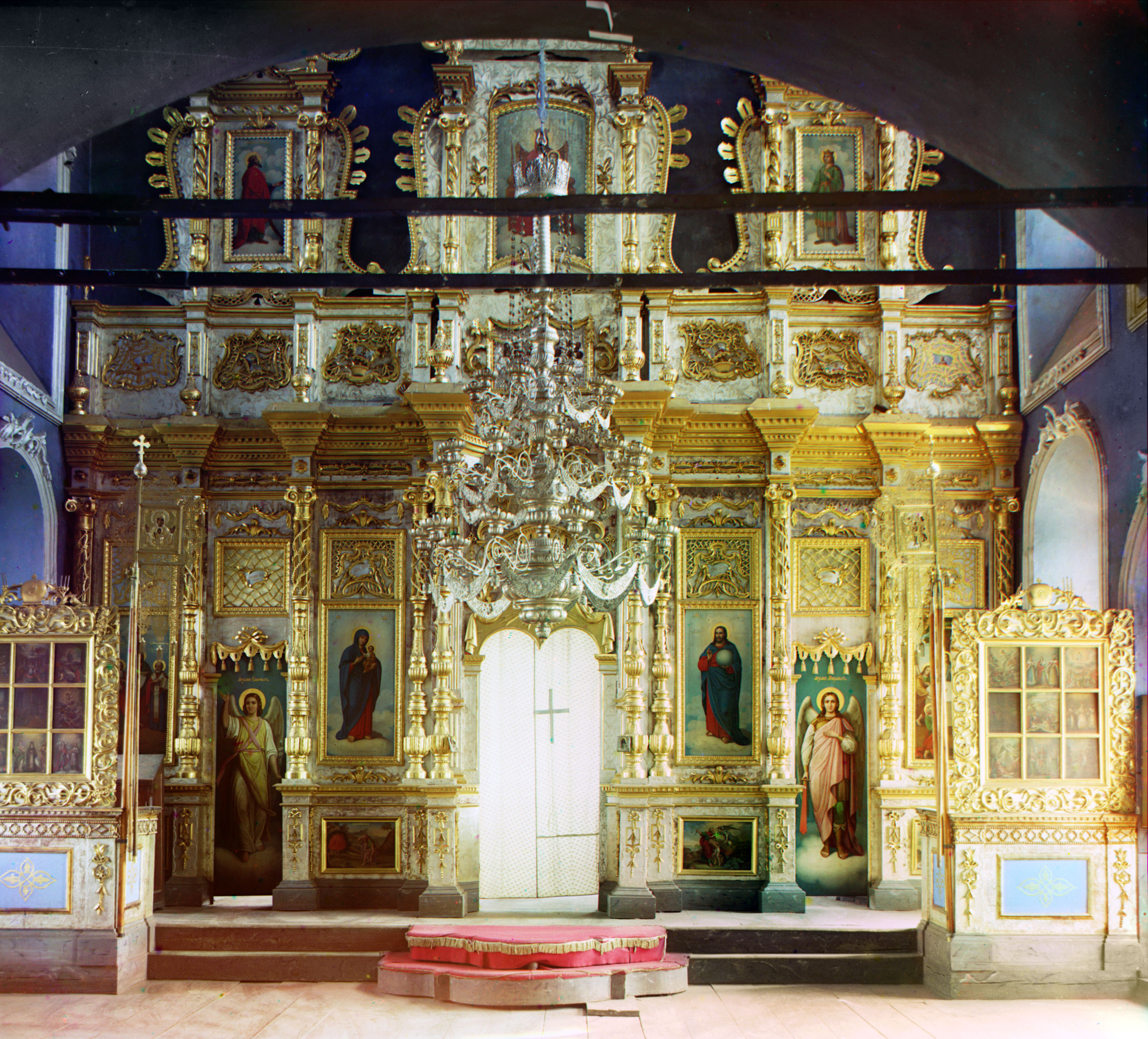
Iconostase de la cathédrale de la Sainte-Trinité à Ialoutorovsk.
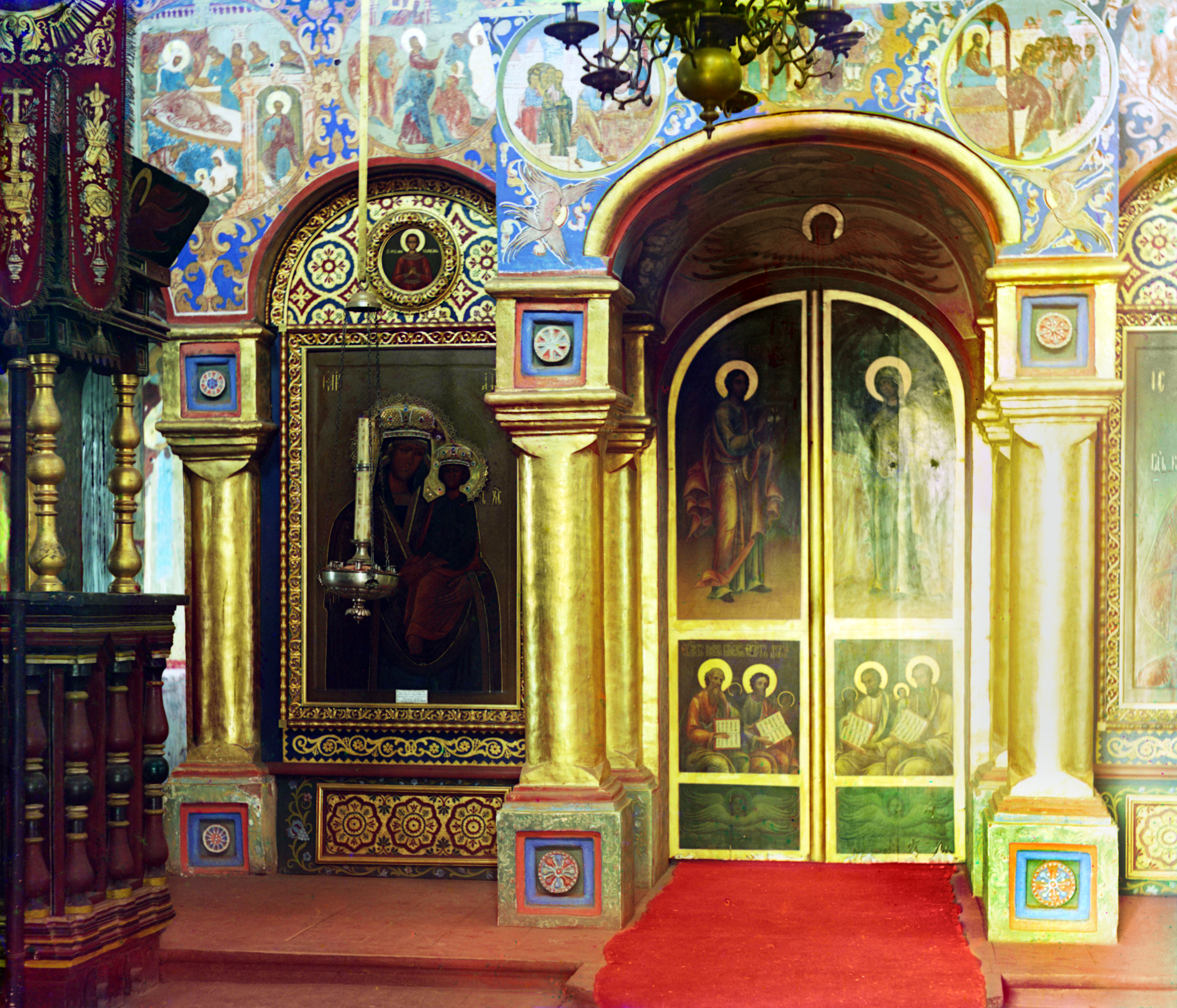
Iconostase de l'église Saint-Jean de Rostov Veliki.
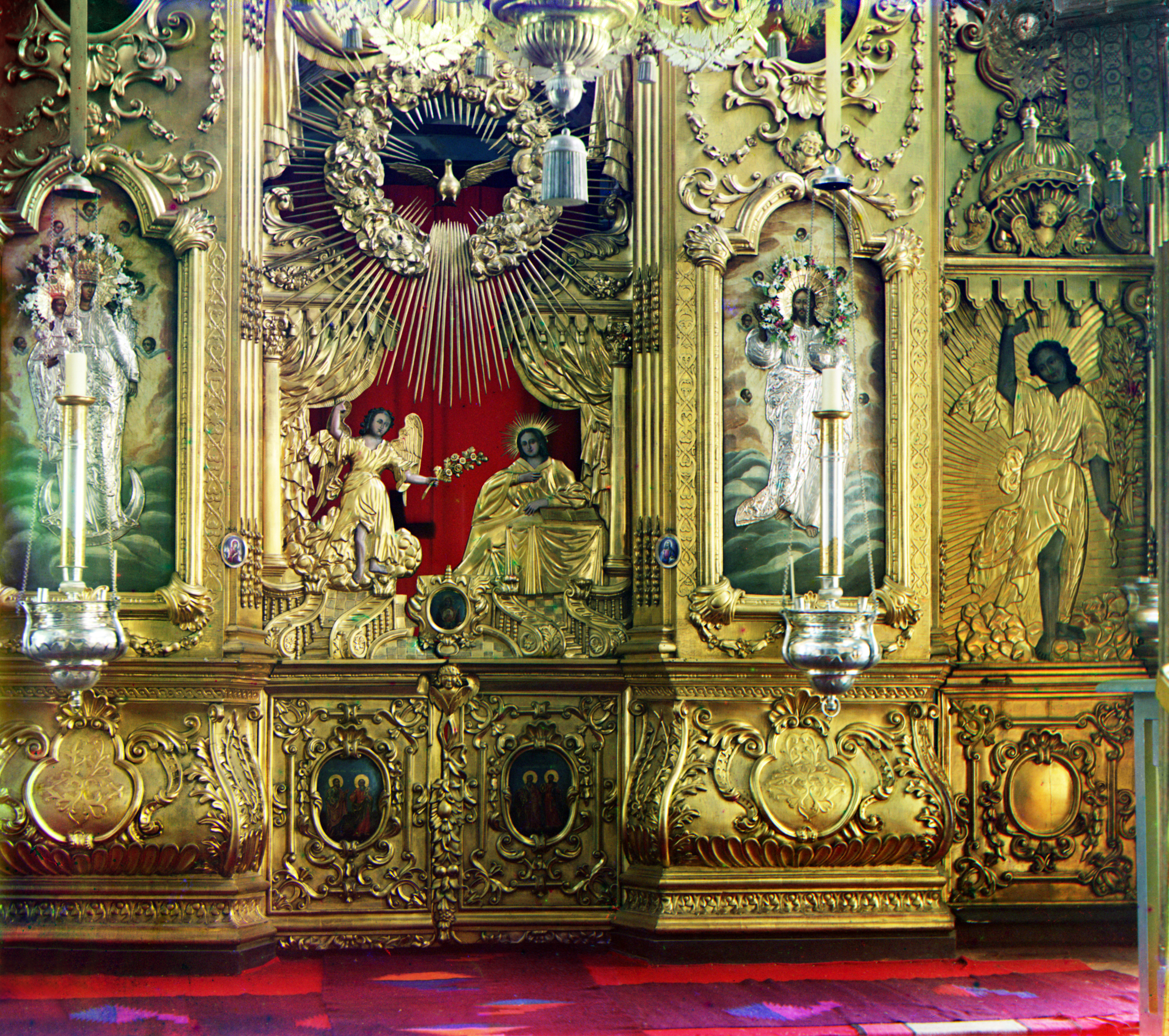
Iconostase de l'église Saint-Nicolas Thaumaturge Rostov Veliki, 1911.
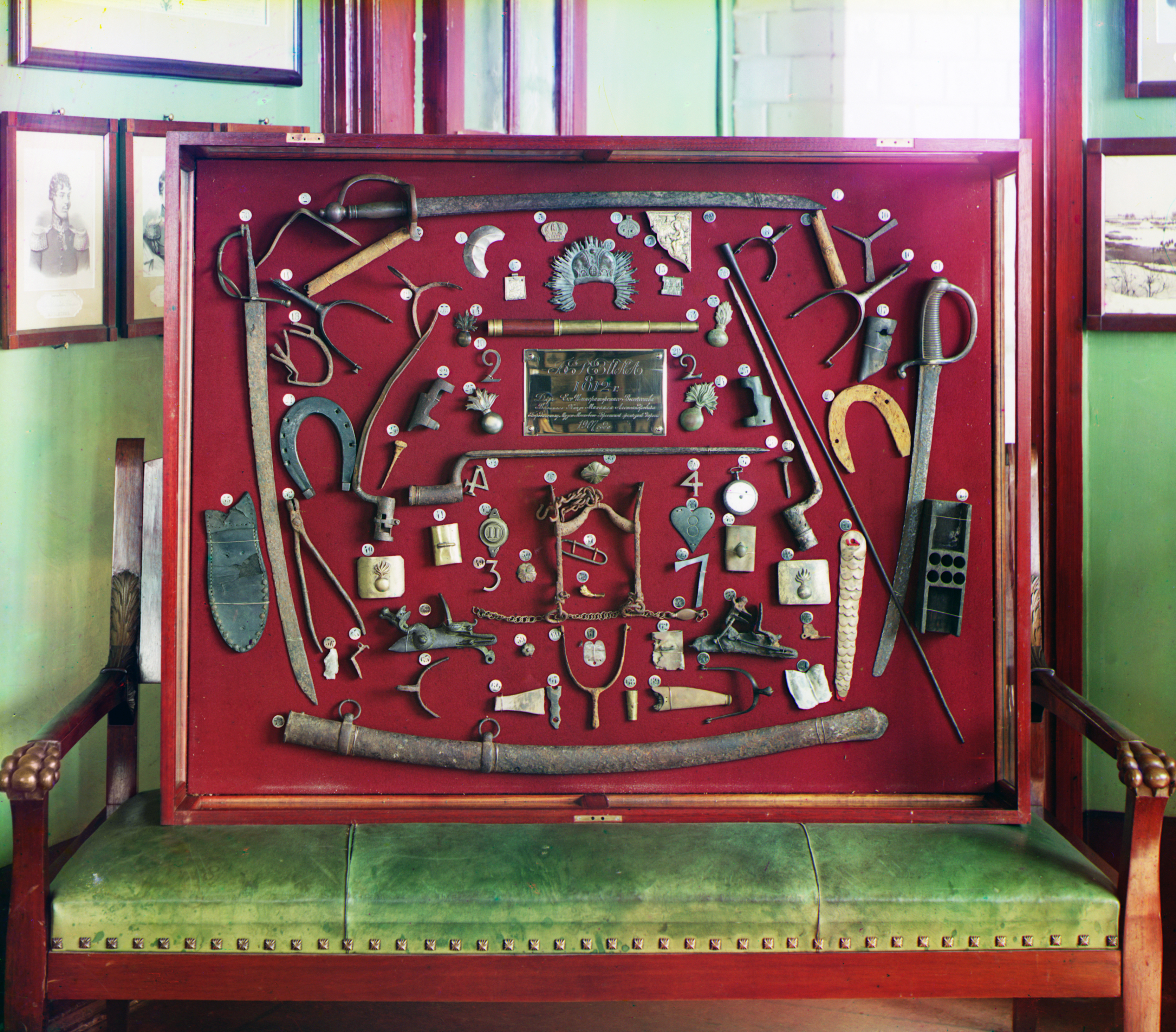
Au musée de Borodino.
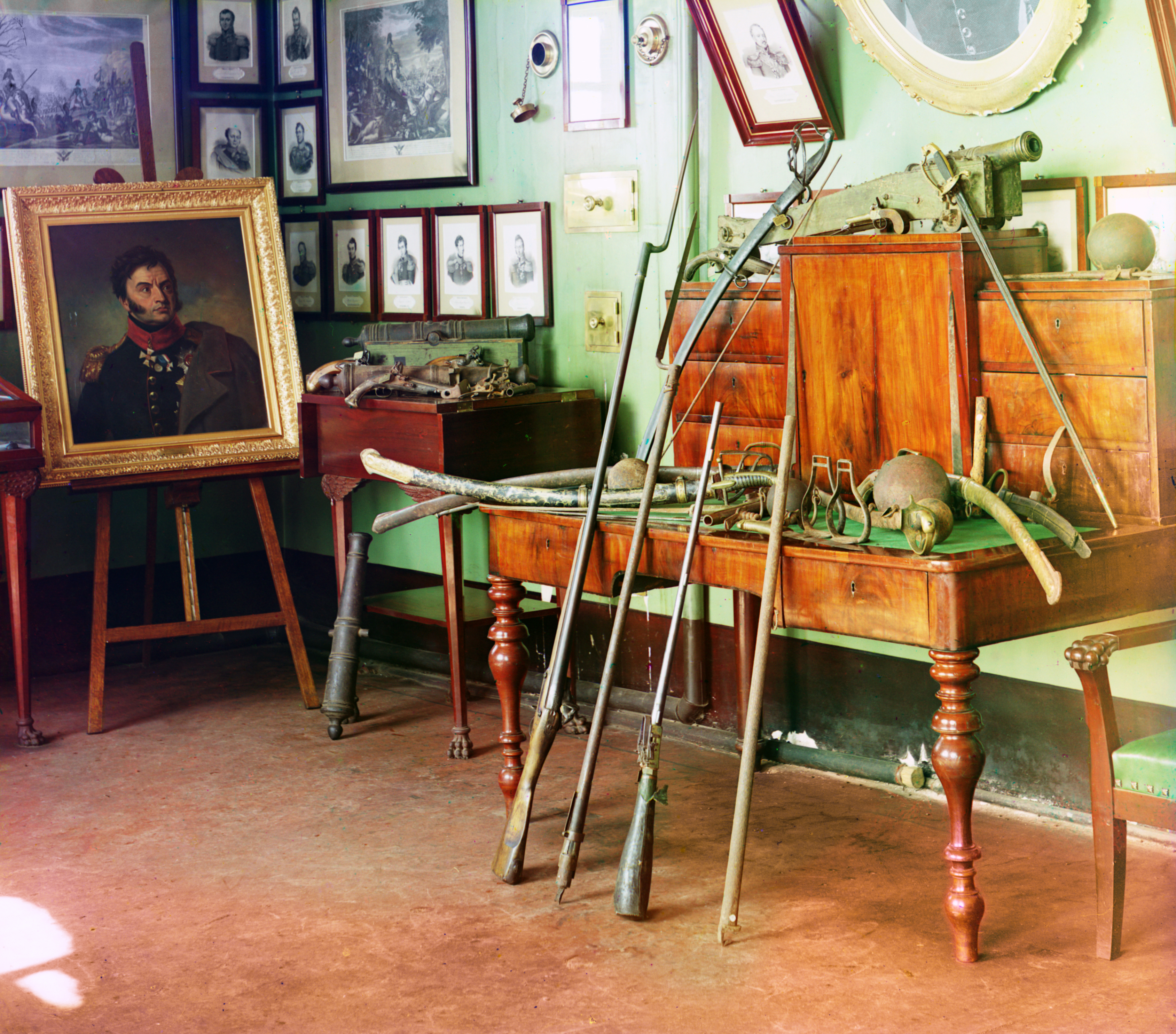
Au musée de Borodino.
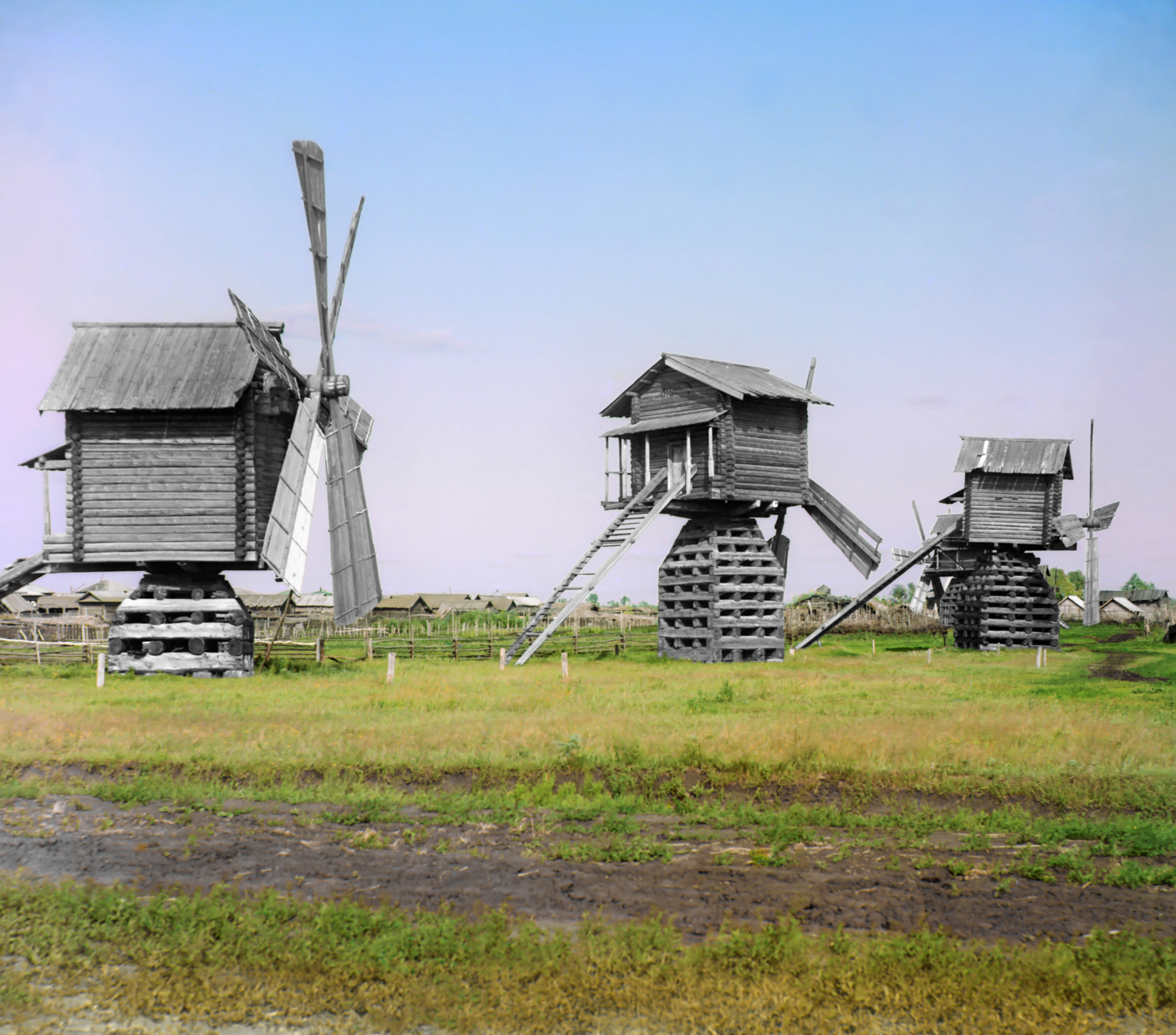
Moulins à vent dans la plaine de Sibérie.
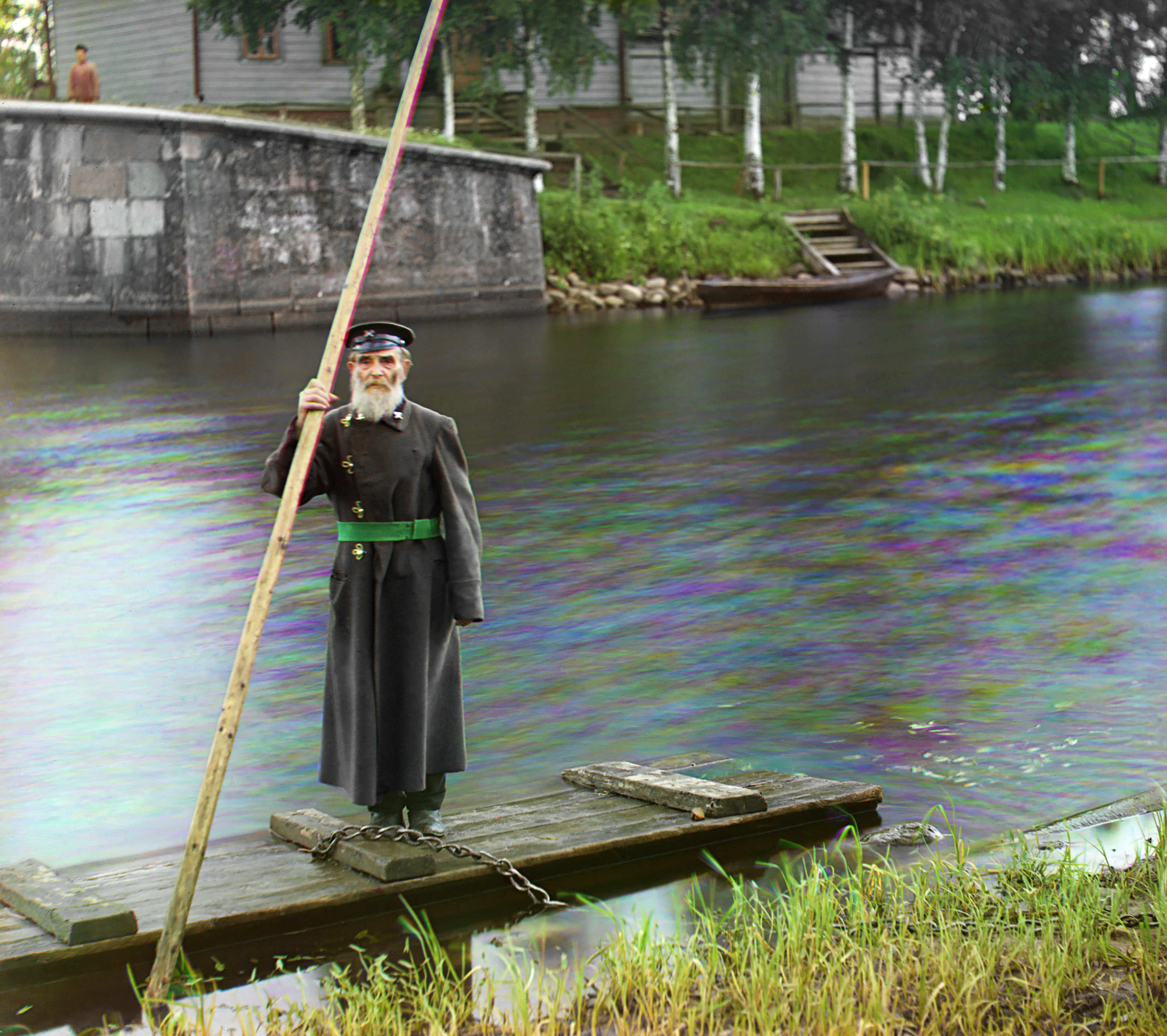
Contrôleur sur le canal voie navigable Volga-Baltique, 1909.
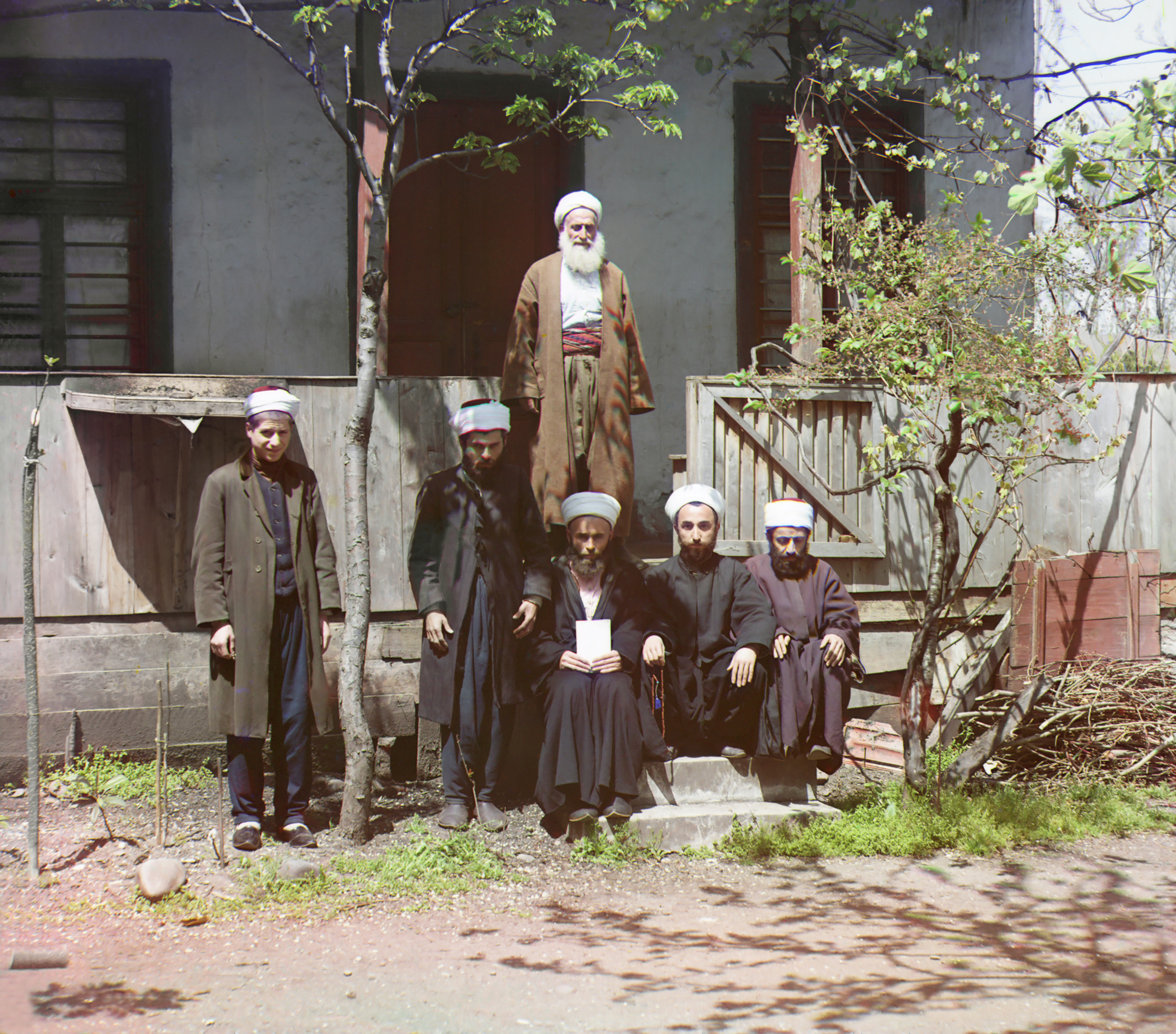
Mollah. Batoumi.
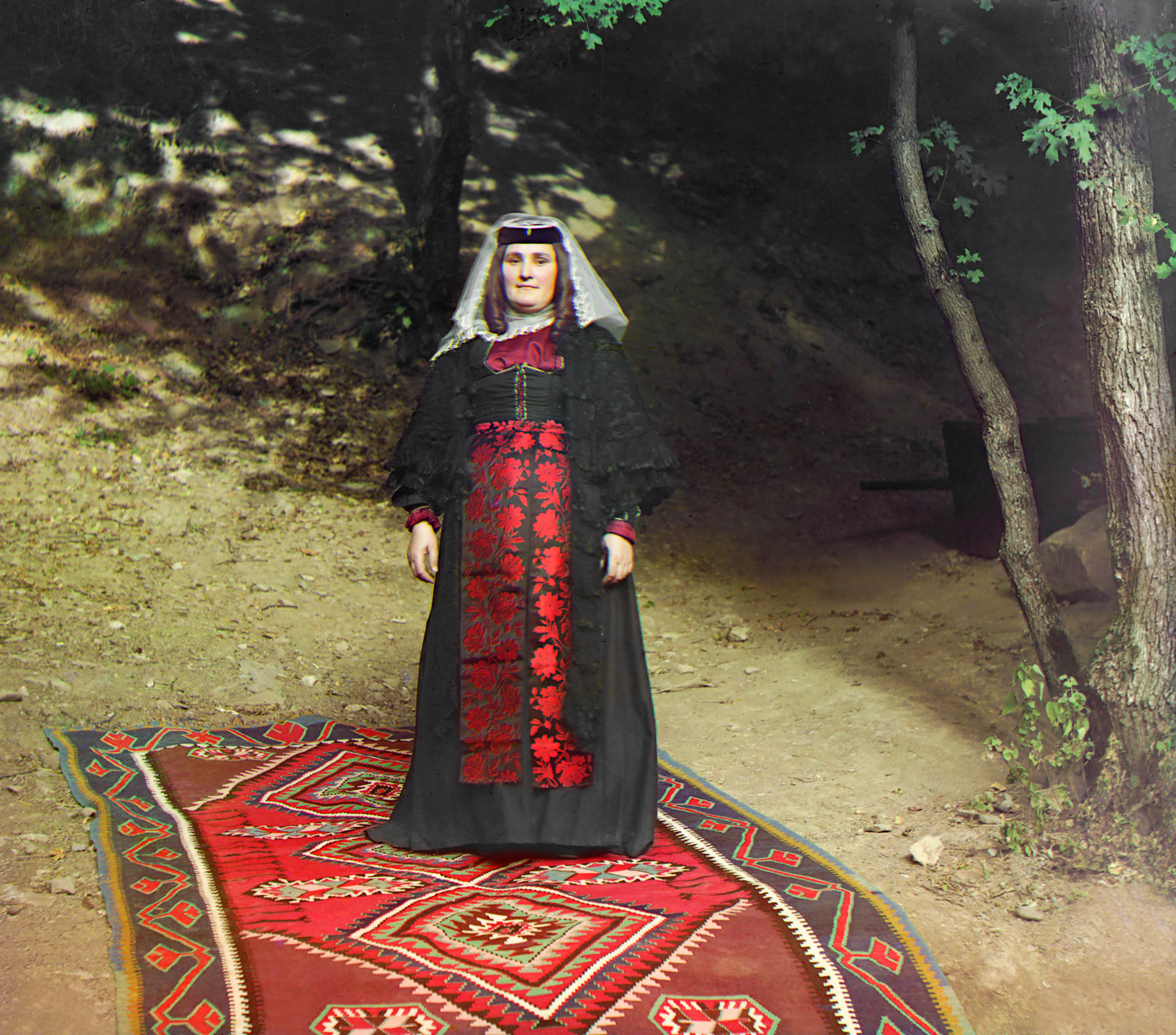
Géorgienne.
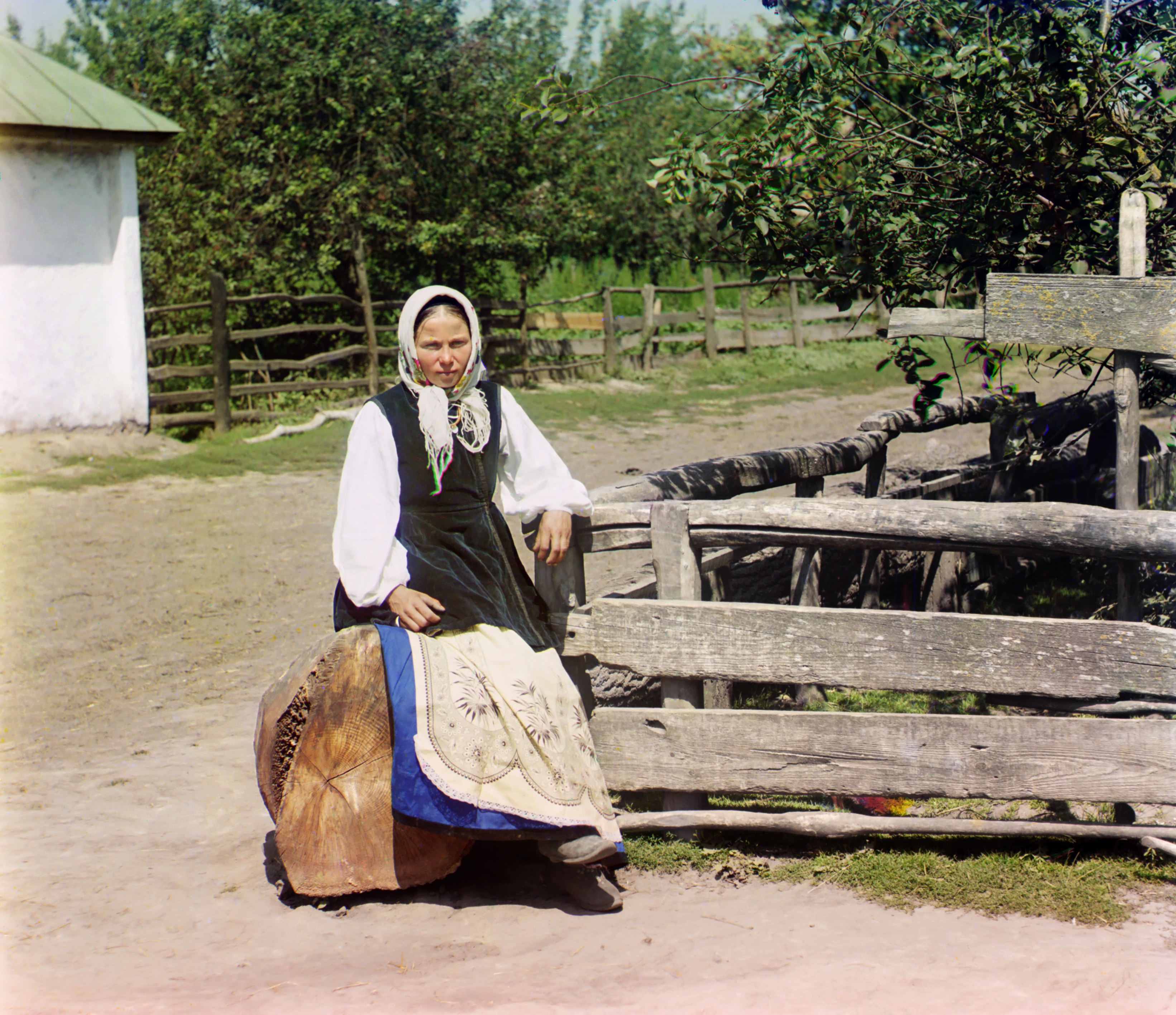
Ukrainienne.
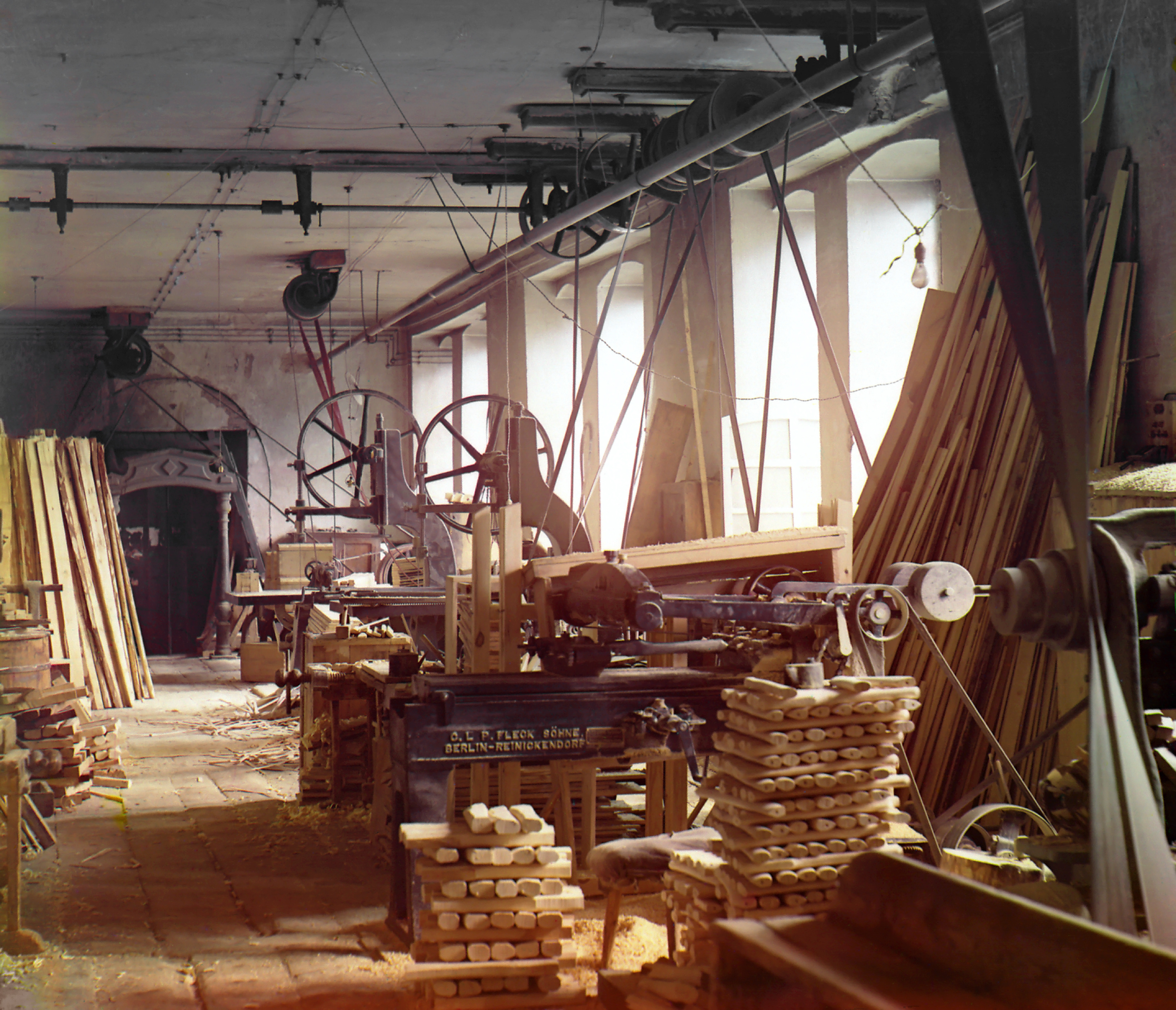
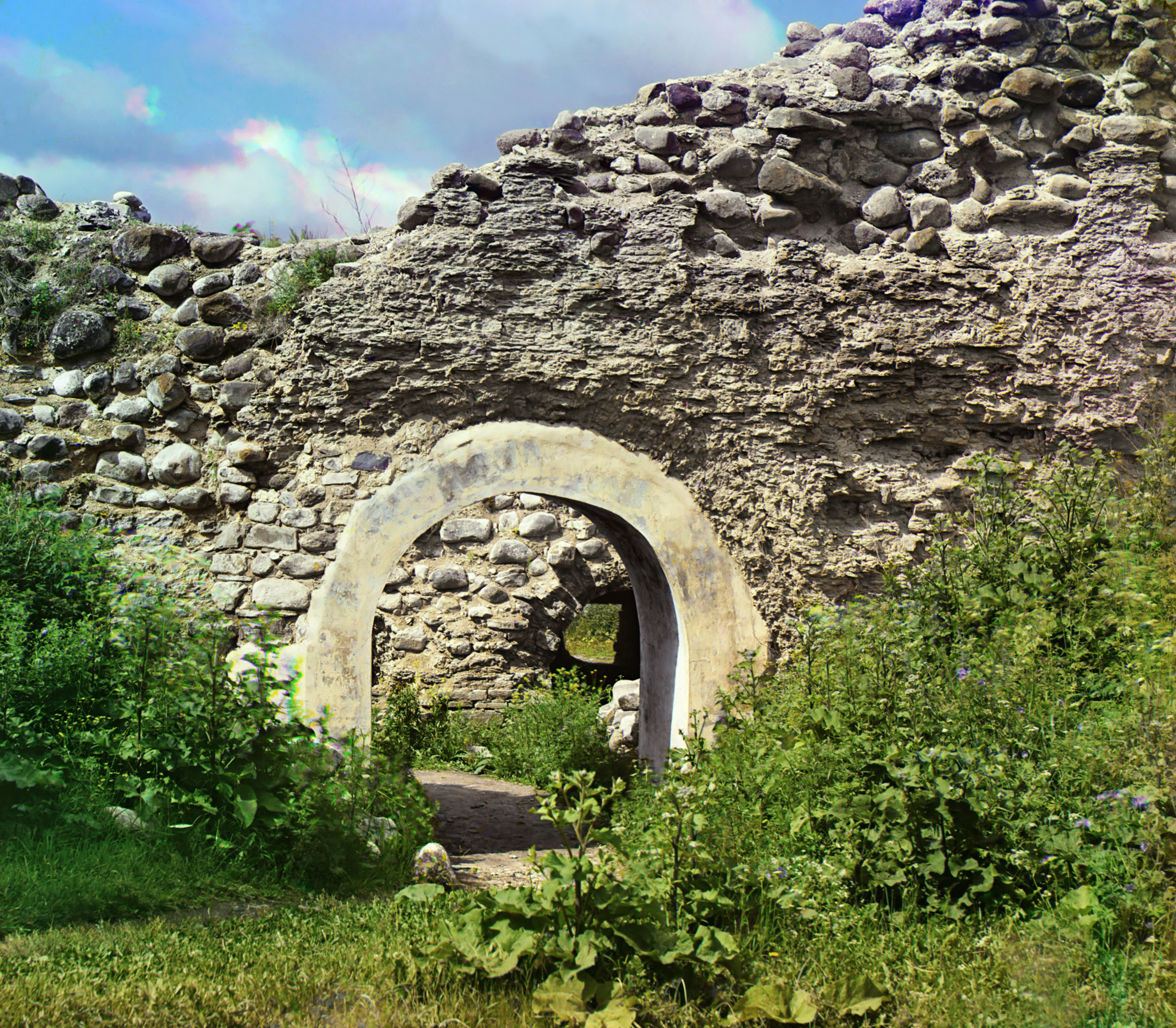
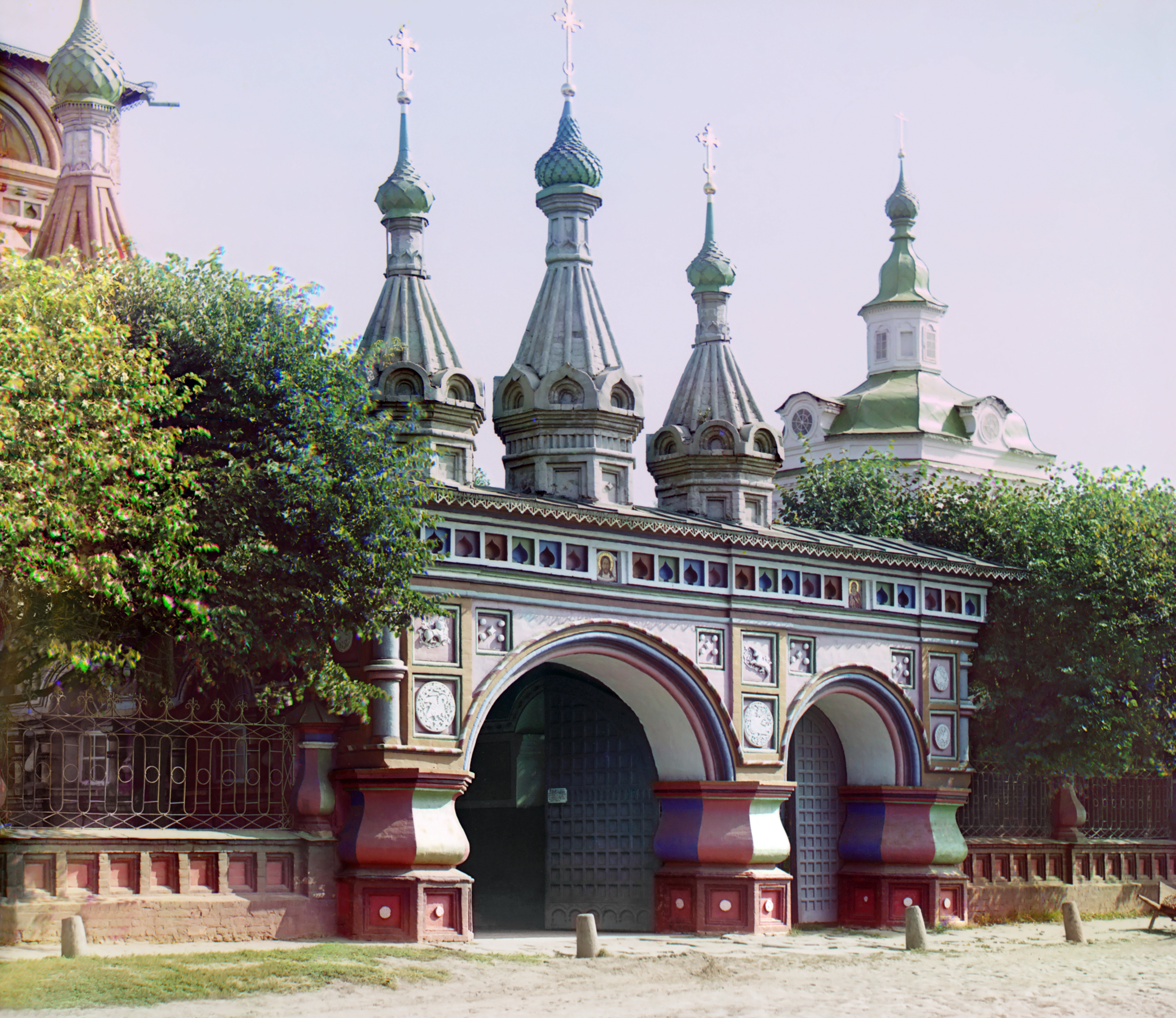
Kostroma. Portes de l'Église de la Résurrection.
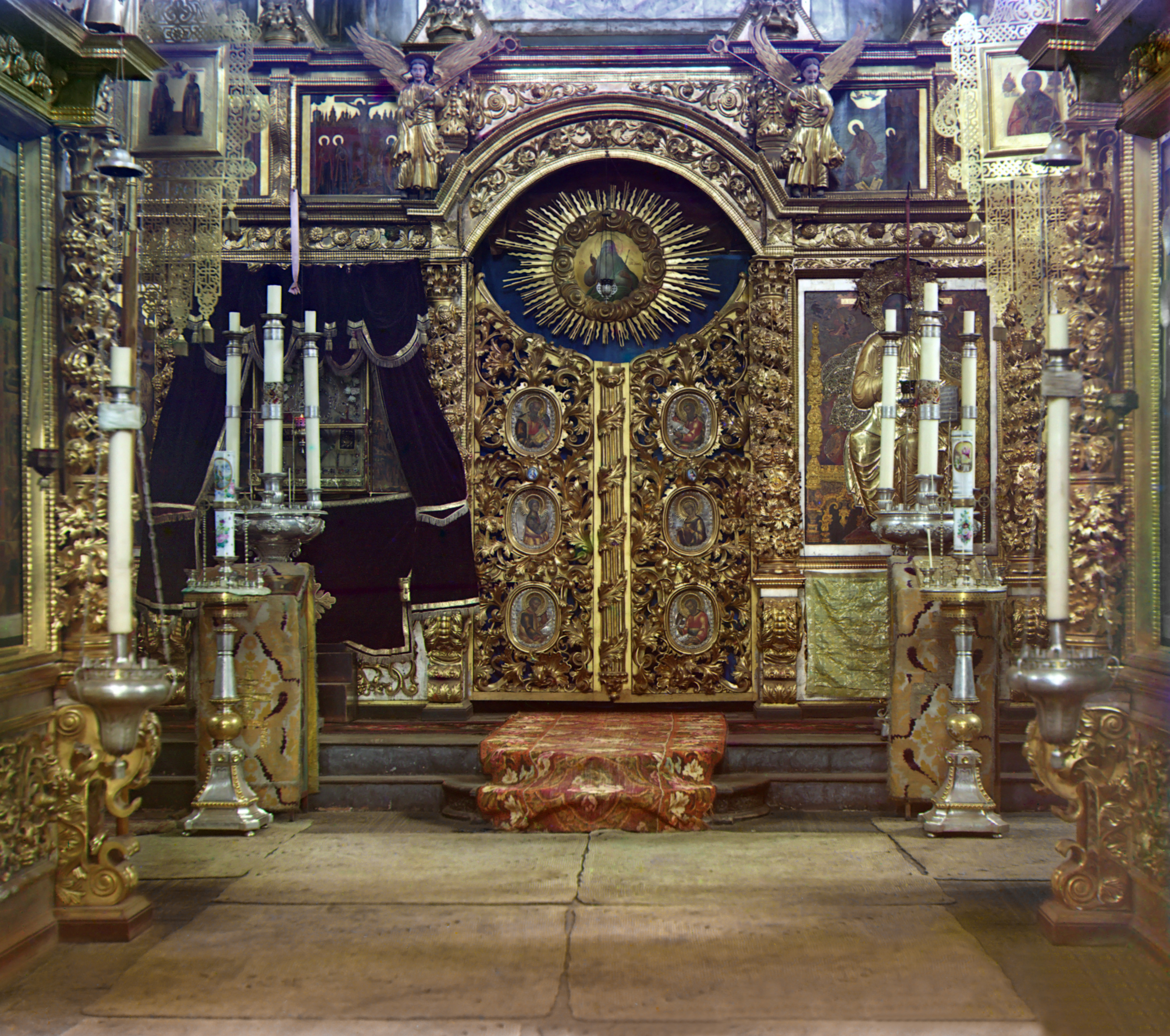
Portes impériales de l'église Saint-Théodore de Iaroslavl 1911 г.
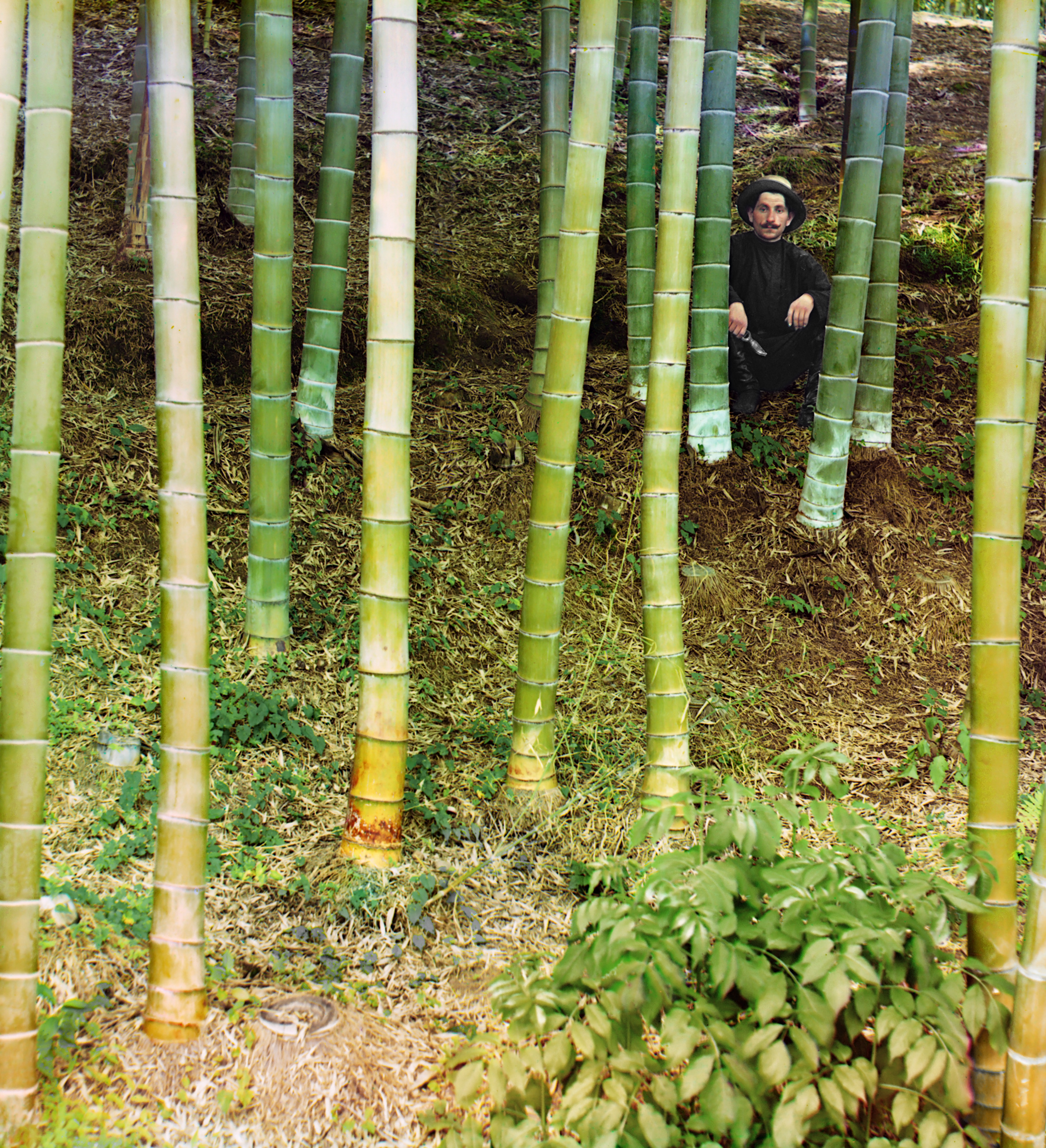
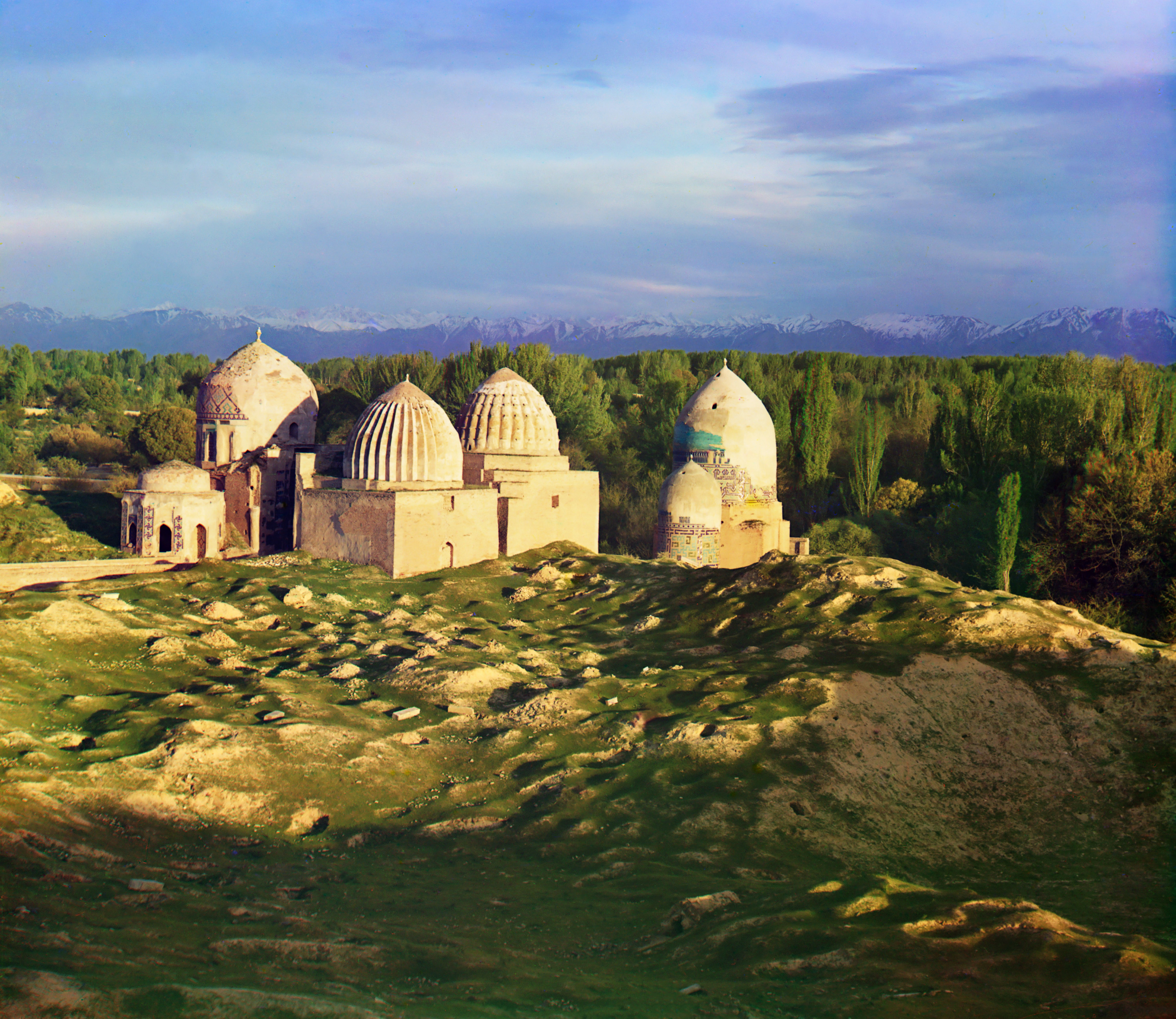
Ensemble des mausolées Chaki Zinda à Samarcande.
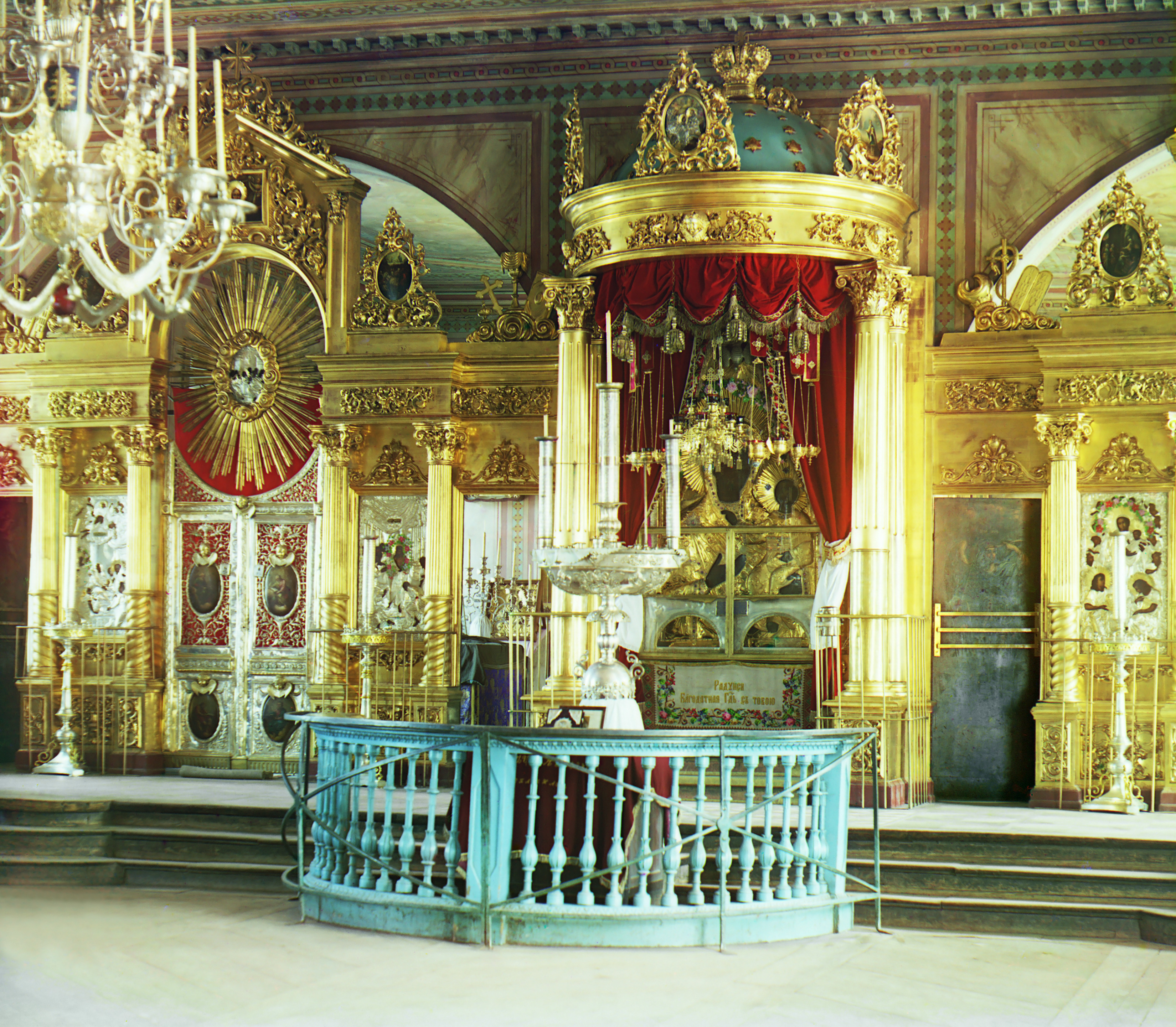
icône de Notre-Dame de Smolensk.
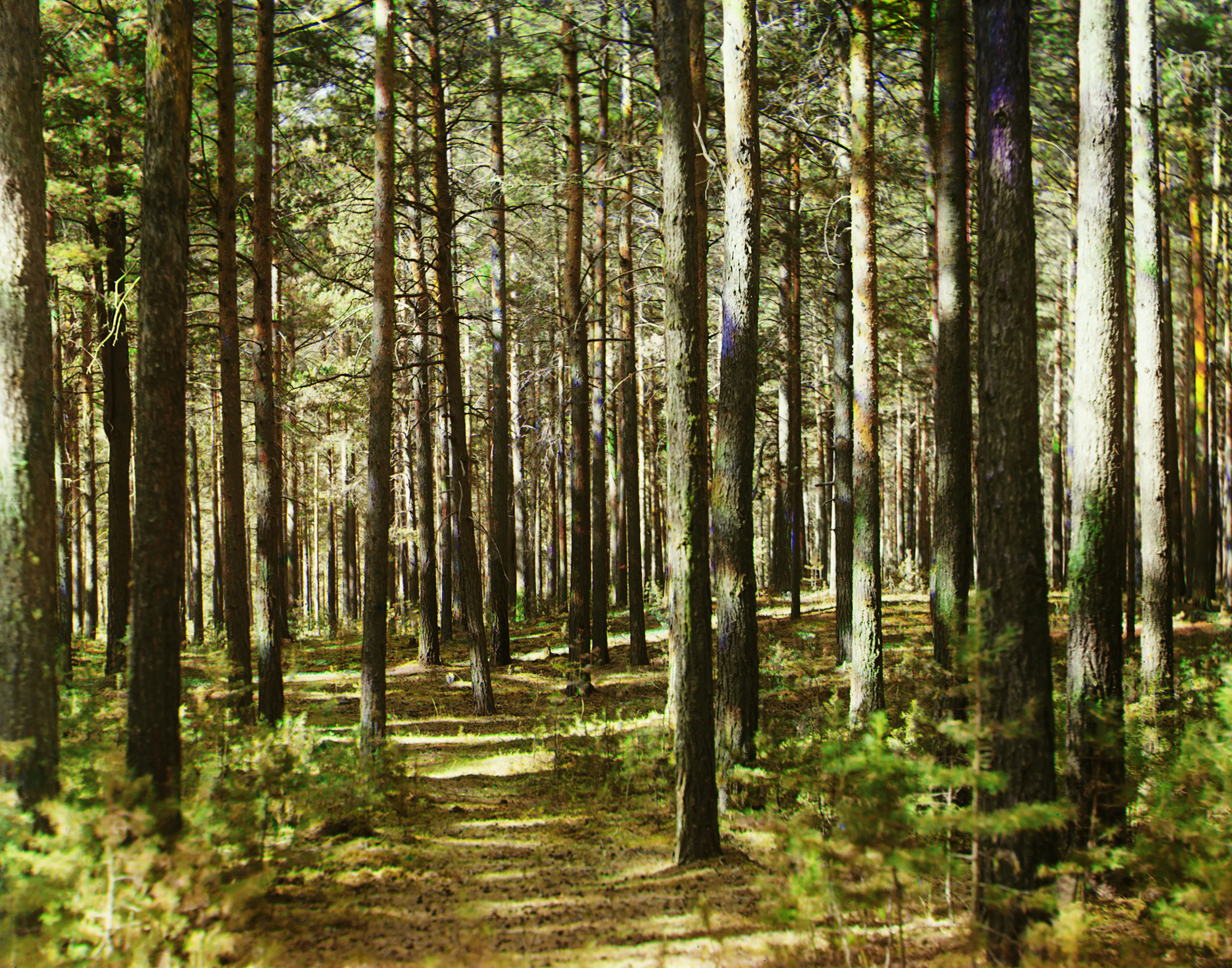
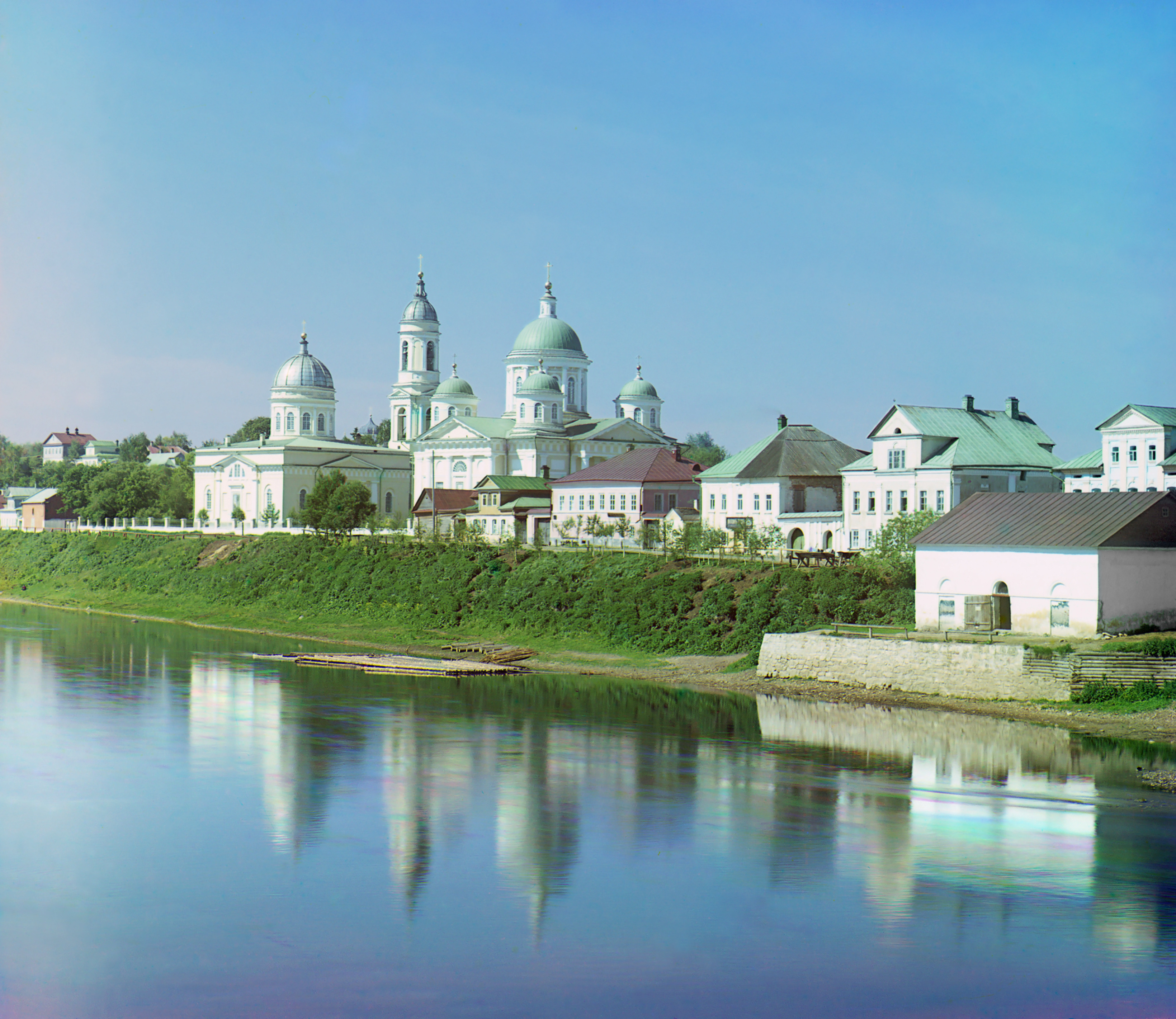
Torjok. Cathédrale de la Transfiguration (à droite) et église de l'entrée à Jérusalem.
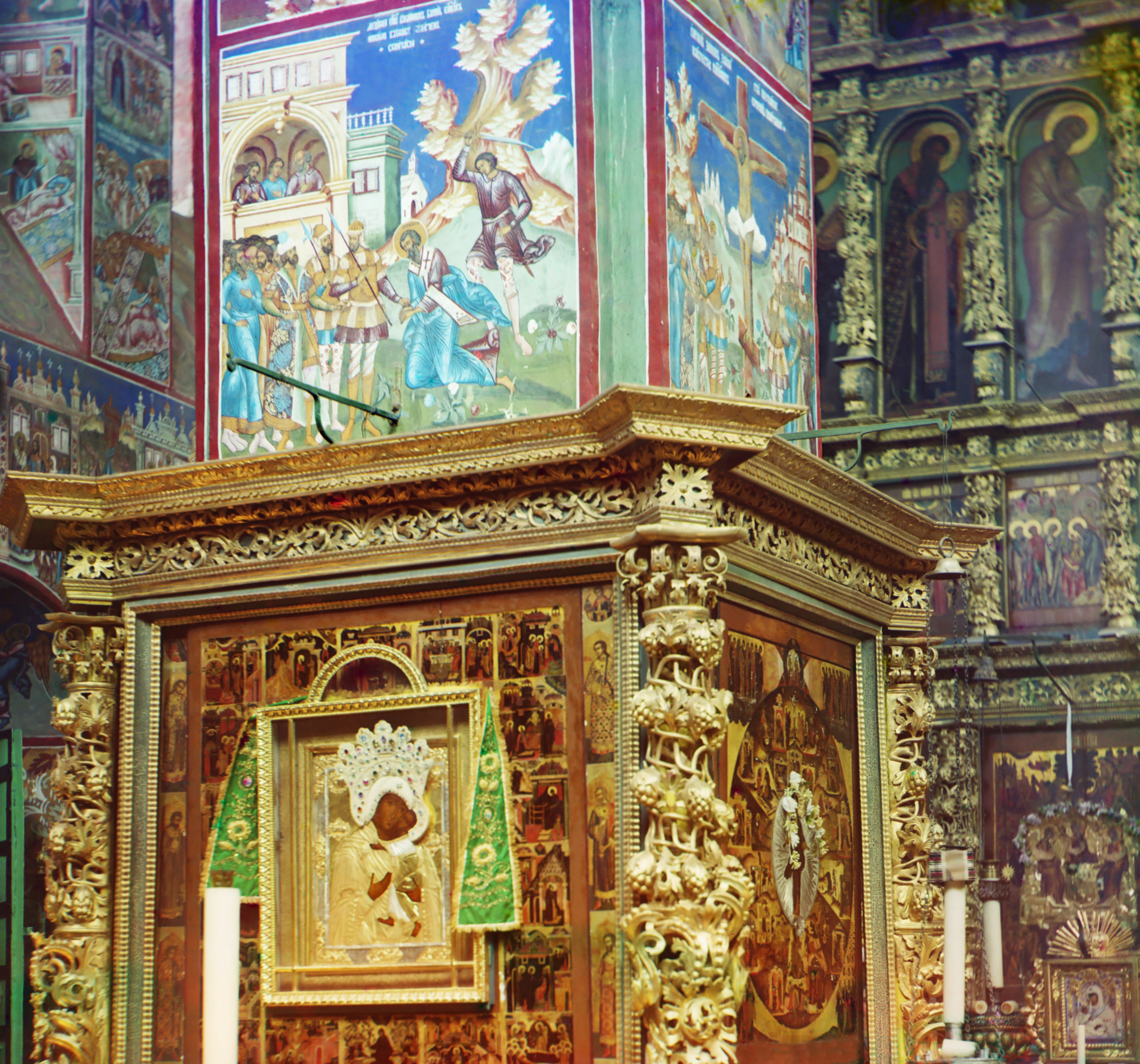
Pilier peint dans l'église de saint Jean Chrysostome à Iaroslavl, 1911.
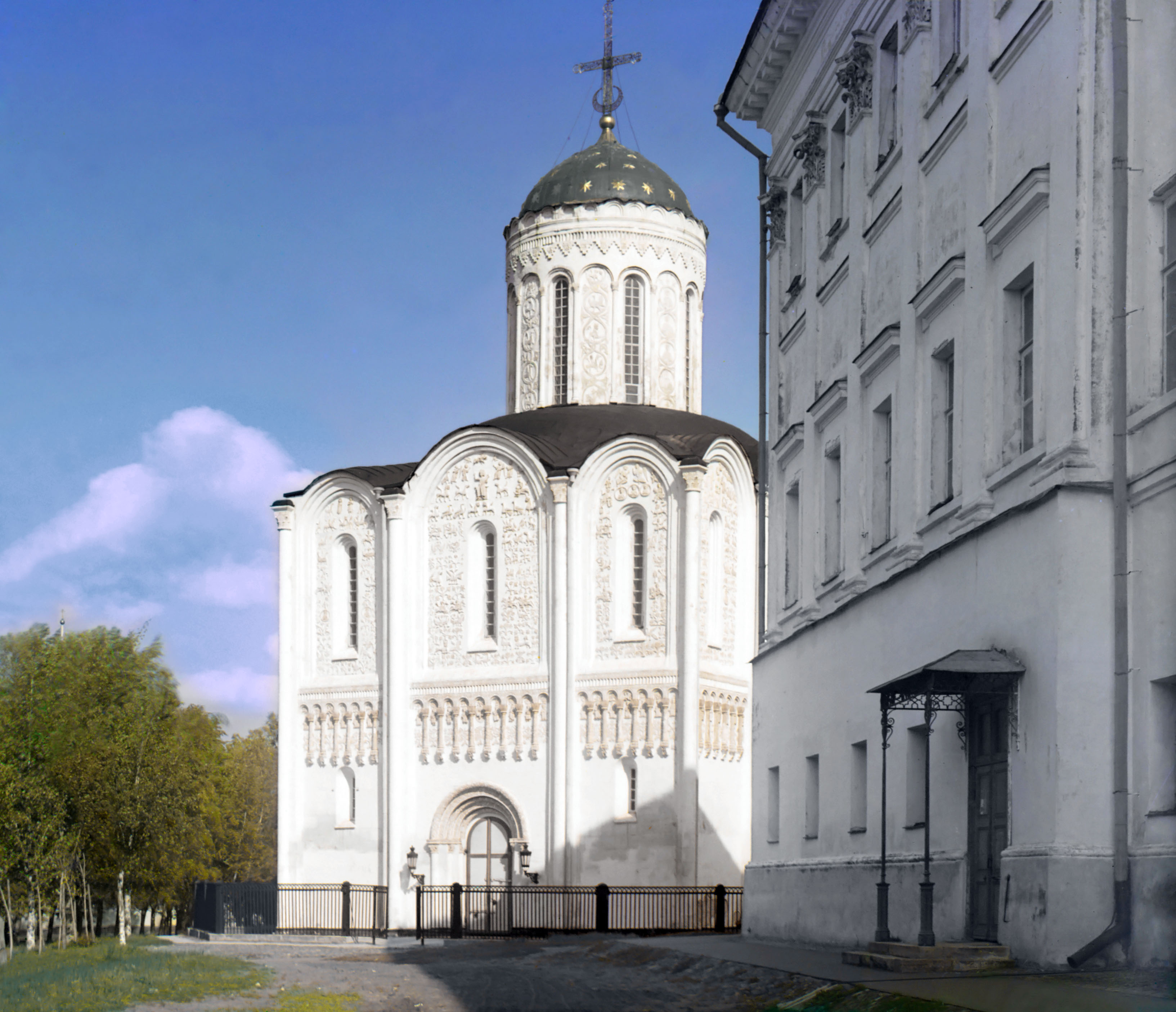
Cathédrale Saint-Dimitri à Vladimir.
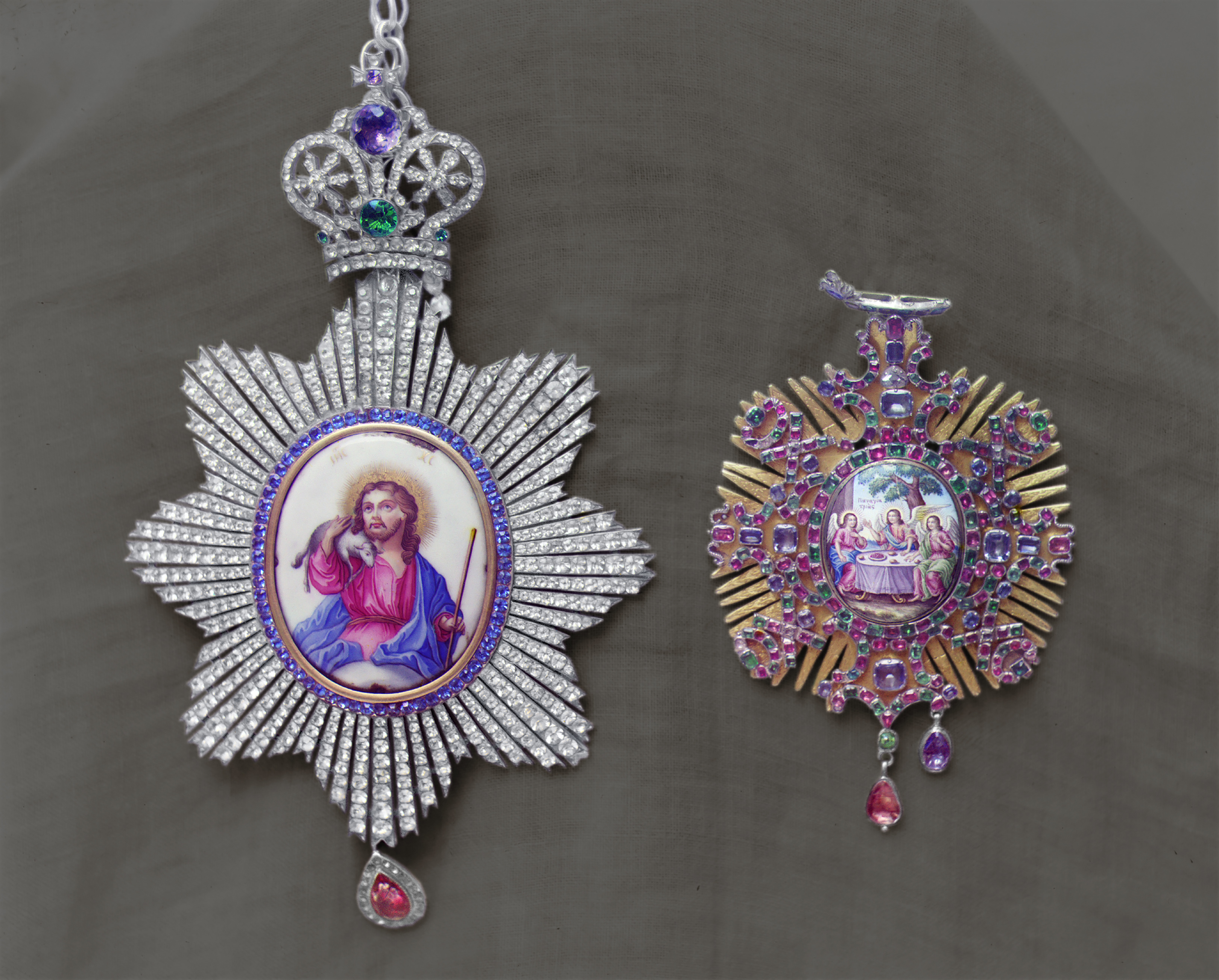
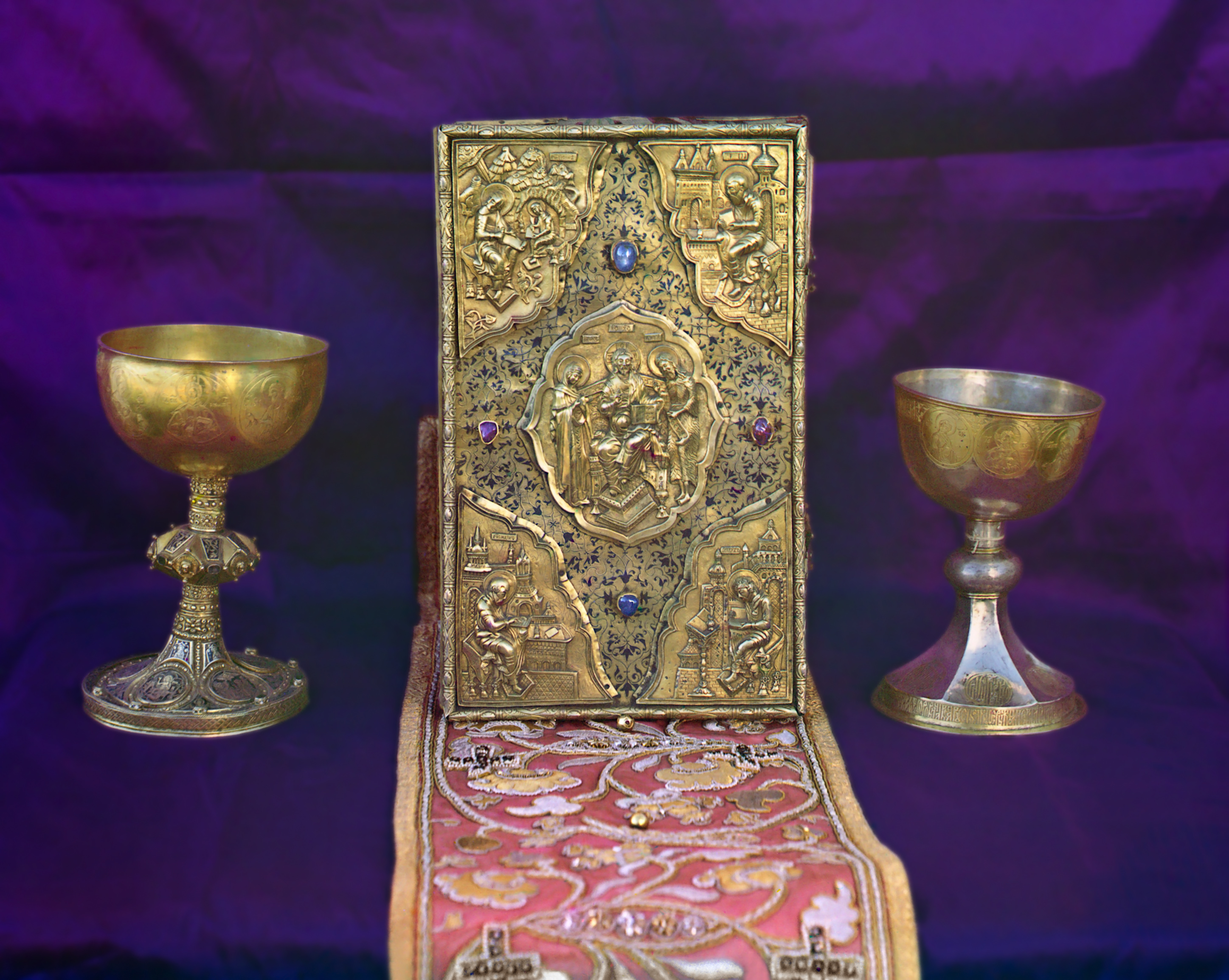
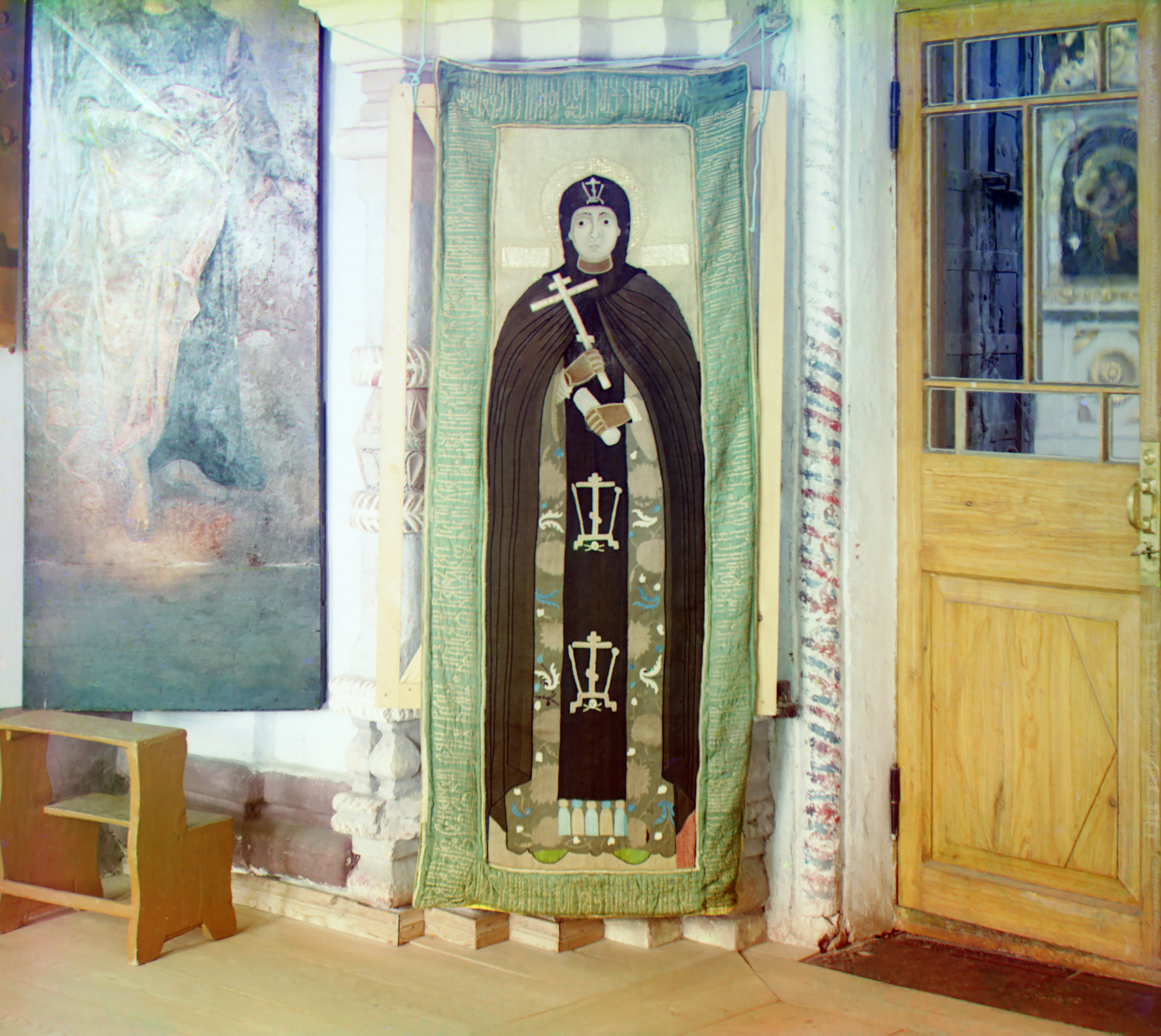
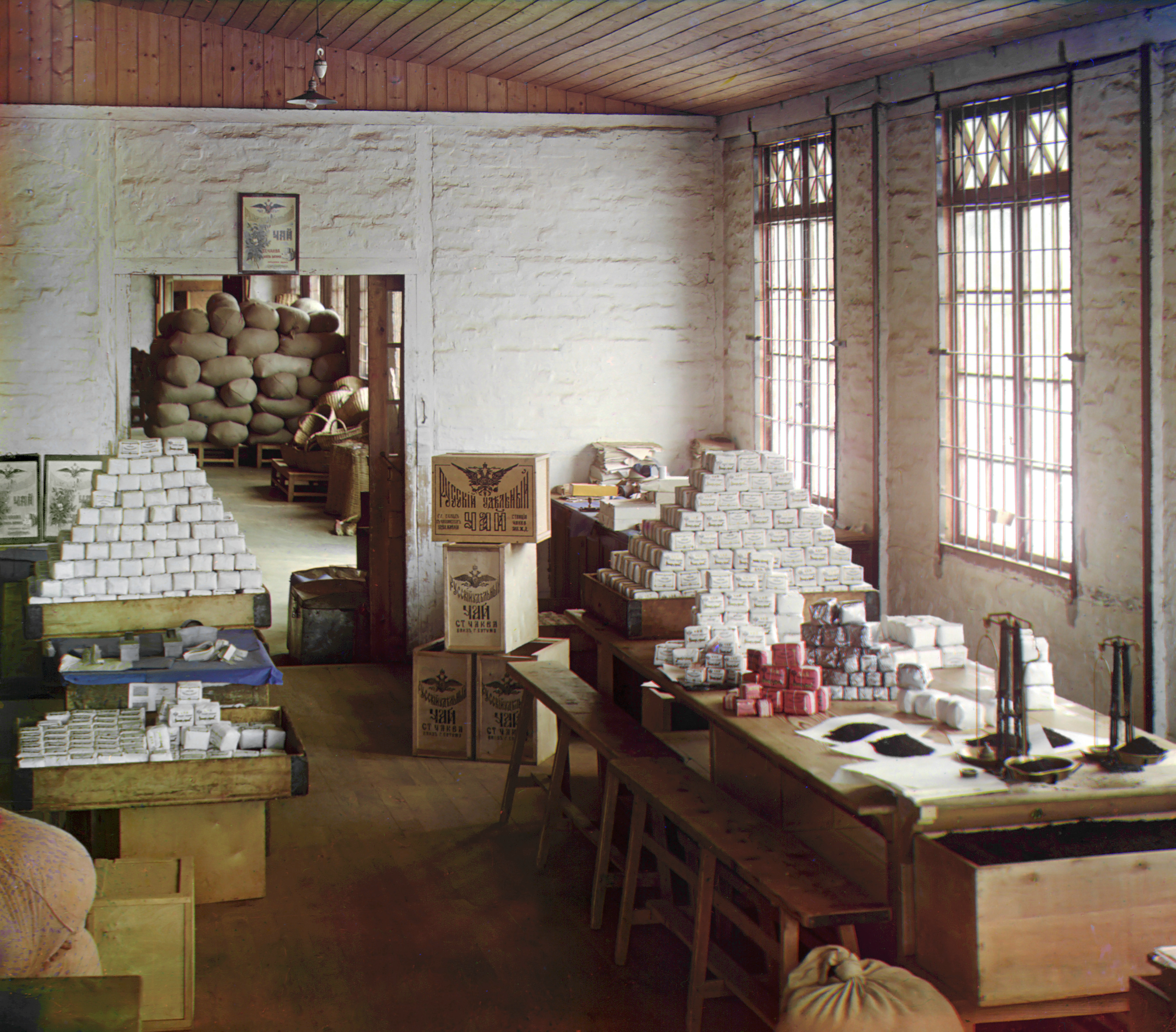
Point de coupe du thé à Tchakvi près de Batoumi.
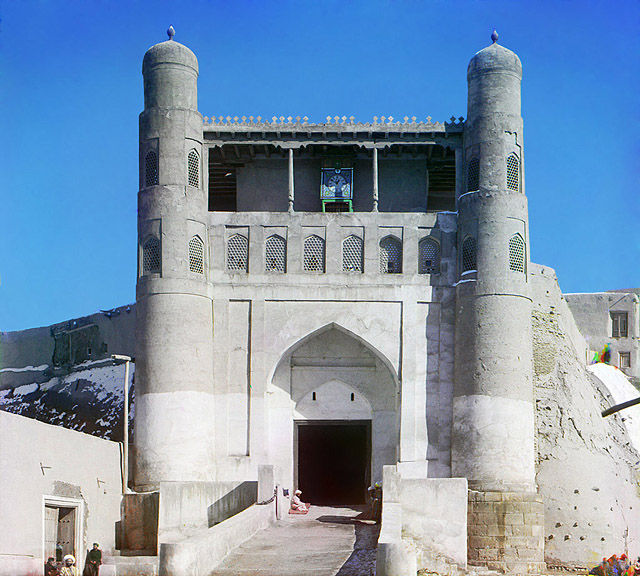
Entrée dans le palais de l'émir à Boukhara.
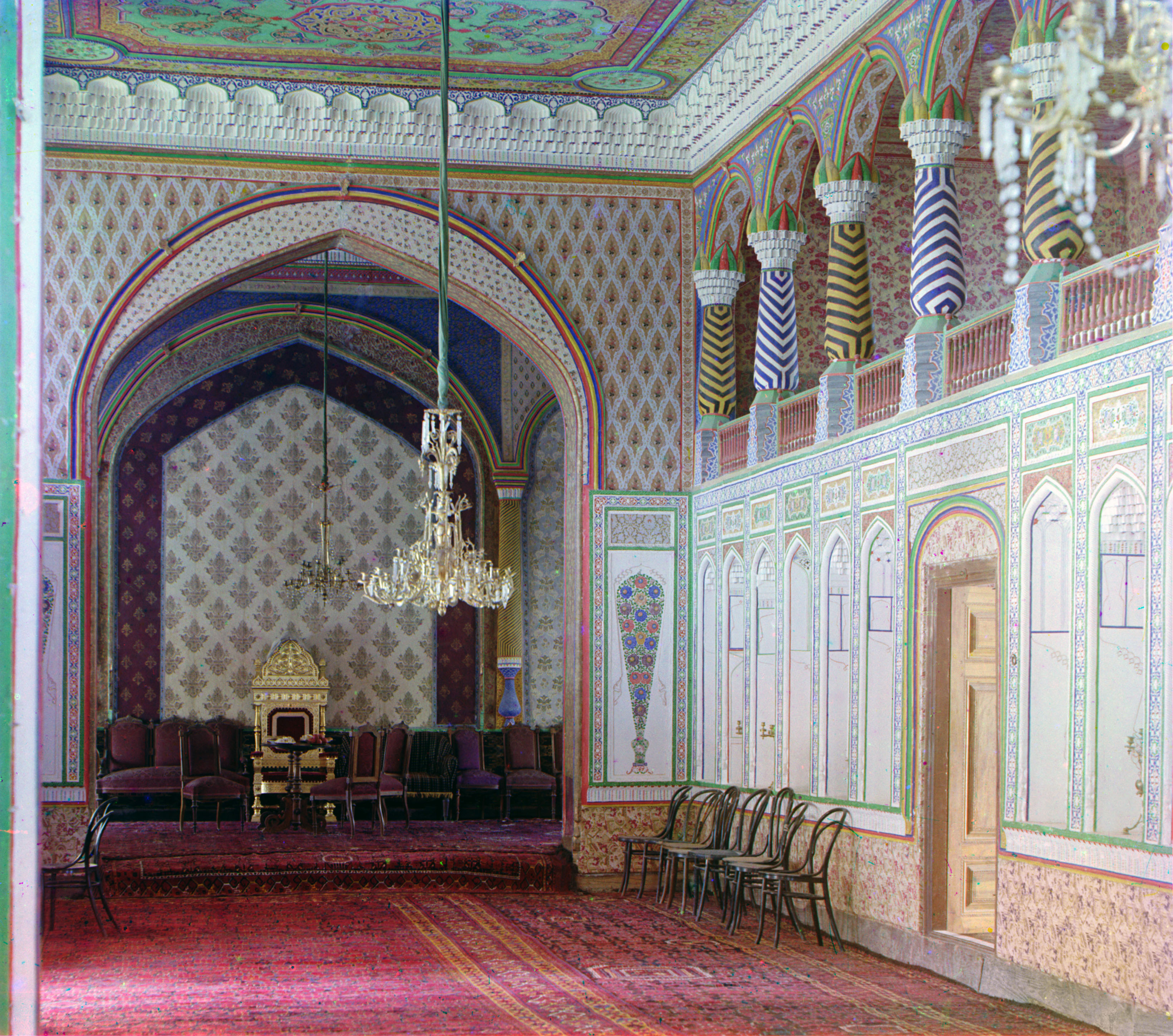
Palais de l'émir de Вoukhara hors des murs.
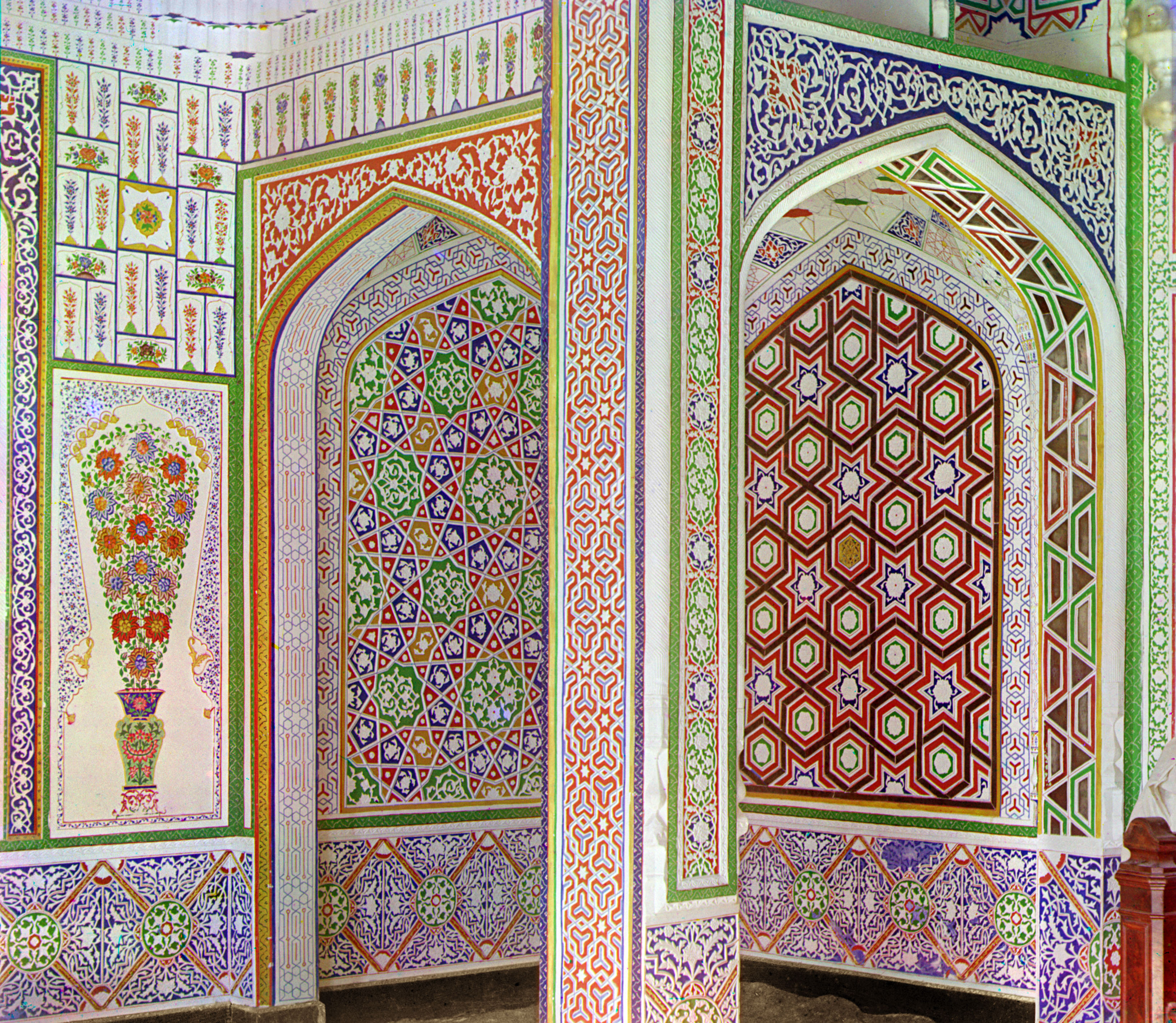
Exemples de mosaïque dans la maison d'un riche asiatique près de Samarcande.
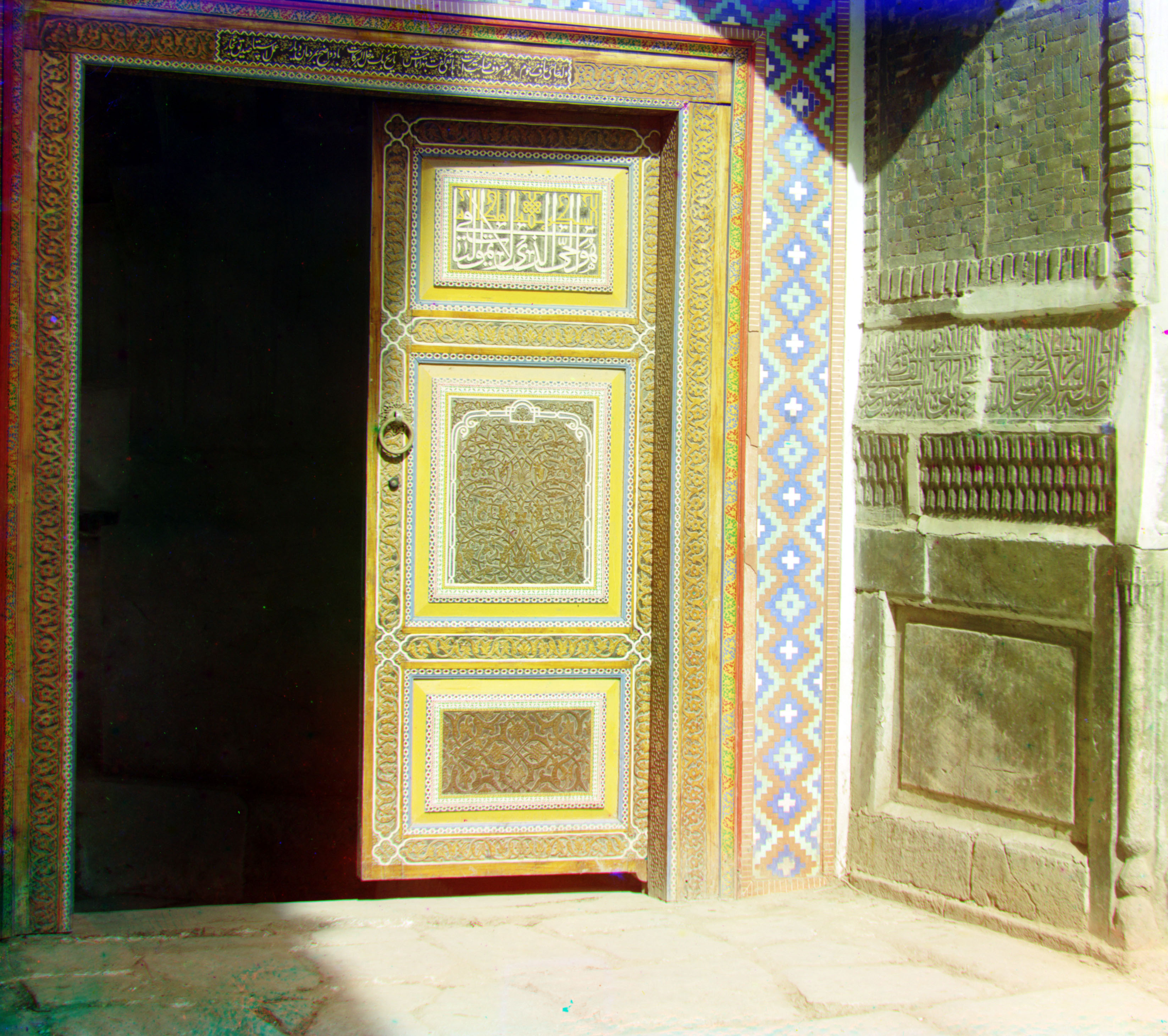
Partie de la porte d'entrée de ma médersa de Tullia-Kari à Samarcande.
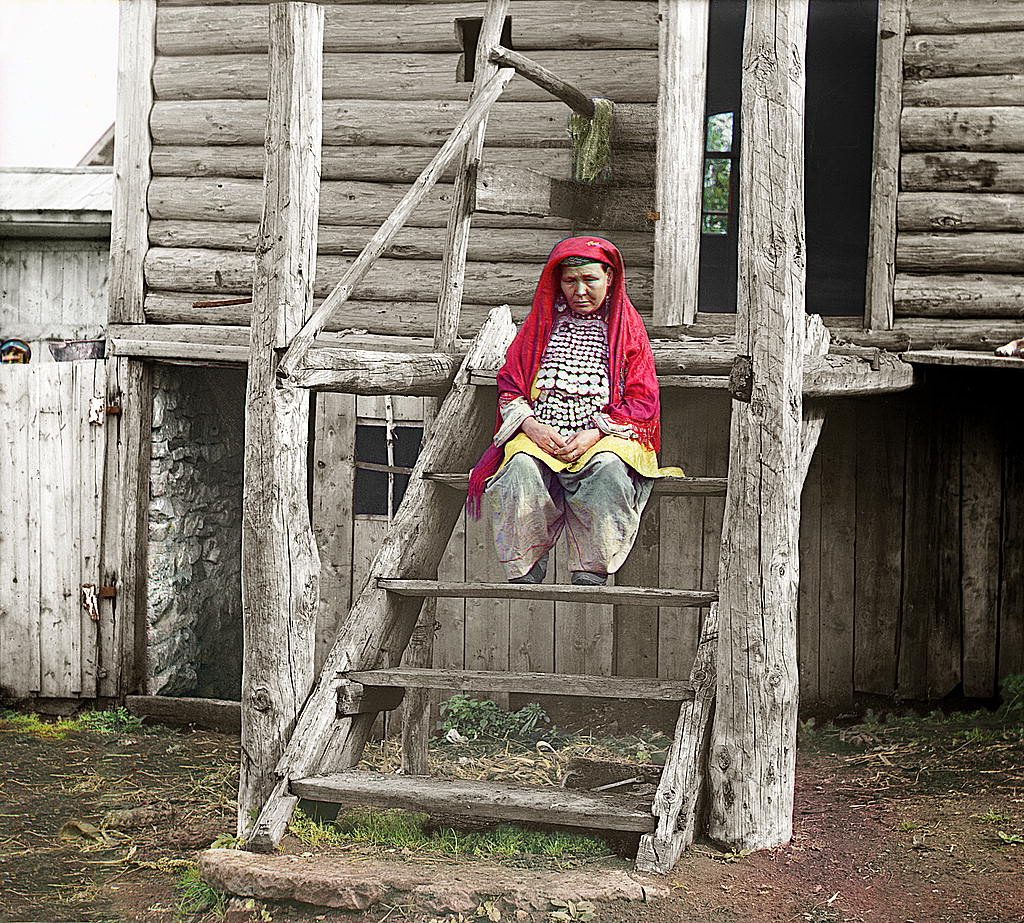
Femme Bachkire en costume national.
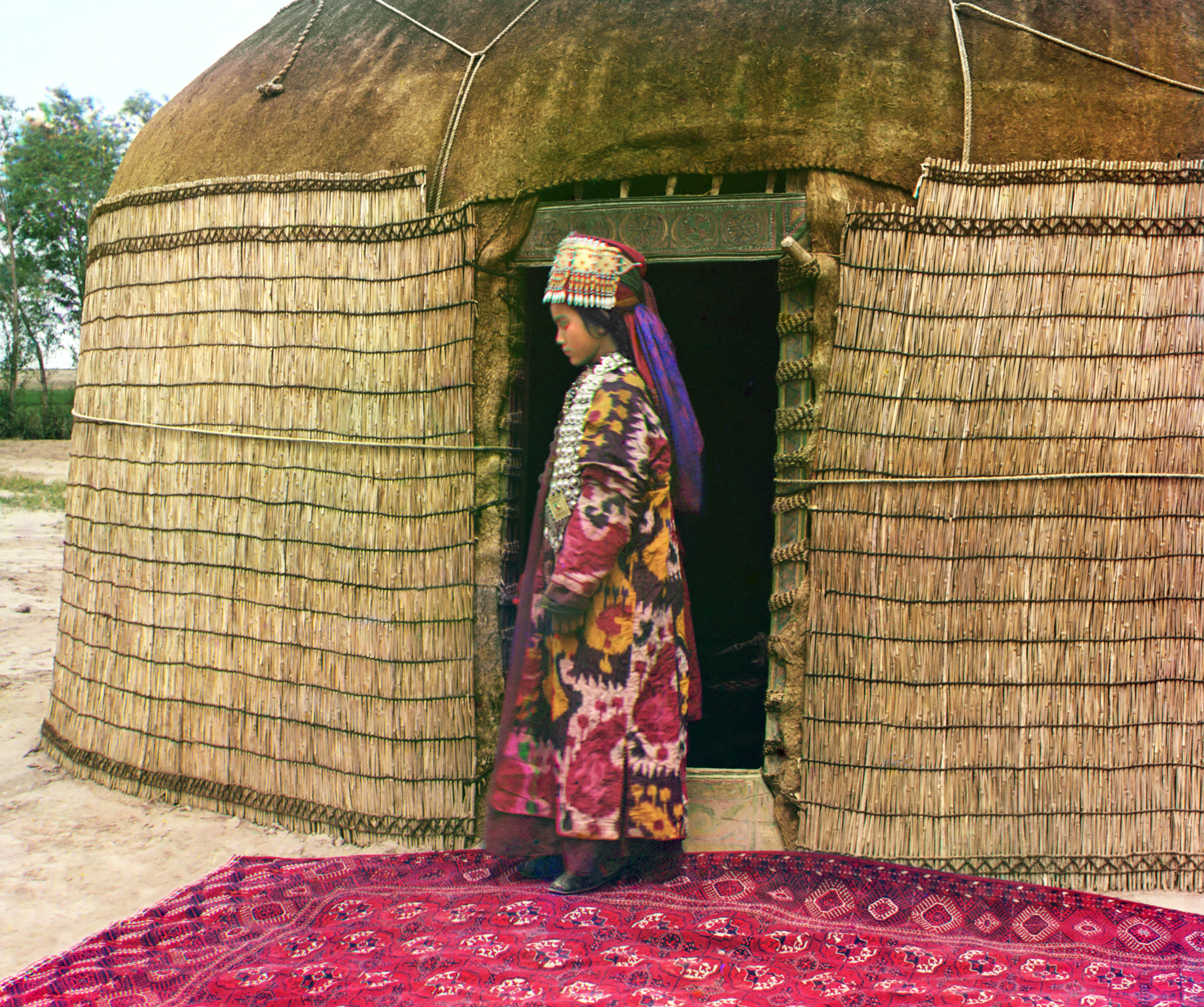
Turkmène sur un tapis devant sa yourte, Turkestan.
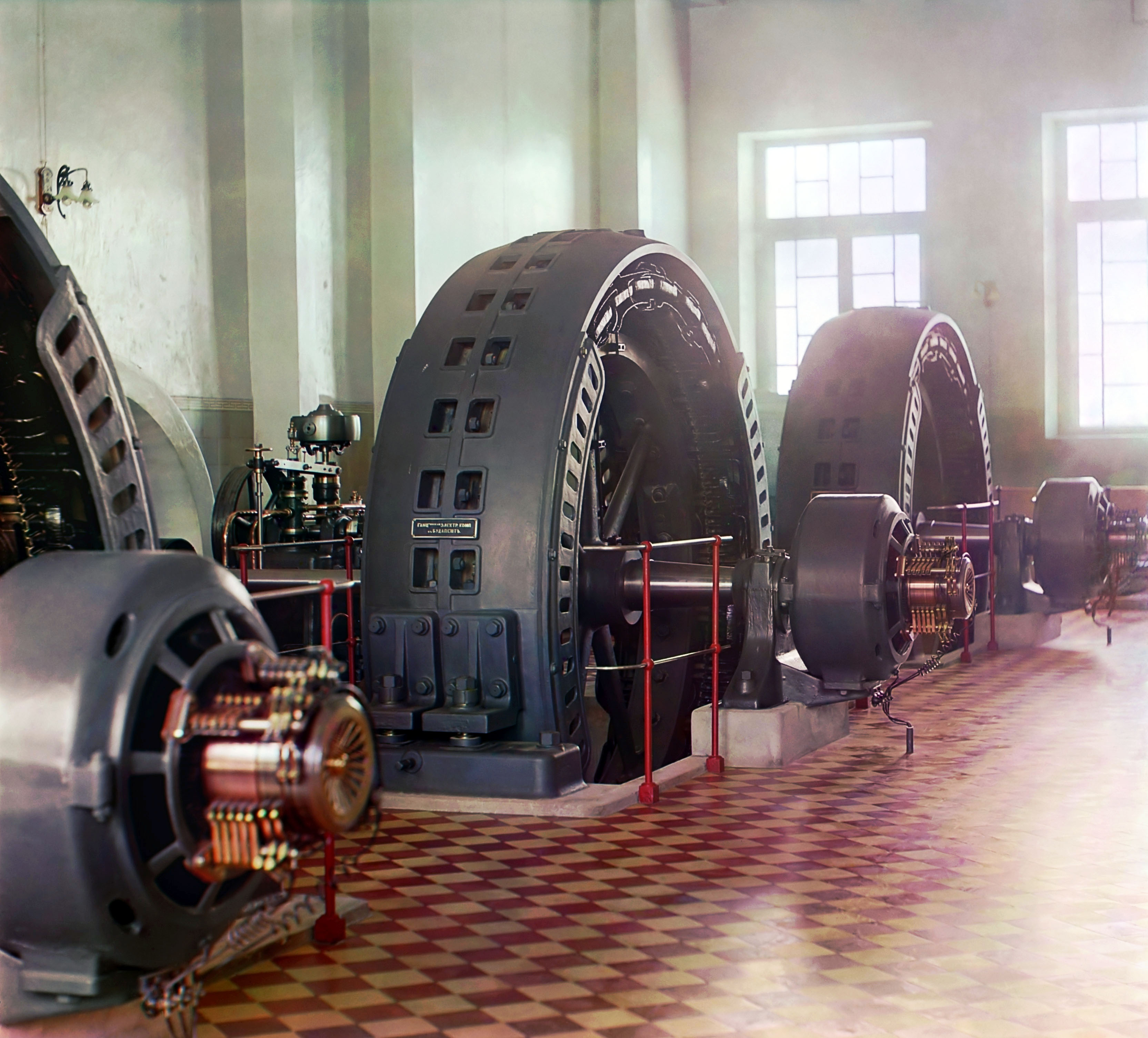
Salle des machines avant la révolution. Russie.
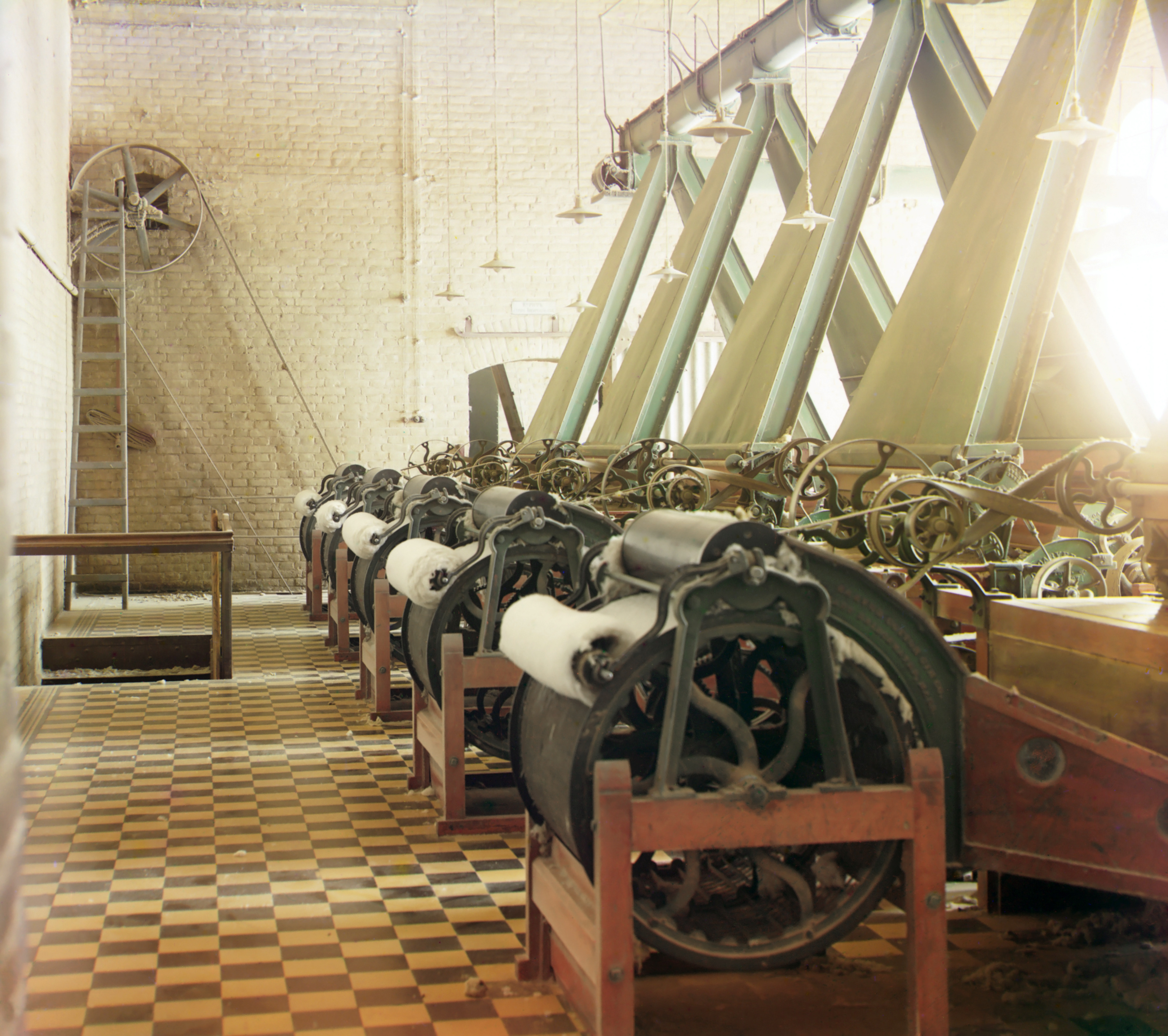
Intérieur d'une fabrique textile.
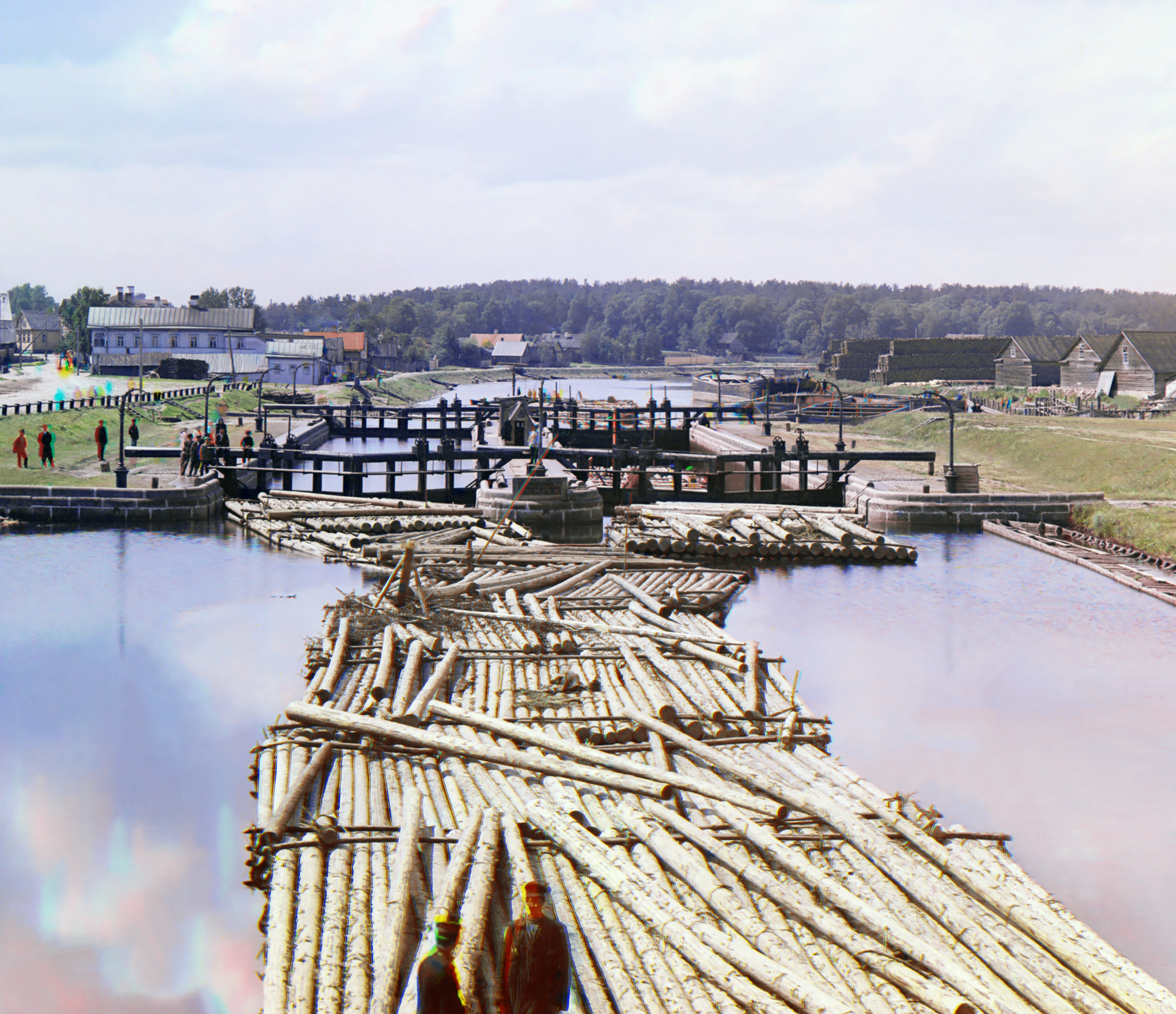
Flottage du bois sur le canal de Pierre Ier le Grand sur le lac Ladoga.
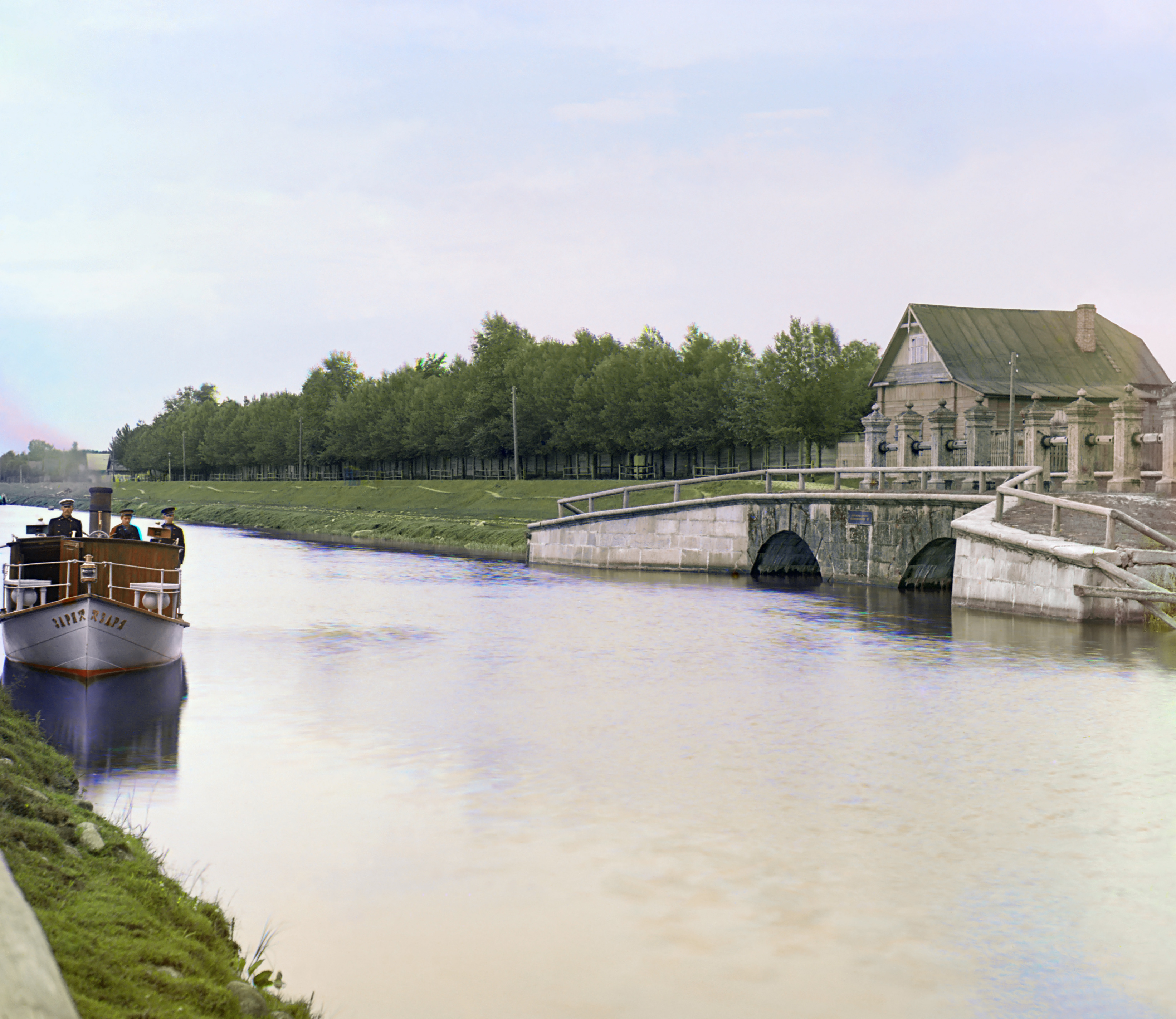
Lac Ladoga dans le village de Lava.
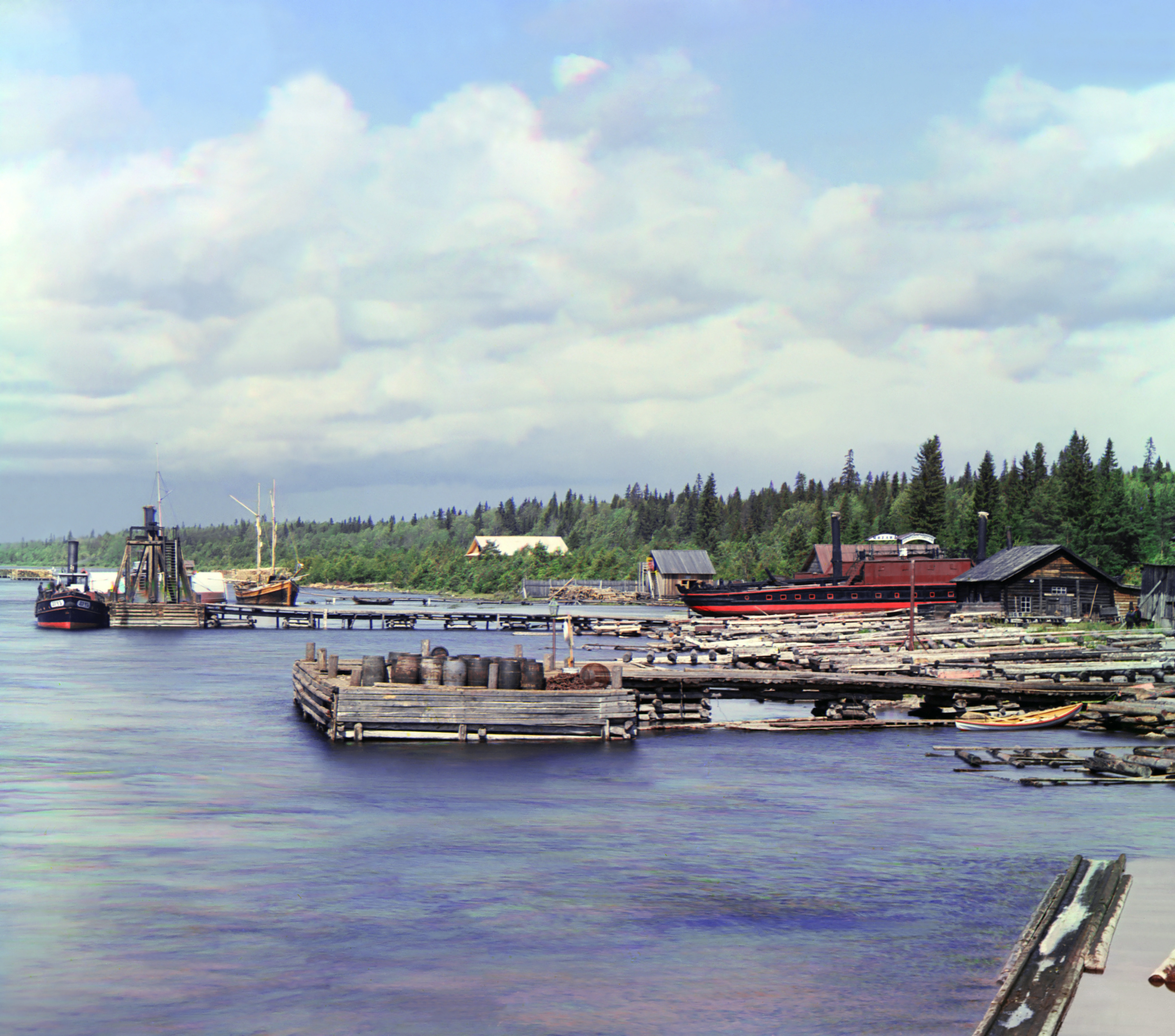
Barques sur les bords du lac Onega.
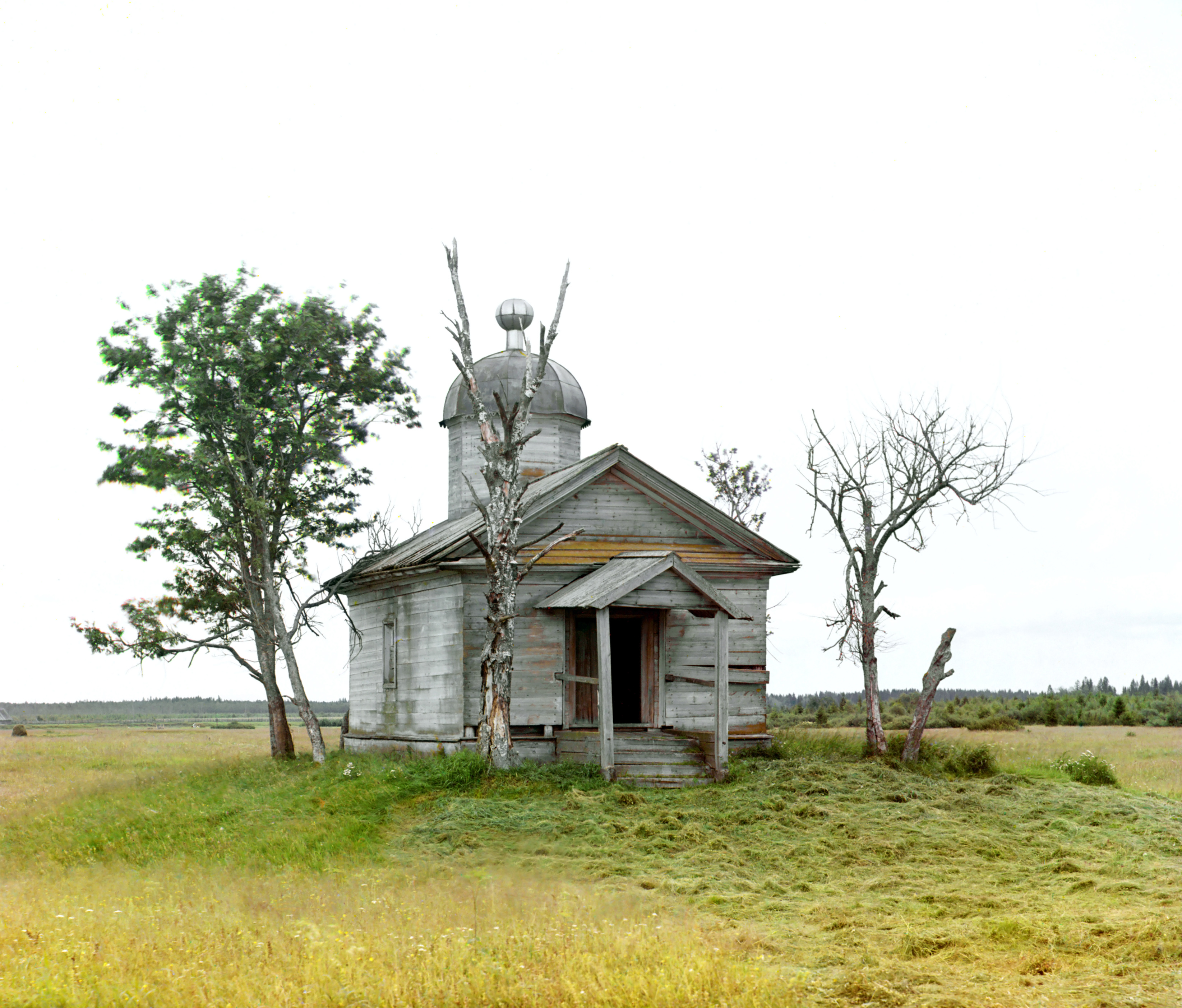
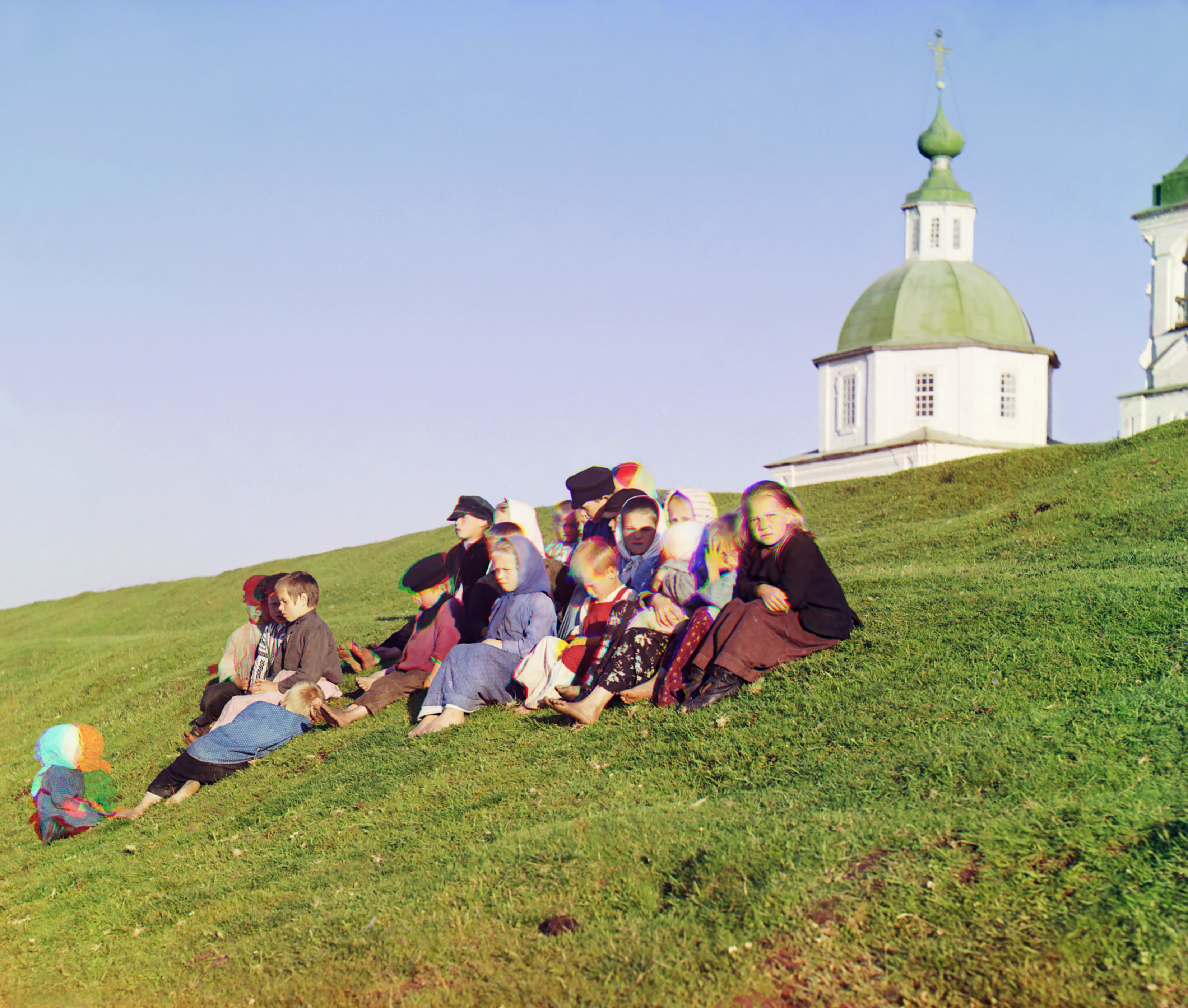
Enfants russes sur une colline à Beloziorski.
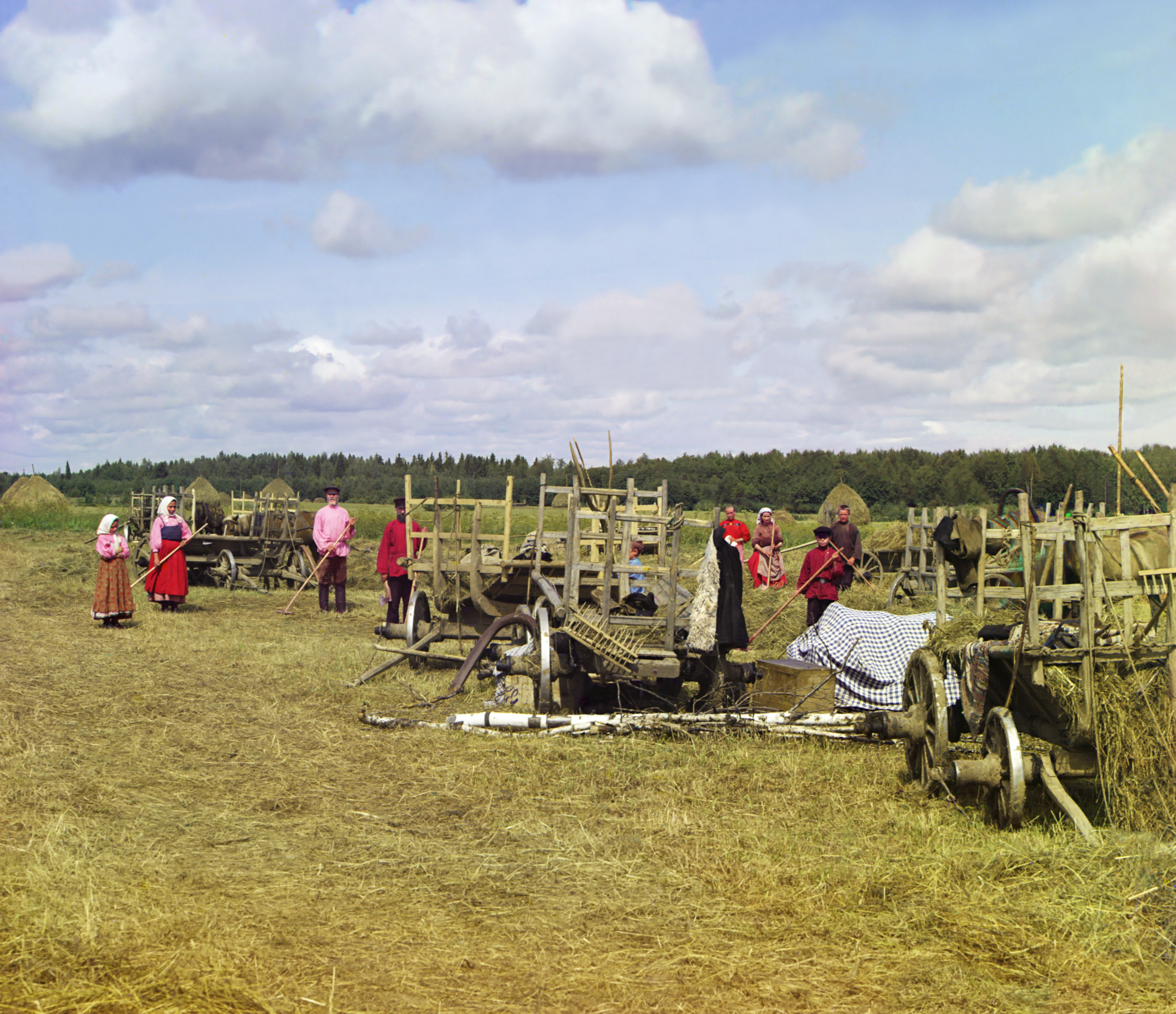
Fenaison des foins en Russie centrale.
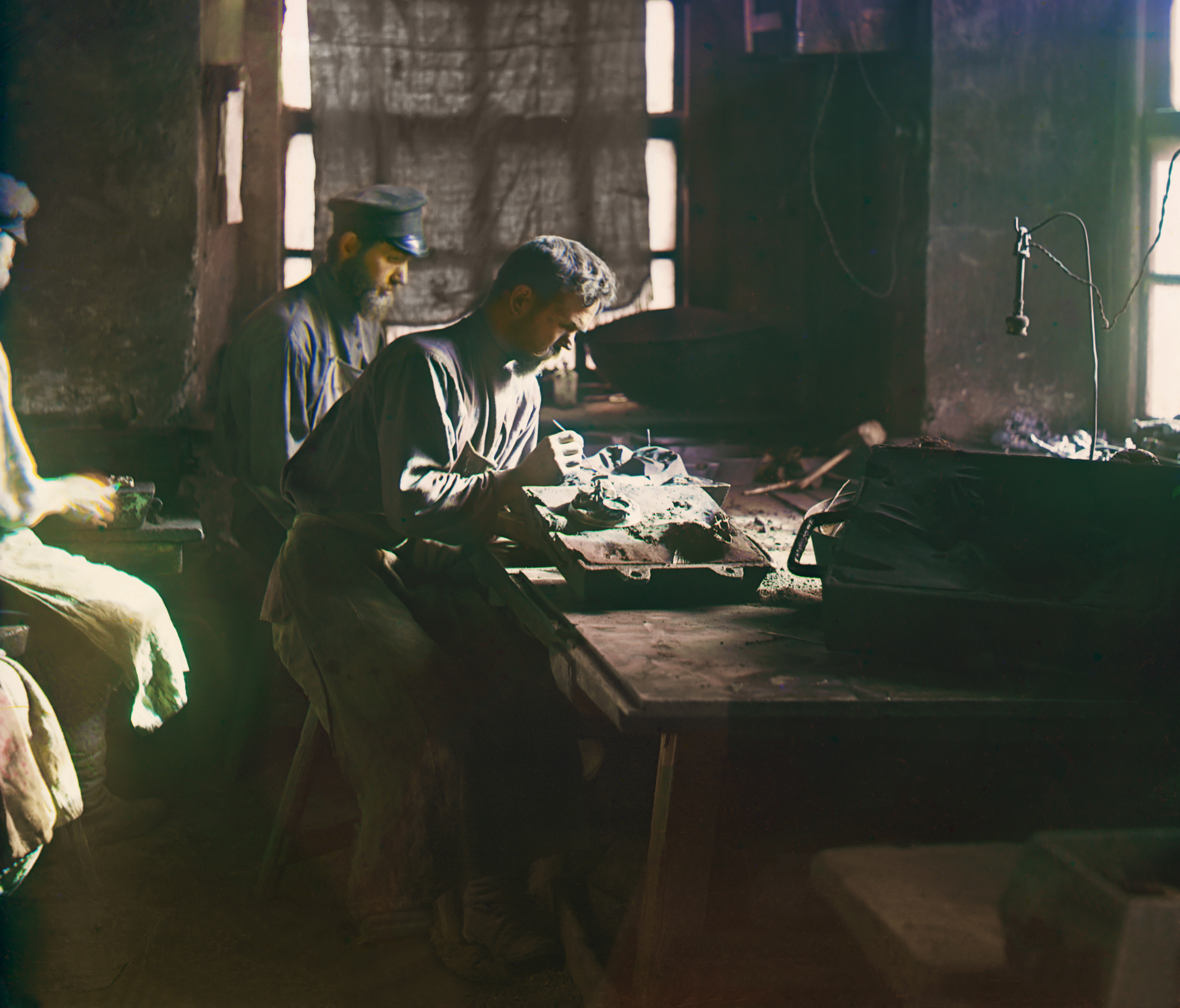
Travail artistique de sculpture.
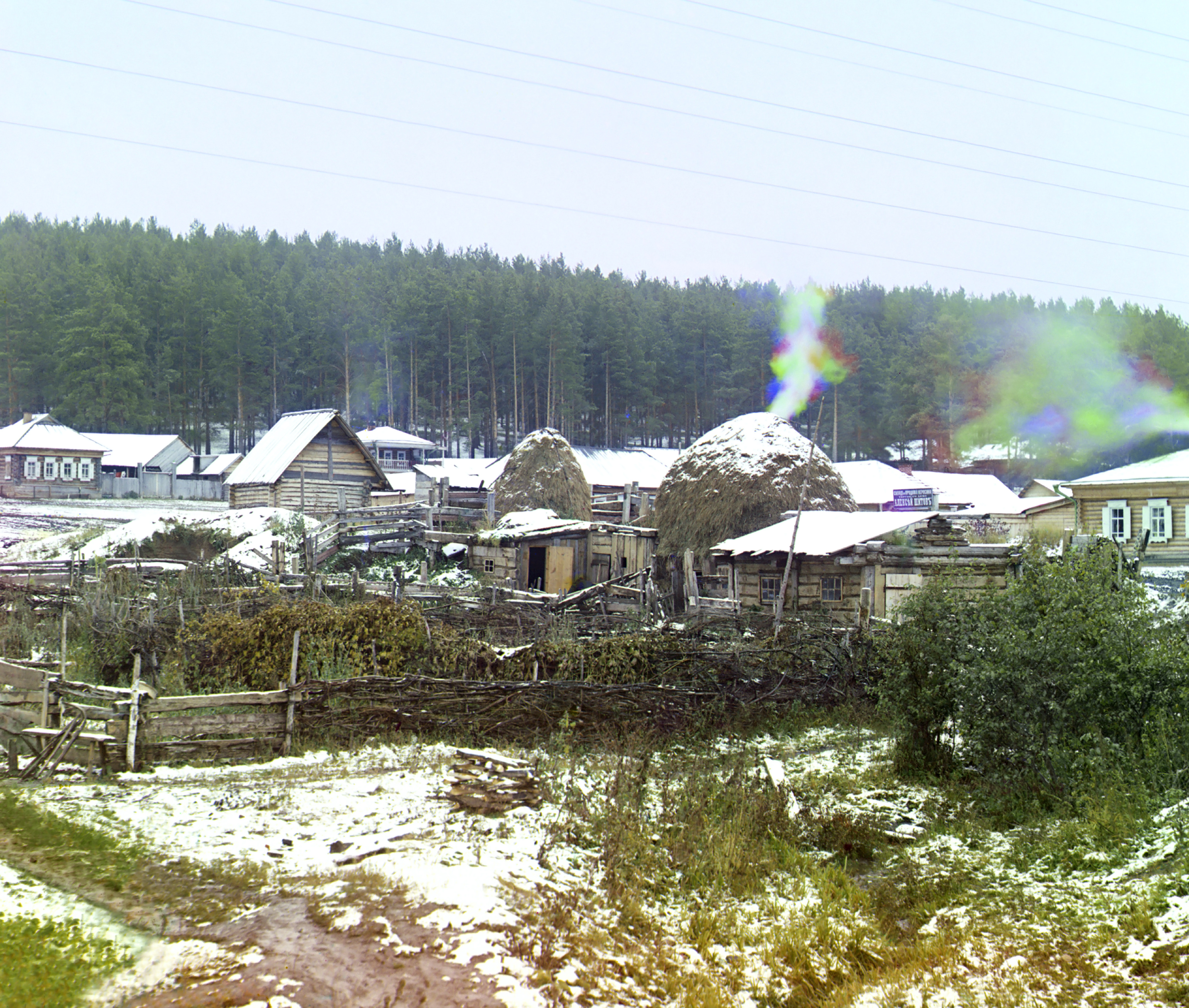
Conservation du foin dans les montagnes de l'Oural.
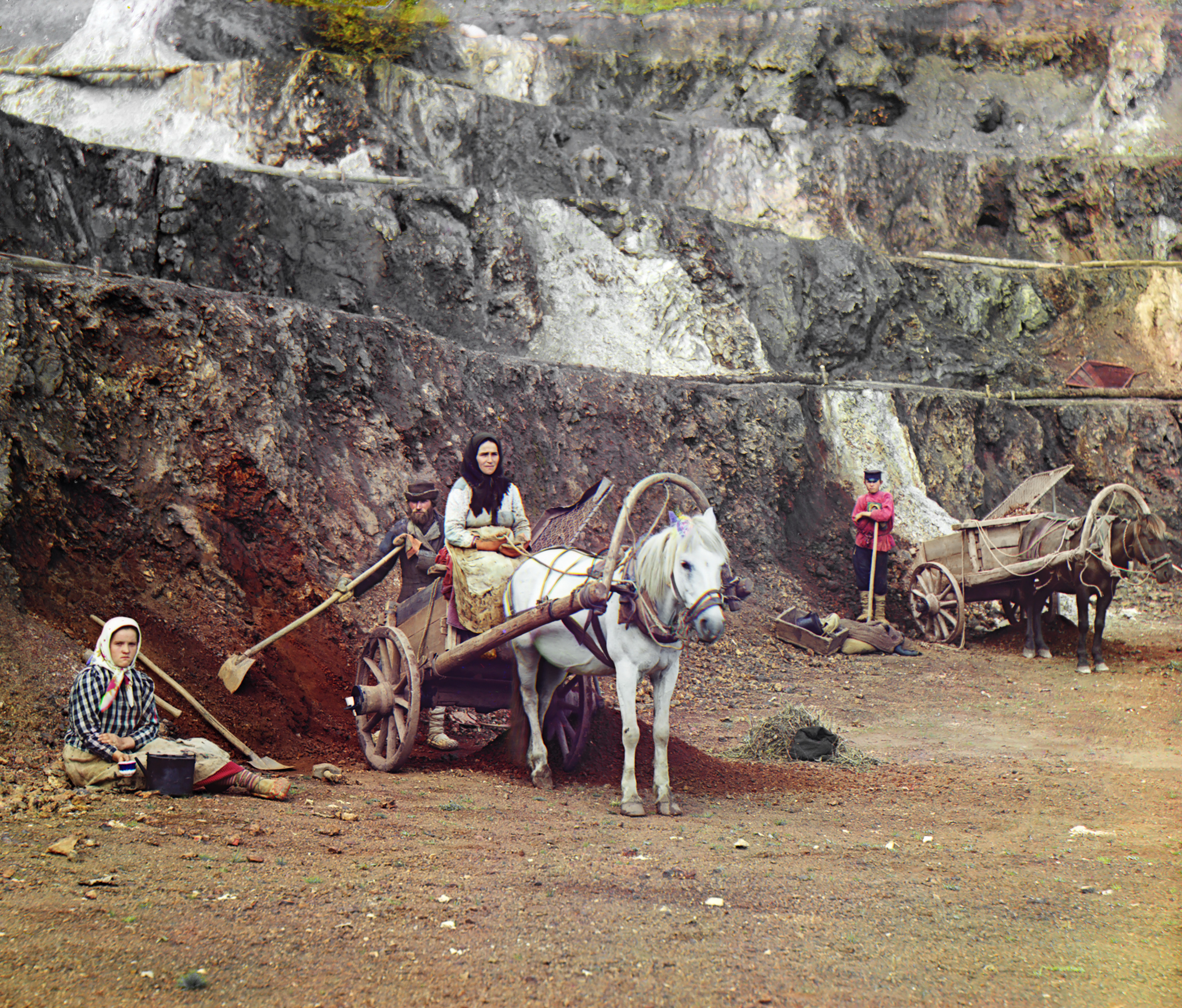
Travail à la mine Bakalcki.
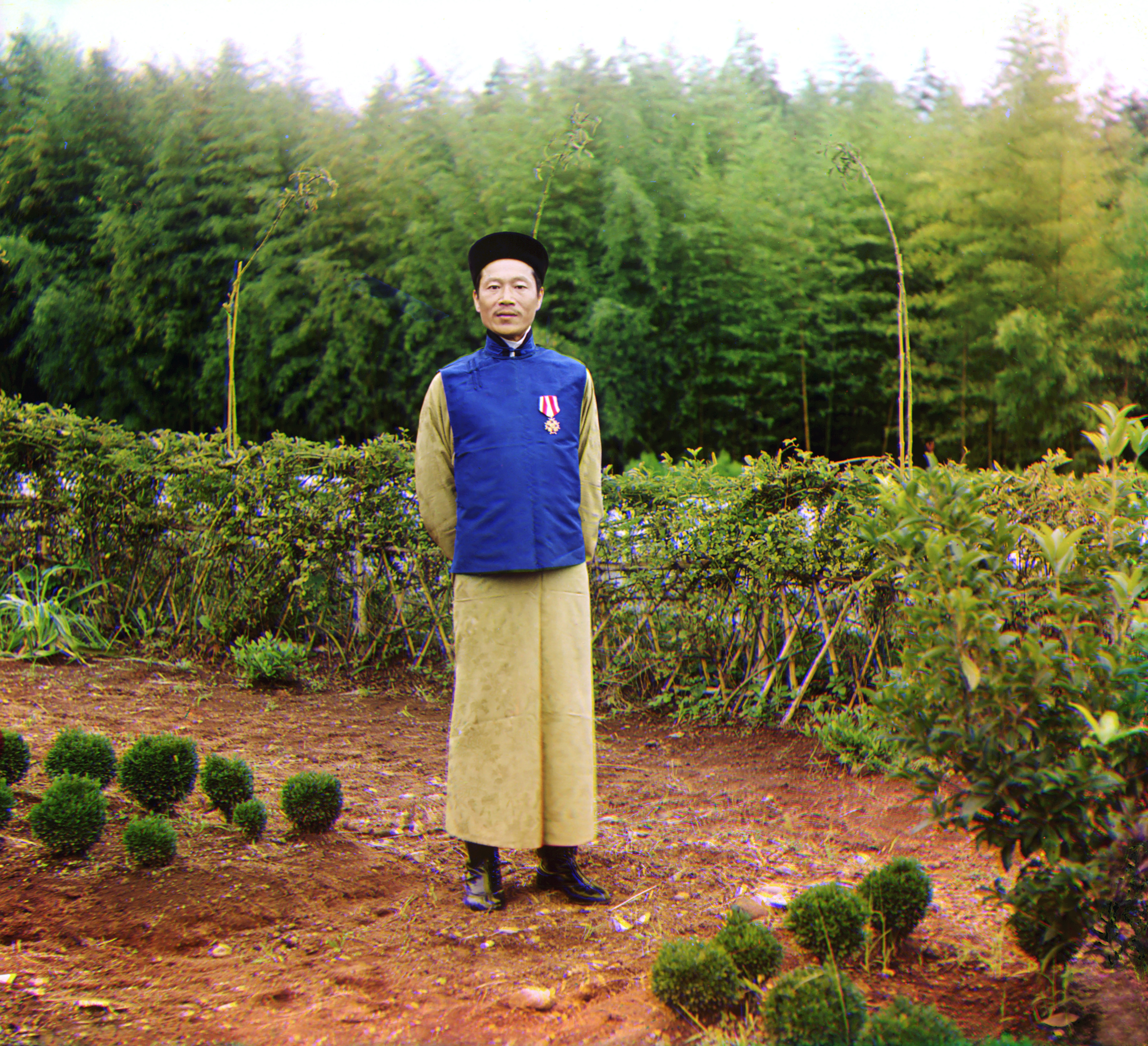
Contremaître chinois dans une ferme de thé près de Batoumi.
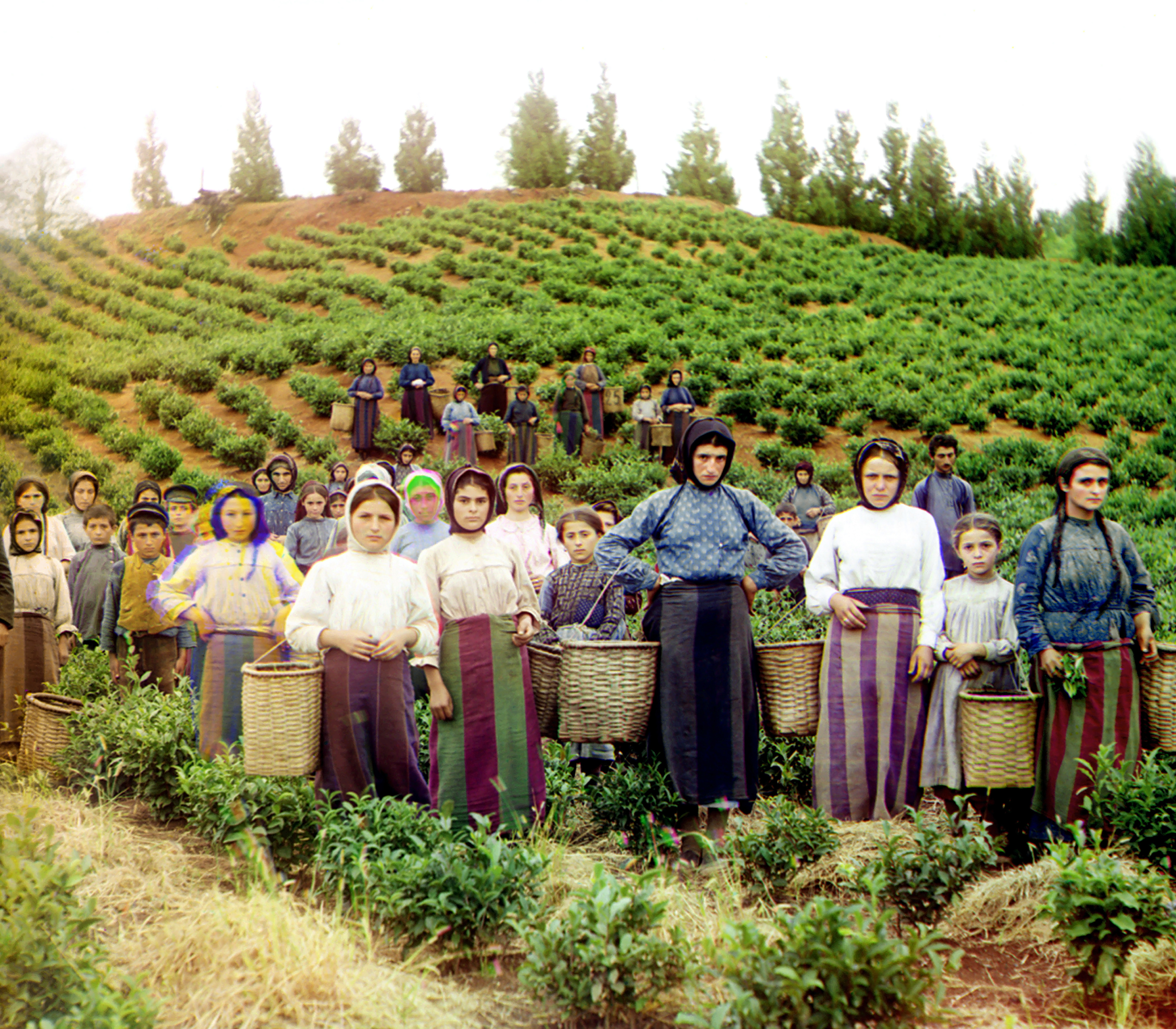
Récolte du thé à Tchakvi.
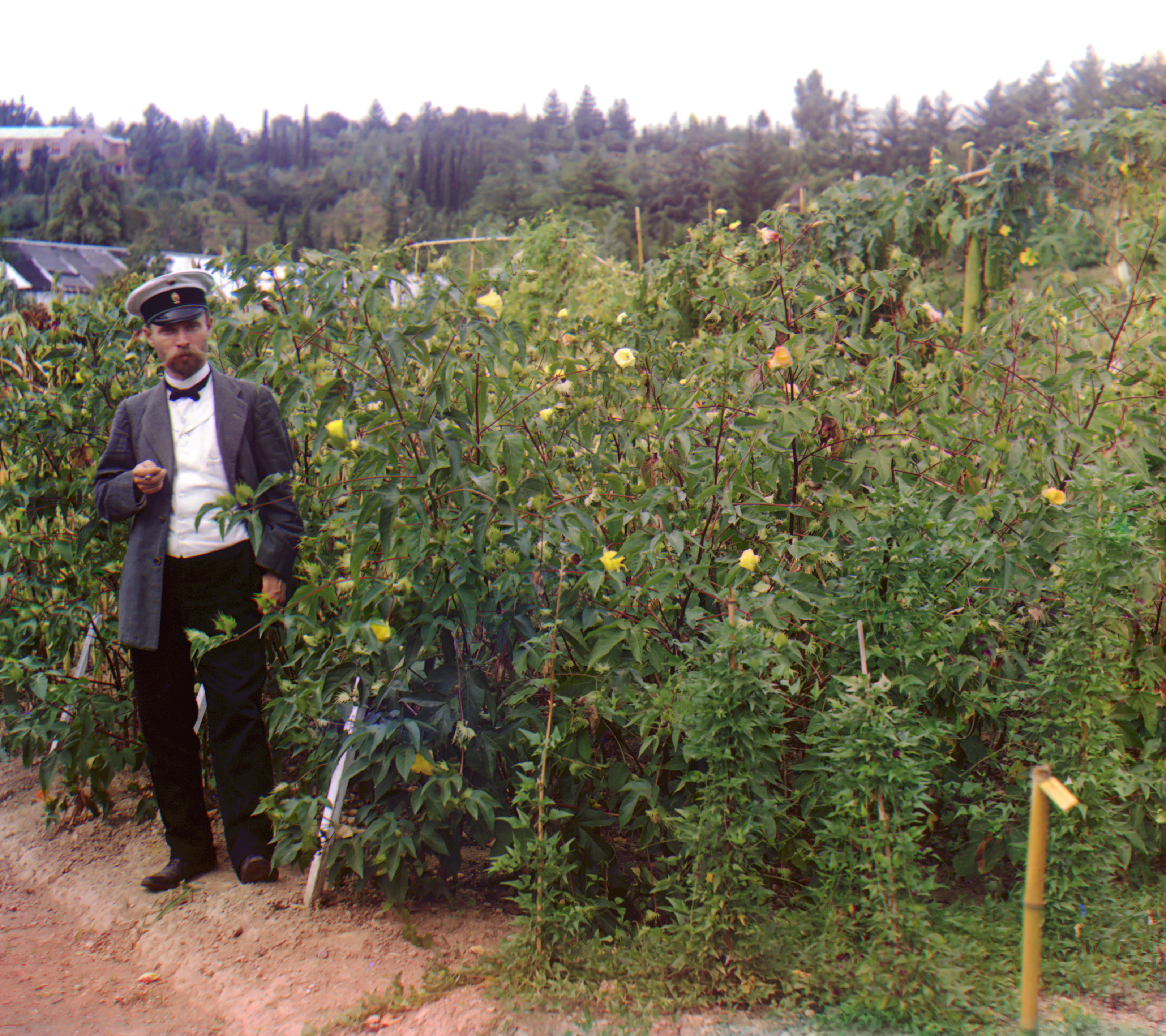
Champs de coton au jardin botanique de Soukhoumi.
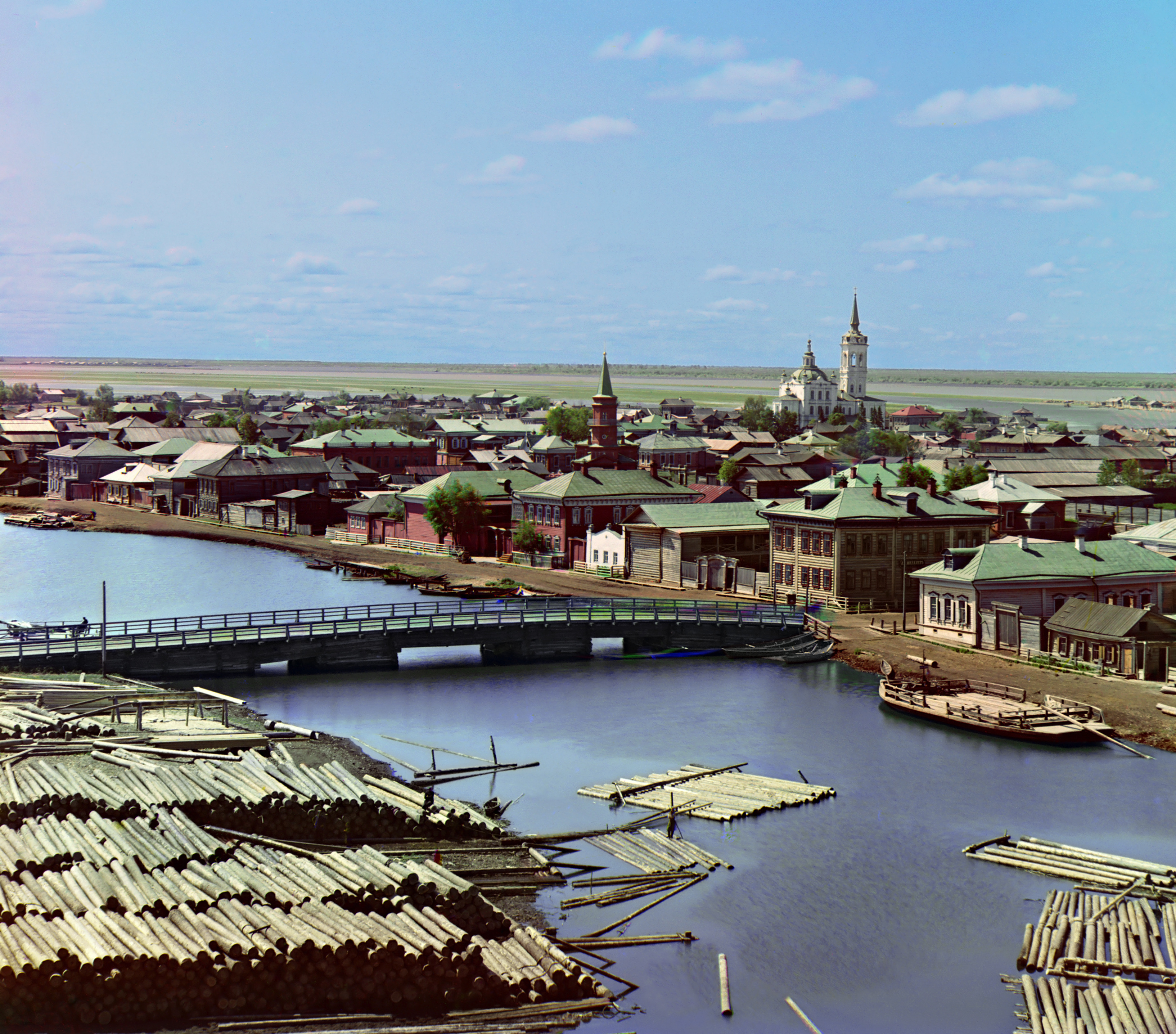
Vue de Tobolsk avec les clochers de l'église de la Transfiguration.
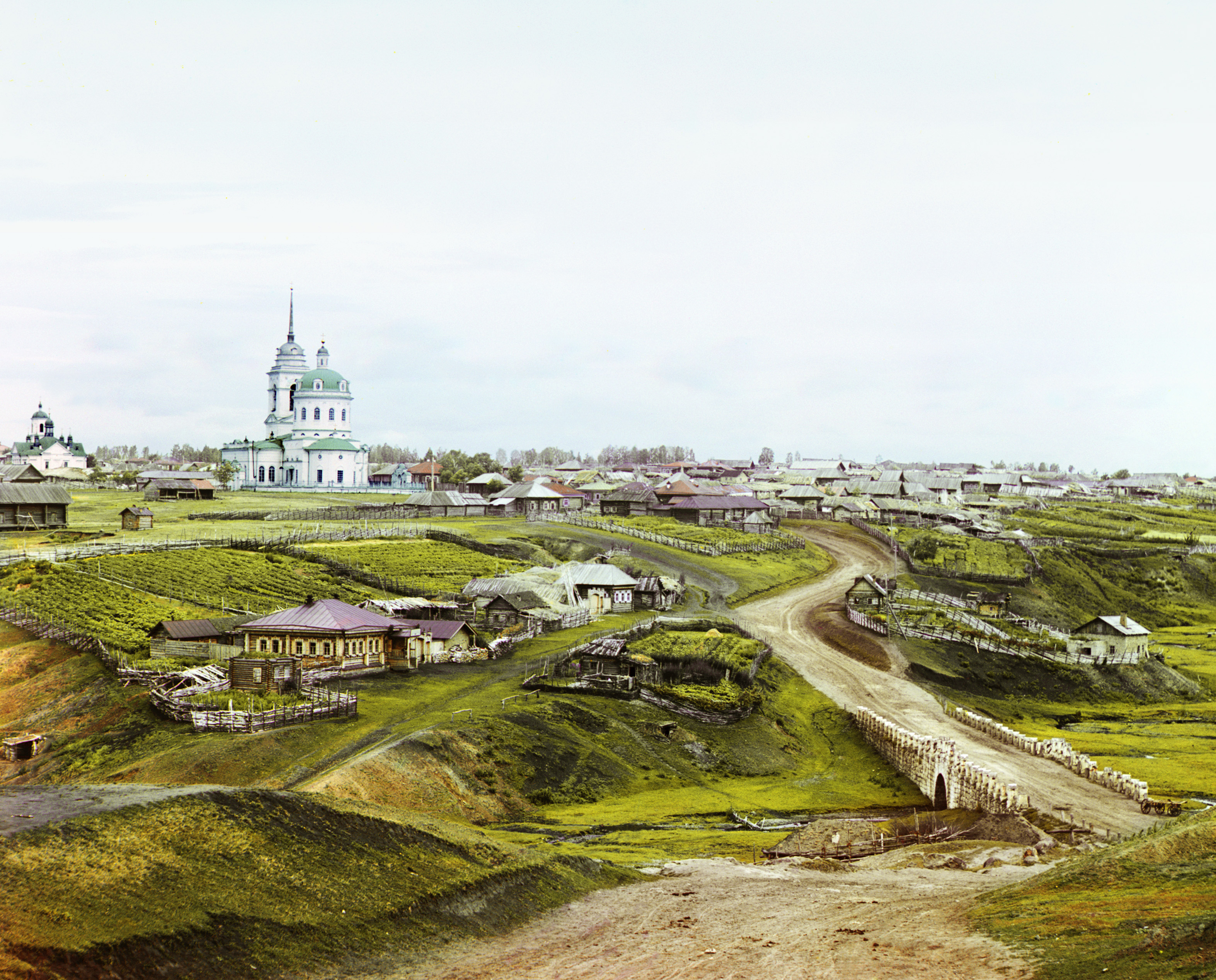
Village de Koltchedan dans les monts Oural en Russie.
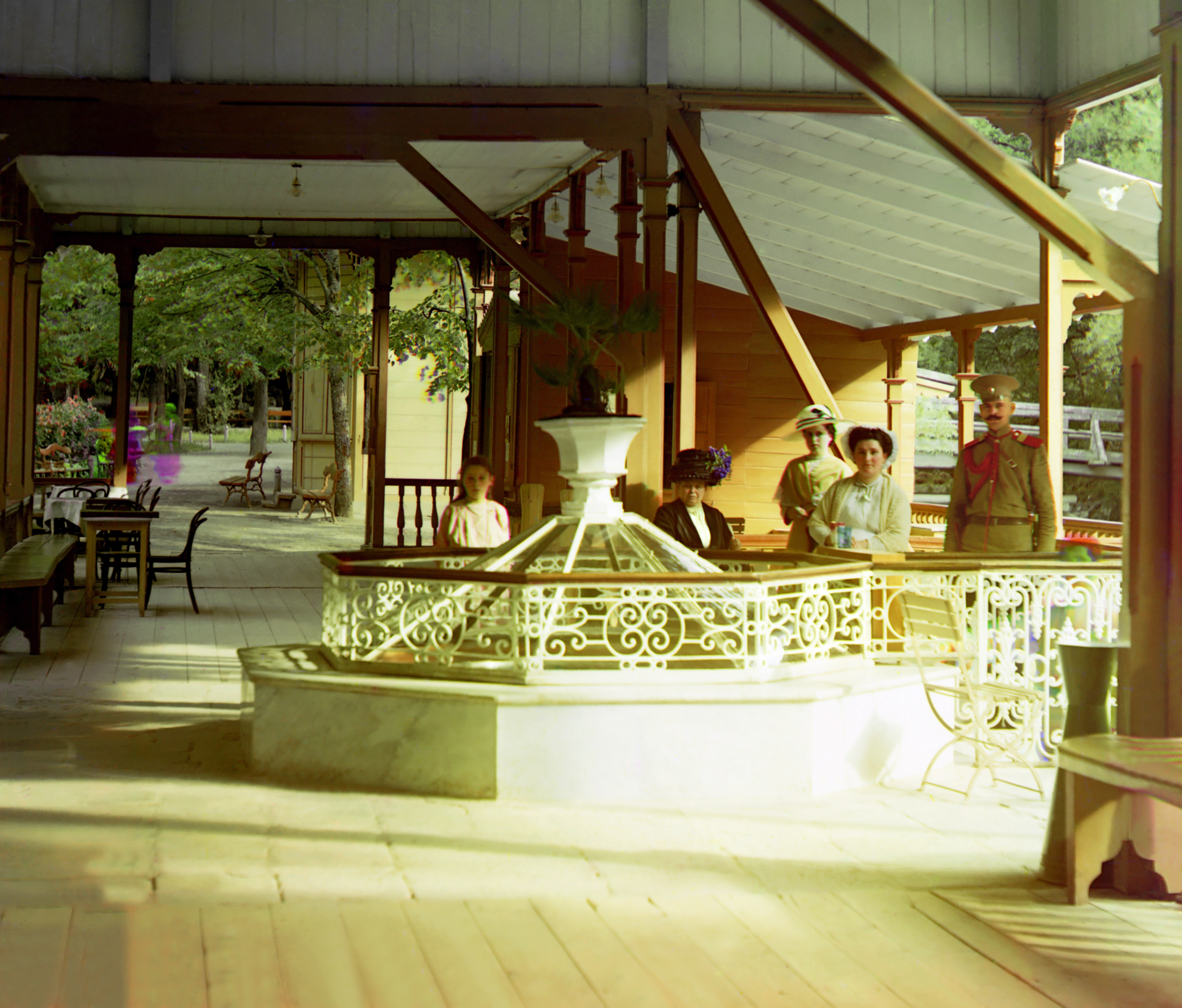
Des curistes à la source à Bordjomi.
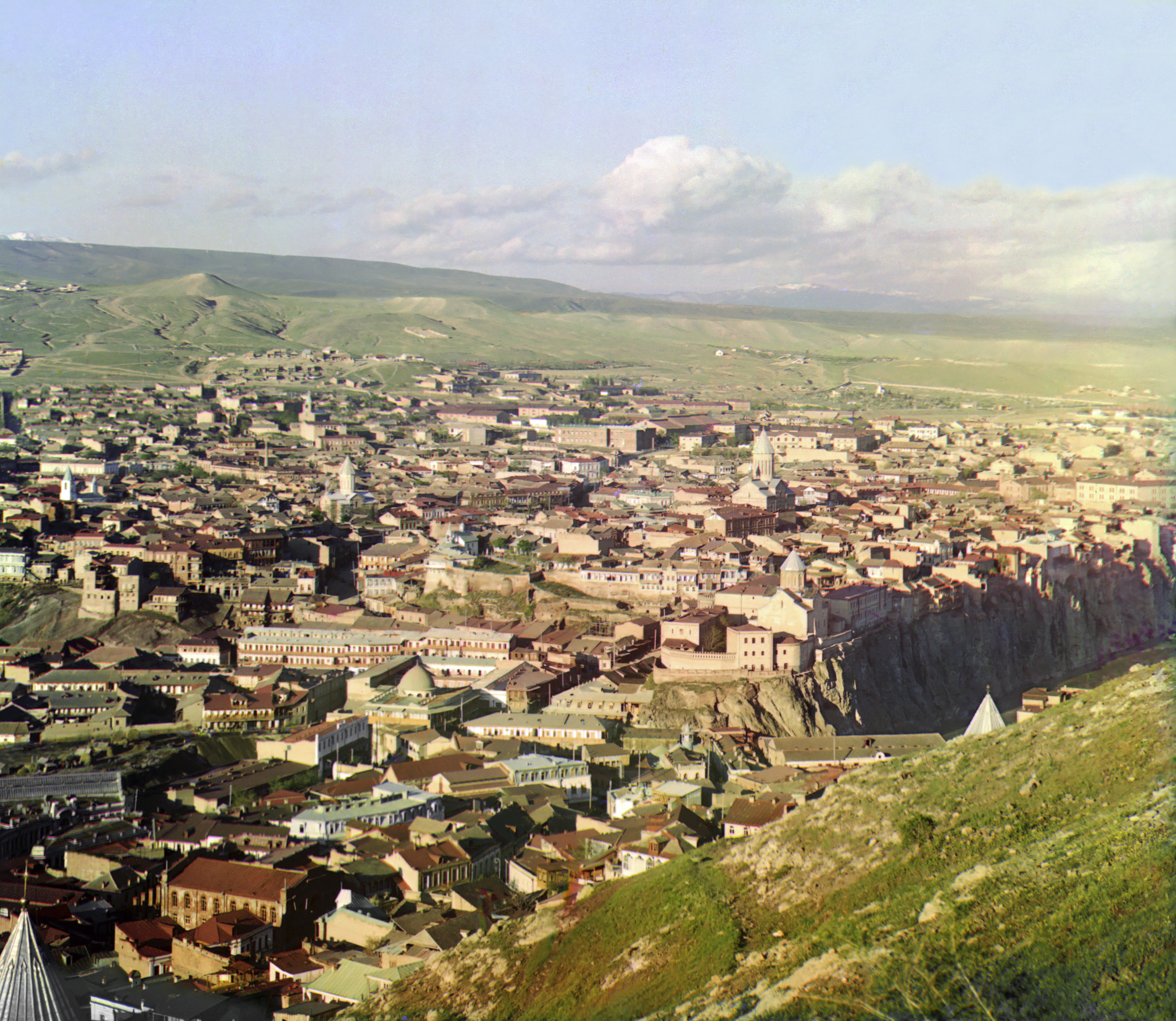
Tiflis (Tbilissi).
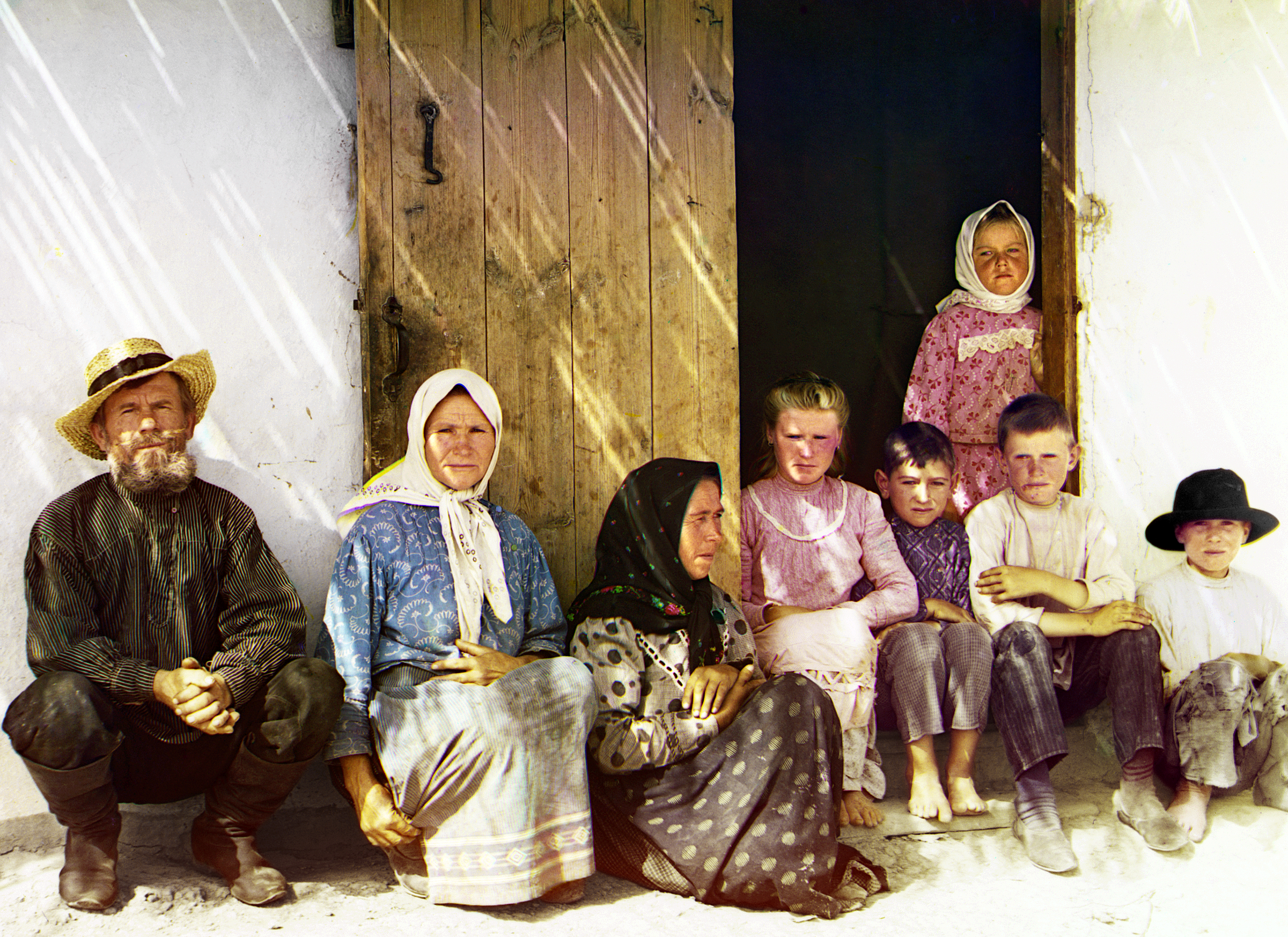
Colons russes dans les steppes de Mughan.
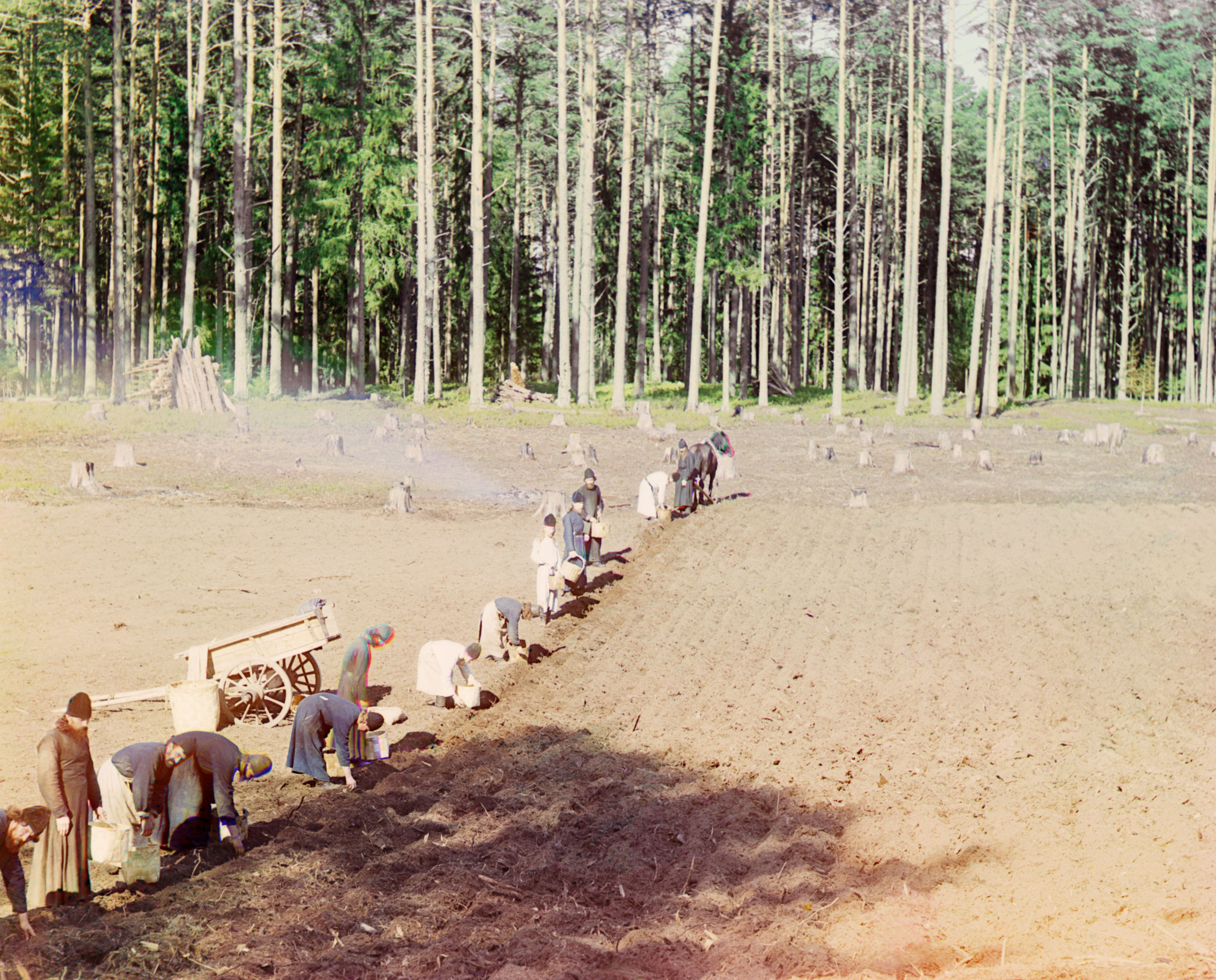
Des moines plantant des pommes-de-terre près du lac Seliger.
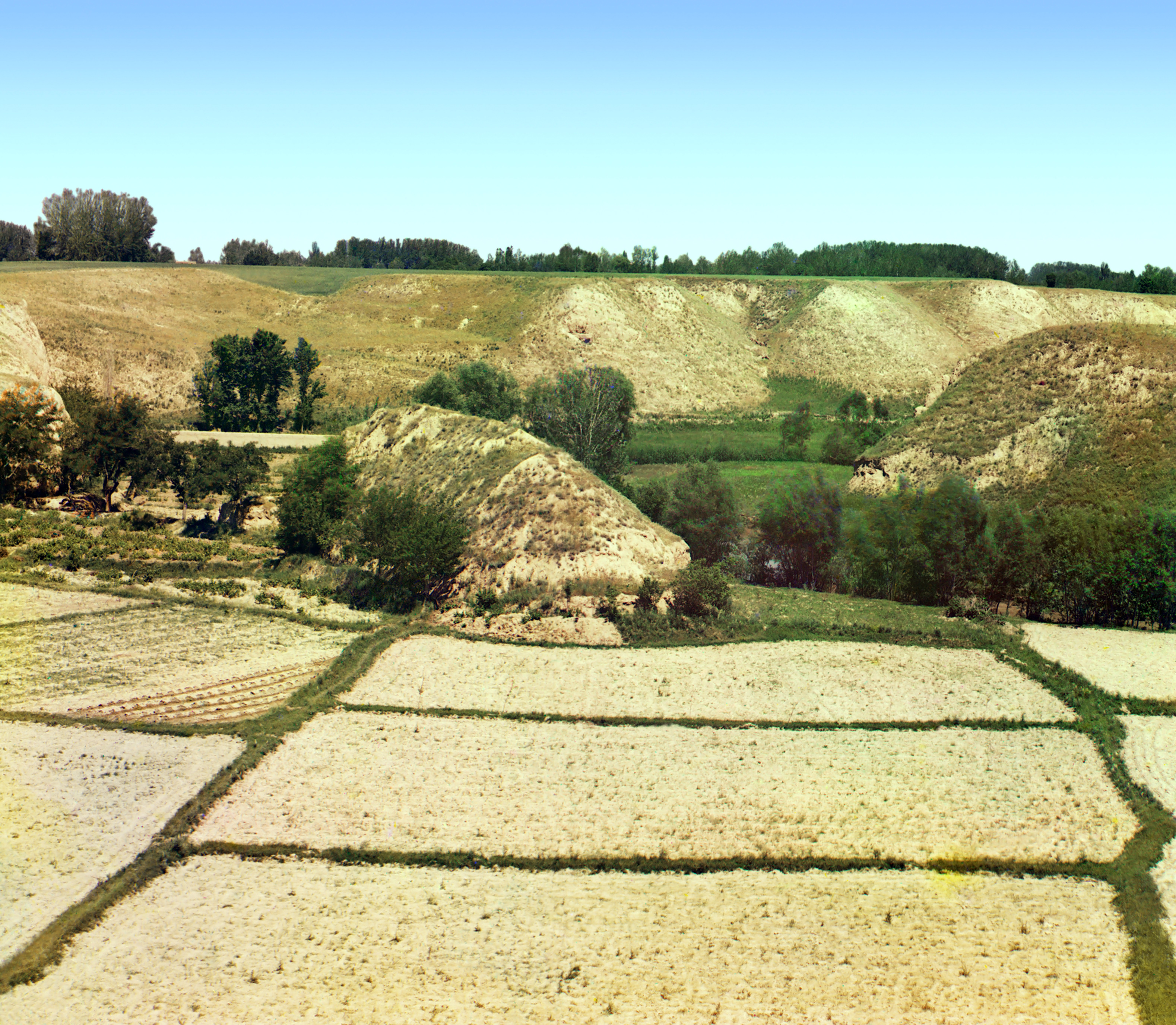
Champs à Samarcande.
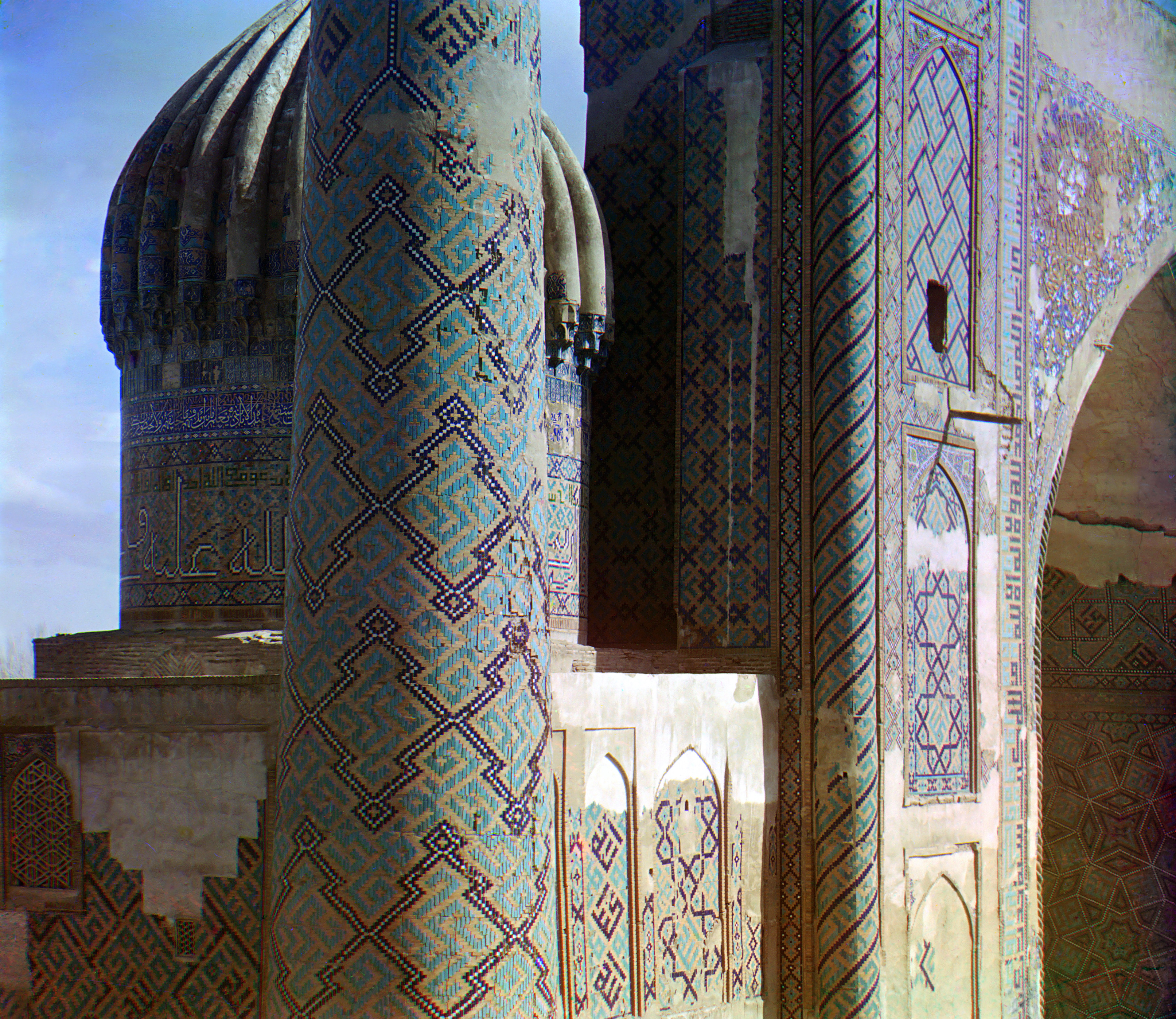
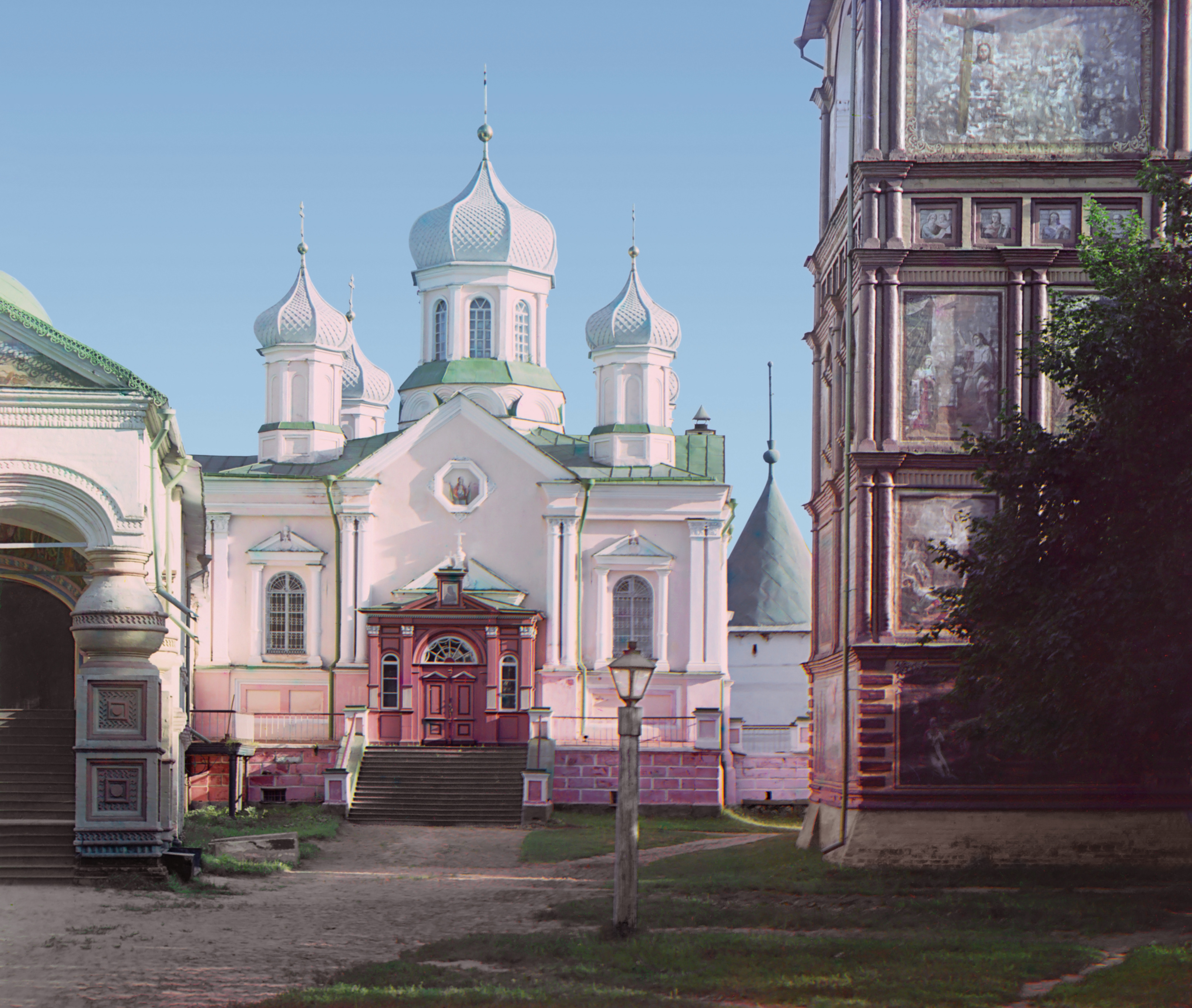
Kostroma. Cathédrale de la Nativité dans le monastère Ipatiev.
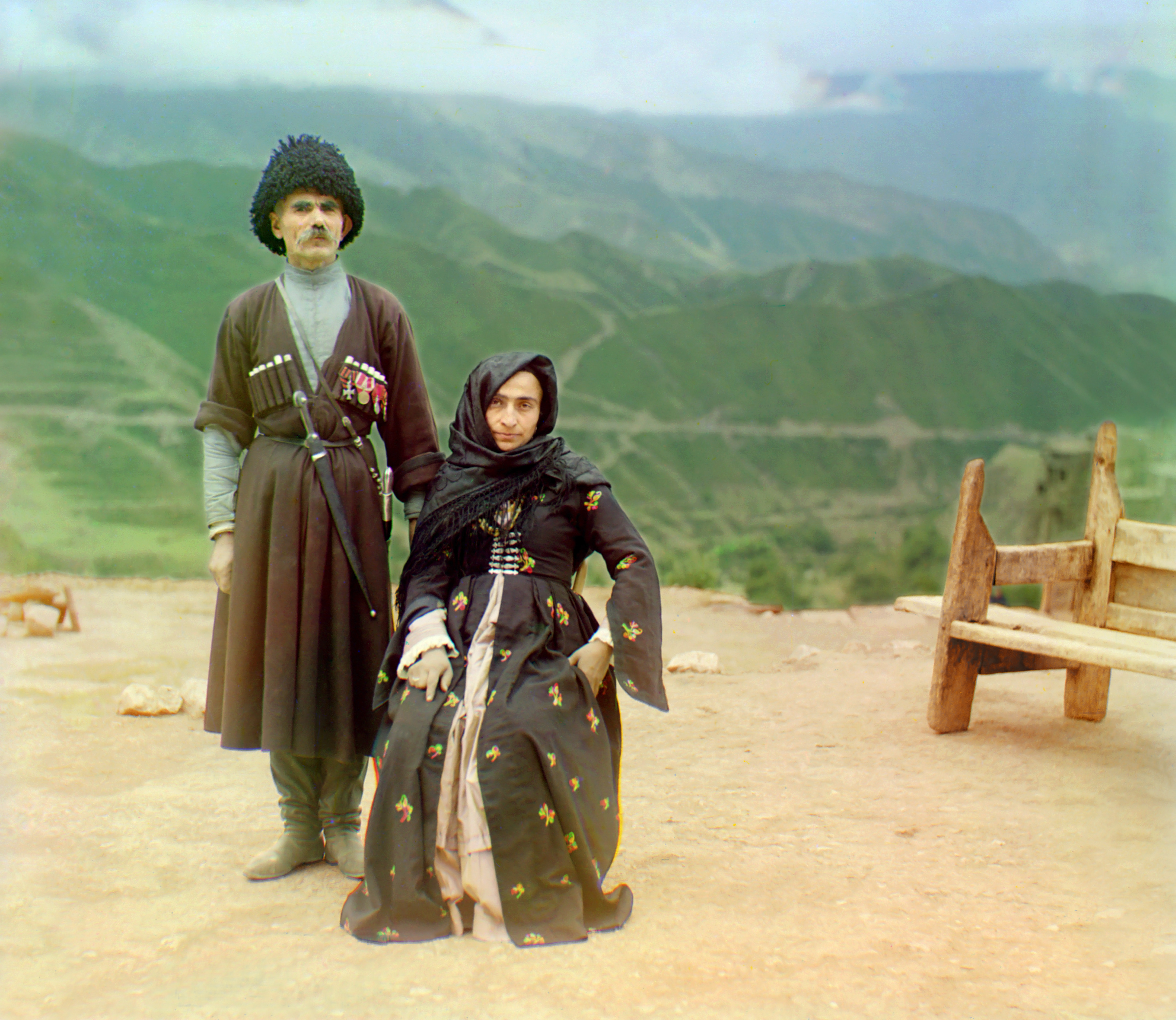
Portrait d'un couple de Daghestanais dans les montagnes du Caucase.
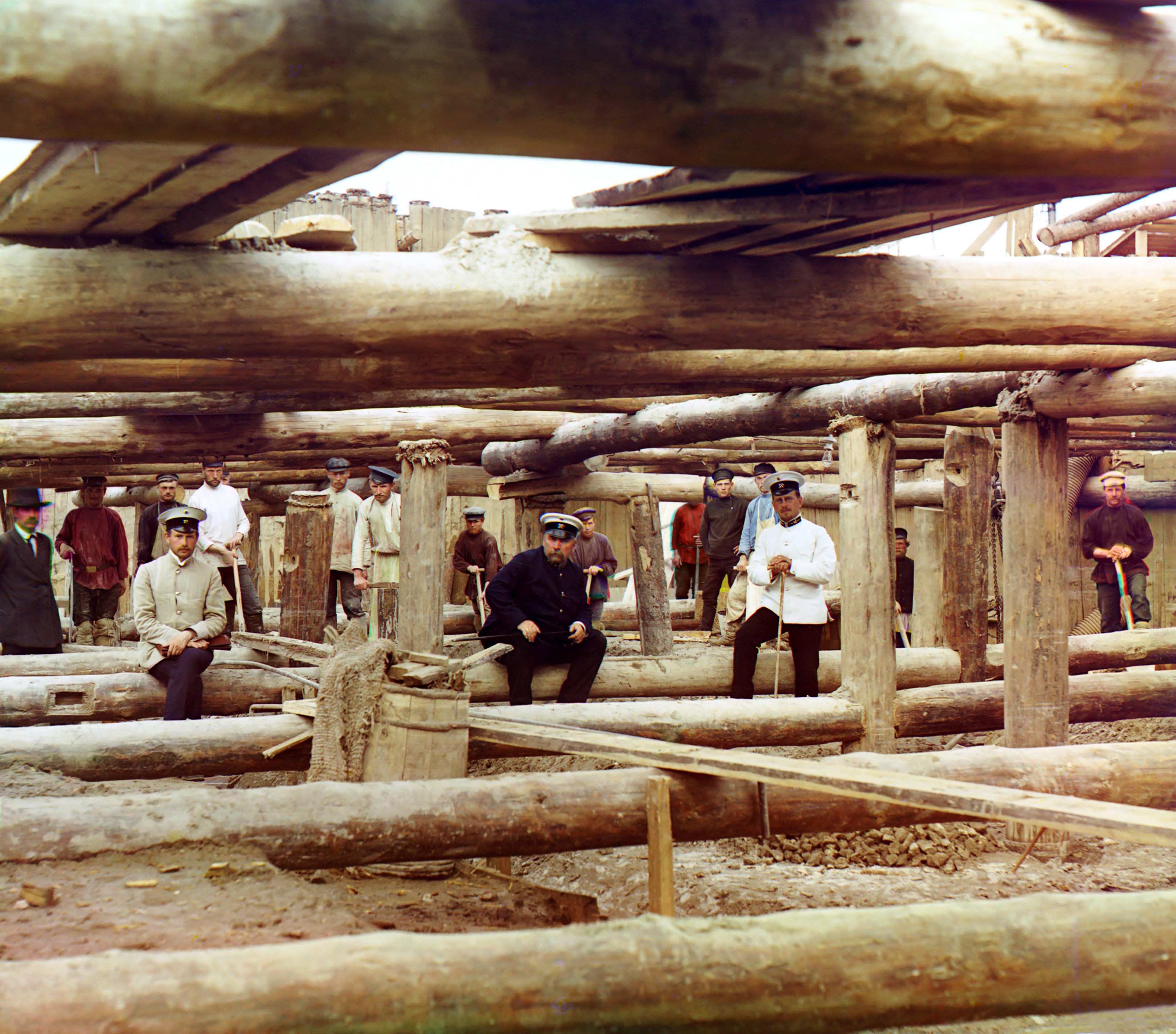
Construction d'un barrage sur l'Oka.
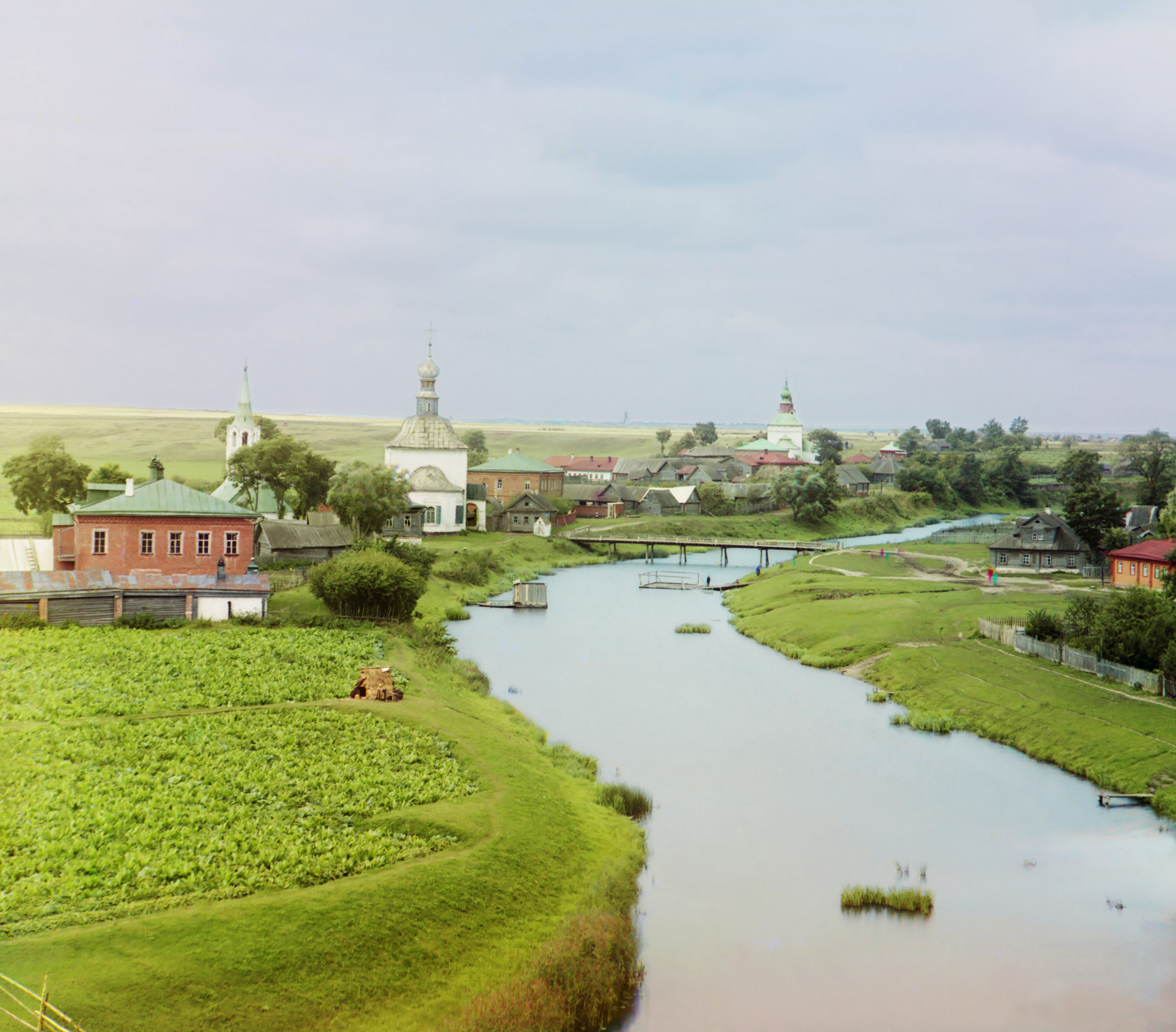
Vue de  Souzdal depuis la rivière Kamenka au nord-est de Moscou.
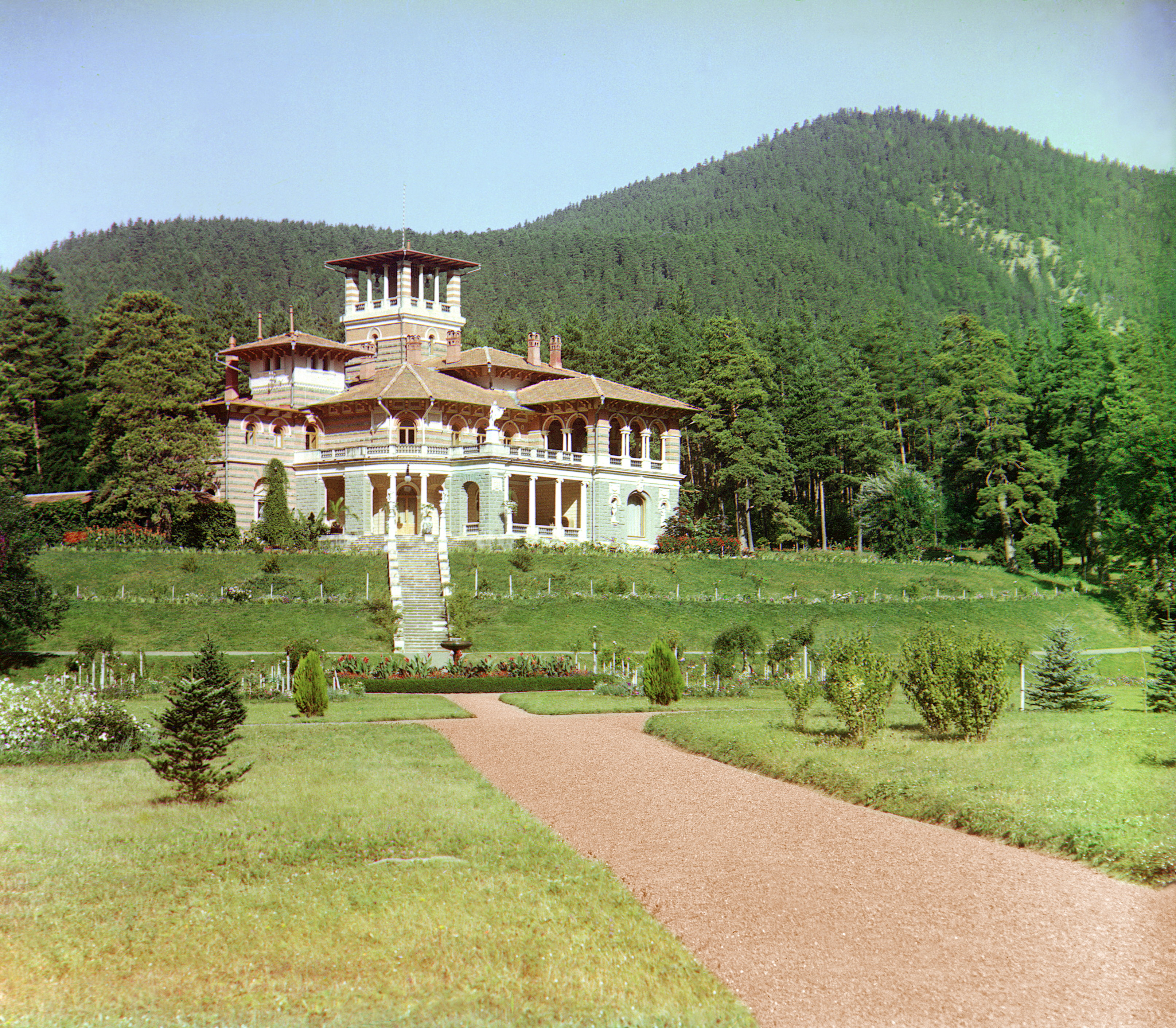
Vue du palais de Likani depuis le fleuve Koura à Bordjomi.
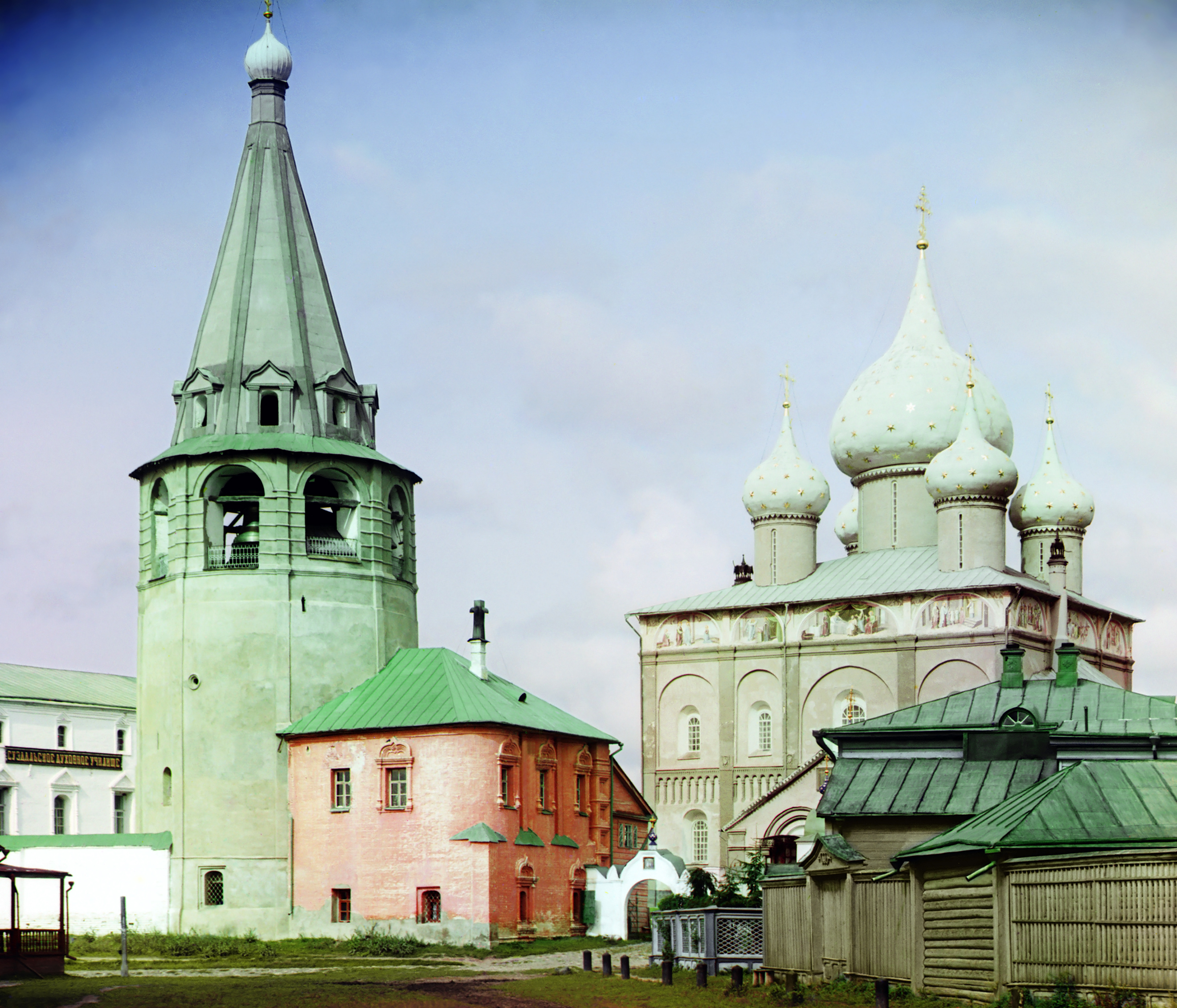
Cathédrale de la Nativité de Souzdal.
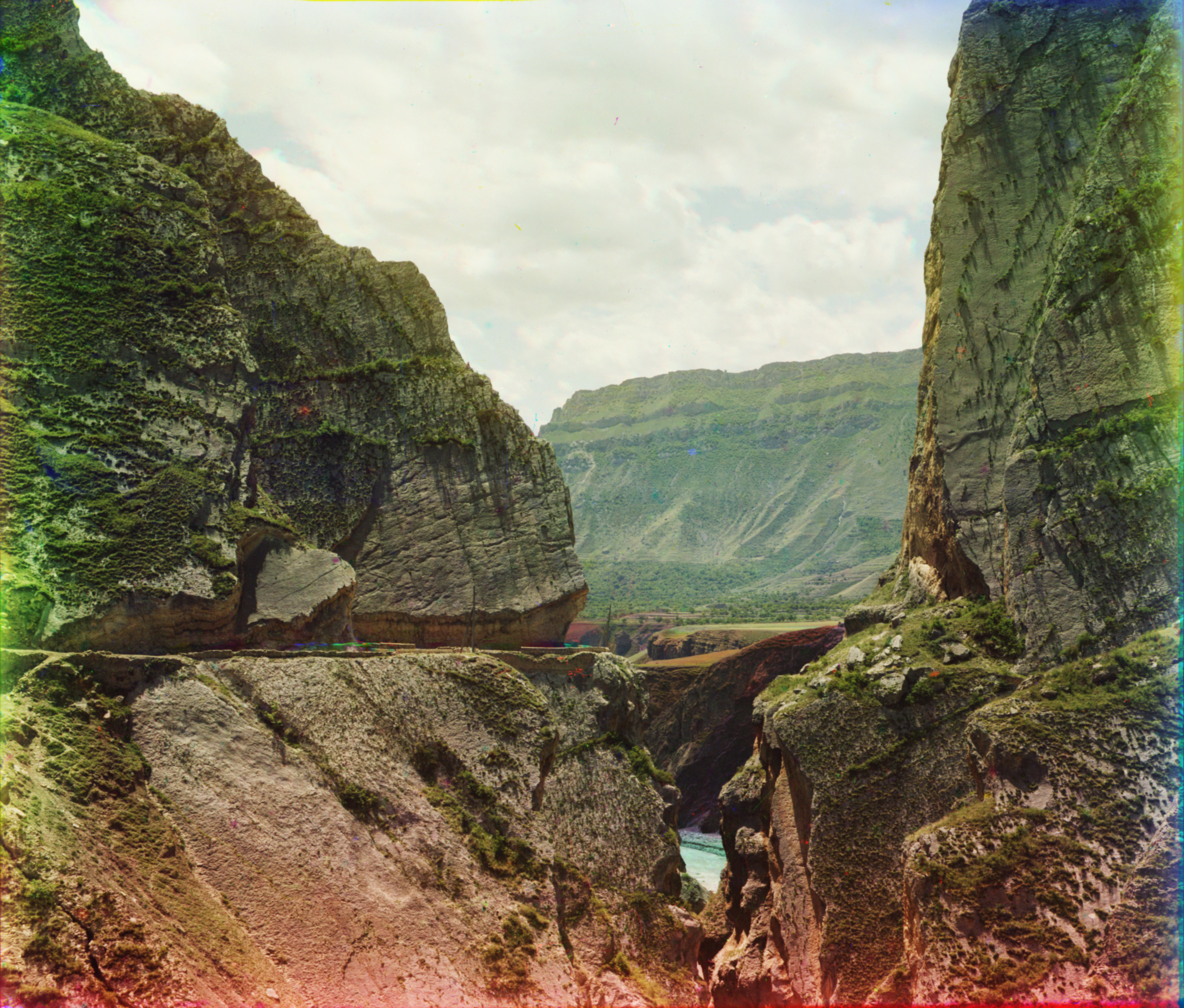
Gorges de Saltinskoe, Daghestan.
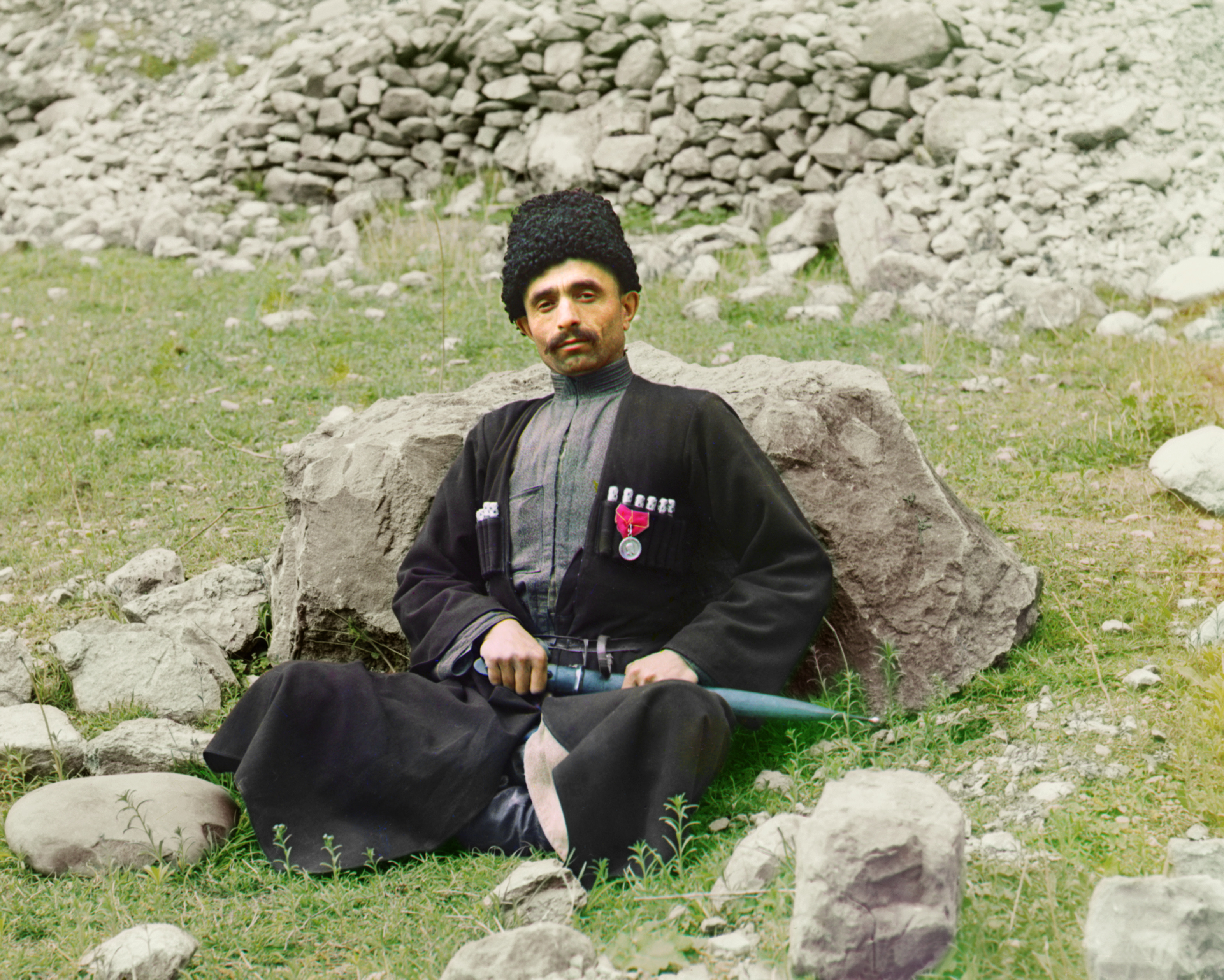
Daghestanais en costume national avec son poignard.
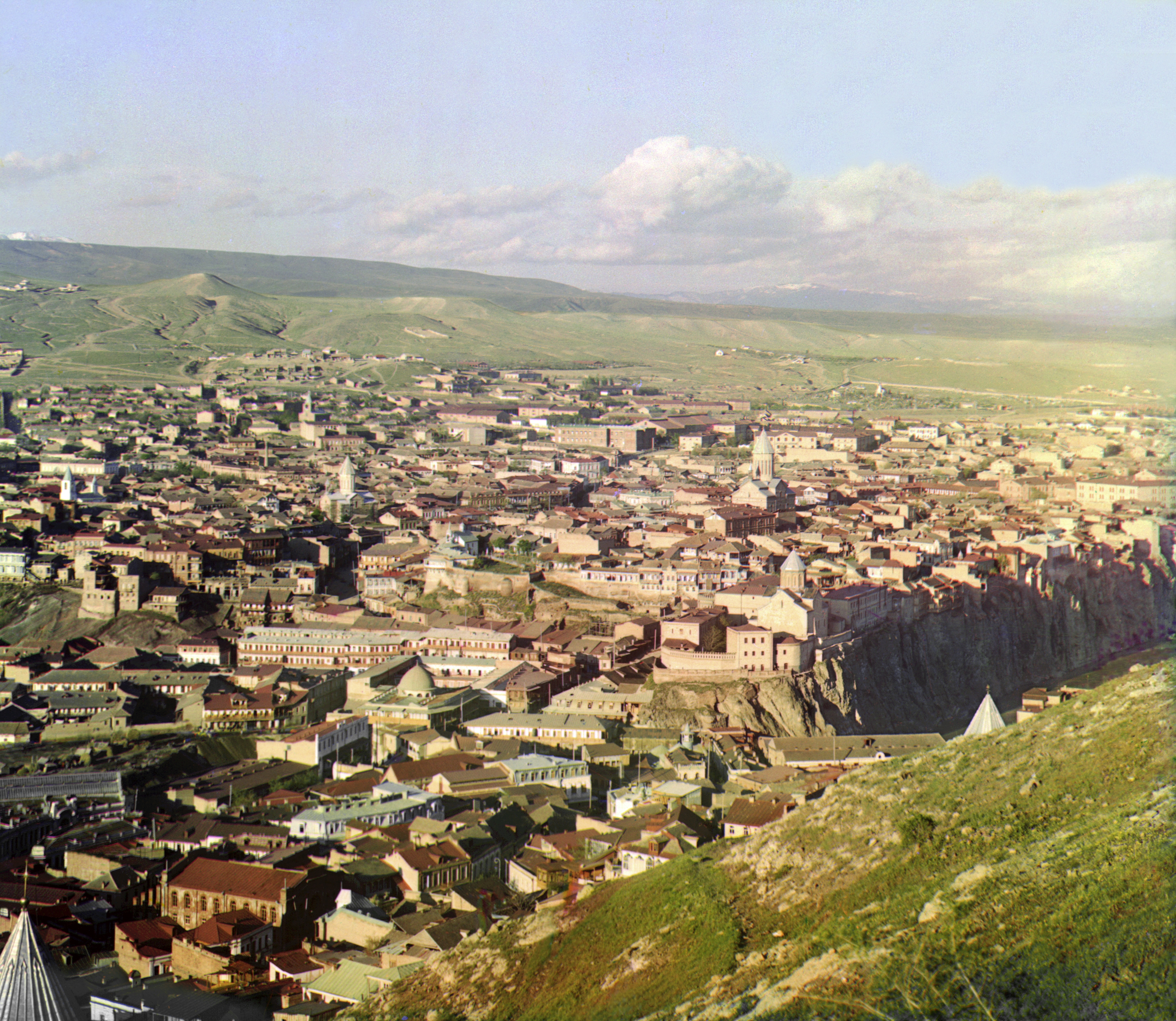
Vue sur Tbilissi.
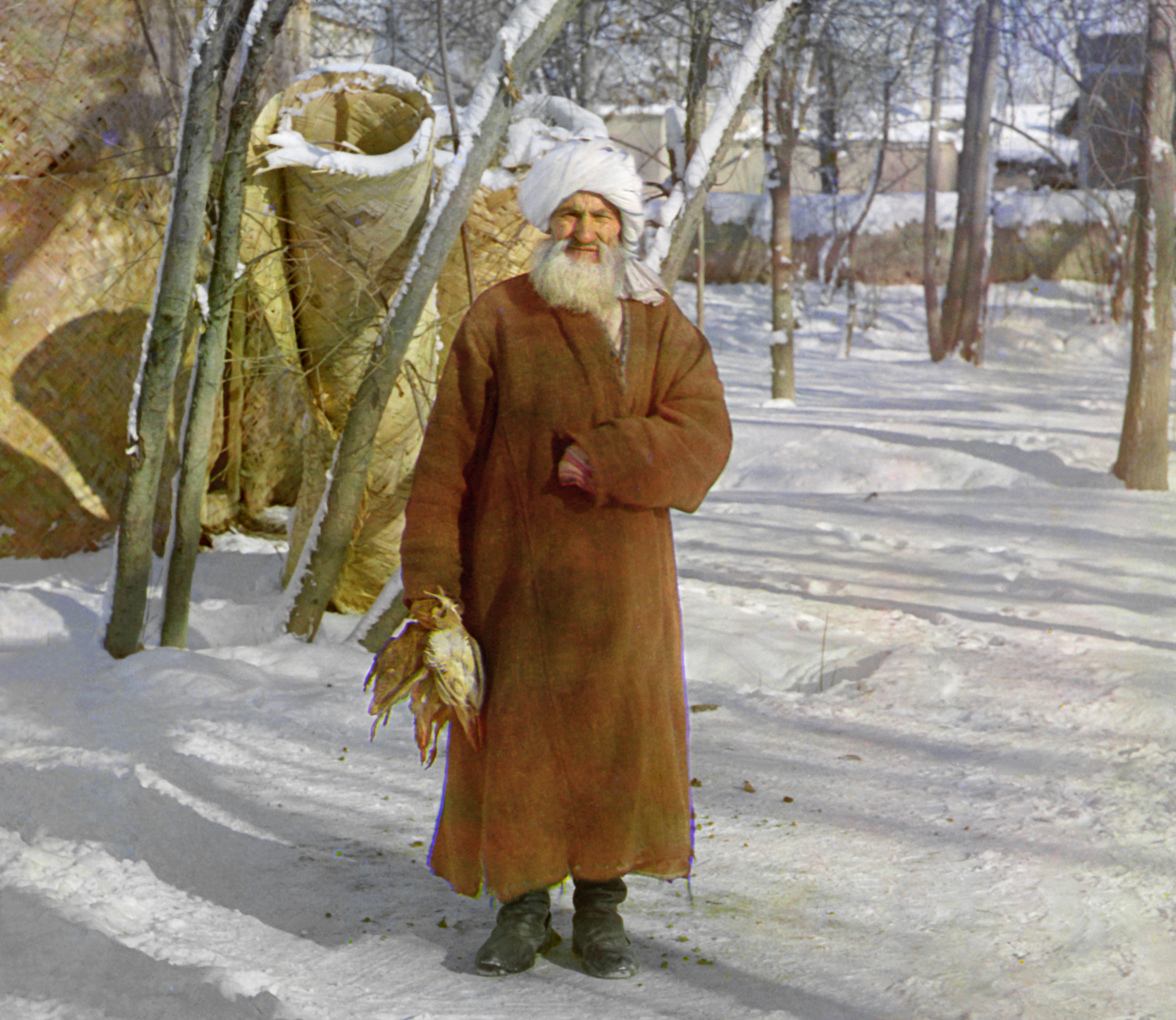
Vieil homme près de Samarcande.
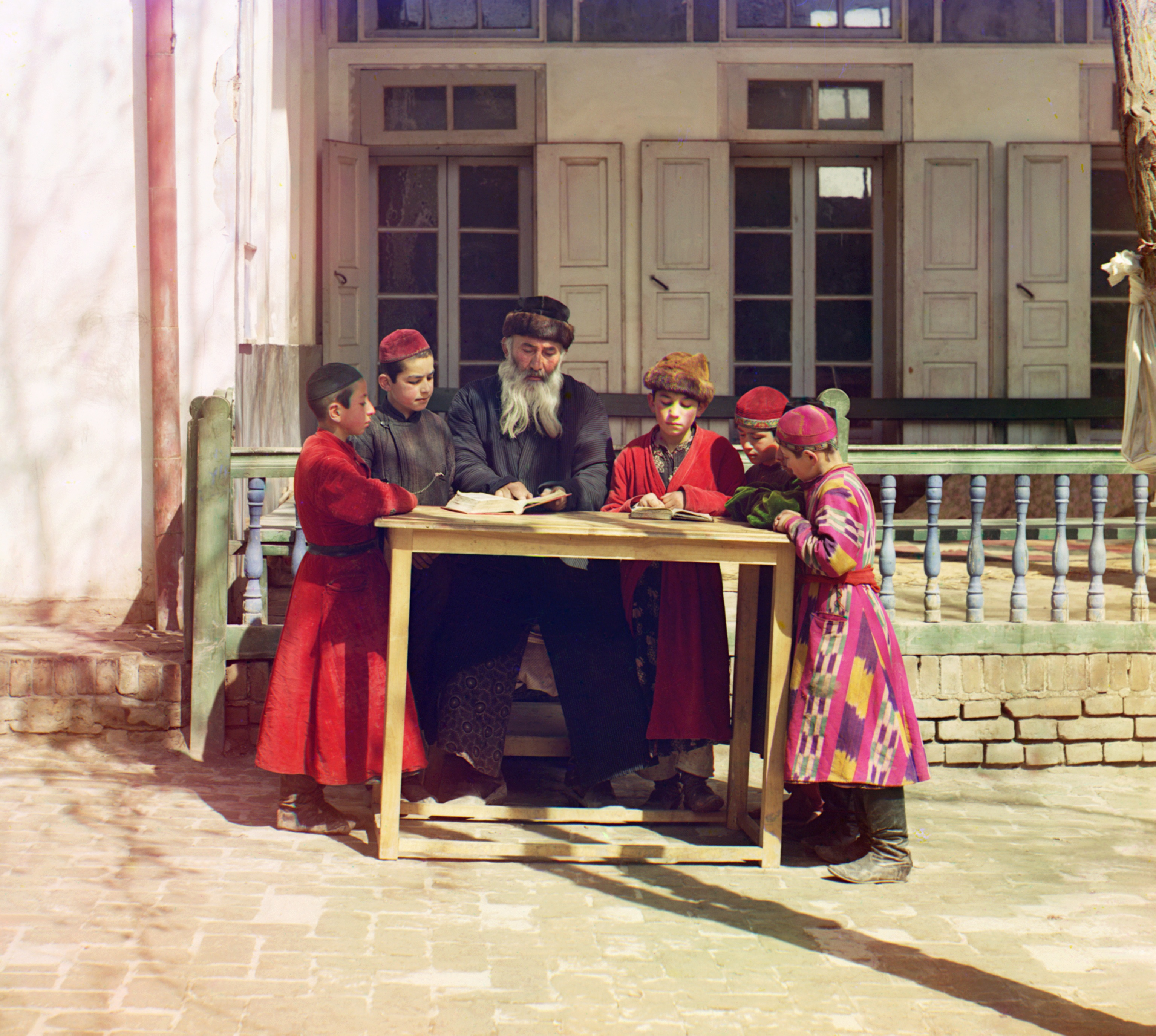
Enfants juifs et leur instituteur à Samarcande.
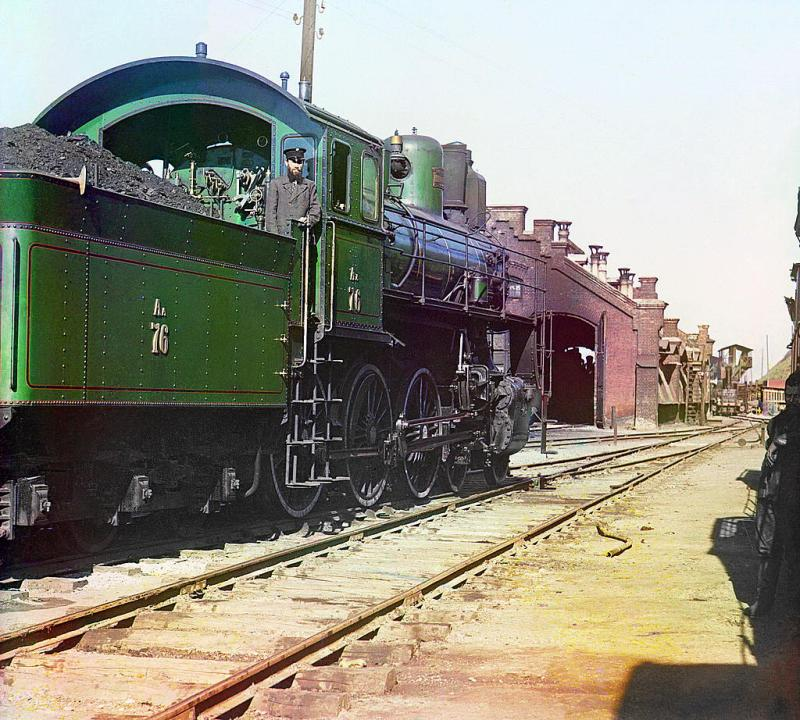
Locomotive à vapeur modèle A-76 sur la ligne de chemin de fer de Perm.
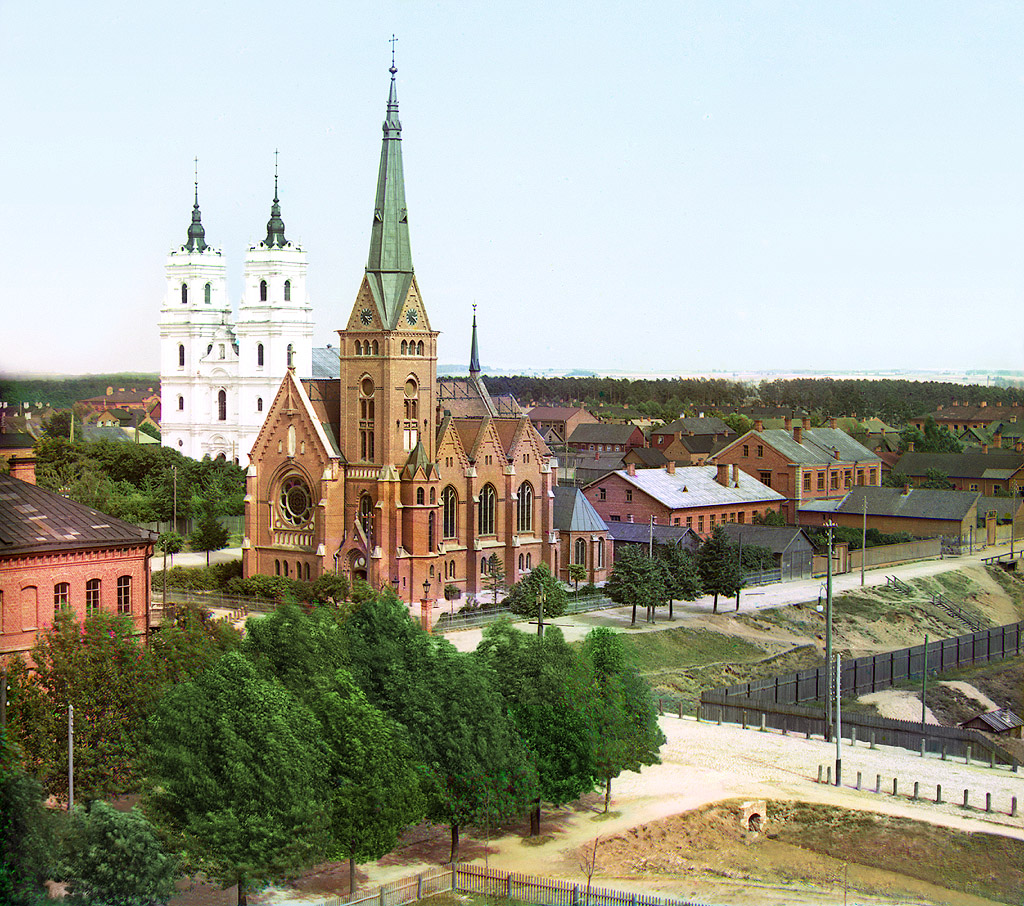
Cathédrale à Daugavpils.
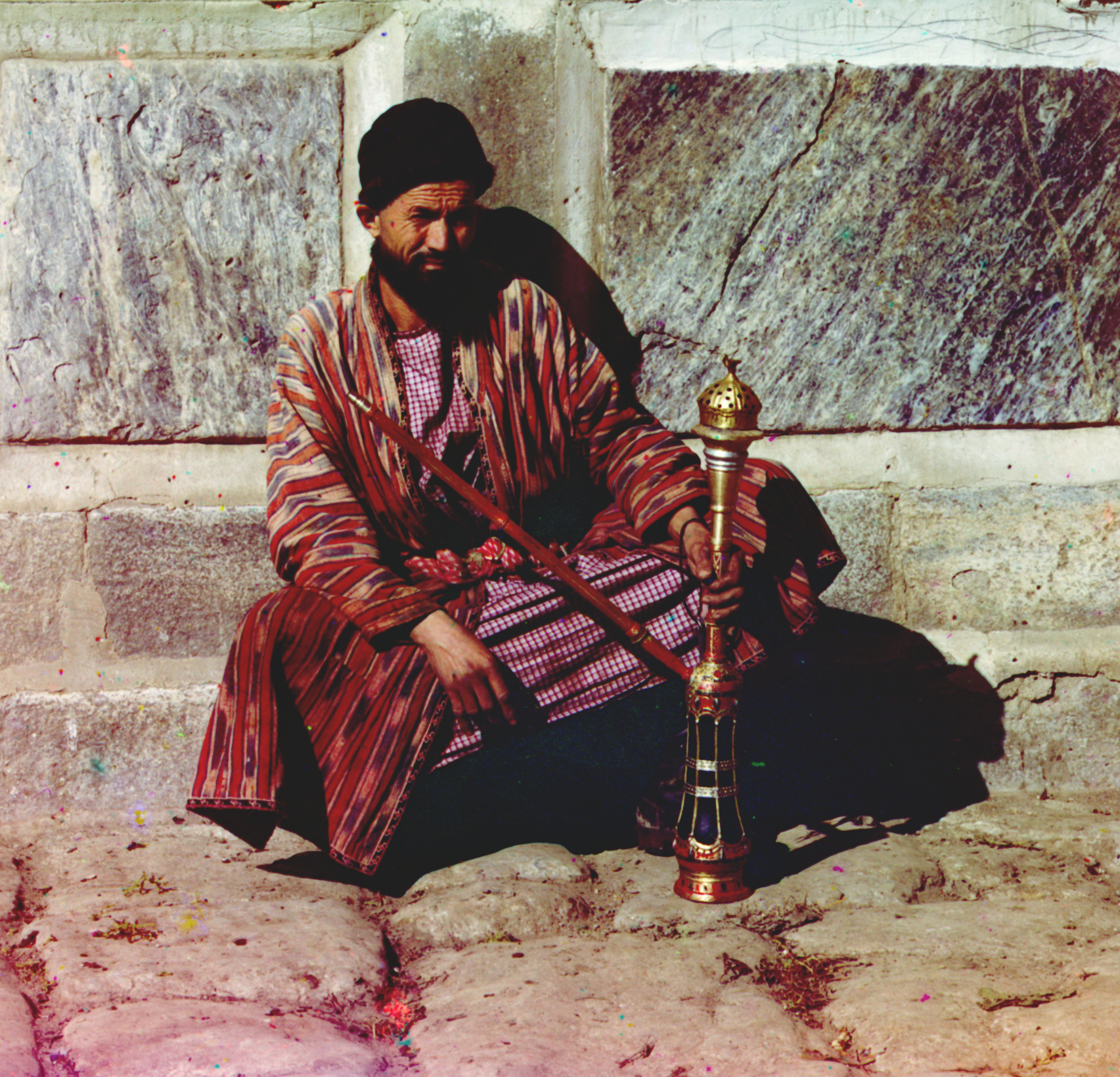
Homme avec Narguilé.
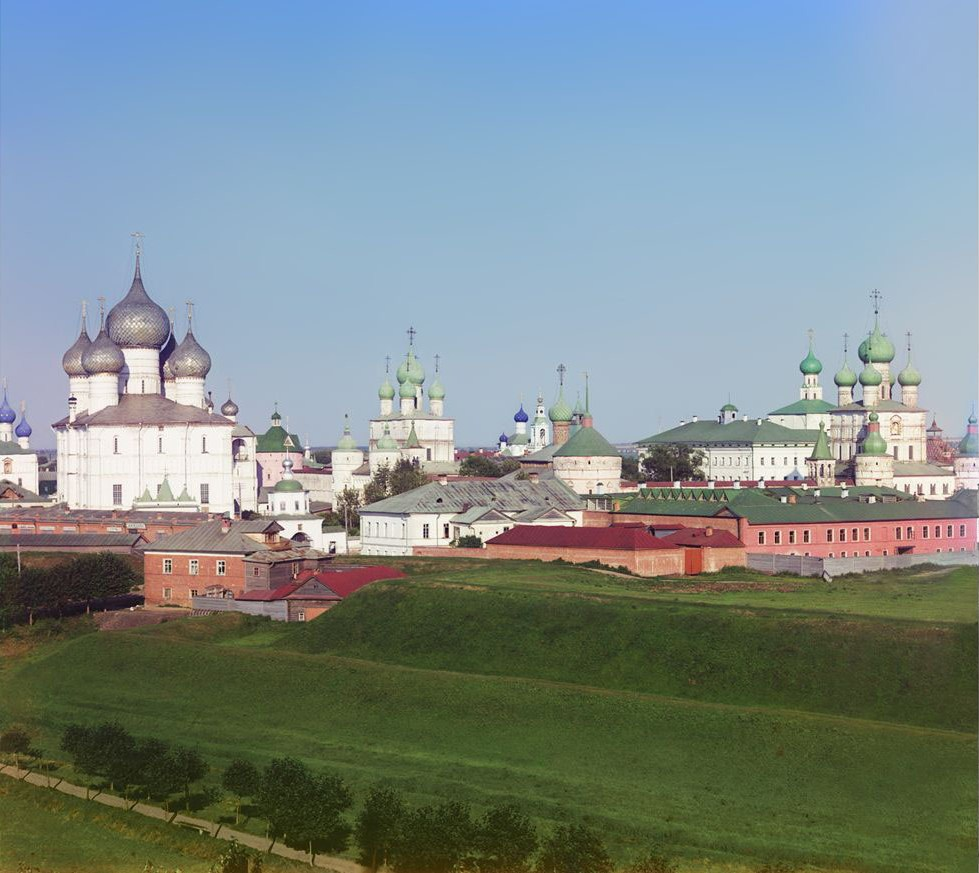
Kremlin de Rostov.
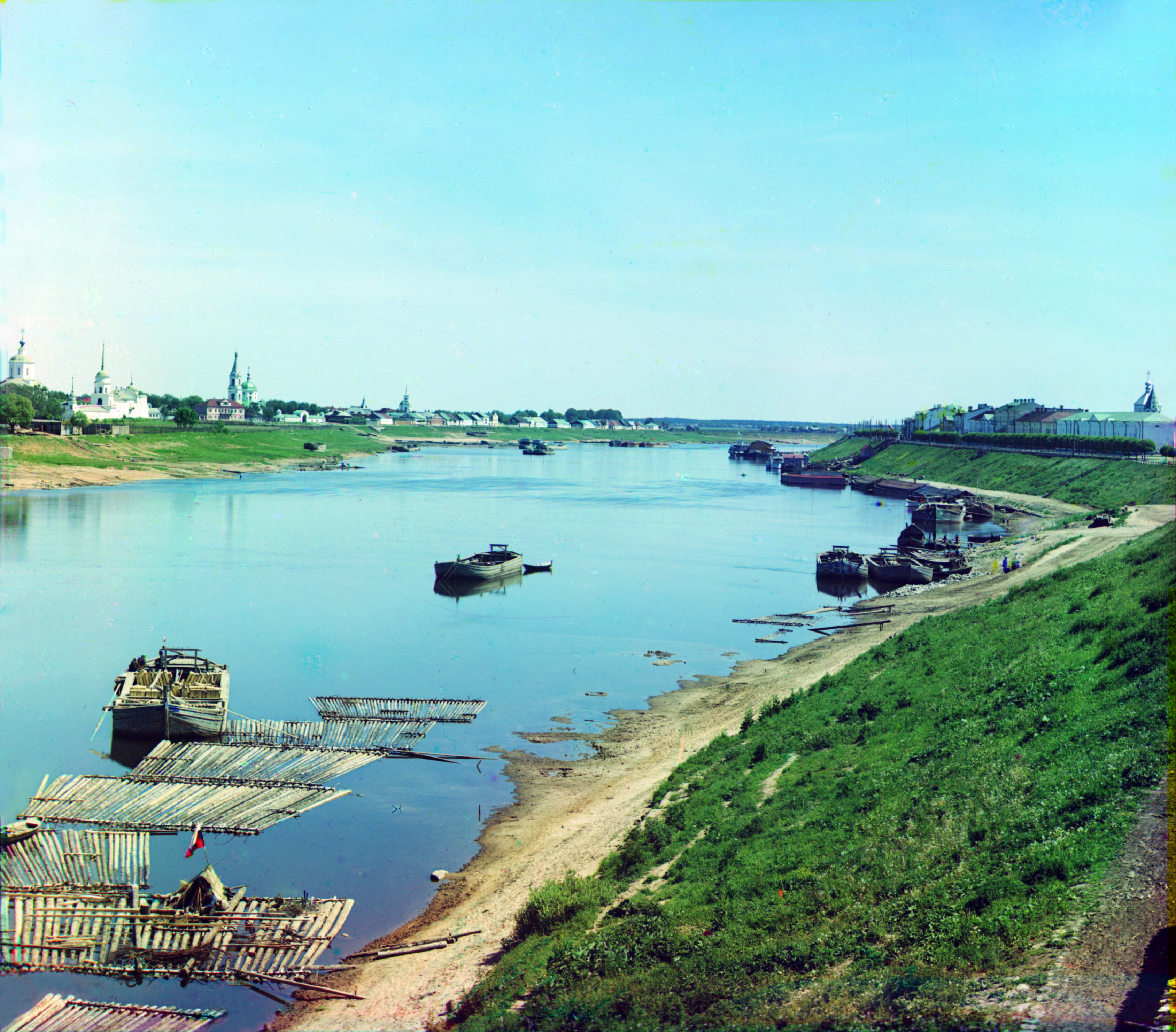
Flottage du bois sur la rivière.
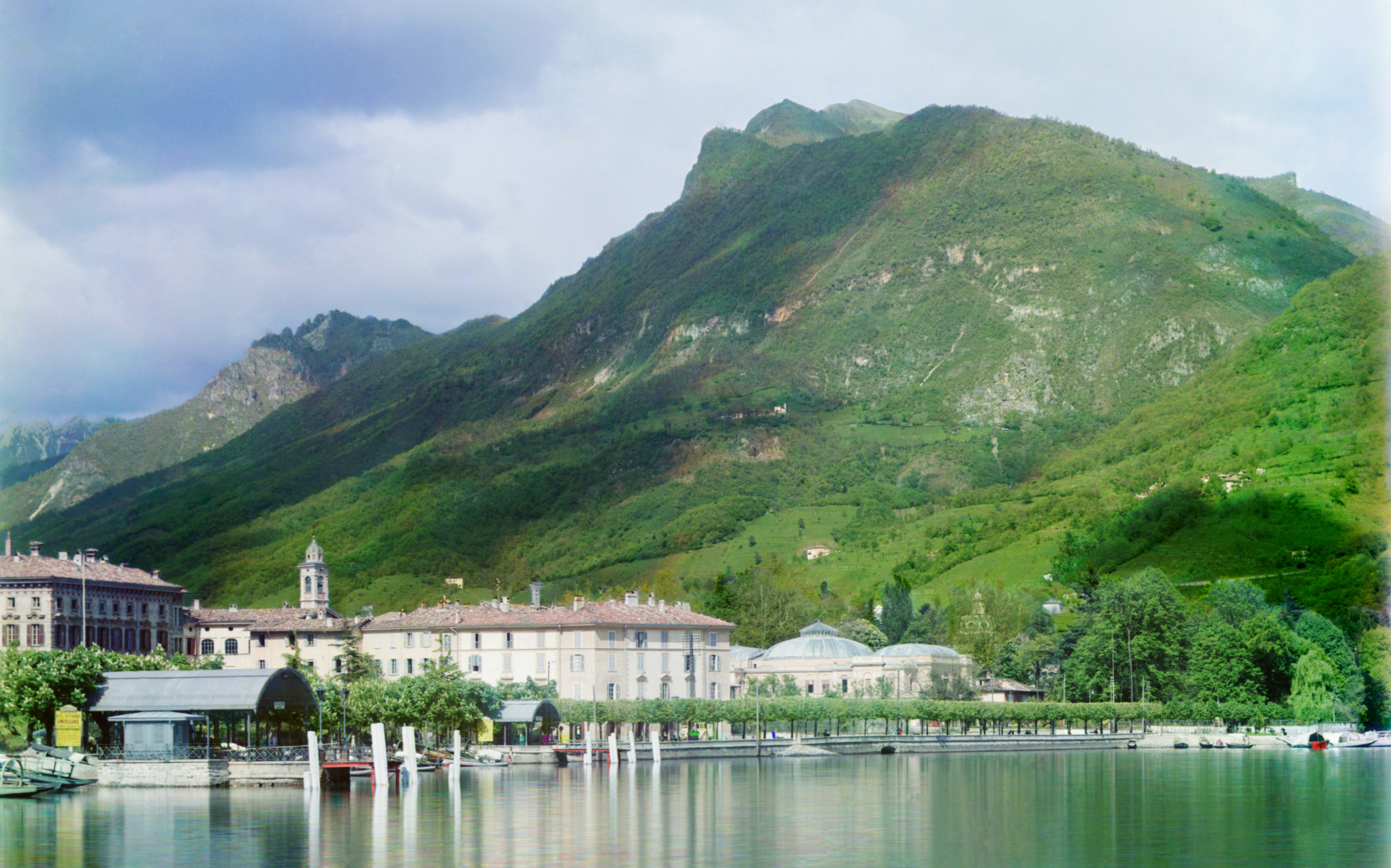
Vue de Lugano, Suisse.
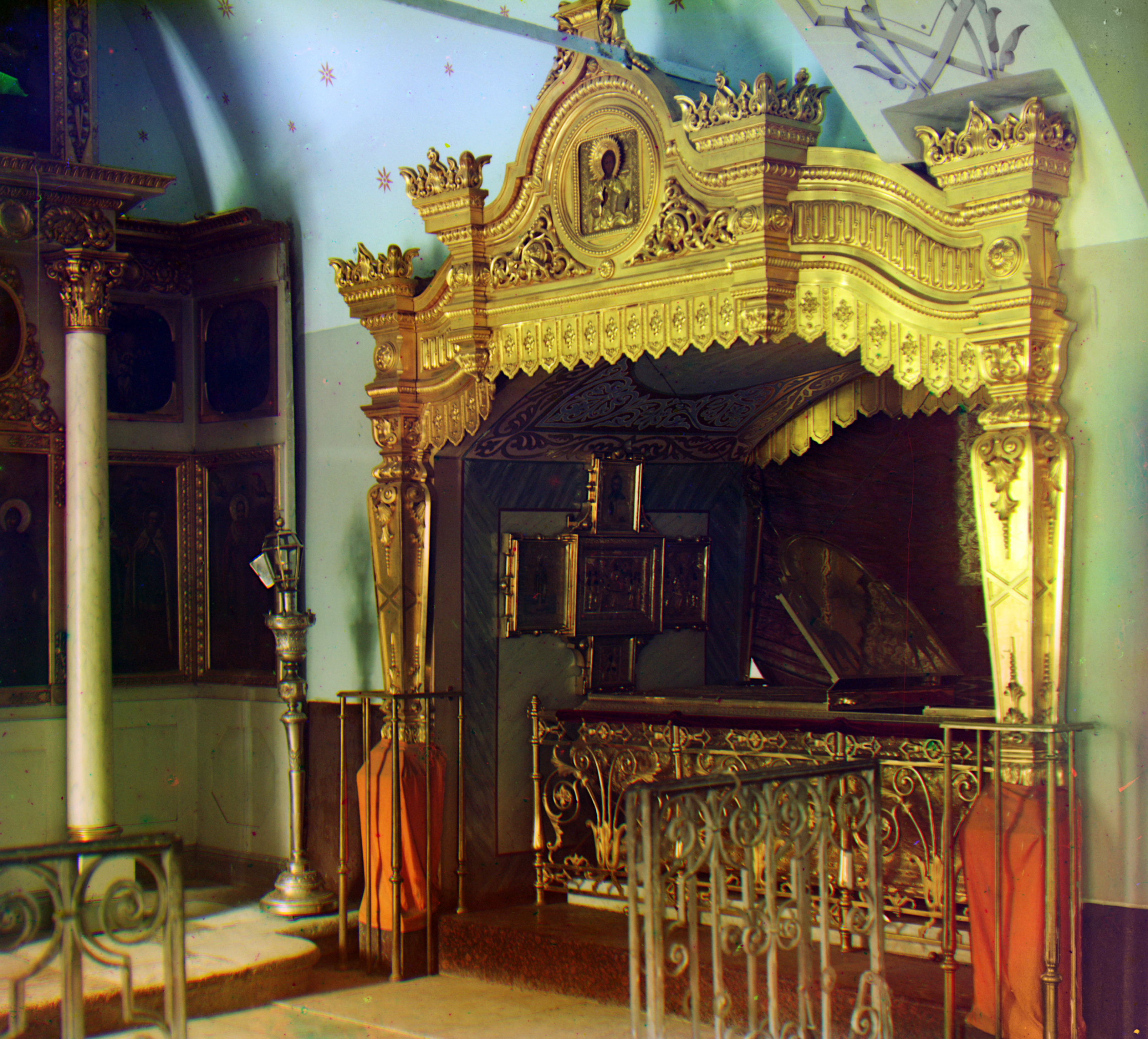
Châsse pour les reliques de la princesse Euphrosine au monastère de la Déposition-de-la-robe-de-la-Vierge de Souzdal.
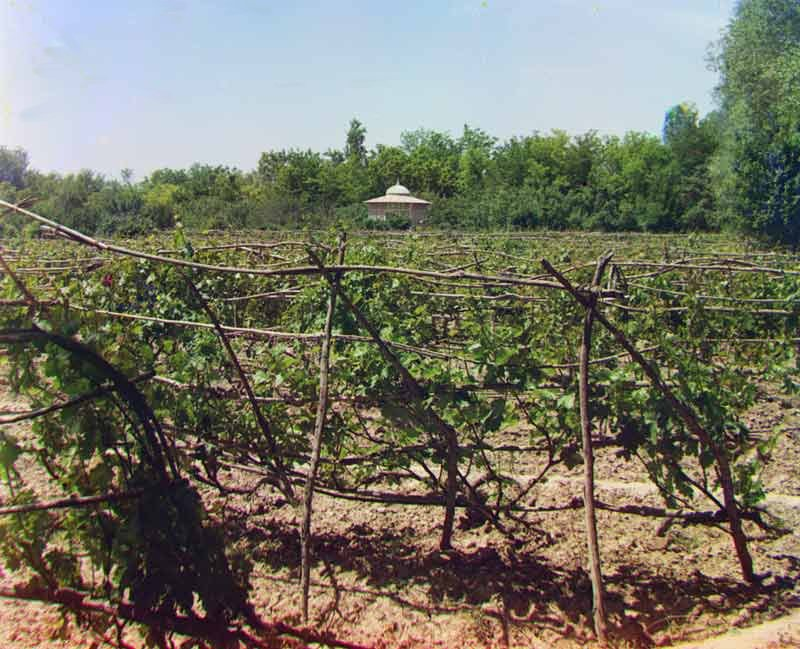
Vignes.
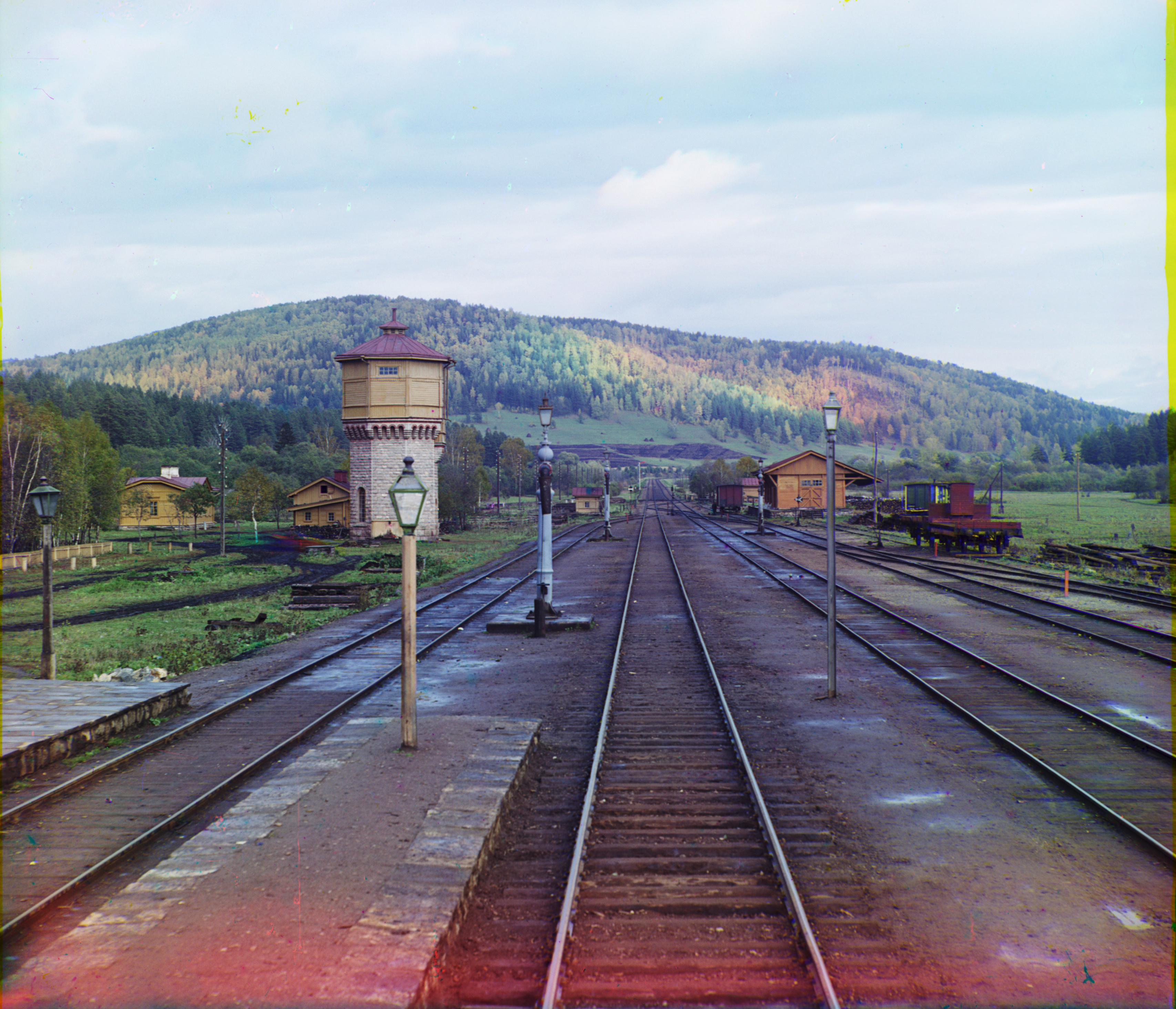
Station de chemin de fer de Soumy.
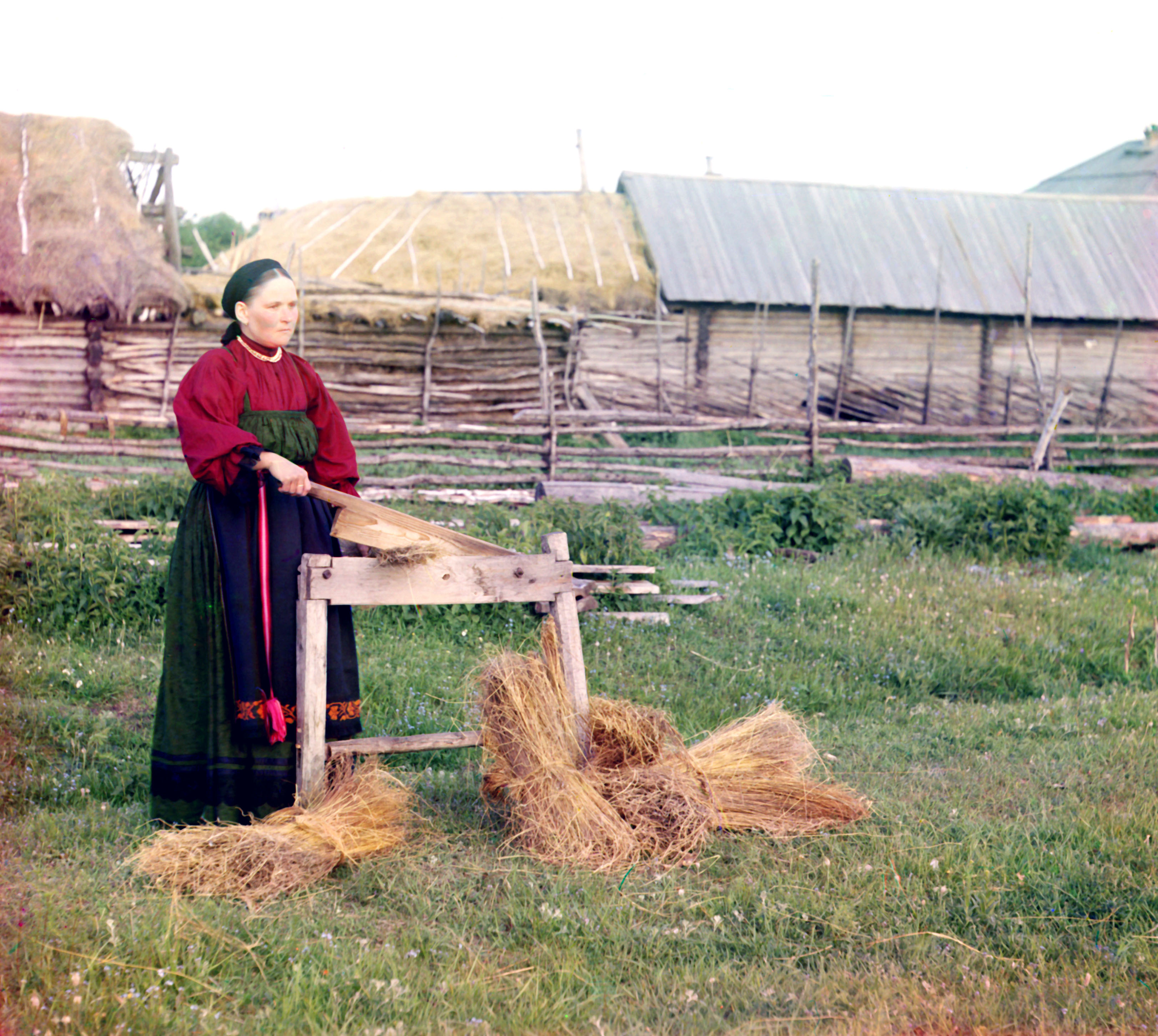
Paysanne coupant du lin (gouvernement de Perm).
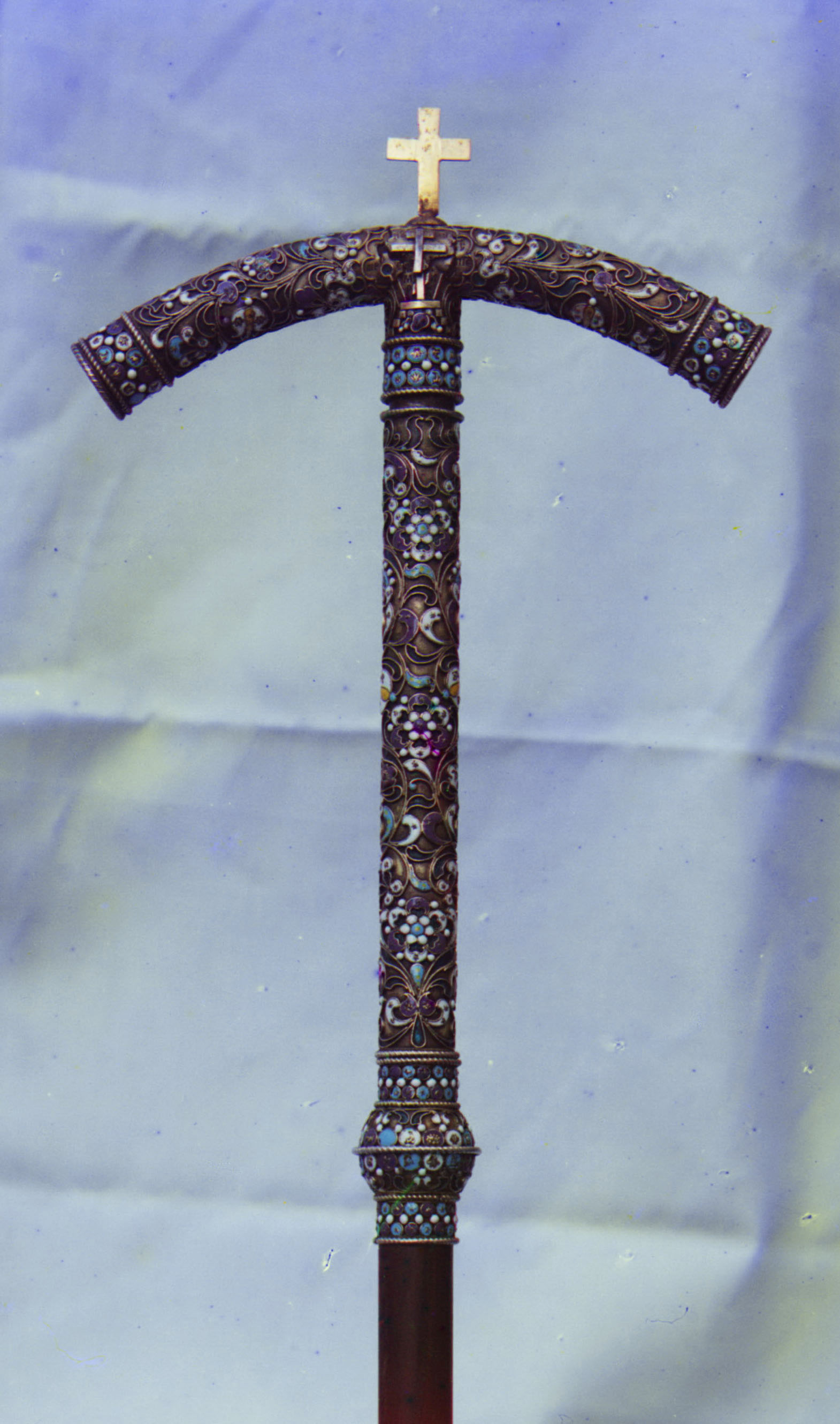
Bâton de Dimitri de Rostov.
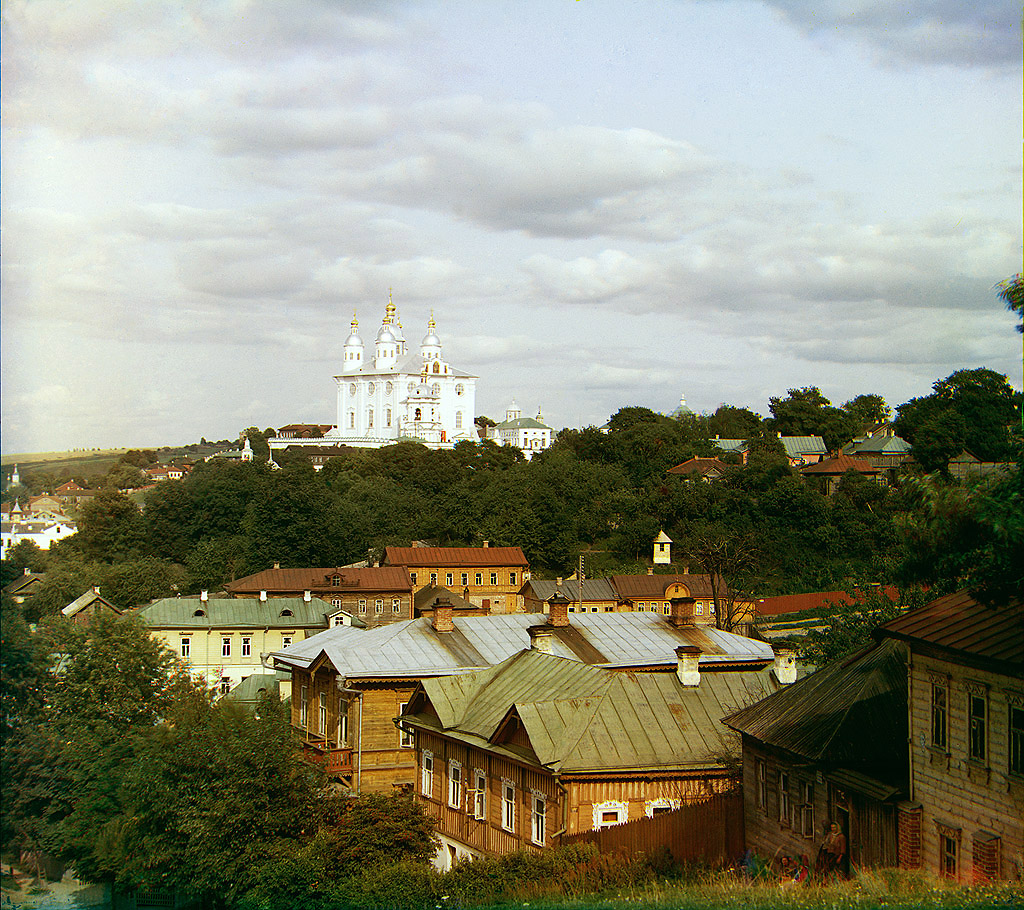
Cathédrale de la Dormition de Smolensk.
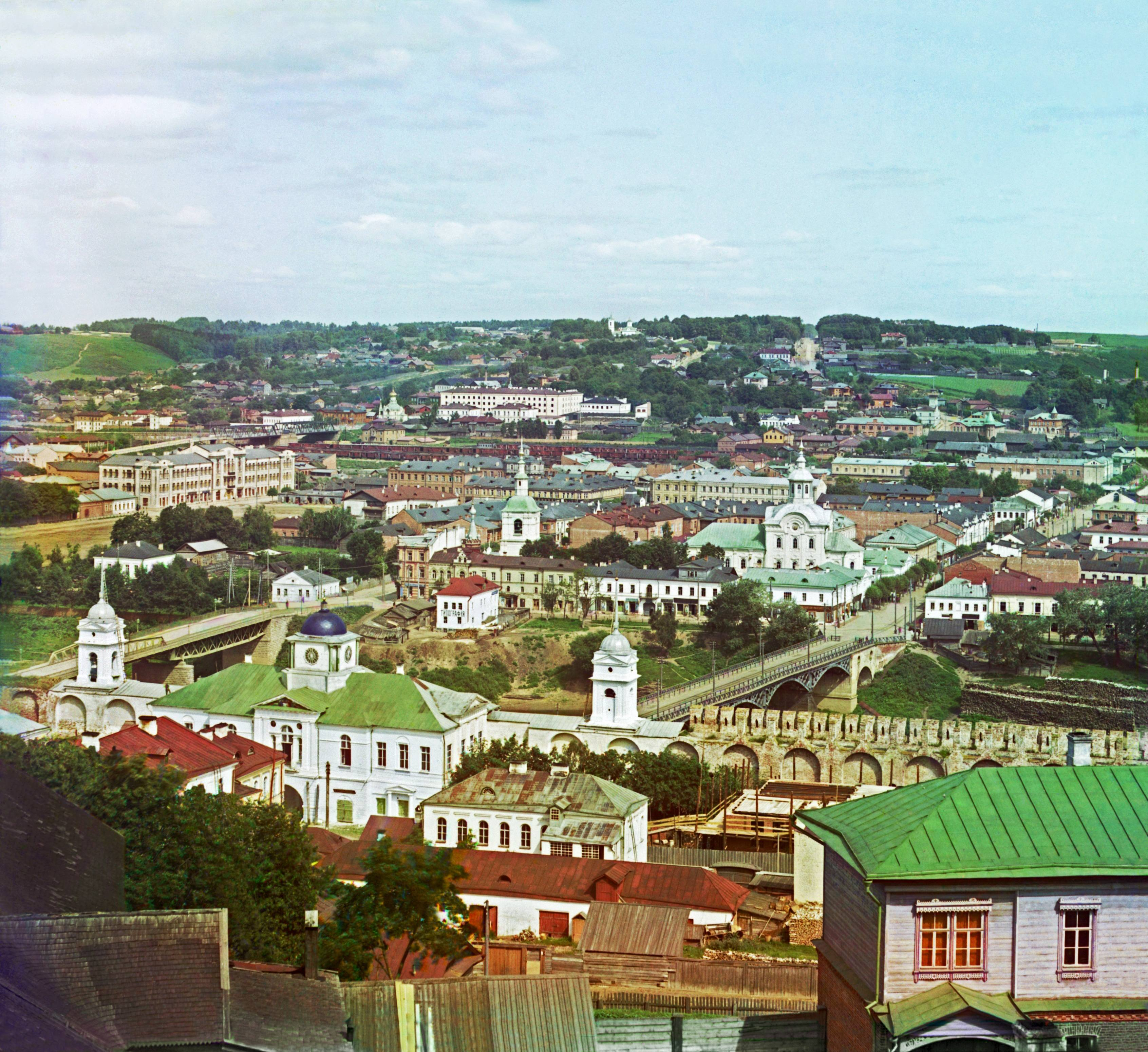
Panorama de Smolensk.
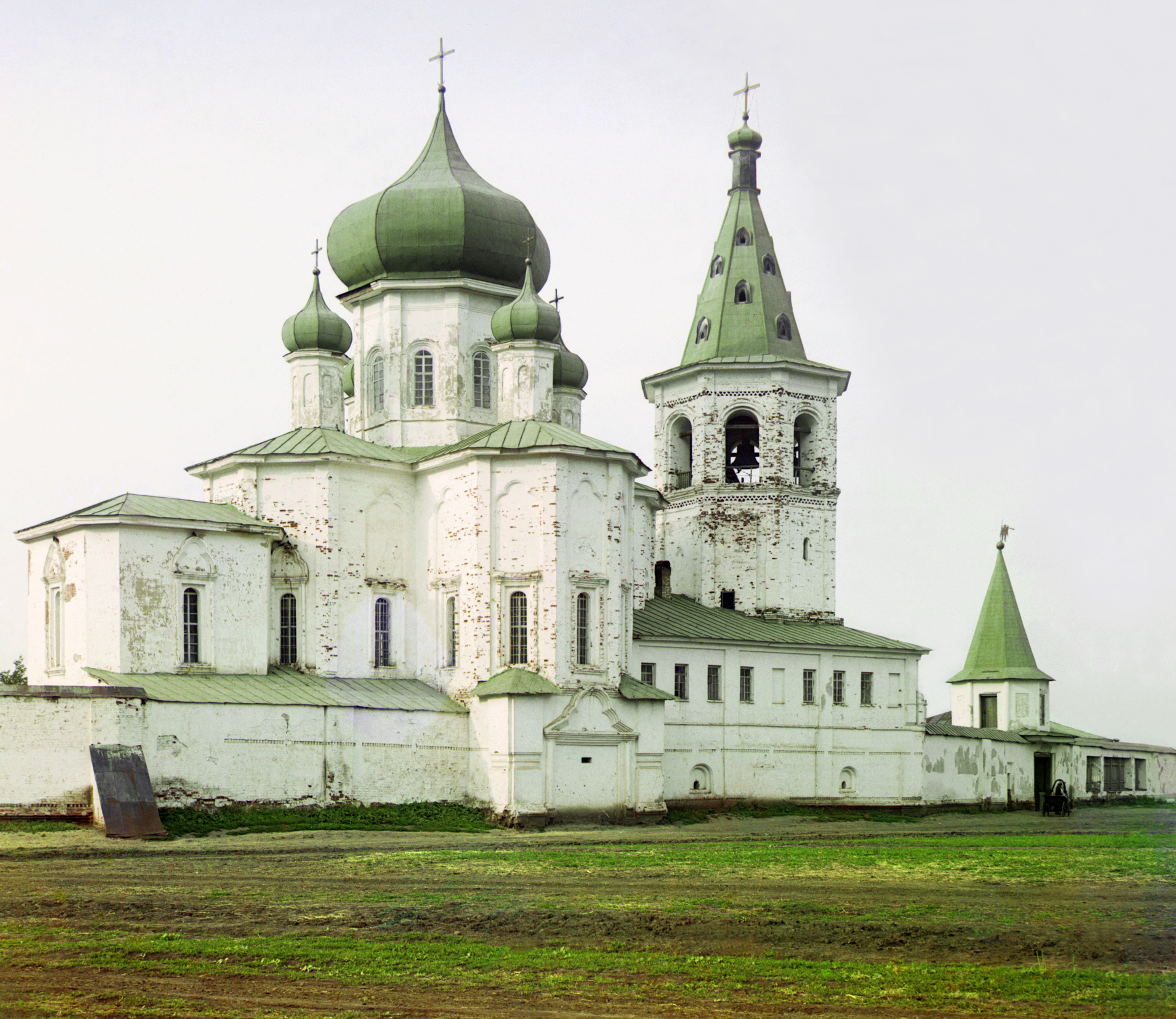
Monastère de la Sainte-Trinité à Tioumen.
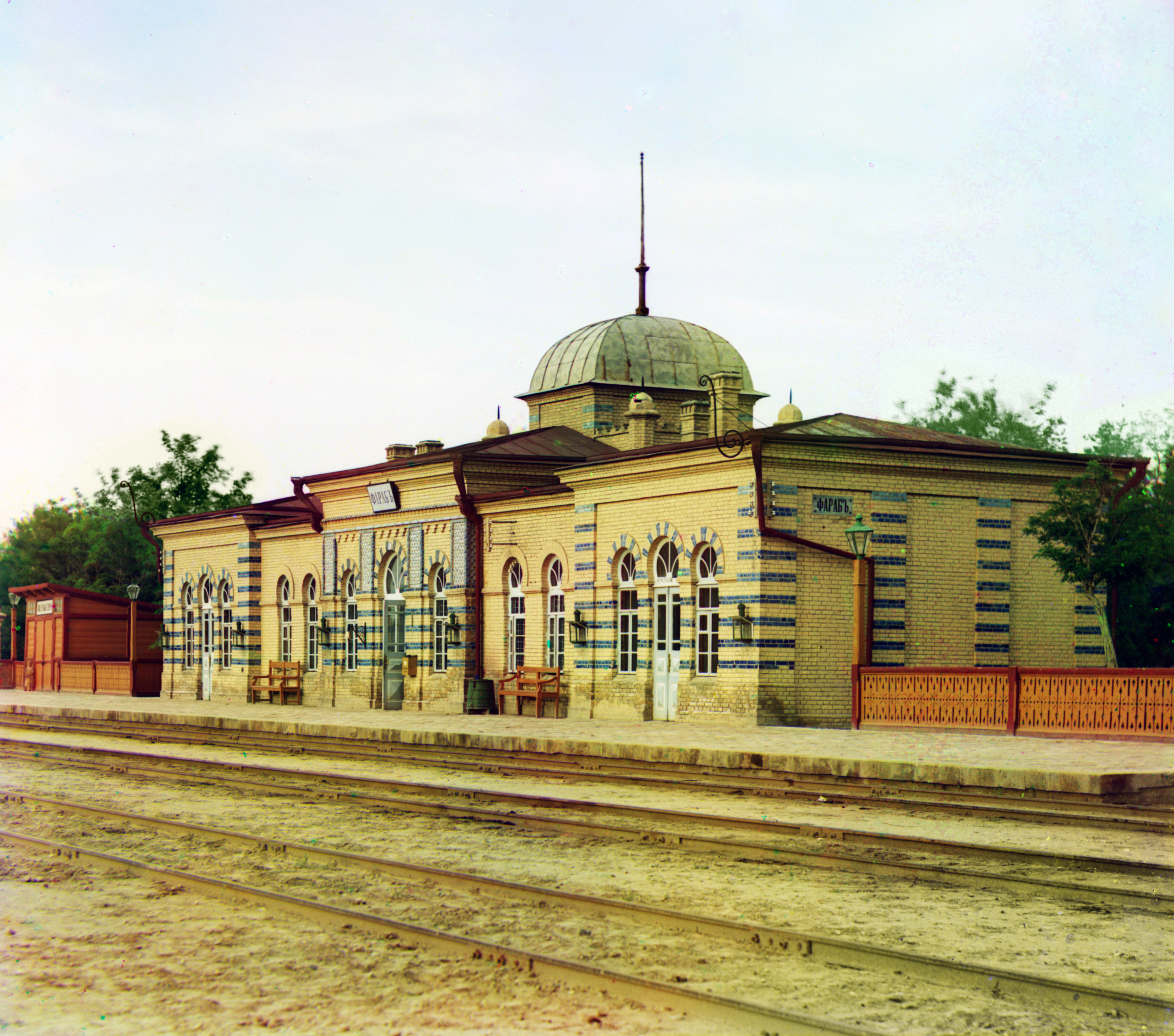
Station de chemin de fer à Farab, Turkménistan.
Pont de chemin de fer sur la rivière Chouia, gouvernement d'Olonets (aujourd'hui Carélie).
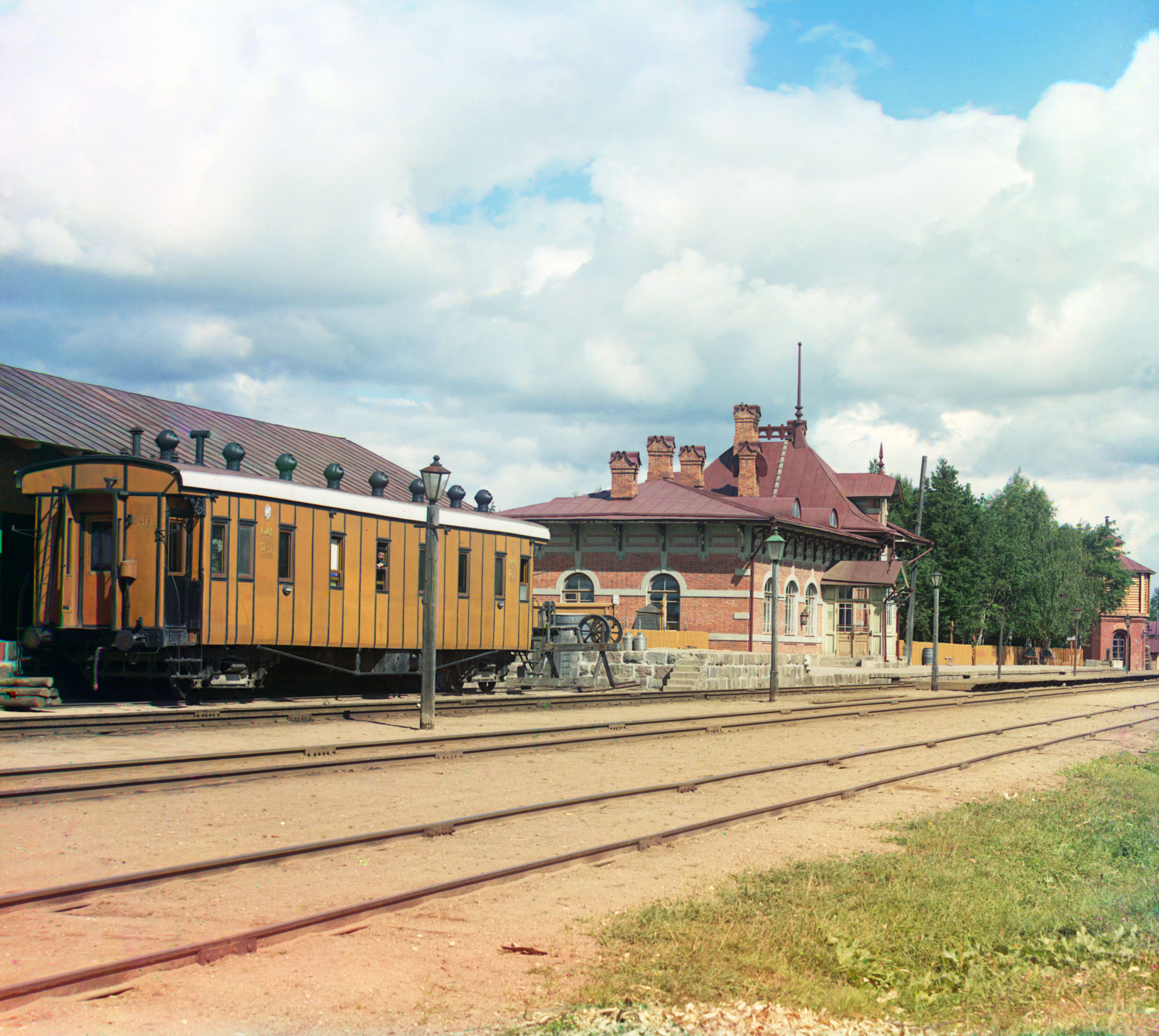
Station de chemin de fer de Borodino dans l'oblast de Moscou.
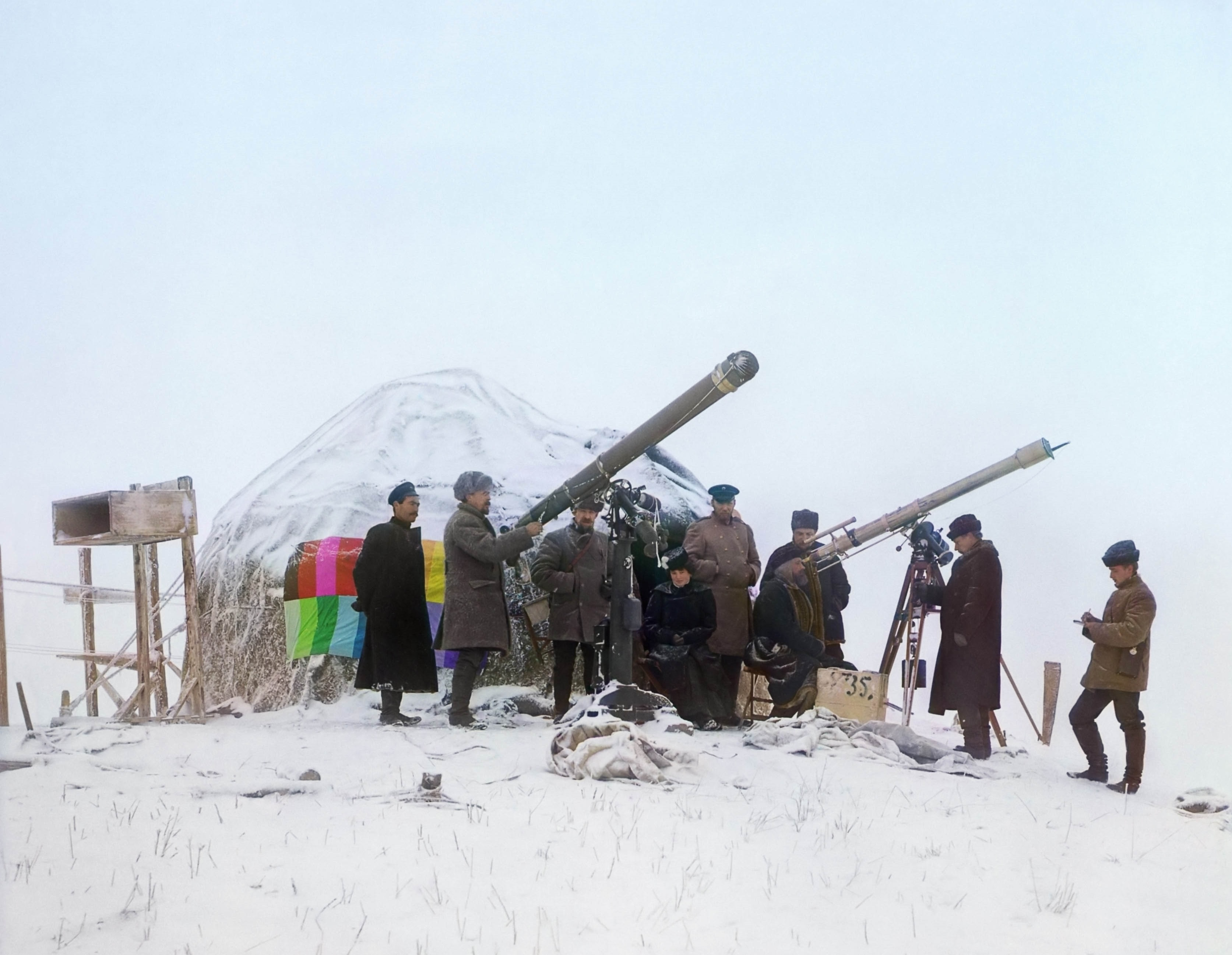
Observatoire astronomique des monts Tian.
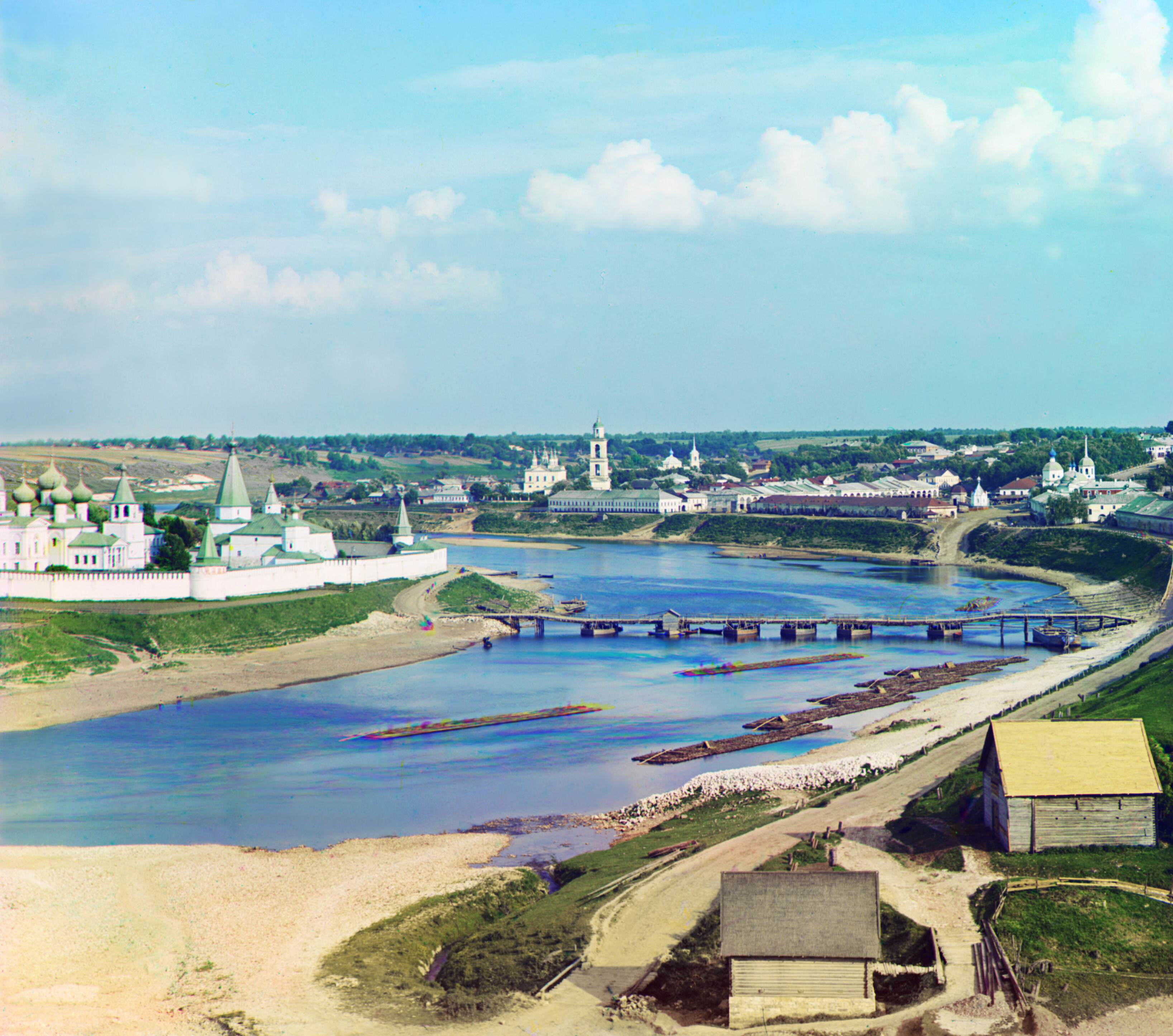
Vue générale de Staritsa et la Volga, 1910.
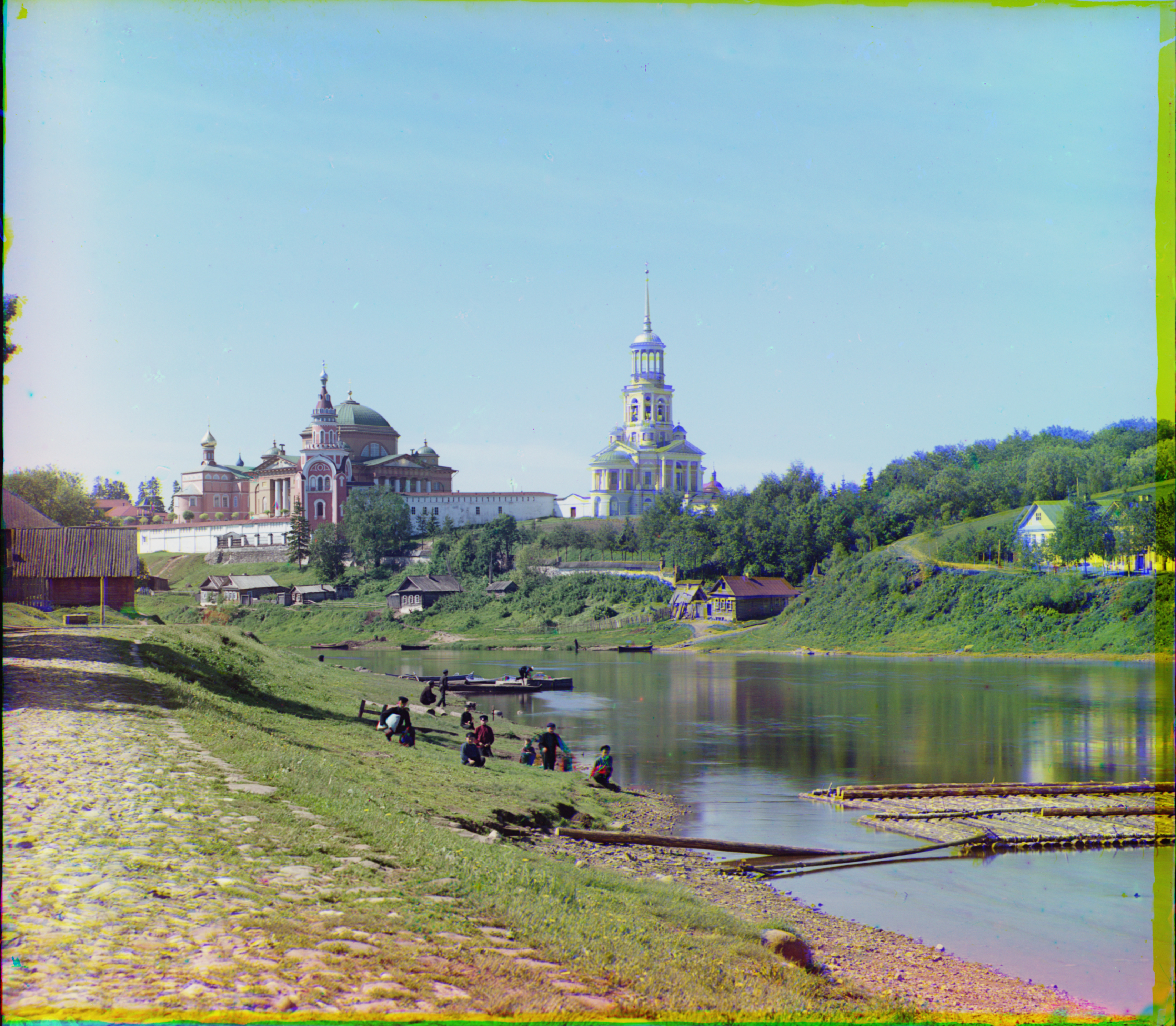
Monastère des Saints-Boris-et-Gleb de Torjok vue depuis le pont, 1910.
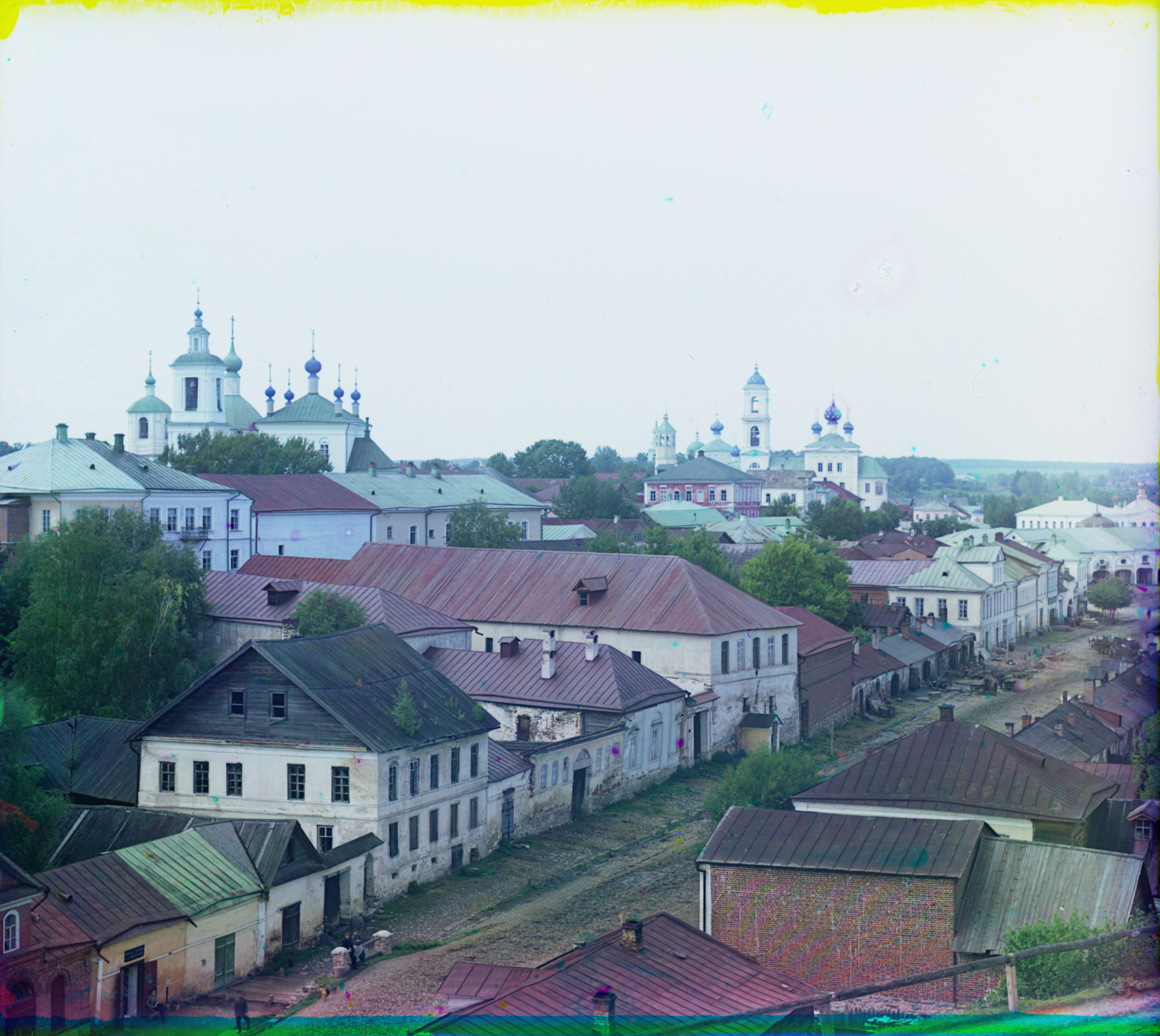
Vue depuis les remparts de la citadelle de Torjok.
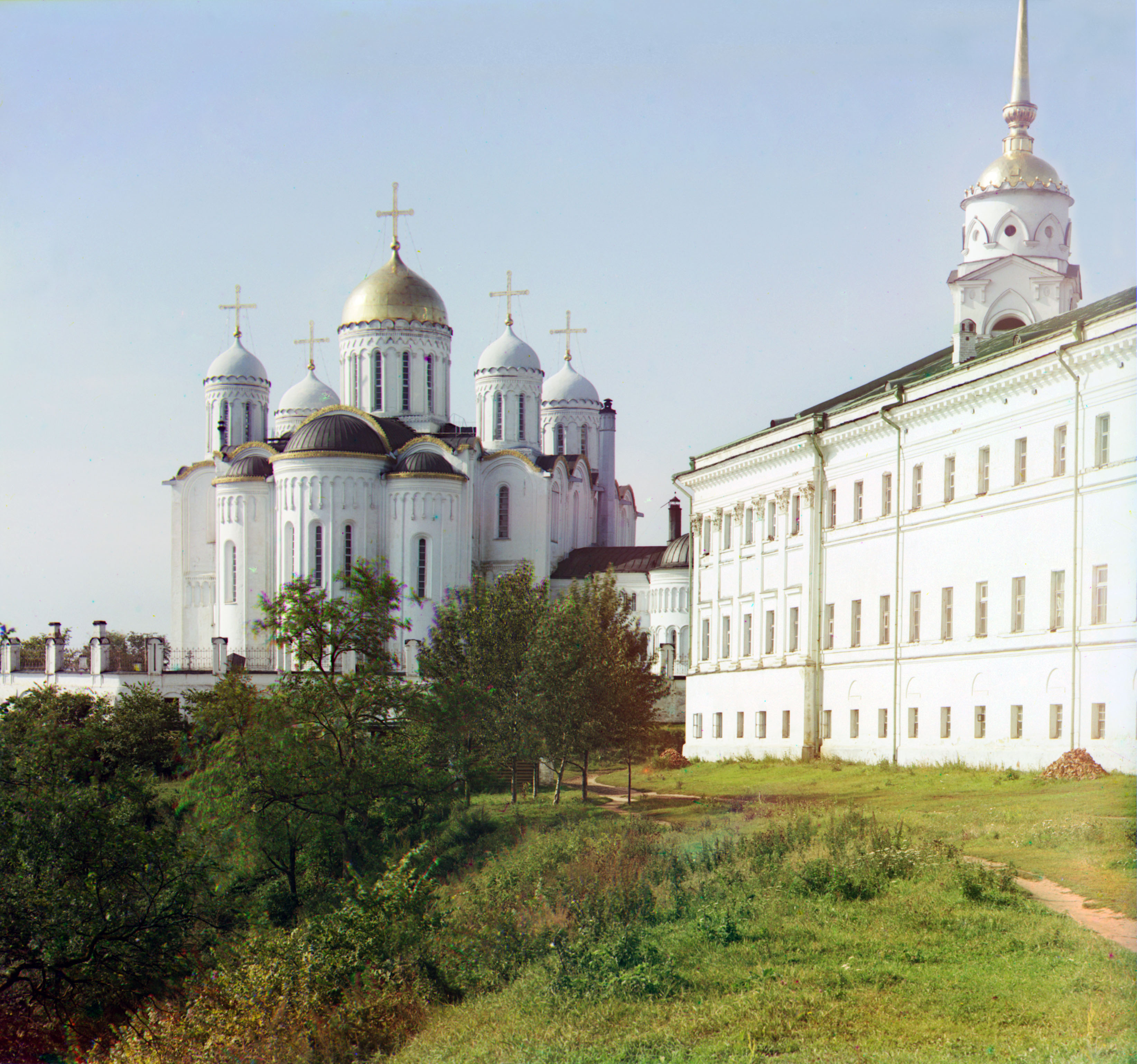
Cathédrale de la Dormition de Vladimir.
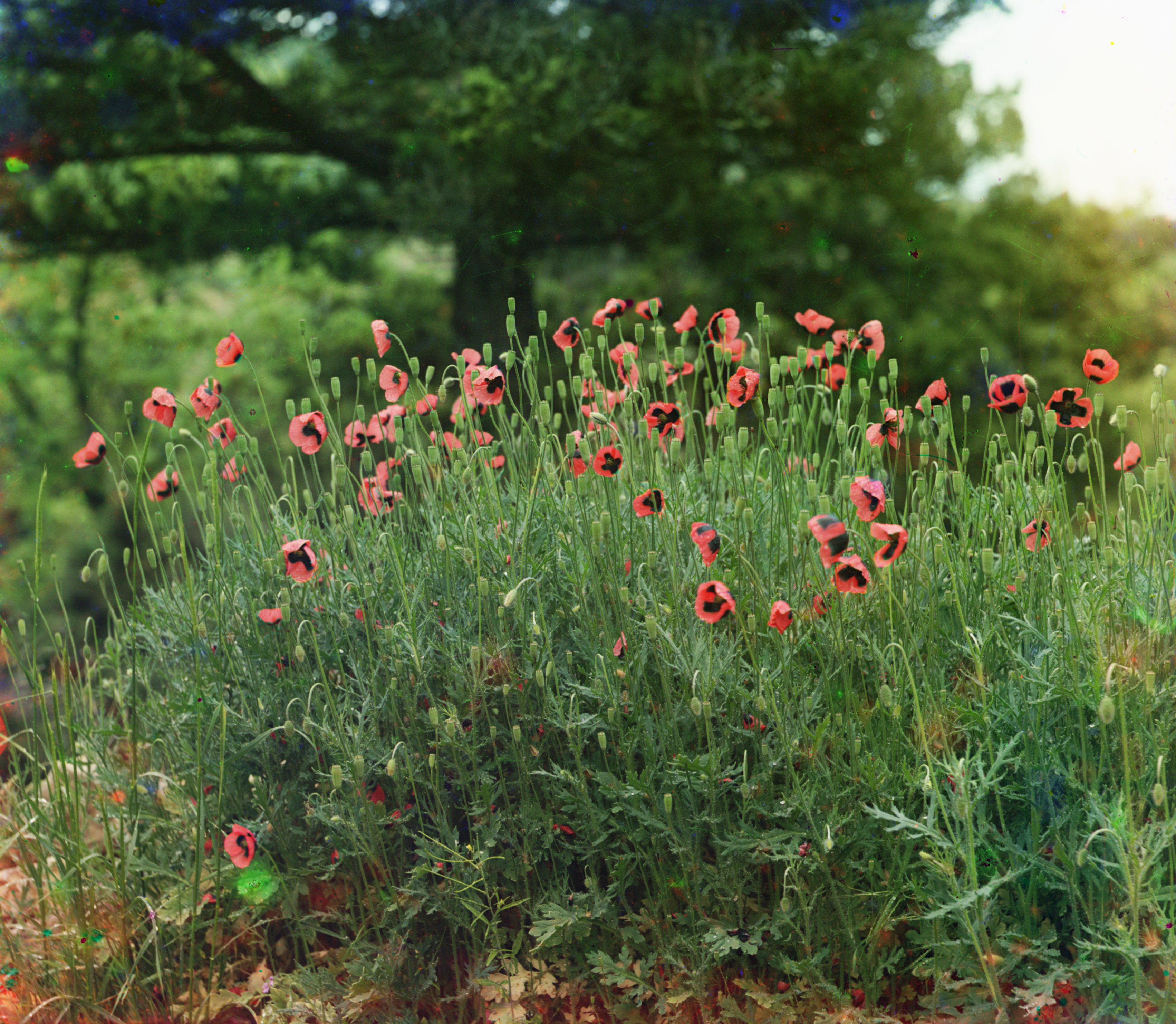
Champ de pavot.
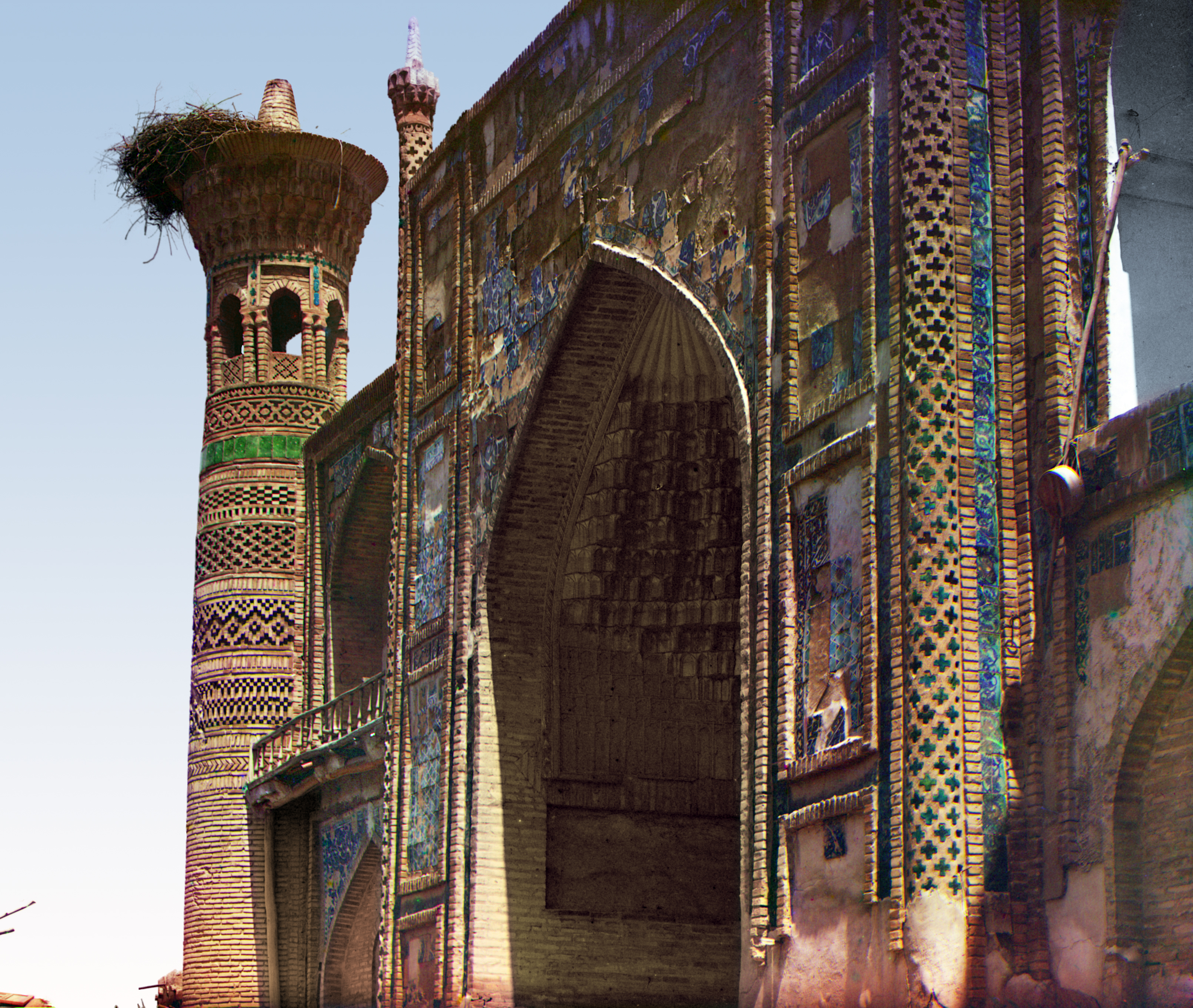
Médersa d'Topchi-Bashi à Boukhara.
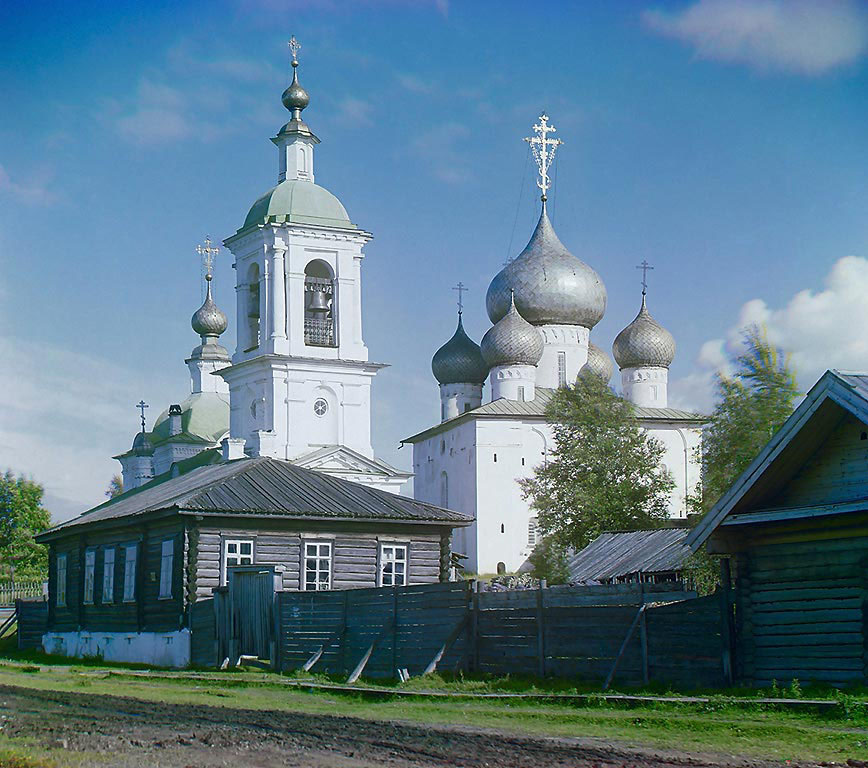
Église de la Dormition de Belozersk.
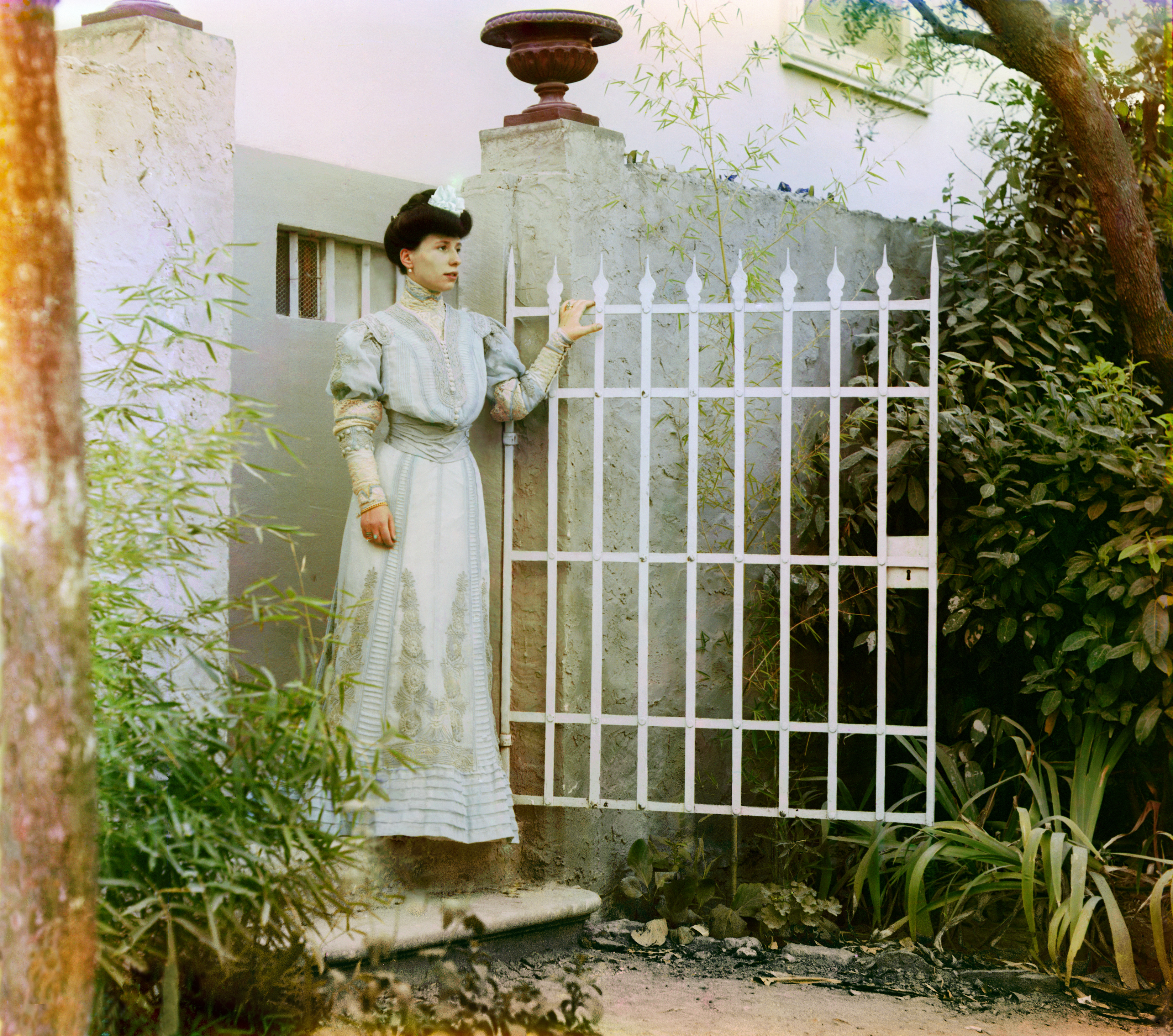
En Italie.
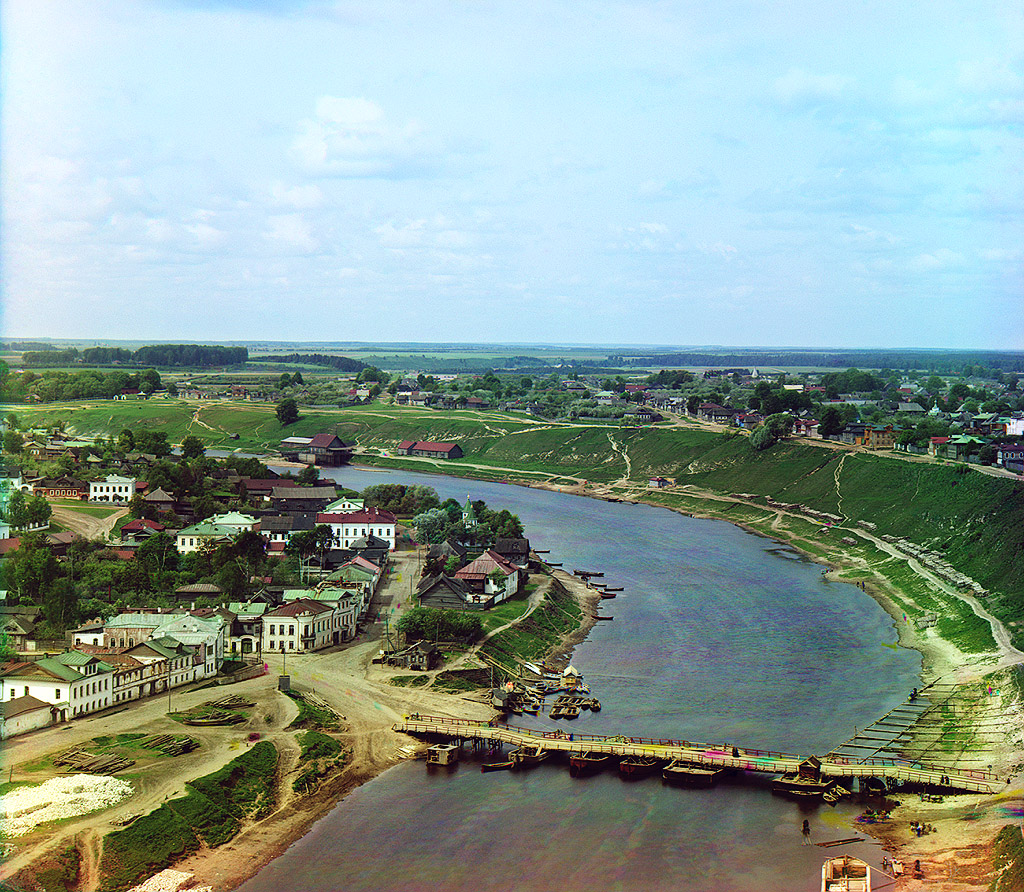
Rjev.